# 特別機動捜査隊
『特別機動捜査隊』（とくべつきどうそうさたい）はテレビ映画による刑事ドラマ、及び1963年公開の日本映画である。
テレビ映画は制作：NET・東映。1961年10月11日から1977年3月30日まで、15年と6カ月間、放映された。当初はモノクロ放送だったが、1967年4月6日からカラー放送となった。全801話。1時間の刑事ドラマでは最多放送回数である。映画は1963年に国内で封切り公開され、製作：東映。
本作が放映されると、各都道府県警察本部に様々な事件の初動捜査を担当する機動捜査隊が設置されるきっかけとなった。作中では特捜隊（）と略されることが多い。

## テレビ映画

### 概要

#### 内容
国内初の1時間テレビ映画として毎週放送が始まった。基本プロットでは事件発生のいきさつから犯人逮捕までの過程における捜査活動を重点を置いており、レギュラーの立石主任（警部補）をはじめ登場する刑事たちは、話を転がすための進行役という扱いだった。基本作風としては事件発生から解決までを時系列で描き、登場する刑事も前面に出るのではなく、あくまで事件や犯人に描写を置くストーリー構成だが、世相を反映したエピソードも多数作られた。毎回出てくる「警視三〇三、直チニ現場へ急行セヨ」の台詞や「通報を受けた特捜隊○○班は直ちに現場へ急行した。」のナレーションは本作の代名詞ともなった。ただし最初期はナレーションが無くタイトルバックのみであった。また、アメリカ合衆国の『アンタッチャブル』の要素が色濃く取り入れられて居る事が特徴である。リアリティを与えるため、警視庁から実際にあった事件の素材の提供を受け、それをフィクション化するという手法が用いられた。これにより、それまでタブーとされていた事件の発生描写が細かく描かれ、そのインパクトが視聴者を引き付ける結果となり、第1話では38.7%を記録。それ以降で30%以上の視聴率をマークした。年々凶悪化する犯罪の初動捜査を確実にするため、1959年4月に警視庁刑事部捜査第一課に「初動捜査班」が設置されたが、NETテレビの大株主である東映がこれを知ると、大川博がテレビ映画化を決定した逸話がある。1963年4月には警視総監の任に就いていた原文兵衛が、本作のファンだったので、それまでの「初動捜査班」を「機動捜査隊」と改称し、捜査第一課から独立させ、これが現在全国警察に49隊（警視庁3隊・他の道府県1隊）ある「機動捜査隊」となっている。

#### 各班
初期は立石班のみだが、代打的存在として藤島班を設定したのを皮切りに、2〜3班によるローテーション（時には合同）方式に変更された。2班体勢定着後は、回によって両班の所属刑事の混成チームが登場していくようになる。登場する各刑事の基本的な人物設定などは一切設けられておらず、回によってはレギュラー刑事の役者が代わったり、階級序列が逆転するなどの現象が見られた。階級及び年齢序列は立石班オリジナルメンバーにおいては、立石＞橘部長刑事＞荒牧＞桃井＞岩井田＞松山と完全固定されているが、それに絡む他の刑事は結構あやふやであり、例を挙げると途中加入の香取刑事はある回では初期から登場している先輩格の桃井刑事から「香取君」と呼ばれていたが、別の回では香取刑事が同じく先輩格である荒牧刑事と対等に会話をしたりしていた。立石班、藤島班では基本的に部下・後輩を呼び捨てにすることはなかったが、三船班では主任に習い部下や後輩に対しては呼び捨てとなった。例外はベテランの部長刑事で、三船主任も「チョウさん」と呼んで敬意を表していた。藤島班の南川部長刑事は「ナンチョウさん」と呼ばれた。橘部長刑事と関根部長刑事が共演する時は橘が「チョウさん」で関根が「関チョウさん」、関根と松木部長刑事共演の時は関根が「チョウさん」で松木は「マッツァン」であった。また、三船は荒牧刑事を「マキさん」、岩井田刑事を「ガンさん」と呼んだ。他にも高倉主任と畑野刑事が警察学校の同期であることから、2人で会話をする時に上司の高倉を呼び捨てにしていたことがあったり、長らく標準語で喋っていた内藤刑事が突然関西弁を喋ったりというような現象もあった。
回数に含まれない特番が2回放送されているが、このうちの1回は第1話の前週（1961年10月4日）に放送されている。また、正月放映の回では時代劇仕立てのエピソードが作られたり、刑事たちが揃って災難に遭うコメディタッチのエピソードが作られるなど、非常にバラエティ豊かであった。3班時代の末期から特定のレギュラー刑事をメインにした話もしばしば作られるようになり、そして後期になるとそれまで背広一辺倒だった中でラフな服装や、長髪の刑事が登場したりとその時代の刑事ドラマの時流を追いかけた変化もあった。

### スタッフ
※ 量が多いため、伸縮型のメニューとして掲載する。右にある[表示]をクリックすると一覧表示される。

### キャスト
※ 量が多いため、伸縮型のメニューとして掲載する。右にある[表示]をクリックすると一覧表示される。

### キャスティング
番組がスタートした当時は五社協定が効いている時代で、東映では自社製作のテレビ映画にはB級スターや無名の専属俳優を多く起用していた。そんな中、本作では『七色仮面』や『捜査本部』などのテレビ映画で実績を挙げていた波島進を主演に迎え、彼と共に事件捜査にあたるメンバーには『にっぽんGメンシリーズ』や『警視庁物語シリーズ』等で刑事役を演じた役者やヒーロー番組の主役俳優などを起用する体制でスタート。毎回ゲストには東映の役者に加え、中井義の古巣である新東宝の役者などがキャスティングされた。
レギュラーも含め、出演俳優の多くは他の作品では脇役中の脇役といった扱いの役者や、特撮番組の主演はしていたが一般ドラマにはあまり知られていないという役者も多かった。例を挙げれば、三船主任役の青木義朗は起用当時日活の任侠映画での悪役を中心に活動しており、高倉主任役の里見浩太朗も当時は時代劇でゲストやサブレギュラーとしての扱いが多かった。中にはゲスト出演を繰り返し、レギュラーメンバーに抜擢されるも、降板後再びゲスト中心に逆戻りした役者も多数いた。時として、実在の歌手（主にコロムビアレコードやビクターレコードの専属歌手が多い）がクラブなどのシーンでの歌い手として顔見せ出演したり、実在のキャバレーのダンサーや文化人がそのままの役で出たりといった従来のドラマでは不可能と見られる試みがなされた。また地方ロケでは、その地方出身の役者を起用することも少なくなかった。
これらの事情に関してプロデューサーの中井義は1969年1月発売のTVガイド誌上にて、「高額なギャラをもらってる(いわゆるスタークラスの)俳優やタレントは、"刑事＝庶民の味方"のイメージから逸脱しているのでキャスティングしない。」とのコメントを残している。
1970年代に入ってからは日活・大映の役者も積極的に起用しており、他の有名番組で人気を博した俳優も出演するようになったものの、当初からのキャスティング傾向は変わらなかった。こうした背景は後番組の「特捜最前線」でも引き継がれている。
役名の特徴としては住吉正博→住吉刑事、山口暁→山口刑事、水木㐮→水木刑事、村上不二夫→村上記者など、俳優の芸名をそのまま使用している例が多い。

### 協賛
放送開始当初は特定のスポンサーについておらず、観音開きのトヨペット・クラウンの白パトや1953年式シボレーも登場していた。やがて日産自動車・日立製作所の2社が協賛となる。
日産自動車が番組提供及び車両協力していた関係で、劇中で特捜隊が使う覆面パトカーにセドリックが使われていた。#概要で既述したとおり、警視総監時代の原文兵衛が本作のファンだったために、後に実際のパトカーにもセドリックが採用されたという逸話がある。
日産自動車はプリンス自動車と合併した事により、1968年度の途中からは旧・プリンス自動車の車種であったグロリアやスカイラインが劇中の覆面パトカーとして登場するようになり、放送10年目を迎えた1971年10月6日放送の「わが道を行く」よりC10型スカイライン（通称・ハコスカ）の覆面パトカーが登場し、1972年12月13日放送の「刑事はつらいよ」よりC110型スカイライン（通称・ケンメリ）の覆面パトカーが登場した。
その他警らパトカーや逃走車両を含む劇中車両としてブルーバード、サニー、ローレルなどの日産車、また愛知機械工業製のコニー360ライトバンが登場した。
オープニングで覆面パトカーが疾走するシーンは、後継番組の『特捜最前線』のオープニングにおいてもほぼそのまま受け継がれていた。

### 放送日程
この節の出典：

#### 1961年
| 放送日   | 各話   | サブタイトル     | 脚本     | 監督     | 出演者 |
| -------- | ------ | ---------------- | -------- | -------- | --- |
| 10月4日  | 前夜祭 | ゼロ号出動       |          |          | 波島進、佐原広二、南川直、轟謙二、巽秀太郎、神田隆、 原文兵衛、小島正雄、徳川夢声、サトウハチロー、時津風、中沢不二雄、富田重雄、細川隆元 |
| 10月11日 | 第1話  | 最後の犯人を追え | 宮田達男 | 関川秀雄 | 波島進(立石主任)、佐原広二(妹尾部長刑事)、南川直(橘刑事)、轟謙二(桃井刑事)、巽秀太郎(内藤刑事)、神田隆(金子課長)、日尾孝司、室田日出男、柳生博、藤里まゆみ、志村妙子、田口耕平、若杉英二、大木史朗、沢彰謙、曽根秀介、小金井秀春、岩上瑛、田川恒夫 |
| 10月18日 | 第2話  | 殺意の報酬       | 須崎勝弥 |          | 波島進、佐原広二、南川直、轟謙二、巽秀太郎、神田隆、岩城力也、山東昭子 |
| 10月25日 | 第3話  | 死を呼ぶ女       |          |          | 波島進、八名信夫、月村圭子 |
| 11月1日  | 第4話  | 愛の偽証         | 須崎勝弥 |          | 波島進、室田日出男、林宏、安城百合子、滝謙太郎、萩千代子、加藤鞆子 |
| 11月8日  | 第5話  | 消えた札束       | 宮田達男 |          | 波島進、高橋京子、丸山誠、古市松吉、杉山枝美子、野田邦夫 |
| 11月15日 | 第6話  | 白マスクの女     |          |          | 波島進、田中恵美子、若杉英二 |
| 11月22日 | 第7話  | 恐怖のコバルト60 |          |          | 波島進、若杉英二 |
| 12月6日  | 第8話  | 殺人者の死       | 内田弘三 |          | 波島進、片山滉、岡部正純、上津原鮎子 |
| 12月13日 | 第9話  | 姿なき犯行       |          |          | 波島進、八代万智子、鳴内洋二、水島京子 |
| 12月20日 | 第10話 | 強奪の果て       |          |          | 波島進、松山浩三、斎藤邦唯、安藤三男、秋月竜 |
| 12月27日 | 第11話 | 夜の手配師       |          |          | 波島進、近衛敏明、杉義一、滝川潤 |

#### 1962年
| 放送日   | 各話   | サブタイトル         | 脚本            | 監督       | 出演者                                                                                           |
| -------- | ------ | -------------------- | --------------- | ---------- | ------------------------------------------------------------------------------------------------ |
| 1月10日  | 第12話 | 死の暴走             | 和家章人        |            | 波島進、北川恵一、北岡早苗                                                                       |
| 1月17日  | 第13話 | 悲しい恋人たち       |                 |            | 波島進、岡本四郎、大原洋子、三木宏祐、岩波はるみ                                                 |
| 1月24日  | 第14話 | 無国籍者を探せ       | 北一郎          |            | 波島進、山口勇、森幸太郎、滝謙太郎、衣川賢治                                                     |
| 1月31日  | 第15話 | 紫の魔手             |                 |            | 波島進、月村圭子、北山達也、大録加寿子、小嶋一郎                                                 |
| 2月7日   | 第16話 | 二つの顔の復讐       |                 |            | 波島進、沖竜二、片山滉、大谷友彦、立松晃、黒岩三代子                                             |
| 2月14日  | 第17話 | 愚かなる逃亡         |                 |            | 波島進、春山典子、小川守、御木本伸介、表泰子                                                     |
| 2月21日  | 第18話 | 影の牙               |                 |            | 波島進、高塔正康、久保春二、玉川良一、左京未知子                                                 |
| 2月28日  | 第19話 | お礼参り             |                 |            | 波島進、真弓田一夫、筑紫あけみ、小林重四郎、柏木優子                                             |
| 3月7日   | 第20話 | 罠                   | 坂田隆之        | 伊賀山正光 | 波島進、外野村晋、多摩佳子、影山泉、森良介、西村伊久子                                           |
| 3月14日  | 第21話 | 弾痕                 |                 | 和田篤人   | 波島進、岩上瑛(荒牧刑事)、轟謙二、神田隆、矢代京子、大村文武、カワベキミオ、梶すみ子、浮田左武郎 |
| 3月21日  | 第22話 | 悪魔の石             |                 |            | 波島進、八代万智子、浅見比呂志、桜井悦子                                                         |
| 3月28日  | 第23話 | 一千万人の恐怖       |                 |            | 波島進、若杉嘉津子、阿久津克子                                                                   |
| 4月4日   | 第24話 | 狂った時刻表         |                 |            | 波島進、宮園純子、西村伊久子、古賀京子                                                           |
| 4月11日  | 第25話 | 消えた金塊           |                 |            | 波島進、北山達也、桔梗恵二郎、関山耕司、滝謙二郎                                                 |
| 4月18日  | 第26話 | アリバイ無き男たち   |                 |            | 波島進、北川恵一、真中陽子、国方伝                                                               |
| 4月25日  | 第27話 | 悪銭                 | 壺井昭治        |            | 波島進、青柳美枝子、岡部正純、小川守、黒岩三代子                                                 |
| 5月2日   | 第28話 | あるドン・ファンの死 |                 |            | 波島進、佐伯徹、鮎川浩、南里マミ、三田泰子                                                       |
| 5月9日   | 第29話 | 野良犬               | 蔦原万亀雄      | 伊賀山正光 | 波島進、柏木優子、安城百合子、桜井悦子、新草恵子、鳴門洋二                                       |
| 5月16日  | 第30話 | 歪んだ罠             | 西島大          | 伊賀山正光 | 波島進、福田公子、外野村晋、矢代哲也                                                             |
| 5月23日  | 第31話 | 白い血痕             |                 | 土居通芳   | 波島進、三田村隆介、北峰有二、滝千代子、宮園純子                                                 |
| 5月30日  | 第32話 | 蒼い復讐             |                 | 土居通芳   | 波島進、高島新太郎、宮地晴子                                                                     |
| 6月6日   | 第33話 | ボス                 |                 | 伊賀山正光 | 波島進、藤里まゆみ、新井茂子、バーバラ・Ｊ：マチソン、扇町景子、若杉嘉津子                       |
| 6月13日  | 第34話 | 死の天使             |                 | 伊賀山正光 | 波島進、柏まゆみ、日暮里子、萩原恵一、沖竜二                                                     |
| 6月20日  | 第35話 | 有刺鉄線             |                 | 松島稔     | 波島進、竜崎一郎、潮健児、月村圭子                                                               |
| 6月27日  | 第36話 | 逆恨                 | 大塚敏          |            | 波島進、三沢あけみ、古賀京子、東沢静二                                                           |
| 7月4日   | 第37話 | 偽報告書             | 中山靖夫        |            | 波島進、南川直、佐伯徹                                                                           |
| 7月11日  | 第38話 | 欲望の海             | 大和久守正      |            | 波島進、笠間雪雄、折原啓子                                                                       |
| 7月18日  | 第39話 | 火葬場の火を消せ!    | 北一郎          |            | 波島進、南川直、岩上瑛、轟謙二、神田隆、巽秀太郎                                                 |
| 7月25日  | 第40話 | 結婚詐欺             | 高久進          |            | 波島進、里見孝二、曽根秀介、二瓶秀雄、前田敏子                                                   |
| 8月1日   | 第41話 | 通り魔の季節         | 柳川創造        |            | 波島進、南川直、岩上瑛、轟謙二、巽秀太郎                                                         |
| 8月8日   | 第42話 | 恐怖の新婚旅行       | 大和久守正      |            | 波島進、飯田はるえ、水上竜子、立松晃、石森武雄、赤尾静子                                         |
| 8月15日  | 第43話 | 遺産の誘惑           |                 |            | 波島進、神田隆、司浩二、黒岩三代子                                                               |
| 8月22日  | 第44話 | 掌の傷あと           | 横山保朗        | 松島稔     | 波島進、出崎七生、石橋蓮、越前公男                                                               |
| 8月29日  | 第45話 | 黒い花火             | 北一郎 豊田総治 |            | 波島進、鈴木志郎(西本捜一主任)、久弥恭子                                                         |
| 9月5日   | 第46話 | 蟻地獄               |                 | 伊賀山正光 | 波島進、南川直、岩上瑛、轟謙二、巽秀太郎                                                         |
| 9月12日  | 第47話 | ある死角             | 松本孝二        | 伊賀山正光 | 波島進、服部哲治、高島新太郎                                                                     |
| 9月19日  | 第48話 | ダイナマイト         |                 |            | 波島進、鮎川浩、光岡早苗、山崎猛                                                                 |
| 9月26日  | 第49話 | 三つの黒真珠         |                 |            | 波島進、水上竜子、左京未知子、高橋正夫、滝島孝二                                                 |
| 10月3日  | 第50話 | 終電車 前編          | 横山保朗 高平忍 | 伊賀山正光 | 波島進、南川直、岩上瑛、轟謙二、巽秀太郎、青柳美枝子                                             |
| 10月10日 | 第51話 | 終電車 後編          | 横山保朗 高平忍 | 伊賀山正光 | 波島進、南川直、岩上瑛、轟謙二、巽秀太郎、青柳美枝子                                             |
| 10月17日 | 第52話 | 灰色の悲願           |                 |            | 波島進、南川直、岩上瑛、轟謙二、巽秀太郎                                                         |
| 10月24日 | 第53話 | 病院から消えた男     |                 |            | 波島進、滝千江子、長谷川待子                                                                     |
| 10月31日 | 第54話 | 偽医者               |                 |            | 波島進、小林裕子、緒方敏也、福島寿美子                                                           |
| 11月7日  | 第55話 | 愛と死と罪           |                 | 今村農夫也 | 波島進、南川直、岩上瑛、轟謙二、巽秀太郎、川田一恵                                               |
| 11月14日 | 第56話 | 指名手配の男         |                 | 小川貴智雄 | 波島進、長門勇、星美智子                                                                         |
| 11月21日 | 第57話 | 悪の断層             |                 |            | 波島進、立松晃                                                                                   |
| 11月28日 | 第58話 | ある信者の死         |                 |            | 波島進、文野朋子、広田進司、伊東正江                                                             |
| 12月5日  | 第59話 | 奈落                 |                 |            | 波島進、江畑絢子、武田竜三                                                                       |
| 12月12日 | 第60話 | 禁断の過去           |                 |            | 波島進、近藤美子、丘野美子、安藤三男                                                             |
| 12月19日 | 第61話 | 涙                   |                 | 松島稔     | 波島進、笠間雪雄、本山可久子                                                                     |
| 12月26日 | 第62話 | 工場が死んだ時       | 今村文人        | 渡辺成男   | 波島進、小林寛、稲吉靖、石橋蓮、左京未知子、森野五郎、横堀修、小沢由美、小林十九二               |

#### 1963年
| 放送日   | 各話     | サブタイトル         | 脚本              | 監督       | 出演者 |
| -------- | -------- | -------------------- | ----------------- | ---------- | --- |
| 1月2日   | 第63話   | 初笑い贋小判騒動     | 大和久守正        | 今村農夫也 | 波島進、布地由起江、太宰久雄、千葉信雄、関千恵子、左とん平、久野四郎                                                |
| 1月9日   | 第64話   | 虚飾                 | 柏倉敏之          | 小川貴智雄 | 波島進、ビショップ節子、志村妙子、近藤敏明                                                                          |
| 1月16日  | 第65話   | 犠牲者               |                   |            | 波島進、杉幸彦、立松晃、田中恵美子                                                                                  |
| 1月23日  | 特別番組 | 特別機動捜査隊の夕べ |                   |            | 黒岩三代子、若山彰、五月みどり、こまどり姉妹、久野四郎                                                              |
| 1月30日  | 第66話   | 悪い道               |                   | 小川貴智雄 | 波島進、外野村晋、故里やよい、桑山正一                                                                              |
| 2月6日   | 第67話   | にせもの             | 田中祥太郎        | 今村農夫也 | 波島進、浅野進治郎、千原しのぶ                                                                                      |
| 2月13日  | 第68話   | 業火                 |                   |            | 波島進、南川直、岩上瑛、轟謙二、巽秀太郎、鈴木志郎、岡田敏子、早川研吉、村越伊佐子、小嶋一郎、黒岩三代子、沖竜三    |
| 2月20日  | 第69話   | 毒の花               |                   |            | 波島進、水原ユカリ、木崎豊                                                                                          |
| 2月27日  | 第70話   | 背信                 | 大和久守正        |            | 波島進、綾川香、三笠純                                                                                              |
| 3月6日   | 第71話   | 冷たい石             | 上田潤            | 今村農夫也 | 波島進、浅沼創一、瀬良明                                                                                            |
| 3月13日  | 第72話   | ある盲点             |                   |            | 波島進、井上大助、柏まゆみ、真中陽子                                                                                |
| 3月20日  | 第73話   | 目撃者               | 横山保朗 高平忍   | 松島稔     | 波島進、石橋蓮、逢初夢子、太宰久雄、若山みち子、石橋吉嗣                                                            |
| 3月27日  | 第74話   | 執念                 | 壺井昭治          |            | 波島進、新草恵子、山崎猛、光岡早恵、小林重四郎                                                                      |
| 4月3日   | 第75話   | 停年                 | 柄沢嘉平太        | 今村農夫也 | 波島進、磯野秋雄 |
| 4月10日  | 第76話   | 春琴譜               | 高久進            | 渡辺成男   | 波島進、織賀邦江、山岡淳一、多摩桂子、正木信也                                                                      |
| 4月17日  | 第77話   | 密集地帯             |                   | 松島稔     | 波島進、石橋蓮、中村正、牧野弘明、沢田靖、宇田勝也、霞涼二                                                          |
| 4月24日  | 第78話   | バクロ               |                   |            | 波島進、小嶋一郎(村上刑事)、みせしげこ、緒方敏也、久保比左志、津村幸子                                              |
| 5月1日   | 第79話   | 血と砂               | 豊田総治          |            | 波島進、小嶋一郎、宝生あやこ、石井伊吉、貫恒実、島宇志夫                                                            |
| 5月8日   | 第80話   | 帰らざる海           | 上田潤            | 永野靖忠   | 波島進、邦創典、高木均、岡田慎平、小笠原章二郎、光岡和代                                                            |
| 5月15日  | 第81話   | 過去の影             | 鈴木徳子          |            | 波島進、小嶋一郎、服部哲治、長門勇、生田三津子、島仲行                                                              |
| 5月22日  | 第82話   | 慾望                 | 大和久守正        |            | 波島進、南川直、巽秀太郎、小嶋一郎、滝川潤(岩井田刑事)、里見孝二、戸沢祐介、白石守、若山みち子、小笠原慶子          |
| 5月29日  | 第83話   | はみ出した青春       |                   | 今村農夫也 | 波島進、筑波久子、福島美恵子、武藤英司、矢代哲也、富士あけみ                                                        |
| 6月5日   | 第84話   | 自首                 | 西沢治            | 永野靖忠   | 波島進、湊俊一、金井修、伊藤巴子、池田忠夫、岩城力也、花岡菊子                                                      |
| 6月12日  | 第85話   | 出来心               | 大和久守正        | 松島稔     | 波島進、永井柳太郎、久保春二、波木井健二、加川寿子、生方功                                                          |
| 6月19日  | 第86話   | 孤独                 | 加瀬高之          | 石川義寛   | 波島進、冬木京三、幾野道子、居作伸一、富士あけみ、津村正巳、萩原憲一、菊池勇一                                      |
| 6月26日  | 第87話   | 暴力                 | 柏倉敏之          |            | 波島進、平松公太郎、堤真佐子、石川竜三                                                                              |
| 7月3日   | 第88話   | 追いつめられた狼     | 北一郎            | 永野靖忠   | 波島進、山田周平、小畑通子、市川寿美礼、灰地順、高橋正夫                                                            |
| 7月10日  | 第89話   | 恋と金と魔女         |                   |            | 波島進、黒岩三代子、ジョージ・ルイカー、幸田宗丸、田中淳一、筈見純、三島謙                                          |
| 7月17日  | 第90話   | 疑惑                 | 村田武雄          |            | 波島進、浅見比呂志、寺島貢、星美智子                                                                                |
| 7月24日  | 第91話   | 浮草                 | 豊田総治          | 仲木睦     | 波島進、柳谷寛、松風はる美、太宰久雄、西川敬三郎、紫桂子                                                            |
| 7月31日  | 第92話   | 歪んだ太陽           | 大和久守正        | 大岡紀     | 波島進、川部修詩、新草恵子、二階堂有希子、浅沼創一、塚田正昭、伊海田弘、伊達正三郎                                  |
| 8月7日   | 第93話   | 絶望の女             | 小山内美江子      |            | 波島進、江藤勇、朝海圭子、前田敏子                                                                                  |
| 8月14日  | 第94話   | 十八年               | 大和久守正        | 石川義寛   | 波島進、天草四郎、七瀬真紀、岡野耕作、島章                                                                          |
| 8月21日  | 第95話   | 脱獄                 |                   |            | 波島進、高城丈二、有沢正子、直木みつ男                                                                              |
| 8月28日  | 第96話   | 不信の季節           | 藤村正太          | 今村農夫也 | 波島進、綾川香、高松政雄、大木史郎、久野四郎                                                                        |
| 9月4日   | 第97話   | あやまち             | 松井稔            | 大岡紀     | 波島進、小嶋一郎、笠間雪雄、野川由美子                                                                              |
| 9月11日  | 第98話   | あこがれ             | 村田武雄          |            | 波島進、関みどり、志摩佳子、山口勇                                                                                  |
| 9月18日  | 第99話   | 大いなる代償         | 初谷美保子        | 石川義寛   | 波島進、小嶋一郎、小川真由美、内田高子、水上竜子                                                                    |
| 9月25日  | 第100話  | 愛の真実             | 大和久守正        | 小川貴智雄 | 波島進、桐山明子、石橋蓮、須永康夫、滝那保代、笹川恵三                                                              |
| 10月2日  | 第101話  | 台風圏               | 藤村正太          | 今村農夫也 | 波島進、湊俊一、荒川さつき、丘野美子、伊沢一郎、睦五郎、柄沢英二、西川敬三郎、浅沼創一、牧野弘明、幸田宗丸          |
| 10月9日  | 第102話  | 続 台風圏            | 藤村正太          | 今村農夫也 | 波島進、春江ふかみ                                                                                                  |
| 10月16日 | 第103話  | 煙りの町             | 大和久守正        |            | 波島進、西島悌四郎、原芳江、桔梗恵二郎                                                                              |
| 10月23日 | 第104話  | 爆音地帯             | 村田武雄          | 小川貴智雄 | 波島進、朝雲照代、近衛敏明、山藤均、立松晃、緒方敏也                                                                |
| 10月30日 | 第105話  | どぶ                 | 真船二郎          |            | 波島進、牧野和子、中村栄二、樋口功、高橋洋二、若宮五郎                                                              |
| 11月6日  | 第106話  | 欲の決算             | 大和久守正        |            | 波島進、鮎川浩、今西美奈子、松風はる美                                                                              |
| 11月13日 | 第107話  | 遺書                 | 村田武雄 清水孝之 | 仲木睦     | 波島進、高木新平、天野照子、朝海圭子、服部哲治、大邦一公                                                            |
| 11月20日 | 第108話  | 枯葉                 |                   | 松島稔     | 波島進、毒島章一、種茂雅之、植田貞光、上月左知子、金井修                                                            |
| 11月27日 | 第109話  | 青い炎               | 小山内美江子      | 小川貴智雄 | 佐伯徹、黒岩三代子、福島寿美子、正城睦子、村越伊佐子、二階堂有希子 鈴木志郎｜南川直、岩上瑛｜轟謙二、滝川潤｜波島進 |
| 12月4日  | 第110話  | 運命                 | 西沢治            | 近藤竜太郎 | 赤木春恵、松浦浪路、森塚敏、山口勇 波島進                                                                           |
| 12月11日 | 第111話  | のれん               | 大和久守正        | 大岡紀     | 小栗一也、中村竜三郎、中田三一郎 菅沼正(南川部長刑事)、岩上暎、高津住男(松井刑事)、亀石征一郎(久保田刑事)、波島進   |
| 12月18日 | 第112話  | 風の中の街           |                   | 松島稔     | 穂高稔、星美智子、渚健二 南川直、伊達正三郎(笠原刑事)、轟謙二、滝川潤、中山昭二(藤島主任)                           |
| 12月25日 | 第113話  | 迷える証言           | 本田明            | 小川貴智雄 | 嶺方功、三條美紀 菅沼正、岩上暎、高津住男、亀石征一郎、波島進                                                       |

#### 1964年
| 放送日   | 各話    | サブタイトル       | 脚本                | 監督       | 出演者 | 備考 |
| -------- | ------- | ------------------ | ------------------- | ---------- | --- | --- |
| 1月1日   | 第114話 | 東京の三十六時間   | 大和久守正          | 松島稔     | ミラー・マケナイ、今井健二、伊豆肇、曽根秀介 南川直、波島進 | |
| 1月8日   | 第115話 | 笹の葉             |                     |            | 竜崎一郎、沼田曜一、新草恵子、山岡淳一 南川直、伊達正三郎、轟謙二、滝川潤、中山昭二 | |
| 1月15日  | 第116話 | 白と赤             | 大柿康              | 仲木睦     | 川俣典子、湊俊一 波島進 | |
| 1月22日  | 第117話 | 蒼い十字路         |                     | 今村農夫也 | 永井玄哉、松岡紀公子、山田幸子、石橋蓮司 波島進 | |
| 1月29日  | 第118話 | ながれ             | 村田武雄            | 大岡紀     | 成瀬麗子、旗和子｜今村原兵、金平軍之助、渡眞二｜綾川香、伊藤惣一、石垣守一｜名川貞郎、五月女道子、木川哲也｜伊藤芳子、内藤綱男、大川温子、八乃さとみ｜志摩栄、城健太郎、上代眞也、西川裕美｜木村修、長崎琢、木内淑介、横溝和夫、權田計吉｜幾野道子、山口勇 鈴木志郎/島宇志夫｜南川直、岩上瑛｜轟謙二、滝川潤｜波島進 | |
| 2月5日   | 第119話 | 満員電車           | 大和久守正          | 今村農夫也 | 小笠原弘、高野恭明、松風はる美｜花岡菊子、上野堯、灰地順｜志摩燎子、根本嘉也、結城一郎、小笠原弘子｜青木和子、星紀市、山下退助、小杉義隆｜外池広治、仲原新二、泉美香、糸井光弥｜森るみ子、𠮷江清、柳精、平山雅子｜竹林睦子、平山成仁、荻洋一、阿部数則、月村勇｜岡博、池上千秋、栗原一彦、土井孝子、山口安子 鈴木志郎/島宇志夫｜南川直、岩上瑛｜轟謙二、滝川潤｜波島進 | |
| 2月12日  | 第120話 | 暗い日曜日         | 元持栄美            | 小川貴智雄 | 水上竜子、水原一郎、原芳江｜笹川恵三、荻原憲一、木下ゆづ子｜鶴島美奈、仲原新二、牧野弘明、真木美沙｜三神英子、津軽喜介、林宏、小金井秀春｜菊地誠一、朝日陽子、友野多介、香西恵太｜大久保敏夫、小谷清、三田耕作、波方紀久恵｜松岡葉子、沢村隆、沼崎裕子、榎英明、松下匠 鈴木志郎/島宇志夫｜南川直、岩上瑛｜轟謙二、滝川潤｜波島進 | |
| 2月19日  | 第121話 | けだもの           | 守田二郎            | 仲木睦     | 小林重四郎、福島寿美子｜大邦一公、関弘子、水原ゆかり｜不忍郷子、石田守衛、山田晴生｜上原美和、北峰有二、菅原壮男、小原庄之介｜稲田ゆき、後夷真沙子、曽野弘子、香月三千代｜島田章子、鈴木暁子、矢島瞳、中林容子｜小林一秋、平塚裕子、麻生三恵子、伊藤秀子、根岸玲子 鈴木志郎(西本捜一係長)、仲原新二(鑑察医)/島宇志夫｜南川直、岩上瑛｜轟謙二、滝川潤｜波島進 | |
| 2月26日  | 第122話 | ひったくり         | 松井稔              | 今村農夫也 | 津村悠子、浅沼創一｜並木瓶太郎、西川敬三郎、里木三朗、西島悌四郎｜橋本菊子、池田よしゑ、沖竜太、水島伸二｜美船洋子、志摩栄、秋月㐂久枝、大下眞司｜有馬新二、三島一夫、今西美奈子、都健二、高山正也｜長島武夫、北のり子、武藤周作、柳生尚美、岡田敏宏｜小甲登枝恵、田中優江、四志譲二、竹村佳子、北原廸子｜永井久子、佐藤薫、酒井由利、菊地重栄、小林元治、北邑栄二 鈴木志郎、仲原新二/島宇志夫｜南川直、岩上瑛｜轟謙二、滝川潤、小嶋一郎｜波島進 | |
| 3月4日   | 第123話 | 夜の女             | 加瀬高之            | 近藤竜太郎 | 星美智子、鮎川浩、安藤三男、阿部寿美子｜曽我町子、春江ふかみ、東京子、五月藤江｜眞咲美岐、清水美沙子、倉橋宏明、高峰竜三｜豊田みどり、ふじの・たまみ、三井秀顕、前沢奈緒子、清見淳｜白川裕介、久保一、貫恒実、木暮妙、河内玲子｜及川侍子、秋山要之助、宮島城之、みよし・明、内藤正、佐藤信子｜松永栄一郎、今富泰作、藤間佳子、下川清子、門田千鶴、池田道男｜中西紀久子、菅野洋子、中城基雄、木原規行、山崎俊、西智子、中川ひとみ 鈴木志郎、仲原新二/島宇志夫｜南川直、岩上瑛｜轟謙二、滝川潤、小嶋一郎｜波島進 | |
| 3月11日  | 第124話 | 誤算               | 本田明              | 小川貴智雄 | 八代万智子、永山一夫、竹田公彦｜杉狂児、城山順子、植木正夫｜白石冬美、黄慶瑞、石塚利治、植田貞光｜津軽喜介、天野照子、友野多介、井上リエ｜平野元、長谷川八郎、若木澄子、矢島由紀子｜掛川照子、武石昇、山室公男、水木慧、上天吉｜佐々木伊都子、久保比左志、山田和男、小杉公子、平山成仁｜沼崎裕子、末沢弘、大場紀子、黛綾子、大森春美 鈴木志郎、仲原新二/島宇志夫｜南川直、岩上瑛｜轟謙二、滝川潤、小嶋一郎｜波島進 | |
| 3月18日  | 第125話 | 誘惑者             | 村田武雄            | 今村農夫也 | 高城丈二、藤乃高子、正城睦子｜氏家慎子、嶺方功、於島鈴子、井上知子｜白銀道子、水沢摩耶、守田比呂也、高杉哲平｜伊東芳子、津崎敬三、峰阿矢、志賀眞津子｜E・キーン、小海とよ子、今野輝子、川村禾門、東郷昭子｜佐野巳恵子、小木宏子、須田玲子、伊藤亜子、四志譲二｜豊田恵子、松永幸子、古橋弘子、高橋芳樹、馬場信幸 鈴木志郎、仲原新二/島宇志夫｜南川直、岩上瑛｜轟謙二、滝川潤｜波島進 | 協賛:雅叙園観光ホテル                                                                                    |
| 3月25日  | 第126話 | 天使の乳房         | 小山内美江子        | 仲木睦     | 丘野美子、作間伊佐夫、市村昌治｜笠間雪雄、近松良枝、梅津栄、小沢さき子｜三好久子、寺島貢、高木新平、坂野比呂志｜賀々見照子、里木三朗、青沼三朗、小笠原弘子｜久富𠮷晴、桐島好夫、渡辺芳子、近衛秀子｜筈見純、阿部光子、渡辺淳二、安田隆、小倉和子｜萩原正勝、永井久子、柴田美弥子、水沢由美、松原美智夫、山木戸肇｜佐藤薫、松井明和、岩城大、林正慶、沢辺和子、田中春美 鈴木志郎、仲原新二/島宇志夫｜南川直、岩上瑛｜轟謙二、滝川潤｜波島進 | |
| 4月1日   | 第127話 | 蜘蛛の巣           | 豊田総治            | 今村農夫也 | 杉幸彦、武藤英司、八名信夫｜鹿沼朝子、曽根秀介、深水𠮷衛｜倉橋宏明、三島一夫、浅田安彦｜朝倉孝、長谷川平八郎、安城百合子｜結城一郎、守山竜次、牧野内とみ子｜戸田好三、土屋靖雄、米山八重子｜田端斉代、伊藤慶子、日下部聖悦 鈴木志郎、仲原新二/島宇志夫｜南川直、岩上瑛｜轟謙二、滝川潤｜波島進 | 協力:愛知県.県警本部、岐阜県.県警本部 協同企画:池田八郎、外山宏次、内田陞、名古屋放送(NBN)               |
| 4月8日   | 第128話 | さすらい           | 大垣康              | 今村農夫也 | 伊豆肇、堤眞佐子、武藤英司｜鬼頭昭夫、杉寛、藤江リカ、柳有｜中江隆介、立石文彦、菊地双三郎、志水辰三郎｜片山滉、倉橋宏明、三島一夫、河合絃司｜小藤田正一、相馬剛三、結城三千代、山田甲一、都健二｜藤田寛、宮城サチ子、長谷川平八郎、木元章介、宇野健彦｜瀬戸茂樹、森精治、脇真、中西紀久子、橋本秀男｜本間義弘、林純弘、小林実、上田侑嗣/名古屋並木グループ 鈴木志郎/島宇志夫｜南川直、岩上瑛｜轟謙二、滝川潤｜波島進 | 協力:愛知県.県警本部、岐阜県.県警本部、岐阜観光協会 協同企画:池田八郎、外山宏次、内田陞、名古屋放送(NBN) |
| 4月15日  | 第129話 | 非行少年           | 守田二郎            | 北村秀敏   | 緒方敏也、村井宏安、浜こうじ、簡野典子｜八車新子、稲𠮷靖、中田久美子、浦野光、藤井薫子｜中田浩二、真木亜沙子、堺新太郎、小泉靜司、北峰有二｜久保比左志、森良介、秋山敏、海老原響子、小川美由樹｜岩倉節子、飯沼操、丸山詠二、水木一人、朝見朗、佐多英子｜杉本くにお、中川真紀、須賀良、原信夫、小池蓁光、亀谷慶子｜池上昌人、美屋京子、公敦子、堀輝子、石川達郎、金子澄江｜新山道夫、宮尾博、前岡信行、名達ますみ、増田直樹、小泉博 鈴木志郎、仲原新二/島宇志夫｜南川直、岩上瑛｜轟謙二、滝川潤｜波島進 | |
| 4月22日  | 第130話 | ぽんこつ           | 𠮷岡昭二            | 今村農夫也 | 日恵野晃、江畑絢子、内藤綱男｜笹川恵三、森山周一郎、薄洋一｜多騎由郎、鶴島美奈、久保幸一｜𠮷岡浩一朗、前沢奈緒子、三枝陽子、大野広高｜糸井光哉、淡野桂子、髙橋照子、小塚十紀雄、園宮健司｜鈴木光雄、𠮷原正皓、柳精、三好道明、門田千鶴｜菅野洋子、大下修、佐々木久子、池上洋子、福島美子 鈴木志郎、仲原新二/島宇志夫｜南川直、岩上瑛｜轟謙二、滝川潤｜波島進 | |
| 4月29日  | 第131話 | 年輪               | 村田武雄            | 大岡紀     | 小林十九二、居作中一、於島鈴子、小笠原章二郎｜飯田覚三、田中志幸、美船洋子、石川玲、杉浦宏｜松岡文雄、森川公也、高木新平、加藤欣子、滝千江子｜橋本菊子、糸井光弥、水島京子、天野照子、秋月㐂久枝、園田義人｜志摩栄、岡田弘子、清水正、花木章吾、三田耕作、山崎友紀子｜及川待子、末沢弘、青山稔、田中繁雄、相馬道子、沖野一夫｜衣川賢治、久保田清司、長谷川継夫、上田侑嗣、渡辺紀子、長島由起子｜滝口じゅん子、杉鮎子、月村勇、横堀修/坂野比呂志(特別出演)、桂美津子(特別出演) 鈴木志郎、仲原新二/島宇志夫｜南川直、岩上瑛｜轟謙二、滝川潤｜波島進 | 協賛:東京都養育院                                                                                        |
| 5月6日   | 第132話 | 痴漢の季節         | 松井稔              | 北村秀敏   | 森戸稔夫、阿美本昌子、林孝一、天草四郎｜渡辺千世、若山みち子、木村八郎、青沼三朗、守屋俊男｜加藤土代子、𠮷田豊明、沖竜太、本間孫次、柴田智夫｜武田博文、小林テル、五木げん、白川祐介、板橋七生｜若水澄子、柴田美弥子、上田侑嗣、伊藤慶子、松川裕子｜北原廸子、梓竜二、上天吉、稲田ゆき、横溝和生、川田信一｜滝口じゅん子、池上洋子、二宮𠮷右ヱ門、鳥居益子、小関一、田中征一郎｜羽生悟、葉山美樹、仲塚光哉、小林元治、岩本成讃、小倉一郎 鈴木志郎、仲原新二/島宇志夫｜南川直、岩上瑛｜轟謙二、滝川潤｜波島進 | |
| 5月13日  | 第133話 | 轢き逃げ           | 駒田博之            | 仲木睦     | 江戸家猫八、若杉嘉津子、西川敬三郎｜花岡菊子、和田一壮、岩城力也、桧有子｜山田晴生、高峰竜三、浅野翠、田中敏夫、豊野弥八郎｜宮口二朗、堺新太郎、三輪幸子、小池栄、本多扶三子｜木川哲也、大久保敏夫、牧野弘明、木賀英次、高城伸二｜結城千里、櫻さゆり、脇野義澄、香月三千代、古市松吉｜花原照子、名取幸政、祖父江文宏、小金井秀春、宮沢俊一｜井上かよ子、遊佐ナオ子、平山成仁、佐川二郎、高瀬孝一、鈴木章子 鈴木志郎、仲原新二、上田侑嗣(鑑識課員)/島宇志夫｜南川直、岩上瑛｜轟謙二、滝川潤｜波島進 | |
| 5月20日  | 第134話 | 黒い花             | 大和久守正 高岡恵悟 | 大岡紀     | 黒岩三代子(松本祈世子)｜永井柳太郎(穂高伊吉)、磯村千花子(松本静靜代)、三原有美子(石井君子)｜朝戸正明(波岡秋彦)、溝井哲夫(石井徹)、森山周一郎(佐伯)｜岸井あや子(清藤の女将)、落合義雄(浜野)、滝雅男(松本一平)｜松峯由美子(長島和子)、倉田地三(管理人)、友野多介(事務員)｜川上健太郎、杉本くにお、宮本正勝、轟ひろ志｜渡辺淳二、平山成仁、丸山記美恵、藤原敬三｜高宮敬二(鬼丸) 鈴木志郎、仲原新二、上田侑嗣/島宇志夫｜南川直、岩上瑛｜轟謙二、滝川潤｜波島進 | |
| 5月27日  | 第135話 | 忘却               | 黒城四良雄          | 北村秀敏   | 鈴木昭生、宮園純子、北原隆、幸田宗丸、築地容子 波島進 | |
| 6月3日   | 第136話 | エゴイスト         | 元持栄美            | 伊賀山正光 | 館敬介(勝木省吾)、植田譲(𠮷村竜吉)、松風はる美(富恵)｜松浦浪路(ルミ)、岡野耕作(田端利夫)、斉藤英雄(島津)｜春江ふかみ(谷明子)、加藤澄江(勝木典子)、進藤幸(加奈江)、水沢摩耶(好江)｜加茂嘉久、大塚孝、相馬剛三、田川恒夫｜峰阿矢、鵜野隆太、英紀子、原信夫｜古市松吉、武藤周作、宮城サチ子、宇野信一｜池田道男、福島美子、不知火耶子、白須みわこ｜北島裕美、南條香、沢村隆、阿部キミ子、東百合子 鈴木志郎、仲原新二、上田侑嗣/島宇志夫｜南川直、岩上瑛｜轟謙二、滝川潤｜波島進 | |
| 6月10日  | 第137話 | ハンドル           | 守田二郎            | 大岡紀     | 白根一男(加賀敏夫)、有木三太(嘉吉)、伊吹新(佐山)｜永島岳(小泉)、佐々木清野(お芳)、直木みつ男(飯沢)、伊東阿津子(勝子)｜松尾佳子(千代)、石田守衛(飲屋親父)、田中敏夫(坂巻)、田所千鶴子(おかみさん)｜関山耕司(村瀬)、河合絃司(木村刑事)、久保一(近藤)、小杉義隆(部長)｜中村すみ、川野孝司、𠮷原正皓、松方信、武石昇｜文部おさむ、赤木宣子、大竹淳吾、南治、浅井淑子｜伊達弘、弘川恵造、斉藤力、長崎琢、小森英治｜荻健司、松原美智夫、佐藤薫、小黒紀二、馬場浩、古賀一雄｜丘野美子(花子・友情出演)、高城丈二(タクシーの客・友情出演) 鈴木志郎、仲原新二、北峰有二(科研員)、上田侑嗣/島宇志夫｜南川直、岩上瑛｜轟謙二、滝川潤｜波島進                                                                                          | |
| 6月17日  | 第138話 | 献身               | 大和久守正 𠮷岡昭三 | 北村秀敏   | 服部哲治(篠村忠夫)、新井茂子(面高友子)｜杉寛(武田繁三郎)、原ひさ子(小泉秀子)、大東良(筒井松三)、志水辰三郎(小泉光男)｜園浦ナミ(中島恵子)、井上とも子(相沢龍子)、宮川直子(武田澄子)、蔭山昌夫(宮川三郎)｜山田和男(橋本)、津路清子(老婆)、小笠原弘子(お兼)、落合明子(信子)｜小原庄之介、伊東芳子、小甲登枝恵、関登美雄｜安田洋子、薄井身知子、田沼進、衣川賢治 鈴木志郎、仲原新二、北峰有二、上田侑嗣/島宇志夫｜南川直、岩上瑛｜轟謙二、滝川潤｜波島進 | |
| 6月24日  | 第139話 | 密航               | 村田武雄            | 永野靖忠   | 笠達也(進藤辰男)、孔美都里(崔福熙)、柳谷寛(勝造)｜内田礼子(お米)、北見治一(侯昌国)、嶺方功(大柴)、光岡早苗(房子)｜川部修詩(金)、大友純(川上)、渡真二(張)、八車新子(小夜子)｜三川雄三(刑事)、今野輝子(真子)、秋山啓三(松林)、佐野哲也(黒田)｜古賀京子(久子)、小池安満(李)、築地博(小森)、平木久子(栄子)｜文部おさむ、石川達郎、三田耕作、上天吉｜梓竜二、佐川二郎、船越日出子、木村修 鈴木志郎、仲原新二、上田侑嗣/島宇志夫｜南川直、岩上瑛｜轟謙二、滝川潤｜波島進 | |
| 7月1日   | 第140話 | 四百九十人の容疑者 | 守田二郎            | 北村秀敏   | 小川守(陰山)、倉橋宏明(陰山画伯)、桜井良子(陰山夫人)、湊俊一(遠藤)｜北川国彦(中村)、山本正明(池内)、西川宏(河野)、山本緑(お由)、ジョージ吉村(丸山)｜石間健史(小泉)、植田貞光(神崎)、𠮷岡洸一朗(春山)、山中康司(田所)、秋月喜久枝(管理人)｜鶴島美奈(すみ子)、上野堯(近藤)、河内玲子(恵子)、小桜光子(あけみ)、牧野内とみ子(むつ子)｜木下育子(春子)、三上珱子(八重子)、八乃さとみ(まゆみ)、須貝由利枝(かおり)、小畑真子(礼子)｜堤紀子(あき子)、古橋弘子(ホステス.A)、早川ゆみ(時子)、寿御代子(広子)、瞳千枝子(マリ)｜長島武夫、吉峰英一、都健二、斗南治郎、柳川泰弘、青山昌治 振付：小松竜世 舞踊：城さゆり、宝八重、真名井玲子 鈴木志郎、仲原新二、上田侑嗣/島宇志夫｜南川直、岩上瑛｜轟謙二、滝川潤｜波島進                | |
| 7月8日   | 第141話 | おんな             | 元持栄美            | 伊賀山正光 | 宗方奈美(今村啓子)、池田忠夫(太田黒幸三)、掛川照子(咲子)、結城三千代(板倉房子)｜片山滉(𠮷岡)、北山達也(門脇淳造)、桧有子(絹子)、原良子(沢田早苗)｜谷本小代子(たね)、須永康夫(佐東)、富士あけみ(小森哲子)、石垣守一(馬場)｜八方ゆり(妙子)、津軽喜介(高橋)、小林博(竹本洋二)、丸山詠二(磯田)｜三木宏祐(審査員)、内山登美江(池田良子)、林宏(松村)、久保章(秋山)、打越正八(警官)｜ピェール瀬川、本田統、山田甲一、秋山敏、久保比左志｜北城允己、阿部光子、金子澄江、桐島好夫、竹沢侑子、竹村清女｜原信夫、大録加寿子、渡辺淳二、飛鳥きみ子、梶原光江、広沢忠好、川田信一｜木暮スターメーカーズ.スクール(特別出演) 鈴木志郎、仲原新二、上田侑嗣/島宇志夫｜菅沼正、三島耕(小杉刑事)｜伊達正三郎、木川哲也(久保田刑事)｜中山昭二 | |
| 7月15日  | 第142話 | 濁った河           | 柳節也              | 松島稔     | 山川英子(英子)、大塚国夫(新一)｜笠井一彦(音崎勝吉)、宮田洋容(町村半蔵)、戸田春子(くに)、築地容子(花香)｜沼波輝枝(房江)、二見忠男(おでん屋)、加藤土代子(お滝)、河野彰(船頭)｜松波志保(女将)、菅野直行(良吉)、宮城サチ子(白江みなみ)、沢ひろ子(うめ子)｜沖竜太(船長)、友野多介(喜介)、糸博(橋本技官)、分部貴美子(牧野先生)｜田川恒夫、菊地誠一、伊達弘、北出博勝、松岡葉子｜𠮷原正皓、小川万里、大下修、安田隆久、田中征二郎/踊り：美樹洋子、振付：小松竜世 鈴木志郎、仲原新二、上田侑嗣/島宇志夫｜南川直、岩上瑛｜轟謙二、滝川潤｜波島進 | |
| 7月22日  | 第143話 | 叙勲               | 大和久守正          | 土屋蔵三   | 笹川恵三(郡司)、久保春二(梶山登)｜辻伊万里(小森トミ)、宮川洋一(梶山隆)、日恵野晃(三原良造)｜西朱美(田中マキ)、沢彰謙(河野)、美船洋子(岡野愛子)、高城新平(刑事)｜華村明子(お時)、三上由紀(池田洋子)、小木宏子(山本夏子)、島村徹(和夫)｜杉本くにお(運転手)、森川秀(篠井)、市毛包一(労仂者)、横田泰代(娼婦)｜近衛秀子、小池栄、細野英延、鈴木光雄｜𠮷田純、宮本明、東百合子、平山成仁、藤原敬三 鈴木志郎、仲原新二、北峰有二、上田侑嗣/島宇志夫｜南川直、岩上瑛｜轟謙二、滝川潤｜波島進 | |
| 7月29日  | 第144話 | 倒産               | 守田二郎            | 大岡紀     | 白石奈緒美(兼子)、長島隆一(池田)、堀越節子(石井)｜高木均(杈藤)、藤山竜一(河口)、明日香実(島田)、柳としえ(正美)｜伊東芳子(正子)、三浦梨花(おかみ)、小林テル(千代)、貫恒実(山本)、若水澄子(くに江)｜天野照子(老婆)、蓮川くみ(女将)、滝島孝二(杉谷)、鶴川啓子(島田の妻)、小沢忠身(俊作)｜相馬剛三(新井)、守山竜次(おやじ)、杉鮎子(雪子)、三神瑛子(隣の奥さん)、黒沢守衛(小林)｜高須準之助、最上逸馬、久地明、三重街恒二、向精七、水原仗二｜松岡葉子、平山成仁、葛西信綱、四志譲二、掛須まさえ、矢沢史郎、池上洋子 鈴木志郎、仲原新二、上田侑嗣/島宇志夫｜菅沼正、三島耕｜伊達正三郎、木川哲也｜中山昭二 | |
| 8月5日   | 第145話 | 不良少女           | 高岡恵吾            | 北村秀敏   | 沼田曜一(安田)、関みどり(真名美)、青野平義(加持陽造)｜滝千江子(紀代子)、新草恵子(恵子)、南條秋子(藤村タキ)、島美弥子(𠮷岡夫人)｜浜こうじ(栗原)、村井宏安(達男)、三上由紀(皆子)、藤瀬俊夫(一也)｜本間千恵子(婦警)、福島美子(澄子)、阿部六郎(支配人)、水沢純子(幸子)、島田章子(弘子)｜秋山敏、三浦道郎、矢沢史郎、二宮恵子、島田潤子｜三木正三、小島薫、橋本哲也、塩谷君枝、山田貴嗣、園木洋史｜下條健次、安田光雄、内田久義、鈴木よし子、塩田芳枝―支倉二三男、高橋清二郎、中山阿沙子、吉岡章子、高橋幸子 鈴木志郎、仲原新二、上田侑嗣/島宇志夫｜南川直、岩上瑛｜轟謙二、滝川潤｜波島進 | 協賛：精進レークホテル株式会社                                                                           |
| 8月12日  | 第146話 | 白い杖             | 大垣泰              | 伊賀山正光 | 三條美紀、上田美由紀、伊藤公男、沖順一郎、杉義一 波島進 | |
| 8月19日  | 第147話 | ゼロの愛情         | 元持栄美            | 土屋蔵三   | 伊沢一郎(川崎)、成田次穂(山極由夫)、田中佐世子(神村佐和子)｜小笠原章二郎(宗順)、明日香実(並木)、山本緑(敏子)｜深水吉衛(八田)、八方ゆり(好子)、植田貞光(沢村)｜志賀真津子(富子)、三好契子(珠代)、文部おさむ(星野一郎)｜高原秀麿(馬場)、竹丘光代(昌美)、小川万里(時子)、𠮷江清(杉山茂)｜大杉完児、荻原憲一、栃木雅奈美、洞葉曻三朗、松永栄一郎｜波方紀久恵、伊藤亜子、東原伸介、賀川曻一、山木戸肇/城さゆり―志摩京子 鈴木志郎、仲原新二、上田侑嗣/島宇志夫｜南川直、岩上瑛｜轟謙二、滝川潤｜波島進 | |
| 8月26日  | 第148話 | 老刑事の死         | 藤田豊              | 今村農夫也 | 美川洋一郎(秋月国三)、木下育子(浜口光子)、菊地誠一(田村刑事)｜西川敬三郎(花隈守)、沢彰謙(富山剛三)、永島岳(浜口)、酒井宏(祐介)｜木島新一(田島信一)、進藤幸(さとえ)、木下静子(治子)、津田まり子(浜口節)｜土屋靖雄(黒川)、堀真奈美(ユミ)、塚田正明(隆一)、石田守衛(農夫)｜高杉哲平(係長)、河合弦司(松本)、加藤欣子(老婆)、佐野哲也(刑事)｜小木宏子、小甲登枝恵、小金井秀春、本間千津子、岡田敏宏｜中西紀久子、青山稔、王城務、馬場信浩、堤紀子｜瞳三枝子、下川清子、赤松武一郎、小針義徳/アイザック・サクソン 鈴木志郎、仲原新二、上田侑嗣/島宇志夫｜南川直、岩上瑛｜轟謙二、滝川潤｜波島進 | |
| 9月2日   | 第149話 | 夏の終り           | 守田二郎            | 松島稔     | 最上銀(水原達也)、石崎克己(井上誠一)、岡野博光(牧野定夫)、西井信行(坂上康一)｜武藤英司(丹下刑事)、田代かほる(里枝子)、藤山竜一(牧野)、大原譲二(岩崎)、内藤綱男(志村安吉)｜岸井好子(坂上くら)、高見鉄男(伊藤重造)、倉橋宏明(刑事)、横山三平(田中)、波木井健二(松下二郎)｜須永康夫(父親)、津軽喜介(𠮷田)、打越正八(康助)、藤巻大三(大学生A)、村田和代(牧野ヨシ子)｜池田紀生、伊東正江、米沢照子、速水由貴、小畑初世｜月村勇、辻岡路子、房野初枝、高橋昭雄、平山淑子｜渡辺国忠、横堀修、菊地重栄、乾進、角田七穂―中村まさえ、大場由昭、谷富夫、大竹清隆、馬場信幸 鈴木志郎、仲原新二、上田侑嗣/島宇志夫｜南川直、岩上瑛｜轟謙二、滝川潤｜波島進                                                                              | |
| 9月9日   | 第150話 | 脅迫               | 七條門              | 今村農夫也 | 白石奈緒美(水江さゆり)、花木章吾(三田村伸次)、𠮷野憲司(伊原進)｜太宰久雄(月田社長)、河村久子(𠮷原ため)、坂野比呂人(高木)、浜こうじ(椿慶介)｜松村彦二郎(伊原嘉助)、神田時枝(〃松江)、山田安里(戸川敏哉)、大川義幸(大川)｜斉藤勇貴代(小野富子)、若尾義昭(河合)、鈴木光男(坂井安吉)、後夷真沙子(京子)｜豊野弥八郎、福地悟朗、大場陽、大野広高｜豊田かつみ、内藤正、平島正一、大録加寿子｜直杉美恵子、細野英延、藤たかし、城戸幸子 鈴木志郎、仲原新二、上田侑嗣/島宇志夫｜南川直、岩上瑛｜轟謙二、滝川潤｜波島進 | |
| 9月16日  | 第151話 | 白昼の死角         | 大川タケシ 山崎享   | 奥中惇夫   | 成瀬昌彦(金子信二)、水上竜子(中沢のり子)｜青沼三朗(中沢勝造)、嶺方功(森)、池田昌子(白川君子)｜幸田宗丸(沢村)、渡真二(丸山刑事)、荻昱子(鈴木)｜直木みつ男(製氷課長)、中田耕二(𠮷村)、室田日出男(松川健一)、蔭山昌夫(大村英夫)｜清水美沙子、小野千鶴子、石垣守一、小池泰光｜加藤恒喜、華原照子、平塚祐子、横溝和生｜四志譲二、松原美智夫、原美智子、藤本達也 鈴木志郎、仲原新二、上田侑嗣/島宇志夫｜南川直、岩上瑛｜轟謙二、小嶋一郎、滝川潤｜波島進 | |
| 9月23日  | 第152話 | 団地夫人           | 西沢裕子            | 松島稔     | 笠置シズ子(小林すぎ)｜鮎川浩(村川)、山内幸子(河井淳子)、水城蘭子(村川夫人)｜大東良(黒谷)、五月藤江(おばあさん)、小栗由里子(田島恵子)｜小野泰次郎(田島)、志摩燎子(三星瞭子)、菊地勇一(峯田)｜三木宏祐(三星洋之助)、水島京子(良江)、立川恵三(田村)｜松波志保、山田千枝、安田洋子｜渡辺京子、大谷淳吾、上天吉｜梶谷延通、不知火耶子、古賀薫、本城芳子 鈴木志郎、仲原新二、上田侑嗣/島宇志夫｜南川直、岩上瑛｜轟謙二、小嶋一郎、滝川潤｜波島進 | |
| 9月30日  | 第153話 | 陸の孤島           | 松井稔              | 北村秀敏   | 二階堂有希子(秋元秀子)、和田一壮(岡田完一)、高橋正夫(岡田)、杉浦宏(小林)｜千葉耕一(秋元謙一)、小沢さき子(斉藤夫人)、簡野典子(時子)、中田久美子(和子)｜糸井光弥(津田勇助)、天野照子(津田幸子)、鶴島美奈(佐伯夫人)、片山滉(村島)｜岡部正純(安次)、豊野弥八郎(篠田)、浅倉宏二(山田進)、沖竜太(太田)｜杉山沙知子(小林夫人)、長谷部恭(測量技師)、築地博(酒屋主人)、田中敏夫(飯場の監督)、友野多介(杉山)｜鵜野竜太、清水正、鈴木暁子、宮本明、小甲登枝恵｜伊藤慶子、𠮷原正皓、松浦わか、青山美保、佐藤薫｜北原廸子、北邑長務、大木清江、宮城光江、舟越日出子 鈴木志郎、仲原新二、上田侑嗣/島宇志夫｜南川直、岩上瑛｜轟謙二、滝川潤｜波島進                                                                                      | |
| 10月7日  | 第154話 | 東京0米地帯・前編  | 大和久守正          | 松島稔     | 上田吉二郎(久米寅吉)、増田順司(川波金三)、日野てる子(川波友子)、天草四郎(今井喜一)｜高木均(原田辰男)、真咲美岐(原田信子)、島伸行(堀本五郎)、成瀬麗子(田中京子)｜田村保(井上繁)、崎田和子(久米マキ)、井上真樹夫(今井明)、須田玲子(ミキ)、柳生尚美(加代)｜杉寛(安吉)、河合絃司(石岡刑事)、野口元夫(大木)、明日香実(木俣)、武藤周作(乾分)｜高峰竜三、渡辺明、須永康夫、竹山弘明、小川万里｜小川純、相馬剛三、仲塚光哉、山本紀彦、藤原敬三、酒井久美子 鈴木志郎、仲原新二、北峰有二、上田侑嗣/島宇志夫｜藤島班：菅沼正、伊達正三郎、森山周一郎(大村刑事)、小嶋一郎｜中山昭二｜立石班：南川直、岩上瑛、轟謙二、滝川潤｜波島進                                                                                                  | 協賛：伊東温泉、海園ホテル                                                                               |
| 10月14日 | 第155話 | 東京0米地帯・後編  | 大和久守正          | 松島稔     | 上田吉二郎、増田順司、日野てる子、天草四郎｜高木均、真咲美岐、島伸行、成瀬麗子｜田村保、崎田和子、井上真樹夫、須田玲子、柳生尚美｜梅津栄(浦部刑事)、西川敬三郎(矢崎)、沖野一夫(老漁師)、春江ふかみ(おかみさん)｜伊海田弘、石田守衛、糸博、下乃坊正道、八車新子｜武藤周作、祖父江政宏、秋山敏、新井勢津朗、林宏｜清水美沙子、志賀真津子、内藤正、松原美智夫、波多洋二、松平峯夫 鈴木志郎、仲原新二、北峰有二、上田侑嗣/島宇志夫｜藤島班：菅沼正、伊達正三郎、森山周一郎、小嶋一郎｜中山昭二｜立石班：南川直、岩上瑛、轟謙二、滝川潤｜波島進 | 協賛：伊東温泉、海園ホテル                                                                               |
| 10月21日 | 第156話 | みだれ             | 村田武雄 奥中惇夫   | 奥中惇夫   | 三條美紀(稲村圭子)、真弓田一夫(稲村英之)、小井戸政己(早川博)｜瀬川路三郎(稲村正道)、翆潤子(木内直子)、滝千江子(稲村茂子)、北川恵一(滝沢省吾)｜山本緑(早川加代)、石橋蓮司(稲村勝)、緒方敏也(加藤)、中庸介(井川)｜加藤土代子(すぎ)、川部修詩(坂田)、大原百々代(桐子)、白銀道子(公子)｜水沢摩耶(克子)、𠮷田悦子(秋子)、須賀良(竹下)、田中紀久子(良子)｜石田守衛、藤代裕治、都健二、加藤恒喜、松方信｜仲塚光哉、石塚利治、池田道男、石川征男、水沢淳子 鈴木志郎、仲原新二、上田侑嗣/島宇志夫｜南川直、岩上瑛｜轟謙二、小嶋一郎、滝川潤｜波島進 | |
| 10月28日 | 第157話 | 女の歩道           | 守田二郎            | 大岡紀     | 黒岩三代子(西沢時子)、明智十三郎(岩田良一郎)｜築地容子(葉山みさお)、三原有美子(岩田敏子)、笠間雪雄(笹森)｜岸井好子(岩田綾子)、鷲頭隼士(西沢弘)、中江隆介(武村)｜光枝明彦(岩田利行)、平井道子(佐々木百合子)、児玉謙次(井上)｜志水辰三郎(老人)、𠮷峰英一(農夫)、高城伸二(根本)｜桜さゆり、中林容子、伊藤亜子、斉藤力 鈴木志郎、仲原新二、上田侑嗣/島宇志夫｜菅沼正、森山周一郎｜三島耕(佐伯刑事)、北原隆(森田刑事)｜中山昭二 | |
| 11月4日  | 第158話 | 白い闘魚           | 大垣泰              | 中村経美   | 丘野美子(小野文子)、山内幸子(坂上千加子)、宗方奈美(𠮷川明子)｜寺島貢(𠮷田善之助)、杉義一(保田仁)、奥野匡(𠮷田一郎)｜森幸太郎(総務部長)、日暮里子(𠮷田しづ)、簡野典子(美容課長)｜桧有子(旅行者の女)、小藤田正一(管理人)、津路清子(𠮷田まさえ)｜滝島孝二(係官)、田川恒夫(警官)、久保比左志(事務員)｜峯島英郎、塚田正明、高橋照子、佐伯久｜岡田弘子、宮沢利一、宮城サチ子、碧川愛苑｜伊豆肇(伊藤君夫)、友田輝(小島健夫) 鈴木志郎、仲原新二、上田侑嗣/島宇志夫｜南川直、岩上瑛｜轟謙二、滝川潤｜波島進 | |
| 11月11日 | 第159話 | 大都会の落葉       | 七條門              | 大岡紀     | 杉狂児(戸倉重吾)、清水良太(北川庄吉)、本郷昭男(沢口栄治)、岩井礼一郎(小原利一)｜久保春二(木塚𠮷夫)、河野彰(秋山爲三)、加藤土代子(まさ)、中島正二(工場長)、幸田宗丸(高田刑事)｜潮健児(洋品店主人)、糸博(都庁係員)、福地悟朗(鳶兼)、倉橋宏明(先生)、山田晴生(和泉社長)｜安川洋一(長谷健一)、木村均(戸田)、河合絃司(村山刑事)、川路夏子(女主人)、桑原幸子(初子)｜田宮めぐみ、大矢兼臣、打越正八、小池栄、都健二｜和気喬、五香谷光夫、山田貴嗣、増田努、桜井基男、沢村隆｜相馬誠、東原伸介、岩本成賛、長峰幸喜、添田武利、仲康二、蓮見清｜青山美穂、梅田宏、小山内彰子、峰村香名美、梅田珠美、平沢孝絵、橋本哲也 鈴木志郎、仲原新二、上田侑嗣/島宇志夫｜南川直、岩上瑛｜轟謙二、滝川潤｜波島進                                | |
| 11月18日 | 第160話 | 目撃者を追え       | 大垣泰              | 松島稔     | 江戸家猫八(辰己隆吉)、渡辺康子(千恵子)、大村文武(山下)｜神田時枝(原たまき)、根岸宮子(京さん)、飯塚武夫(高村和夫)、進藤和子(小川アキ子)｜酒井宏(原保男)、高橋芳樹(辰己隆)、直木みつ男(山田太郎)、峰阿矢(はな)｜水原漠(運行課長)、久保一(𠮷村)、久地明(釜たき)、楠木進(澤田)、岡部正純(松島茂)｜滝島孝二、岡田みさお、𠮷岡浩一朗、竹内五郎、伊藤慶子｜下村和夫、岡本純子、小島ユリ、西條克麿、市橋比呂美｜金原充臣、下條憲次、北出博勝、榎英明、園田義人、加藤順一｜ 鈴木志郎、仲原新二、上田侑嗣/島宇志夫｜南川直、岩上瑛｜轟謙二、滝川潤｜波島進 | 協賛：三ツ矢観光バス、サービスセンター                                                                   |
| 11月25日 | 第161話 | くちびる           | 松井稔              | 中村経美   | 福島寿美子(河村とし子)、糸博(寺田信太郎)、長谷部まゆみ(河村良子)｜湊俊一(高山)、戸田春子(房子)、磯部千花子(しげ子)、梅津栄(工場守衛)｜大原譲二(榊広一郎)、青沼三朗(田中)、荻昱子(加津子)、渡真二(所長)｜仲曽根雅夫(橋本竜次)、野本明男(仲田)、高田美恵子(佐々木)、牧野内とみ子(山本)｜松波志保、高木久芳、富士あけみ、飛騨昇｜加藤欣子、山田甲一、霞涼二、財部宏子｜古橋弘子、原美智子、藤本達也、千草みどり 鈴木志郎、仲原新二、上田侑嗣/島宇志夫｜南川直、岩上瑛｜轟謙二、滝川潤｜波島進 | |
| 12月2日  | 第162話 | 孤独な純愛         | 村田武雄            | 大岡紀     | 加藤恒喜(サブ)、後藤栄子(早苗)｜藤山竜一(植辰)、西田昭市(原)、笠井ひろ(徳子)、蔵悦子(由美子)｜久野四郎(福井)、森肇(桂吉)、柴田春男(有馬)、東京子(厚子)｜藤田寛(平野)、安井慶子(孝子)、佐藤卓郎(勇)、渡辺久子(いね)｜田中敏夫(社長)、上野尭(大木)、北川国彦(警官)、小池栄(後藤)、田中康男(社員)｜清川元夢、岡田敏宏、森正樹、四志譲二、松岡葉子、沖野一夫｜名取幸政、小島一夫、竹村佳子、青柳博、佐藤和男、木村修 鈴木志郎、仲原新二、上田侑嗣/島宇志夫｜南川直、岩上瑛｜轟謙二、滝川潤｜波島進 | |
| 12月9日  | 第163話 | 木枯               | 守田二郎            | 中村経美   | 小峰千代子(大町広子)、杉幸彦(佐竹)｜岩城力也(岩渕重役)、志水辰三郎(大町金重)、竹田法一(署長A)、石田守伝(今井田)｜奥村公延(西村)、豊野弥八郎(星野)、川路夏子(本間)、駒山多賀夫(渡辺)｜天野照子(菊地康子)、三川雄三(新吉)、国創典(署長B)、三木宏祐(人事課長)｜斉藤真理(熊沢)、中江真司(長沢刑事)、高原郷子(星野糸子)、八乃さとみ(弓子)｜田川恒夫、小沢節子、谷岡定夫、目黒繁、高須準之助｜本田統、竹林睦子、酒井和子、紅チヤ子、平山成仁 鈴木志郎、仲原新二、上田侑嗣/島宇志夫｜南川直、岩上瑛｜轟謙二、小嶋一郎｜波島進 | |
| 12月16日 | 第164話 | いけにえ           | 大垣泰              | 近藤竜太郎 | 堀恭子、荒木一郎(村山達也)、小畑通子(村山幸子)｜松浦浪路(𠮷見華子)、上田美由紀(由美子)、藤岡琢也(勝木恵介)｜ジョージ芳村(外人)、西朱美(マダム)、宮川直子(女給)、三神ひで子(たつ子)｜中村すみ(おかみ)、依田英二(警官)、はせさんじ(店員)、高峰竜三(守衛)｜園宮健二(管理人)、𠮷原正皓(バーテン)、松永栄一郎(係員)、春野かよ子(モデルA)、平本孝(琥珀のバーテン)｜小金井秀春、奥村京子、梶原和子、白須みわ子、尾方竜二｜佐伯徹(及川)、若杉嘉津子(琥珀のマダム) 鈴木志郎、仲原新二、上田侑嗣/島宇志夫｜南川直、岩上瑛｜轟謙二、小嶋一郎(村山刑事)、滝川潤｜波島進 | |
| 12月23日 | 第165話 | 失われた心         | 西沢裕子            | 永野靖忠   | 松本朝夫(小山祐介)｜小林裕子(藤井芳子)、太宰久雄(真鍋)、中西杏子(小山雪江)｜杉義一(デスク)、船橋桂子(小山花江)、今村原兵(石上竜造)｜小林寛(若林)、森良介(林)、鷲頭隼士(原巡査)｜加藤融(酔客)、緑川歌子(看護婦)、青木みち子(受付)｜沼田曜一(千葉四郎) 鈴木志郎、仲原新二、上田侑嗣/島宇志夫｜南川直、岩上瑛｜轟謙二、滝川潤｜波島進 | |
| 12月30日 | 第166話 | 善意の街           | 大和久守正          | 中村経美   | 設楽香乃(柳田由美)、宗方奈美(中西伸子)｜岡村文子(お勝)、高橋正夫(崎山恵造)、梅沢昇(尾上松三郎)｜日恵野晃(関口昭次)、冬木喬三(今村刑事)、稲𠮷靖(竜夫)｜小玉修司(尾上梅玉)、峰夕美子(鳥子)、二見忠男(広川史郎)｜納谷六朗(尾上竹之丞)、黒木憲三(老人)、弓場俊次(堀本)｜相馬剛三、小川純、小笠原弘子｜沢りつお、梅田宏、江口昌子、石橋遊季｜座員：伊藤清吾、細越道夫、山下岳志郎、藤本茂男―野村光江、小島洋己、高石嘉寿美、境博子 鈴木志郎、仲原新二、上田侑嗣/島宇志夫｜南川直、岩上瑛｜轟謙二、滝川潤｜波島進 | |

#### 1965年
| 放送日   | 各話    | サブタイトル   | 脚本                  | 監督       | 出演者 | 備考 |
| -------- | ------- | -------------- | --------------------- | ---------- | --- | --- |
| 1月6日   | 第167話 | 羽織の座       | 柳節也                | 松島稔     | 仲宗根美樹(美樹子)、小瀬朗(小とん馬)、永井柳太郎(仙吉)｜春風亭柳好(小鶴師匠)、三笑亭夢楽(夢生)、坂野比呂人(丸八)｜久保春二(五十川)、川口節子(立石夫人)、星清子(管理人)｜石井伊吉(四角家小寅)、春風亭柳朝(三ちゃん)、柳亭小痴楽(四瀬)、花村えいじ(苫部)｜三笑亭可勇(落語家A)、桂小西(だん馬)、三遊亭金遊(蝶丸)、豊野弥八郎(男家)｜三遊亭若馬(落語家B)、桂好太郎(〃C)、桂枝松(〃D)、三木宏祐(下駄屋)｜文部おさむ(福原)、森戸稔夫(栗山)、山川英子(京子)、須賀良(楽屋番)、岩楯透(透)｜三遊亭円生(小天師匠) 鈴木志郎、仲原新二、上田侑嗣/島宇志夫｜南川直、岩上瑛｜轟謙二、滝川潤｜波島進 | 協賛：新宿末広亭 |
| 1月13日  | 第168話 | 蒼い叫び       | 元持栄美              | 永野靖忠   | 北城由紀子(青田時子)、行友勝江(近松妙子)｜瀬良明(志村)、藤江リカ(進藤千保)、関弘子(黒田婦長)｜永島岳(甚造)、丸山持久(川上達也)、近松敏夫(岡部)｜友野多介(ラーメン屋)、小倉雄三(名和)、菊地誠一(警官A)｜佐伯久(警官B)、島田金二郎(ボーイ)、四志譲二(木原)、早瀬主税(管理人)｜山田真二(近松圭介)｜片山明彦(横井次男) 鈴木志郎、仲原新二、上田侑嗣/島宇志夫｜南川直、岩上瑛｜轟謙二、滝川潤｜波島進 | |
| 1月20日  | 第169話 | 春遠からじ     | 村田武雄              | 大岡紀     | 青山ミチ(マリ)、白石奈緒美(加代子)｜小林重四郎(寺田修作)、朝海圭子(文子)、寺島信子(菊江)、村田嘉久子(恒子)｜金井大(小池)、守屋俊男(安藤)、黒木三郎(肇)、深水吉衛(平松)｜川部修詩(教師)、佐野哲也(クラブの男)、上岡肇(ジョージ)、天津浩一(靴屋)、原祐介(二郎)｜石垣守一、仲康二、石上正己、滝沢茂、山本紀彦、大野広高｜中島浩二、貴元絵美、関田千恵子、加藤祐喜子、園木史郎、寺坂有子TBBグループ 和気喬、小杉典子、山田貴嗣、小坂玲子、橋本哲也、谷本篤彦、大串安夫―飯田のり子、高石嘉寿美、大野文代、安田光夫、内藤福子、中山阿佐子、奥山浩子鈴木志郎、仲原新二、上田侑嗣／島宇志夫｜菅沼正、森山周一郎｜亀石征一郎(久保田刑事)、小嶋一郎(村上刑事)｜中山昭二 | |
| 1月27日  | 第170話 | 女の曲がり角   | 大川タケシ 出崎亨     | 中村経美   | 明日香実(大沢英一)、三神丸枝(川口皓子)、霧島八千代(若山マチ子)｜磯野秋雄(早坂)、高杉妙子(たみ)、片山滉(宴会主任)｜井上千枝子(婆や)、上原多美子(倉橋和江)、大坪日出代(長谷川)、野口元夫(高橋)｜若宮五郎(加藤)、高杉哲平(田中)、築地博(アパート主人)、伊東芳子(母親)｜三井由喜子(圭子)、香月三千代(おかみ)、加藤融(小林)、掛川照子(明子)｜清水正、霞涼二、藤本達也、斉藤力｜中津川伸、島田重一、小杉典子、成瀬悟郎、東原伸介｜伊沢一郎(良𠮷) 鈴木志郎、仲原新二、上田侑嗣/島宇志夫｜南川直、岩上瑛｜轟謙二、滝川潤｜波島進 | |
| 2月3日   | 第171話 | ひとり息子     | 元持栄美              | 松島稔     | 北原しげみ(戸倉綾子)、丹羽又三郎(角井誠)、本間文子(角井一枝)｜筑紫あけみ(深見孝子)、岡部正純(𠮷川五郎)、日暮里子(戸倉郁代)、松本染升(佐々木)｜木下ゆづ子(お時)、里木三郎(竜𠮷)、八代駿(太郎)、平井道子(三代)｜笠達也(次郎)、光枝明彦(大竹健一)、八車新子(菊川良子)、𠮷原正皓(運転手)｜久保比左志(デレクター)、多田伸(山岸)、瑳珴信孝(山中)/ミッチーサハラ(歌手)｜祖父江文宏、市川千代、大川美春、林杏子｜原美智子、下條健次、古河啓子、北倉幸子｜須田玲子、山野進、藤村茂男、馬場伸行、石井はるみ 鈴木志郎、仲原新二、上田侑嗣/島宇志夫｜菅沼正、森山周一郎｜亀石征一郎、小嶋一郎｜中山昭二 | |
| 2月10日  | 第172話 | 寒い道         | 大和久守正            | 大岡紀     | 佐竹明夫(島野一郎)、野口ふみえ(恵子)、潮健児(桜井)｜安芸秀子(祐二の母)、林寛(北川)、大原譲二(今村)｜湊俊一(山中)、今西美奈子(美枝子)、鶴賀二郎(祐二)｜瀬川路三郎(青柳)、八方ゆり(竜子)、小池明義(柴田)｜野間一江(京子)、石橋友和(山口)、牧野弘明(部長)｜津軽喜介、安田洋子、石橋暁子｜梅田宏、小杉典子、島田淳子、阿部光子 鈴木志郎、仲原新二、上田侑嗣/島宇志夫｜南川直、岩上瑛｜轟謙二、滝川潤｜波島進 | |
| 2月17日  | 第173話 | 若い炎         | 大垣泰                | 松島稔     | 渡辺篤史(丸山利雄)、原祐介(茂木正)、浅沼創一(出口三郎)｜堀越節子(丸山なか)、森幹太(中村先生)、木崎豊(茂木武雄)｜西川敬三郎(泰造)、幸つや子(ちせ)、菅野直行(喬二)｜冬木喬三(魚勝)、倉橋宏明(三枝医師)、美田芳江(田辺恵子)｜清水美沙子、高橋照子、後藤栄子、蔭山昌夫｜伊東芳子、鵜野竜太、谷岡貞夫、三神ひで子｜海東太郎、益田収造、小杉典子、野島昭生、藤原敬三 鈴木志郎、仲原新二、上田侑嗣/大宮悌二(ナレーター)｜南川直、岩上瑛｜轟謙二、滝川潤｜波島進 | |
| 2月24日  | 第174話 | 早春           | 西沢裕子              | 中村経美   | 石島房太郎(玄吉)、清水良太(千代吉)、沢ひろ子(雪江)、今村原兵(政次)｜山下明子(良子)、直木みつ男(運転手)、灰地順(吉田)、渡真二(三浦)｜高木新平(伝作)、池田よしえ(かな子)、小林寛(売店の男)、東京子(とみえ)｜水原漠(鉄二)、貫恒美(桜井)、安田隆久(工藤)、北町史郎(山崎)｜南祐輔、田中敏夫、加藤土代子、小川純｜石垣守一、山田甲一、竹内五郎、原修｜三神丸枝(東芝・歌)、山県静、豊文路(三味線)｜笠置シヅ子(まき)｜南道郎(柴田) 鈴木志郎、仲原新二、上田侑嗣/島宇志夫｜南川直、岩上瑛｜轟謙二、滝川潤｜波島進 | |
| 3月3日   | 第175話 | 雛まつり       | 柳節也 柴田鉄蔵       | 松島稔     | 宝みつ子(七森和江)、谷村昌彦(志村仙吉)｜上月左知子(則子)、畠山淑子(みゆき)、川部修詩(高松)｜杉浦宏(古川刑事)、大友純(浮浪者)、野口元男(田沼)、坂野比呂人(源吉)｜志水辰三郎(和田)、沼波輝枝(隣の主婦)、石田守衛(留さん)、岸井好子(よね)｜糸井光弥(おでん屋)、五月女道子(時子)、天野照子(老婆)、島美弥子(管理人)、豊野弥八郎(政男)｜西堀鈴江(ゆき子)、峰夕美子(マダム)、人見瑠理子(お内儀)、楠木進(警官)、伊東朝夫(若旦那)｜山口譲、高原郷子、飯塚昭三、飛鳥公子、荻原憲一｜三吉則子、高松加奈子、平木菜子、木村修、柳川泰弘 鈴木志郎、仲原新二、上田侑嗣/島宇志夫｜南川直、岩上瑛｜轟謙二、滝川潤｜波島進 | |
| 3月10日  | 第176話 | 残雪           | 七條門                | 奥中惇夫   | 植村謙二郎(鴨川爲次郎)｜北原しげみ(鴨川㐂代子)、高島英志郎(野口慎二)｜徳大寺君枝(りく)、石間健史(松戸)、前野霜一郎(田村)、須賀良(深江)｜真木亜沙子(時枝)、峰恵研(宮本)、帆足寿夫(笠井)、河合絃司(駐在)｜土屋靖雄、国坂伸、沢ゆき子、高橋芳樹｜伊達弘、須永康夫、清水美沙子、阿部光子、岡田敏宏、箕和律子｜川上謙太郎、宮沢慎一、四志譲二、森本景武、絹田容子、山木戸肇｜富田仲次郎(吉原六段) 鈴木志郎、仲原新二、上田侑嗣/島宇志夫｜南川直、岩上瑛｜轟謙二、滝川潤｜波島進 | |
| 3月17日  | 第177話 | 若い刑事       | 大和久守正            | 北村秀敏   | 神戸一郎(島野刑事・コロンビア)｜小川守(松山浩)、沢ひろ子(島野文子)、上野山功一(林鉄夫)｜大友純(山中隆)、大塚周夫(堀川社長)、若宮五郎(滝村明)、長島隆一(柳田)｜室田日出男(柴田)、浜こうじ(松山の附人)、松尾佳子(永田あけみ)、永島岳(弘田刑事)｜小杉幸司、森肇、三島一夫、西朱実｜谷本小代子、八方ゆり、渡辺久子、都健二｜清水正、仲康二、青山美穂、香月魔子、木村浩TBBグループ 梅田珠美、森田高子、小杉典子、小坂玲子―森本順子、飯田則子、加藤有希子、柏木ひろ美 鈴木志郎、仲原新二、上田侑嗣/島宇志夫｜南川直、岩上瑛｜轟謙二、滝川潤｜波島進 | |
| 3月24日  | 第178話 | 奇妙な女       | 小山内美江子          | 大岡紀     | 三原葉子(晶子)、宗方奈美(もと子)、細川俊夫(吉丸)｜日高ゆりえ(お福)、梶哲也(小泉)、市村昌治(町田)、日恵野晃(村山)、藤代佳子(敏恵)｜睦五郎(川北)、川俣典子(圭子)、小倉雄三(太田)、結城一郎(高堂)、小川万里子(花恵)｜花村えいじ(平吉)、島田潤子(芳恵)、下村和男(バーテン)、和久井節緒(木村)、菊地誠一(松岡)｜津島康一(宮本)、福島麻矢(母親)、田中敏夫(おでん屋)、高原秀麿(小松)、尾瀬あき子(キヨ)｜小金井秀春、松岡葉子、納谷六朗、伊藤慶子、久保比左志、大録加寿子、山田和男｜井上正皓、藤本達也、波多洋二、東海林節、宮城光江、早瀬主税、平本孝｜塚田正明、多田紳、新田五郎、水原仗二、未沢弘、石橋暁子、岡野博光｜松島アキラ(三郎・ビクター、特別出演) 鈴木志郎、仲原新二、上田侑嗣/島宇志夫｜南川直、岩上瑛｜轟謙二、滝川潤｜波島進                                                                                                | |
| 3月31日  | 第179話 | 修学旅行       | 押川国秋              | 中村経美   | 広田進司(田島)、三神丸枝(バスガイド)、藤江リカ(信江)、稲吉靖(横尾)｜太宰久雄(酒場の親父)、片山滉(塩山)、多騎由郎(丸岡)、久保春二(宮田)、岡野耕作(緒方)｜北山達也(根本刑事)、冬木喬三(沼井)、橋本菊子(女将)、石田守衛(欣助)、水原漠(番頭)｜石橋蓮司(岩切)、前原正臣(幸次)、浜こうじ(歌手)、星紀市(猛)、小島和夫(竜一)、田沼進(市木)｜大川義幸(外山)、関登美夫(橋口)、名川貞郎(客)、吉原正皓(榊山)、北川国彦(主人)、松波志保(酒場の女)｜石崎守一、山田甲一、秋津啓介、枡田邦子、八色賢典―田原るり子、出口政悟、近藤良典、中尾美智子、山県静｜島田進二郎、香名木瞳、安達隆司、金原充臣、小田桐久男―小杉典子、花樹かほり、大葉貴美子、東海林節、石田正広｜峰村香名美、飯田則子、吉岡章子、梅田珠美、谷本篤彦―高橋清次郎、伊藤広重、蓮見清、増田務、山野進 鈴木志郎、仲原新二、上田侑嗣/島宇志夫｜南川直、岩上瑛｜轟謙二、滝川潤｜波島進 | 協賛：はとバス |
| 4月7日   | 第180話 | 春雷           | 松井稔                | 北村秀敏   | 進藤和子、簡野典子、成田次穂、西島一、溝呂木但、川知三三、鈴木洋子 波島進 | |
| 4月14日  | 第181話 | 空白           | 七條門                | 鈴木敏郎   | 若杉嘉津子(高村絹子)、上田寛(高村栄三)｜池田忠夫(岩田安吉)、浅香春彦(久能修一郎)、朝海圭子(久能綾江)、林孝一(香川教授)｜二瓶秀雄(谷川始)、紅理子(伊東治子)、須藤典子(岩田京子)、起田志郎(田部篤)｜森川公也(山形卓一)、永井玄哉(保安課刑事)、七瀬真紀(友永清子)、桧有子(女客)｜青柳明子、並木よし子、鷲頭隼士、笠井ヒロ｜貫恒実、大泉栄子、島田潤子、園田義人、仲塚康介｜平山成仁、島崎仁、田沼瑠理子、宮城光江、吉田千恵 鈴木志郎、仲原新二、北峰有二、上田侑嗣／島宇志夫｜菅沼正、森山周一郎｜柴田秀勝(小杉刑事)、北原隆(森田刑事)｜中山昭二 | |
| 4月21日  | 第182話 | ある反抗       | 大垣泰                | 今村農夫也 | 渚健二(山本啓介)、蔵悦子(しのぶ)、高木久芳(藤田竜太)｜高橋正夫(小倉武)、寺島信子(信子)、飯田覚三(老人)｜新草恵子(二宮良子)、上野尭(隆)、神田時枝(とめ)、高原秀麿(刑事課長)｜加藤欣子、大家兼臣、山口譲、松岡葉子｜絹田容子、柏木ひろ美、三島英司、飯塚武夫、岡村伸子｜勝三四郎(唐沢一郎・ビクターレコード、特別出演)｜浅野進治郎(原田泰三)｜夏川大二郎(吉葉博士) 鈴木志郎、仲原新二、上田侑嗣/島宇志夫｜南川直、岩上瑛｜轟謙二、滝川潤｜波島進 | |
| 4月28日  | 第183話 | 灰色の時間     | 豊田総治              | 中村経美   | 姿映二(島田孝平)、関みどり(美枝子)｜小林重四郎(権藤善吉)、滝ちりか(妙子)、白石奈緒美(トシエ)｜瀬良明(島田源太郎)、笠間雪雄(裁判官)、大原譲二(伊吉)｜直木みつ男(清五郎)、白鳥さち子(清子)、進藤幸(佳代)｜宮沢俊一、山田晴生、梅屋かほる｜安川洋一、高須準之助、坂井宏｜海東太郎、斉川一夫、楠木進｜柴崎幸子、高石嘉寿美、阿部浩子、柳川泰弘 鈴木志郎、仲原新二、上田侑嗣/島宇志夫｜南川直、岩上瑛｜轟謙二、滝川潤｜波島進 | |
| 5月5日   | 第184話 | 醜聞           | 七條門                | 松島稔     | 白石奈緒美(柿原民子)、松川純子(松風千恵、旧名・立川さゆり)、磯村千花子(つね)｜杉義一(竹上周次)、永山一夫(小林)、森幸太郎(田中)、若山みち子(堀秀子)、海野かつを(椎野健三)｜野口元男(次席)、小川純(清造)、深水吉衛(毛利)、山下明子(富江)、加藤欣子(よね)｜竹内乙彦(園井刑事)、水原漠(松田刑事)、三島一夫(玉木刑事)、小玉修司(管理人)、畠山淑子(澄子)、駒山多賀夫(営業課長)｜坂野比呂人、渡辺明、中庸介、柳生尚美、友野多介、滝島孝二｜飯塚昭三、石橋友和、岡田敏宏、津軽㐂介、山之内真琴、小池修一｜荻原憲一、牧野弘明、由木光、沢村たすく、柳由美、伊藤亜子、仲康二｜金子歌劇団(座長:金子良江、特別出演)｜北原義郎(浜田雪夫) 鈴木志郎、仲原新二、上田侑嗣/島宇志夫｜南川直、岩上瑛｜轟謙二、滝川潤｜波島進 | 協力：静岡県警、熱海警察署、熱海市、熱海観光協会 協賛：熱海海上ホテル、ニューフジヤホテル、来の宮ホテル、第一ホテル、東海民報、貫一餅本舗小松商店 |
| 5月12日  | 第185話 | どぶ鼠         | 村田武雄              | 中村経美   | 小桜純子(北川令子)、守屋俊男(石坂)｜福島寿美子(北川直子)、湊俊一(北川浩一)｜星清子(八重子)、島田屯(小沢)｜花井隆(栗林)、里木三朗(老人B)｜高木新平、進藤幸｜二見忠男、本田統、山田和男｜菅原壮男、関政二郎、三木宏祐｜仲塚康介、佐々倉英雄、田中力｜吉田義夫(杉本) 鈴木志郎、仲原新二、上田侑嗣/島宇志夫｜南川直、岩上瑛｜轟謙二、滝川潤｜波島進 | |
| 5月19日  | 第186話 | 不法所持       | 陣出達朗(原作)        | 松島稔     | 三神丸枝(朝風はるひ、東芝)、円山鈴子(吉川公子、コロムビア)、三倉紀子(蒔田杏子)｜築地容子(朝風深雪)、鹿沼朝子(節子)、花木章吾(武夫)、岩城力也(名張友蔵)｜九重京司(進平)、大河内稔(次郎)、川部修詩(フロント係)、野口元男(次席)｜竹内乙彦(園井刑事)、水原漠(松田刑事)、三島一夫(玉木刑事)、明日香実(支配人)｜坂野比呂人、大録加寿子、小笠原弘子、下川清子｜金子歌劇団(座長:金子良江、特別出演)｜国景子(六本木富子)｜田浦正己(上野輝男)｜江見俊太郎(速水純) 鈴木志郎、仲原新二、上田侑嗣/島宇志夫｜南川直、岩上瑛｜轟謙二、滝川潤｜波島進 | 協力：静岡県警、熱海警察署、熱海市、熱海観光協会 協賛：熱海第一ホテル、ニューフジヤホテル、西熱海ホテル、熱海海上ホテル、東海民報、東海バス       |
| 5月26日  | 第187話 | おっ母さん     | 太田泰司 水上潤       | 北村秀敏   | 椎名和甫(西村太郎)、笹るみ子(多田ゆき子、東宝)、吉川満子(よね)｜松風はる美(吉田加奈)、長谷部健(松井重造)、田中筆子(おのぶ)、千秋みつる(小佐野夫人)｜入江正徳(野上竜介)、桔梗恵二郎(山中)、太古八郎(井田)、森野五郎(三味線屋)｜南佑輔(笹山隆)、小笠原まり子(えつ子)、河野彰(千葉の巡査)、中村次郎(所轄刑事)｜七瀬真紀、松波志保、植田貞光、掛川照子、小杉典子｜田中敏夫、高橋美紀、津軽喜介、酒井和子、寺坂有子、岩本淑江｜吉峰英一、勝川鎮夫、早瀬主税、川口信一、飯塚真実、角田七穂 鈴木志郎、仲原新二、上田侑嗣/島宇志夫｜南川直、岩上瑛｜轟謙二、滝川潤｜波島進 | |
| 6月2日   | 第188話 | とうきょう赤坂 | 七條門                | 松島稔     | 黒岩三代子(駒千代)、園浦ナミ(石田慶子)、新井茂子(仙弥)｜松本染升(角治)、木下ゆづ子(とき)、西川敬三郎(勘太)、光岡早苗(花丸)｜桜井敏夫(沖村敏夫)、志水辰三郎(検番)、春江ふかみ(おえん)、阿美本昌子(千代菊)｜片山滉(医師)、天野照子(峯吉)、山田恵美(菊春)、宇梶由利子(ます)、大泉栄子(小春)｜南進一郎、水原漠、糸博、桜井悦子、三田国夫｜糸井光弥、古賀浩二、益田愛子、山田喜芳、児玉梨絵、結城一郎｜志賀真津子、花村ゆき子、柳京子、市川千代、田原るり子、土肥妙子｜大友町子、高橋芳樹、北野八重子、中山恵美子、阿部浩子、金井明洙 鈴木志郎、仲原新二、上田侑嗣/島宇志夫｜南川直、岩上瑛｜轟謙二、滝川潤｜波島進 | |
| 6月9日   | 第189話 | 混濁           | 元持栄美              | 中村経美   | 桜むつ子(大原なみ)、深見泰三(吉川甚吉)｜石井宏明(青山金一)、加茂良子(青山昌子)、折原啓子(吉川千津)｜永井柳太郎(岡田久夫)、竹田公彦(竹本靖夫)、嘉手納清美(大原時子)、天草四郎(嘉市)｜平沢公太郎(新高山のぼる)、加藤土代子(主婦A)、伊東芳子(郁代)、桜井とし子(寺本美津子)｜渡辺久子、伊藤美千代、秋山敏、滝島孝二｜清水美沙子、安田洋子、小林和男、芥川みどり｜伊藤慶子、清水正、西堀鈴江、奥村京子｜鶴賀宏治、宇田勝哉、上天吉、柳川泰弘、小田桐久男｜森山真澄、百瀬八重子、中城基雄、佐藤貞郎、君塚秀修 鈴木志郎、仲原新二、上田侑嗣/島宇志夫｜南川直、岩上瑛｜轟謙二、滝川潤｜波島進 | |
| 6月16日  | 第190話 | 女ごころ       | 渡部昭洋              | 北村秀敏   | 旗和子(別所清子)、新井茂子(別所いづみ)｜水木恵子(長島雪絵)、安芸秀子(雪乃)、大邦一公(川上)｜若宮隆二(尾崎文夫)、戸川暁子(総婦長)、中江隆介(別所泰助)｜倉橋宏明(鈴木)、美船洋子(女将)、西野砂恵(婦長)｜川口いづみ(スミ子)、近松俊夫(稲尾)、飯田テル子(奥さん)｜小玉修司、西尾徳、峰島英郎、大録加寿子｜山田幸子、磯野則子、天野暁子、大月竜也｜大村文武(別所哲三) 鈴木志郎、仲原新二、上田侑嗣／島宇志夫｜菅沼正、木川哲也(佐野刑事)｜柴田秀勝、北原隆｜中山昭二 | |
| 6月23日  | 第191話 | やくざ         | 大和久守正            | 田中秀夫   | 小瀬朗(柴山)、安藤三男(浅野)｜生田三津子(由美子)、梅沢昇(諸橋)、柏木優子(勝子)｜大原譲二(事務所長)、山内雪子(邦子)、石間健史(小島博)｜正富ひろ子(敏子)、深水吉衛(管理人)、大原百々代(女主人)｜黒木憲三、秋月喜久枝、下村和男｜大山豊、植松鉄男、四志譲二、貫恒実｜武石昇、和泉喜和子、鈴木暁子、山本紀彦｜植木進、佐川二郎、大川美春、神山康夫｜湊雅行(堀川、ビクター)｜小笠原弘(森) 鈴木志郎、仲原新二、上田侑嗣/島宇志夫｜南川直、岩上瑛｜轟謙二、滝川潤｜波島進 | |
| 6月30日  | 第192話 | 二十歳         | 横山保朗              | 北村秀敏   | 八木俊郎(三谷慎一)、高野通子(華子)、桜井二郎(仙田竹造)｜加藤和恵(髙島佳枝)、田中志幸(河呂木竜一郎)、小髙まさる(清木)、花岡菊子(河呂木菊子)｜藤岡重慶(石田刑事)、髙松政夫(伊藤警部補)、斉藤英雄(東西勝男)、簡野典子(のぶ)｜加茂嘉久(川崎)、滝謙太郎(吉原)、緒方敏也(竹下三郎)、牧野和子(玲子)｜沼波輝枝、谷本小代子、松山沙知子、小笠原弘子｜久保比左志、平原弘子、小金井秀春、小甲登枝恵、向精七｜後藤昭彦、田沼進、藤本達也、秋津啓介、岡田敏宏｜床井良明、波多洋二、東海林節、小沢悦子、秋吉節子、早瀬主税｜上田吉二郎(井島達男) 鈴木志郎、仲原新二、上田侑嗣/島宇志夫｜南川直、岩上瑛｜轟謙二、滝川潤｜波島進 | |
| 7月7日   | 第193話 | 罪と罰         | 小川正                | 大岡紀     | 小沢忠臣(山部房男)、加藤澄江(滝沢笙子)｜伊井美貴(宮田光子)、浅見比呂志(山本)｜鮎川浩(季)、直木みつ男(程原)｜守田比呂也(吉村刑事)、香山恵子(下宿の主婦)、赤木葉子(進藤の女房)、水沢摩耶(おかみさん)｜山岡弘乃、酒井由利、小木宏子、髙橋伸子、佐野哲也｜平山成仁、磯野則子、真鍋淳子、水池修一、大坂憲、山木戸肇｜武藤英司(遠藤)｜本間文子(宮田芳子) 鈴木志郎、仲原新二、上田侑嗣/島宇志夫｜南川直、岩上瑛｜轟謙二、滝川潤｜波島進 | |
| 7月14日  | 第194話 | 河の女         | 内山順一郎            | 渡辺成男   | 小畑通子(中居マリ)、浅沼創一(一彦)、小林裕子(美樹)｜清川玉枝(佐伯菊江)、宗方奈美(佐伯峰子)、磯野秋雄(虎吉)｜潮健児(西田博)、髙野恭明(岩崎)、桧有子(光江)、新田喜美枝(タカ)｜水木梨恵(ルミ子)、滝千江子(幸子)、水島京子(ふじ)、保積ぺぺ(保安官の子)、河野彰(酒井)｜北見省三(梶)、坂野比呂人(善助)、倉橋宏明(坂本)、木村浩(大滝)、鷙頭隼士(黒川)｜豊野弥八郎、鵜野竜太、清水美沙子、今冨泰作、野島昭生｜刀原章光、平井勝子、佐藤一夫、柴田美弥子、石丘艶子｜根岸玲子、北邑栄三、君塚秀修、佐川敏行、髙橋美紀｜北沢彪(植木浩之助) 鈴木志郎、仲原新二、上田侑嗣／島宇志夫｜南川直、岩上瑛｜轟謙二、滝川潤｜波島進 | |
| 7月21日  | 第195話 | 黒い階段       | 大川タケシ 七条門     | 大岡紀     | 三田村元、若宮恵三郎、藤田佳子、黒丸良、広瀬みさ 波島進 | |
| 7月28日  | 第196話 | 望郷           | 渡部昭洋              | 北村秀敏   | 工藤堅太郎(北葉英次)、原良子(若杉芺美)、田中筆子(若杉文江)｜筑紫あけみ(間垣悦子)、飯田覚三(金星伊太郎)、寺島信子(芳ベエ)、松風はる美(八重)｜青沼三朗(若杉鉄平)、国創典(大関伝三)、福岡詩二(花田勝利)、髙橋芳樹(若杉文男)｜三井由紀子(艶子)、丸山真理(久子)、小杉典子(ひめ子)、坂倉俶子(道代)、美田真由子(さとみ)｜山本緑、永島岳、小塚十紀雄、西朱実、結城一郎｜築地博、大竹淳吾、酒井和子、瑳峨信孝、竹村清女｜成瀬悟郎、大川美春、上知加始、髙橋美紀、秋吉節子｜関須美子、三森小夜子、榎英明、保坂礼二、君塚秀修、大月竜也｜吉田義夫(成山矢之助) 鈴木志郎、仲原新二、上田侑嗣／島宇志夫｜南川直、岩上瑛｜轟謙二、滝川潤｜波島進 | |
| 8月4日   | 第197話 | 歪んだ花       | 豊田総治              | 龍伸之介   | 関みどり(加代)、沢ひろ子(里美)、露原千草(サト)｜岡村文子(竹満園長)、杉義一(吉田刑事)、初名美香(藤崎)、神田正夫(乙川)｜関山耕司(人夫)、早川研吉(松下)、直木みつ男(梅野)、広田進司(岡崎)、植田貞光(鈴木)｜福良早代(衣川)、水原漠(矢口)、中田博久(大塚)、七瀬真紀(美果子)、相馬剛三(百姓)｜林杏子(悦子)、絹田容子(葉子)、柳京子(君子)、林田秀子(敏子)、磯野則子(衣子)｜長谷川真子、久保一、秋山敏、梅屋かほる、松波志保、秋月喜久枝｜杉本たか子、森肇、国定紀子、小林テル、渡辺久子、伊東芳子｜上知加始、吉田悦子、相田恵子、塚田美子、小甲登枝恵、新田五郎｜柳川泰弘、早瀬主税、大平唯志、芹川洋、富沢和雄、小松富雄 鈴木志郎、仲原新二、上田侑嗣／島宇志夫｜南川直、岩上瑛｜轟謙二、滝川潤｜波島進 | OP変更 |
| 8月11日  | 第198話 | 戦争の傷あと   | 村田武雄              | 渡辺成男   | 佐々木孝丸、日暮里子、堀みどり、久松保夫、堀越節子、川田信一、大塚正義 波島進 | |
| 8月18日  | 第199話 | 再会           | 大和久守正            | 奥中惇夫   | 園井啓介(中西)｜河村弘二(杉田)｜高城淳一(岡島)、二階堂有希子(桂子)、円山鈴子(純子、コロムビア)｜関弘子(看護婦)、梅津栄(サンドイッチマン)、小笠原章二郎(老爺)｜水島真哉(金井)、三田照子(老婆)、波木井健二(小島)｜中庸介(中年の男)、真木美沙、沖野一夫(爺さん)、水谷実子(若い娘)｜東映児童演劇研修所:石毛正義(少年A)、羽石信男(少年B)｜NET:馬場雅夫(司会者、特別出演)｜日高澄子(和枝) 鈴木志郎、仲原新二、上田侑嗣／島宇志夫｜南川直、岩上瑛｜轟謙二、滝川潤｜波島進 | |
| 8月25日  | 第200話 | 女の終着駅     | 小川記正              | 龍伸之介   | 和田孝(原田まこと)｜野々浩介(今井田)、宮川洋一(編集長)、本郷淳(市川貢)｜宗方奈美(吉村敏子)、高須賀夫至子(加茂みち子)、南房恵(宮地田鶴子)｜八名信夫(露口)、河野彰(佐久間)、冨士あけみ(大田原まり)、阿美本昌子(雪村えり子)｜花菱コチャコ(運転手)、富田ひろみ(鳴瀬)、若山みち子(滝子)、小笠原弘子(女中)、並木よし子((富子、東芝)｜美田真由子、国定紀子、八百原寿子、大津正八、佐藤辰也、園田義人｜古堀雄三、大友町子、磯野則子、髙橋美紀、関須美子、西川栄子東映グループ(イロハ順) 秋吉節子、飯田浩二、霞涼二、片山由美子、木内淑介、東海林節、上知加始‐成瀬悟郎、中西恵利、二宮吉右ヱ門、原信夫、舟越日出子、早瀬主税、百瀬八重子中原早苗(松尾みね子) 仲原新二、上田侑嗣／島宇志夫｜南川直、岩上瑛｜轟謙二、滝川潤｜波島進 | 協賛:はとバス、岩本楼本館 |
| 9月1日   | 第201話 | 怒りの大地     | 七條門 吉岡昭三       | 田中秀夫   | 水上竜子(津村昌代)、草野大悟(津村信一)｜里井茂(矢代雄次)、南左斗子(矢代常子)、高橋正夫(山里泰造)｜磯村千花子(津村よね)、有木山太(内海)、国方伝(繁田)｜津路清子(山里定子)、後藤洋吉(竹本刑事)、久保一(大谷)、小笠原まり子(福子)｜井上和行(川上)、深水吉衛(吉井巡査)、坂本長利(池島)、柳生尚美(女中)｜原孝之(主人)、梅田宏(店員)、岩崎力(人夫)、古堀雄三(狭山)｜陶隆(原田刑事)｜伊井友三郎(津村儀助) 鈴木志郎、仲原新二、上田侑嗣／島宇志夫｜南川直、岩上瑛｜轟謙二、滝川潤｜波島進 | |
| 9月8日   | 第202話 | 栄光           | 元持栄美              | 松島稔     | 月丘千秋、沼田曜一、北原しげみ、北あけみ、八代真矢子、高野通子、渚洋子 波島進 | |
| 9月15日  | 第203話 | 白い愛の橋     | 三浦大介 竜祐豪       | 龍伸之介   | 赤木春恵、孔美登里、清川新吾、市川春代、高橋正夫、李春嬉、佐藤京一、安道雲 波島進 | |
| 9月22日  | 第204話 | ある鍵ッ子     | 大和久守正            | 今村農夫也 | 高瀬孝一(桜井次郎)、伊吹新(吉田)、高山朋子(桜井よし子)｜小林裕子(吉田みどり)、石井宏明(桜井孝)、丘寵兒(太田)｜寺島信子(国代)、杉義一(佐野刑事)、稲葉まつ子(光枝)、吉田豊彦(国彦)｜夕城三千代、上野綾子、新田㐂久枝、安田洋子｜尾上梅乃、高橋信子、泉三枝子、高原郷子｜近藤美智子、並木よし子（東芝）、小倉雄三、岡田敏宏、中野卯女｜真崎七郎、三島新太郎、三神ひで子、恩田恵美子、猪原進 鈴木志郎、仲原新二、上田侑嗣／島宇志夫｜南川直、岩上瑛｜轟謙二、滝川潤｜波島進 | |
| 9月29日  | 第205話 | 歌のある街     | 内山順一郎            | 龍伸之介   | 大村文武(桜井先生)｜浅沼創一(健次)、酒井宏(勇作)、大塚正義(稔)、志麻ひろ子(八重子)、小杉典子(さかえ)｜笹川恵三(安吉)、福原秀雄(源造)、佐藤登志雄(浩次)、依田英二(高木)、大原譲二(額田)｜河合絃司(磯村)、山本緑(花代)、泉田洋志(風間)、菅沼赫二(蓮沼)、水木梨恵(ゆり江)、谷本小代子(㐂代)｜中原功二、吉岡浩一朗、植松鉄雄、上野堯、川田信一、前野霜一郎｜小林テル、絹田容子、四志譲二、鶴賀宏治、藤本達也、佐々倉英雄｜三木敏彦、小甲登枝恵、三田耕作、沖野一夫、八百原寿子、高橋美紀｜佐山景子、小笠原弘子、相田恵子、佐々木康子、永田紀世子、波方紀久恵｜三和清一郎、松本秀樹、江本裕美子、出村裕紀、根本徹、佐藤久美子｜九条万里子(いづみ良子、コロムビア、特別出演)｜田中春男(泉仙三)｜東映児童劇団コーラスグループ、宮本貞子(指揮者) 鈴木志郎、仲原新二、上田侑嗣／島宇志夫｜南川直、岩上瑛｜轟謙二、滝川潤｜波島進             | |
| 10月6日  | 第206話 | 大都会 前編    | 長谷川公之            | 松島稔     | 瞳麗子(草間文子)、山田真二(佐々木敬三)、高島英志郎(西川弘)、町田祥子(吉間みよ子)｜魚住純子(坂田喜代子)、大塚周夫(小谷次郎)、安藤三男(高田康)、山波宏(吉村春夫)｜本間文子(おかみ)、西川敬三郎(常はん)、有川二郎(ボーイ)、三遊亭万遊(谷)｜西岡慶子(女店員)、香月京子(女医)、木下沙代子(老婆)、楠義孝(箱番)｜石月真子、正木純、花村屯、下川清子、中山輝夫｜山川弘乃、松浦忍、平山成仁、若山みち子、佐伯久、細井啓介｜神戸一郎(林和彦、コロムビア、特別出演)大阪府警 館敬介(吉川主任)、瀬良明(市川部長刑事)、高杉玄(水木刑事)、水原漠(寺田刑事)鈴木志郎、仲原新二、上田侑嗣／島宇志夫特捜隊藤島班 中山昭二、菅沼正、森山周一郎、伊達正三郎、北原隆特捜隊立石班 波島進、南川直、岩上瑛、轟謙二、滝川潤 | 協賛:京福電鉄株式会社、京都バス |
| 10月13日 | 第207話 | 大都会 後編    | 長谷川公之            | 松島稔     | 瞳麗子、山田真二、高島英志郎、小林裕子(花山あや子)｜町田祥子(吉岡みち子)、大塚周夫、安藤三男、山波宏｜磯野秋雄(深尾)、千代侑子(由美)、柏木優子(踊り子)、相馬剛三(刑事)｜坂野比呂人(係員)、小木宏子(奥さん)、中村歌(婦警)、三遊亭万遊｜佐野哲也、菊地誠一、本田統、鷲頭隼士、奥村公延｜成瀬悟郎、磯野則子、瀬戸清美、村田博文、河村百合子｜神戸一郎｜千葉真一（男B、東映、特別出演） 鈴木志郎、仲原新二、上田侑嗣／島宇志夫｜中山昭二、菅沼正、森山周一郎、伊達正三郎、北原隆｜波島進、南川直、岩上瑛、轟謙二、滝川潤 | 協賛:京福電鉄株式会社、京都バス |
| 10月20日 | 第208話 | 落ちていた粉   | 大和久守正 伊藤美千子 | 松島稔     | 鶴見丈二(西山留次)、曽我逎家一二三(安五郎)｜丹羽又三郎(相沢)、加茂良子(千恵)、堀真奈美(伸子)、鮎川浩(小池)｜永井柳太郎(桜井)、日高ゆりえ(ミネ)、清水鞠(由美)、野口元夫(源さん)｜坂野比呂人(坂野)、宮田光(富岡)、五月晴子(久子)、井上和行(児玉)｜小林和夫、小玉修詞、三木宏祐、今富弥作｜吉原正皓、清見淳、並木よし子、涛章二郎、三田耕作｜三島英司、近藤高子、真鍋淳子、木村修、田村正光、萩原正勝｜久保田清司、菊池重栄、北邑栄二、程田光春、山田人志、関口守一、大場健二｜今井健二(峰岸正雄) 鈴木志郎、仲原新二、上田侑嗣／島宇志夫｜南川直、岩上瑛｜轟謙二、滝川潤｜波島進 | ED変更 協賛:薮塚スネークセンター |
| 10月27日 | 第209話 | 狂った旋律     | 北一郎 七條門         | 田中秀夫   | 園田哲也(秋吉徹)、橋爪功(須貝一行)、蔵悦子(倉田幸子)｜成瀬昌彦(成瀬丈太郎)、折原啓子(成瀬定子)、岡村文子(小母さん)｜竹田公彦(成瀬俊夫)、宮川洋一(鈴木課長)、石島房太郎(大学教授)｜三沢康子(咲子)、金子澄江(春江)、酒井由利(ひで)、倉橋宏明(谷村)｜石垣守一、岡田敏宏、榊原恒夫、井上正彦｜大竹淳吾、安井慶子、青柳博、藤世俊夫、山中淳｜永井宏幸、大阪憲、磯野則子、松川清、菊池英一｜小堀明男(須貝嘉作)｜三宅邦子(秋吉友枝) 鈴木志郎、仲原新二、上田侑嗣／島宇志夫｜南川直、岩上瑛｜轟謙二、滝川潤｜波島進 | |
| 11月3日  | 第210話 | ペンフレンド   | 大和久守正            | 龍伸之介   | 荒木一郎(野沢正)、近江佳世(みどり)｜小柳修次(友田耕介)、設楽香乃(井関雪子)、岩谷肇(坂本)｜関山耕司(島村靖)、中田博久(筒井)、小笠原章二郎(三田老人)｜大東良(係員)、渡辺高光(藤井健)、春江ふかみ(牧子)｜人見修(看守長)、川口いづみ(政子)、糸博(医師)｜三海克郎、太古八郎、上知加始、成瀬悟郎｜西山連、及川広夫、川上英子、大久保竜志、猪原進｜武藤英司(福井庵の親爺)｜杉狂児(高城) 鈴木志郎、仲原新二、上田侑嗣／島宇志夫｜南川直、岩上瑛｜轟謙二、滝川潤｜波島進 | |
| 11月10日 | 第211話 | 焼死体         | 小川記正              | 松島稔     | 三條美紀、野々浩介、駒山多加夫、清水一郎、葉桐次裕、渡辺千世、稲川忠完 波島進 | |
| 11月17日 | 第212話 | 聞えない町     | 松井稔                | 伊賀山正光 | 三条美紀、ジェーン岡田、当銀長次郎、船橋桂子、林寛、梅沢昇、江家礼子、ミスター珍、長島隆一、小高まさる、福良早代、桜さゆり、水沢摩耶、片山滉、山本緑、天野照子、波木井健二、松波志保、柳生尚美、川村千鶴、岩井礼一郎、島原智夫、津軽喜介、伊東芳子、泉三枝子、久保比左志、山田甲一、福田和子、多田伸、小島まさ子、岡本典子、一戸和男、山木戸肇、東海林節、高橋美紀、矢崎悦子、和気喬、大田弘子、野村光枝、伊藤健雄、片山由美子、ピーターウィリアムス、ジョージ吉村、川喜多雄二 鈴木志郎、仲原新二、上田侑嗣／島宇志夫｜南川直、岩上瑛｜轟謙二、滝川潤｜波島進 | |
| 11月24日 | 第213話 | 悪女の影       | 西沢裕子              | 奥中惇夫   | 宇治みさ子、北あけみ、小林重四郎、水島真哉、上田吉二郎、柳谷寛、戸浦六宏、宮川鉄夫 中山昭二 | |
| 12月1日  | 第214話 | 残された女     | 津田幸夫              | 田中秀夫   | 喜多川千鶴、鮎川浩、田浦正巳、関千恵子、有沢正子、広川太一郎 波島進 | |
| 12月8日  | 第215話 | 跫音           | 村田武雄              |            | 三上真一郎、金光三樹、矢島美智子、白石奈緒美、浅香春彦、内藤綱男 菅沼正、伊達正三郎、森山周一郎、北原隆、高島英志郎、中山昭二 | |
| 12月15日 | 第216話 | ある転落       | 七条門                |            | 野川由美子、伊豆肇、北条由紀子、織本順吉、町田 祥子、稲村靖、奥野匡 波島進 | |
| 12月22日 | 第217話 | 渇いた孤独     | 西沢裕子              |            | 北沢典子、山崎猛、高橋良樹、大塚正義、中北千枝子、井上千枝子 波島進 | |
| 12月29日 | 第218話 | 小雪空         | 大和久守正            |            | 森健二、稲田和子、飛鷹一、上田美由紀、青沼三郎、小笠原弘 波島進 | |

#### 1966年
| 放送日   | 各話    | サブタイトル           | 脚本              | 監督       | 出演者 | 備考                             |
| -------- | ------- | ---------------------- | ----------------- | ---------- | --- | -------------------------------- |
| 1月5日   | 第219話 | 007はテーブルナンバー  | 瀬川昌治          | 松島稔     | 千葉治郎、千葉敏郎、保科三良、石井宏明、打越正八、大村文武、高原駿雄、江戸屋猫八、二宮ゆき子、トリオこいざんず、小野栄一、Wけんじ 波島進 |                                  |
| 1月12日  | 第220話 | 丙午                   | 小川記正          | 近藤竜太郎 | 太宰久雄、若宮忠三郎、海江田譲二、伊吹新、村田知栄子、明智十三郎 波島進 |                                  |
| 1月19日  | 第221話 | 青春喪失               | 長谷川公之        | 龍伸之介   | 磯村みどり、霧立のぼる、清水良太、磯村千花子、関みどり、山口暁、市村俊幸 南川直、岩上瑛｜轟謙二、滝川潤｜波島進 |                                  |
| 1月26日  | 第222話 | 明日なき女             | 大津皓一          | 田中秀夫   | 馬渕晴子、田武謙三、三谷幸子、小林裕子、綾川香、佐々圭子 波島進 |                                  |
| 2月2日   | 第223話 | 魔性の女               | 小山内美江子      | 龍伸之介   | 椎原邦彦、高倉みゆき、三條美紀、山下貴絵、西田昭市、野口ふみえ 波島進 |                                  |
| 2月9日   | 第224話 | 春の突風               | 小川記正          | 松島稔     | 藤岡重慶、服部哲治、高木二朗、並木一路、明石潮、武智豊子、近江佳世 波島進 |                                  |
| 2月16日  | 第225話 | 二十二時五十五分       | 大津皓一          | 永野靖忠   | 高島敏郎、長島隆一、倉田地三、磯野秋雄、森健二 波島進 |                                  |
| 2月23日  | 第226話 | 人生相談               | 村田武雄          |            | 永井秀明、筑紫あけみ、国景子、高橋とよ、里井茂、小沢沙季子、戸田春子、杉浦宏策、鷲津隼土 波島進 |                                  |
| 3月2日   | 第227話 | 若い断層               |                   |            | 石橋蓮司、住吉正博、加川淳子、炎加世子、近藤幸、佐々木功 波島進 |                                  |
| 3月9日   | 第228話 | 鏡と女                 |                   | 石川義寛   | 赤木春恵、美弥たか子、水城蘭子、来宮良子、日暮里子、相沢ケイ子 波島進 |                                  |
| 3月16日  | 第229話 | 枯れた春               | 七条門            |            | 福田公子、綾川香、新井茂子、渚健二、七瀬真紀、北原義郎、鶴見丈二、穂高稔 波島進 |                                  |
| 3月23日  | 第230話 | 山刃の秘密             | 小川記正          |            | 安藤三男、渋沢詩子、清水一郎、邦創典、三角寛、森野五郎 中山昭二 |                                  |
| 3月30日  | 第231話 | 彼岸花                 | 小山内美江子      |            | 如月寛多、本間文子、久保比左志、八代京子、丹羽又三郎、池田忠夫、里木佐甫良、寺島信子 波島進 |                                  |
| 4月6日   | 第232話 | 大噴煙                 | 大和久守正        |            | 太田博之、浅沼創一、香山ユリ、村山仁、緒方敏也、三田登喜子、月野通代 轟謙二、波島進 |                                  |
| 4月13日  | 第233話 | 続 大噴煙              | 大和久守正        |            | 太田博之、浅沼創一、高松政雄、三田登喜子、平尾昌章、香山ユリ、村山仁、永井柳太郎、浅野進次郎、山下貴絵 南川直、岩上瑛｜轟謙二、滝川潤｜中山昭二｜波島進 |                                  |
| 4月20日  | 第234話 | 故郷は美し             | 大和久守正        |            | 勝部演之、扇ひろ子、宗方奈美、太田正孝、池田駿介、川代美智 波島進 |                                  |
| 4月27日  | 第235話 | 王様の耳はロバの耳     | 横山保朗          |            | 北原しげみ、三木宏裕、酒井由利、関山耕司、島田芳子、秋山敏、大原百代 菅沼正、森山周一郎｜伊達正三郎、北原隆｜中山昭二 |                                  |
| 5月4日   | 第236話 | 灯火                   | 村田武雄          |            | 村上不二夫、田中三津子、大村文武、高橋正夫、沼田曜一、美弥たか子 波島進 |                                  |
| 5月11日  | 第237話 | 忘れられた顔           | 松井稔            |            | 茅島成美、青野平義、村田知栄子、高野通子、杉義一、山本浩 波島進 |                                  |
| 5月18日  | 第238話 | 深夜の銃声             | 小川記正          | 中村経美   | 白石奈緒美(小山田かおる)、上野山功一(横井達夫)、浜こうじ(誠)｜飯田覚三(松本)、蔵悦子(友子)、新草恵子(厚子)｜林寛(加納)、黒丸良(野島)、江家礼子(和代)｜片山滉(伊助)、真木美沙(とし子)、菅原壮男(水谷)、亀谷享(川田)｜石田守衛(おやじ)、津路清子(きん)、峰恵研(恭一)、高須準之助(事務員)、上野尭(伊藤)｜佐野哲也、駒村クリ子、笠井ひろ、四志譲二、泉三枝子｜相田恵子、小川孝、柳田清美、小金井秀春、木村修｜萩原正勝、丸山誠、飯田浩二、根岸玲子、宮城光江、大阪憲｜太宰久雄(漫画家吉村)、小笠原章二郎(評論家大橋)、小林猛(大学教授金子)｜今井健二(熊谷) 鈴木志郎、仲原新二、上田侑嗣／島宇志夫｜南川直、岩上瑛｜轟謙二、滝川潤｜波島進 |                                  |
| 5月25日  | 第239話 | 逃亡                   | 村田武雄          | 今村農夫也 | 松原光二、武藤英司、有田めぐみ、有沢正子、渡真二、石間健史、桔梗恵二郎、生方功 波島進 |                                  |
| 6月1日   | 第240話 | いのしし               |                   |            | 藤岡重慶、川上正夫、杉狂児、大塚周夫、八田真一郎 波島進 |                                  |
| 6月8日   | 第241話 | 青春の墓標             | 三浦大介          |            | 村上不二夫、小林裕子、青木美香、翠準子、生井健夫 波島進 |                                  |
| 6月15日  | 第242話 | 化石のような女         | 重宗和伸          | 今村農夫也 | 桜むつ子、阿部寿美子、宮内順子、野々浩介、可能かず子、北見治一 波島進 |                                  |
| 6月22日  | 第243話 | 夜の国道一号線         |                   |            | 富士あけみ、杉幸彦、倉田地三、日恵野晃、和田孝、高倉みゆき、植村謙二郎 波島進 |                                  |
| 6月29日  | 第244話 | 法外者                 | 七条門            | 中村経美   | 丹羽又三郎、鶴屋佐貴子、伏見直江、駒山多加夫、川副博敏、三鬼濁、保科三良、土屋健、天草四郎、藤江リカ 波島進 |                                  |
| 7月6日   | 第245話 | 太陽の誘惑             |                   |            | 細川俊夫、鶴賀二郎、村田正雄、野本礼三、霧立はるみ、志摩ひろみ 波島進 |                                  |
| 7月13日  | 第246話 | 美しき罠               | 柳節也            |            | 若山美智子、美弥たか子、川喜多雄二、小畑通子、比良多美子、小清水一、小金井秀春、加藤欣子、白石奈緒美、松原光二 波島進 |                                  |
| 7月20日  | 第247話 | 白い金魚               |                   |            | 三角八朗、磯村みどり、稲垣敏彦、宗方奈美、高山朋子、岸本教子 波島進 |                                  |
| 7月27日  | 第248話 | 輝く遠い道             |                   |            | 多々良純、田村ゆきえ、嘉手納清美、園千雅子、花ノ本寿、佐川ミツオ、佐竹明夫、中村桂代子 波島進 |                                  |
| 8月3日   | 第249話 | 乾いた海               | 西沢裕子          | 龍伸之介   | 岡崎二朗(勝也)｜霧立はるみ(美樹)｜田浦正己(矢口)、藤里まゆみ(敏江)｜渡辺千世(宮子)、山路義人(𠮷岡)｜徳大寺君枝(とよ)、北町史郎(伊東)、国方伝(材木屋)｜大坪日出代、植松鉄男、紅理子、星竜二｜柳生尚美、絹田容子、後藤㐂久子、星紀市、宮口二朗｜大友町子、三遊亭万遊、田川恒夫、峰田智代、下川清子｜山田甲一、若尾義昭、中西順子、刀原章光、白木礼二｜特別出演 J.マクドナルド、D.クリンクスケールズ、リッキーランプトン、ルイスランプトン 鈴木志郎、仲原新二、上田侑嗣／島宇志夫｜南川直、岩上瑛｜轟謙二、滝川潤、松原光二｜波島進 |                                  |
| 8月10日  | 第250話 | 時限爆弾               |                   |            | 高宮敬二、舟橋元、佐田慶子、加川景三、松本朝夫、上田吉二郎 波島進 |                                  |
| 8月17日  | 第251話 | 終電車の女             | 横山保朗          | 中村経美   | 潮万太郎(野島)｜高桐真(浅井)、杉義一(今泉)、木戸新太郎(木村)｜浅見比呂志(伸男)、春江ふかみ(のぶ子)、𠮷田道紀(秀雄)、津野哲郎(新田)｜比良多見子(文子)、加茂嘉久(佐山)、荻昱子(玲子)、山田㐂芳(達男)｜瑳珴信孝(光二)、鈴木洋子(圭子)、小川万里(由美子)、水谷実子(久子)｜久保比左志、小甲登枝恵、久保田清司、竹内五郎｜道下正治、栗林行男、小沢悦子、新田五郎、向義弘｜早瀬主税、伊井篤、原田赫、中村保、佐々木志保 鈴木志郎、仲原新二、上田侑嗣、北峰有二／島宇志夫｜南川直、岩上瑛｜轟謙二、滝川潤、松原光二｜波島進 |                                  |
| 8月24日  | 第252話 | 雷雨                   | 元持栄美 舟木文彬 | 龍伸之介   | 有沢正子(悦子)｜加藤忠(田辺)、伊藤巴子(孝子)｜奥野匡(池沢)、遠藤慎子(ミツ)｜高木均(編集長)、笹川恵三(江戸)｜𠮷田豊明(由夫)、山下貴絵(洋子)、安藤三男(バーテン)｜菅沼赫(西村)、柏三七子(マダム)、水沢麻耶(郁子)｜志摩燎子(靜子)、島田潤子(女事務員)、由木みよ(キヤデイ)｜高木二朗(隆三)｜大村文武(谷川) 鈴木志郎、仲原新二、上田侑嗣／島宇志夫｜南川直、岩上瑛｜轟謙二、滝川潤、松原光二｜波島進 |                                  |
| 8月31日  | 第253話 | 白鳥の死               | 石川義寛          | 奥中惇夫   | 牧紀子(君子)｜川口知子(加代)、上野山功一(土居)、清水京子(恵子)｜渡辺篤(小父さん)、磯村千花子(院長)、森野五郎(石井)｜石井宏明(岩城)、水紀のり子(トルコ娘)、進藤幸(石井.夫人)、笠達也(サラリーマン)｜市川夫佐恵、磯田奈々、佐藤ユキ、千代郁子｜津路清子、小金井秀春、宝達晃一、青沼三朗｜今清水一、山口千枝子、桜さゆり、向井迪子｜内海賢二、東幹三郎、鈴木通人、清水正、千田光夫｜宇治みさ子(由香)｜田武謙三(佐野) 鈴木志郎、仲原新二、上田侑嗣／島宇志夫｜南川直、岩上瑛｜轟謙二、滝川潤、松原光二｜波島進 |                                  |
| 9月7日   | 第254話 | 消えた妻               | 松井稔            | 中村経美   | 谷口香、杉江弘、外山高士、小笠原弘、船橋桂子、片山滉、金子勝美 波島進 |                                  |
| 9月14日  | 第255話 | 恐怖の25時間           | 横山保朗          | 永野靖忠   | 岡崎二朗(井島)｜霧立はるみ(優子)｜高倉みゆき(佳子)｜高島敏郎(捜査一課長)、斉藤信也(水谷)｜飛鷹新吾(神山)、美弥たか子(玲子)、伊藤正次(浅見)｜石島房太郎(佐伯)、杉幸彦(須崎)、三谷幸子(澄子)｜小野泰二郎、平野元、高松政雄、永島岳｜三鬼濁、玉島精二、幸つや子、松熊信義、原信夫｜高木美智子、大友町子、鳥山京子、佐藤雄行、北九州男｜三島新太郎、伊井篤、工藤新一、竹沢光男、横田洋子 鈴木志郎、仲原新二、上田侑嗣／島宇志夫｜南川直、岩上瑛｜菅沼正、伊達正三郎｜轟謙二、滝川潤、松原光二｜波島進 |                                  |
| 9月21日  | 第256話 | 川のある町             |                   |            | 浦辺粂子、大貫ゆみ子、音羽美子、松山照夫、沢井正信、益田愛子 波島進 |                                  |
| 9月28日  | 第257話 | 小さな墓               | 北村秀敏          | 北村秀敏   | 二階堂有希子(あけみ)、大場健二(弘一)｜関弘子(ノブ)、如月寛多(高比良)、永井柳太郎(留吉)｜石井宏明(日下部)、水紀のり子(佑子)、天坊準(丹下)｜松尾佳子(女学生)、橋本菊子(飲みやのおかみ)、八田真一郎(初鹿)、日暮里子(美枝の母)｜山口千枝子(美枝)、藤田幹(巡査)、佐野哲也(弘一の父)、新田㐂美枝(老婆)｜三遊亭万遊(山之内)、花井孝(原少年)、伊東秀明(鉄工所主人)、小木宏子(おかみ)｜楱名潤一、守山竜次、大谷淳、下川清子｜磯野則子、羽太皓、北邑栄二、三田耕作、本多統｜小甲登志枝、八百原寿子、仲塚康介、萩原正勝、成瀬悟郎｜西村俊長、関須美子、瀬戸清美、飯塚貴仁、飯塚仁樹｜小桜姉妹、康子、明子(ビクター、特別出演)｜香川良介(和尚) 鈴木志郎、仲原新二、上田侑嗣／島宇志夫｜南川直、岩上瑛｜轟謙二、滝川潤、松原光二｜伊達正三郎、北原隆｜中山昭二｜波島進 |                                  |
| 10月5日  | 第258話 | ダイヤと秋刀魚と女たち | 西沢裕子          | 龍伸之介   | 島宇志夫｜鈴木志郎、仲原新二、上田侑嗣｜南川直、岩上瑛｜轟謙二、滝川潤、松原光二｜波島進三田登㐂子(敏江)、長山藍子(映子)｜佐伯徹(水沢)、服部哲治(竹田)、𠮷川満子(くめ)｜関千恵子(すえ)、西田昭市(田川)、日高ゆりえ(佐代)｜小畑通子(良子)、和田一壮(明彦)、井上千恵子(ひで)｜深水𠮷衛(増本)、西堀鈴江(近所のかみさん)、高草木真己(光子)、金井由美(恭子)、高峰竜三(松本)｜三田耕作(チンドン屋)、斉川一夫(駒崎)、伊藤慶子(奥さん)、白鳥美果(女社員)、綿引英臣(無線係)｜森健二(留𠮷)｜笠置シズ子(しず) | 番組名ロゴ・OP・ED変更           |
| 10月12日 | 第259話 | その結婚に異議あり     | 大和久守正        | 奥中惇夫   | 島宇志夫｜鈴木志郎、仲原新二、上田侑嗣｜南川直、岩上瑛｜轟謙二、滝川潤、松原光二｜伊達正三郎、北原隆｜波島進清川新吾(今井)、中庸介(倉本)、原芳子(明美)｜荒木玉枝(マキ)、南風夕子(春子)、荒川さつき(石井)｜丘寵児(すしや主人)、西川敬三郎(神定)、生田三津子(幸子)｜志摩燎子(原)、若山みち子(いね)、川野めぐみ(花代)｜菅原壮男(保)、栗原すみよ(玲子)、玉川長太(一良)、浅田和子(事務員)｜五条妙子、川端嘉子、山波久夫、島原智夫｜加藤勉、鳥居孝子、井上智枝、橋本有史、早瀬主税｜やまのべもとこ(結婚コンサルタント、特別出演)｜牧野周一(司会者)｜武藤英司(柳田)｜沼田曜一(菊池刑事) |                                  |
| 10月19日 | 第260話 | 秋風の詩               |                   |            | 波島進山下洵一郎、夏川かほる、市川春代、細川俊夫、佐々木功、高橋正夫 |                                  |
| 10月26日 | 第261話 | 私は泣かない           | 横山保朗          |            | 波島進宝生あやこ、路加奈子、生井健夫、美弥たか子、松浦忍、山室公夫 |                                  |
| 11月2日  | 第262話 | 愛の証書               | 大和久守正        | 中村経美   | 島宇志夫｜鈴木志郎、仲原新二、上田侑嗣｜南川直、轟謙二｜滝川潤、北原隆、髙島英志郎｜中山昭二小川守(北見)｜笹るみ子(恵子)｜市川靖子(下条)、坂東璋子(加島)｜青野平義(矢野)、織賀邦江(美代)｜安藤三男(小林)、大久保正信(庄司)｜渡真二(八百屋)、石垣守一(会社主任)｜駒山多加夫(発見者)、植松鉄男(出前持)、安井慶子(事務員)、池田よしゑ(管理人)｜下村和男(バーテン)、山口千枝子(タバコ屋の娘)、中島浩二(小学生)、𠮷村英男(〃) |                                  |
| 11月9日  | 第263話 | 霧笛の港               | 小川記正          | 大岡紀     | 島宇志夫｜鈴木志郎、仲原新二、上田侑嗣｜菅沼正、岩上瑛｜伊達正三郎、北原隆、松原光二｜波島進南広(五郎)｜霧立はるみ(はるみ)｜浅野進治郎(斉川)、鈴木昭生(横地)、鮎川浩(サブ)｜石井宏明(藤枝)、飯田覚三(岩瀬)、木田三千雄(橋本)｜田胡章子(秀子)、伊吹新(大木)、水木梨恵(みき子)、森川公也(河合)｜水城一狼(佐野)、富士あけみ(ゆき子)、千葉耕一(草場)、柳生尚美(和代)｜志水辰三郎(裁判長)、菊地誠一(検事)、佐藤雄行(出前持)、佐藤文子(中井)｜三島新太郎(粕谷)、真崎七郎(警官)、藤代尚子(ホステス)、川端嘉子(看護婦)、桐島好夫(井上)｜ポール聖名子(サニー、特別出演) |                                  |
| 11月16日 | 第264話 | 晴れた朝が憎い         | 今村文人          | 奥中惇夫   | 島宇志夫｜鈴木志郎、仲原新二、上田侑嗣｜菅沼正、森山周一郎｜伊達正三郎、北原隆、高島英志郎｜中山昭二加茂良子(杏子)、六本木真(伊村)｜野々浩介(大塚)、金子勝美(桃子)、𠮷田豊明(中西)｜青木美香(銀子)、於島鈴子(管理人)、生方功(総務係長)｜稲葉まつ子(女将)、大坪日出代(勝子)、水沢麻耶(良江)｜登山晴子(靜子)、安川洋一(雪室)、宮内幸平(社員(A))、武石昇三(バスの客)｜上知加始(サンドイッチマン)、今野秀晴(社員(B))、和気喬(〃(C))、堀川和栄(女子社員)｜川田英子(由美)、松下匠(雄一)、川島育恵(正子)、金子誠一(男の子)｜二本柳寛(長瀬) |                                  |
| 11月23日 | 第265話 | 二人だけの虹           | 森浩司            | 中村経美   | 中山昭二伊藤友乃、田中筆子、植田峻、マイク・ダニン、関みどり |                                  |
| 11月30日 | 第266話 | 日曜日の死角           | 大和久守正        | 大岡紀     | 島宇志夫｜鈴木志郎、仲原新二、上田侑嗣｜菅沼正、岩上瑛｜伊達正三郎、北原隆、松原光二｜波島進松本朝夫(山野)、都築克子(みどり)、仁木佑子(三保子)｜佳島由季(圭子)、石橋雅史(杉田)、高橋長英(松本)、田中志幸(小倉)｜杉幸彦(吉岡)、水紀のり子(君子)、山口千枝子(絹子)、三田照子(老婦人)｜渡辺晃三(似顔描き)、三浦梨花(小母さん)、加藤正(似顔描き)、美船洋子(管理人)｜松尾文人(主任)、白樹栞(モデル)、島原智夫(キャメラマン)、糸博(支配人)｜下川清子(女係員)、小沢悦子(女係員)、峰田智代(女客)、西智子(女客)、田沼瑠美子(女店員)、堀輝子(従業員)｜富士あけみ(モデル)、山田甲一(刑事)、天野世津子(モデル)、岩本好恵(モデル)、霞涼二(工夫)、久保明子(女店員)｜久保田清司(老刑事)、三村かほる(女店員)、秋山早苗(女店員)、大高延子(モデル)、山浦栄(工夫)、木内博之(工夫)｜特別出演：千原ファッションモデルグループ／木村明子、大竹伸子、桜井洋子、岩尾美香、堀澄子｜田宮敬子(司会者、NET.アナウンサー、特別出演)｜利根はるえ(和子) | 衣裳協力：桂由美ブライダルサロン |
| 12月7日  | 第267話 | 焔の丘                 | 大和久守正        | 松島稔     | 島宇志夫｜鈴木志郎、仲原新二、上田侑嗣｜南川直、岩上瑛｜轟謙二、滝川潤、松原光二｜波島進牧紀子(暎子)｜加藤和恵(幸子)、津村悠子(芳子)｜荒川さつき(竜子)、国方伝(三ちゃん)｜長島隆一(倉持部長刑事)、園田哲也(寺沢)｜杉義一(浅田)、恩田清二郎(昭平)｜井上知行(番頭)、須永康雄(中年の男)｜東幹三郎(男の秘書)、芳村浩明(ボーイ)、三木宏祐(所轄刑事)、村上幹史(郵便配達員)｜髙橋美紀(女の子)、長谷川恵子(恵子)、堀那津子(女の死体)、萩原正勝(医師)｜伊豆肇(秋津)｜北原義郎(戸田) | カラー作品                       |
| 12月14日 | 第268話 | 木枯しの街             | 西沢裕子          | 伊賀山正光 | 波島進益田紘子、久松保夫、阿部寿美子、ポール聖名子、水木襄、中曽根公子、日恵野晃 |                                  |
| 12月21日 | 第269話 | 青い道化師             | 西沢裕子          | 伊賀山正光 | 中山昭二磯野洋子、後藤久美子、金光満樹、柳谷寛、北町史郎、神木真寿雄 |                                  |
| 12月28日 | 第270話 | 太陽が昇る時           | 大和久守正        | 奥中惇夫   | 島宇志夫｜鈴木志郎、仲原新二、上田侑嗣｜菅沼正、伊達正三郎｜森山周一郎、北原隆、髙島英志郎｜中山昭二西川宏(福本)、大川栄子(美津子)｜松川清(原田)、後藤ルミ子(ユカ)｜磯野秋雄(老人)、蔵悦子(あけみ)、生田三津子(早苗)、野口元夫(耕三)｜小池明義(支配人)、中康介(バーテン)、伊藤文子(利子)、宮浩一(刑事)｜笠井一彦(田中)、酒井久美子(女中)、高田正裕(長沢)、沢りつを(工員)｜竹沢光男(今泉)、都健二(係官)、由木みを(女の子A)、池田朱美(女の子B)｜深沢京子(良子)、高木美英子(夏子)、飯塚仁樹(正𠮷)、中島猛(男の子(一))、渡辺義侑(男の子(二))｜中川久子(女の子(一))、河野洋子(女の子(二))、片桐節子(女の子(三))、塚田幸一(男の子(A))、河原裕昌(男の子(B))｜東映芸能、東映児童研修所｜江見俊太郎(吉村)｜富田仲次郎(佐藤) |                                  |

#### 1967年
| 放送日   | 各話    | サブタイトル       | 脚本               | 監督       | 出演者 | 備考 |
| -------- | ------- | ------------------ | ------------------ | ---------- | --- | --- |
| 1月4日   | 第271話 | 羊の年賀状         | 横山保朗           | 松島稔     | 島宇志夫、鈴木志郎、仲原新二、上田侑嗣、中山昭二、波島進笠置シヅ子、霧立はるみ、渚まゆみ、有本欽隆、和田孝、玉川良太 | |
| 1月11日  | 第272話 | 夜を売る男         | 村田武雄           | 北村秀敏   | 島宇志夫、鈴木志郎、仲原新二、上田侑嗣、中山昭二佐乃美子、沢田実、住田知仁、真山知子、蔵一彦、北原文枝、木田三千雄、南祐輔 | |
| 1月18日  | 第273話 | 可愛い魔女         | 小川記正           | 渡辺成男   | 島宇志夫、鈴木志郎、仲原新二、上田侑嗣、中山昭二、波島進紅理子、渡辺千世、本郷秀雄、磯村千花子、酒井宏、上杉謙、笹川恵三、高木均、加茂嘉久 | |
| 1月25日  | 第274話 | ある煙突地帯       | 三浦大介           | 奥中惇夫   | 島宇志夫｜鈴木志郎、仲原新二、上田侑嗣｜南川直、岩上瑛｜轟謙二、滝川潤、松原光二｜波島進村上不二夫(安田)、佐伯徹(吾妻)｜池田昌子(横堀)、八代真矢子(佳子)｜藤山竜一(中島)、近藤準(明石)、福原秀雄(晴治)｜福山象三(伏見)、片山滉(村上)、東千晴(千恵)、杉幸彦(𠮷川)、大牧守良(大牧)｜鶴島左貴子(水木)、山本磯六(ろく)、水原芺美(和子)、浜こうじ(五郎)、芹川洋(山本)｜梅屋かほる(主婦)、東山照子(かね)、小林テル(仲居)、赤木葉子(主婦)、久保比左志(小田)｜中村富士子(管理人)、岩崎美智子(正子)、磯野則子(紀子)、小野進也(尾瀬)、山辺潤子(安江)｜ポール牧沢(浅野)、原田赫(板前)、杉山健(西田)、長谷部まゆみ(純子)、荒井薫子(子供)、星野博文(幸一)｜特別出演：トリオこいさんず、津村あい子(直美)、潮千砂(道代)、矢代由美(モデル) | |
| 2月1日   | 第275話 | 猫と乳母車         | 横山保朗           | 松島稔     | 島宇志夫、鈴木志郎、仲原新二、上田侑嗣、波島進渡辺篤史、沢宏美、清水良太、村田千栄子、吉野憲司、西朱美、青野平義 | |
| 2月8日   | 第276話 | 冷たい草原         | 今村文人           | 渡辺成男   | 島宇志夫、鈴木志郎、仲原新二、上田侑嗣、中山昭二岡崎二朗、南雲広子、岡譲司、園田哲也、松川純子、大塚周夫、佐々木功 | |
| 2月15日  | 第277話 | 春の波紋           | 元持栄美・舟木文彬 | 中村経美   | 島宇志夫、鈴木志郎、仲原新二、上田侑嗣、波島進山口暁、生方功、真咲美岐、小野進也、西川敬三郎、阿部寿美子、内田武樹、瀬戸明、森下哲夫、成田次穂 | |
| 2月22日  | 第278話 | 陽の当たらぬ男     | 杉本彰             | 中村経美   | 島宇志夫、鈴木志郎、仲原新二、上田侑嗣、中山昭二須永恒、村上正俊、白石奈緒美、上野山功一、小畑通子、市川春代、松島みのり | |
| 3月1日   | 第279話 | そこに私はいた     | 松井稔             | 奥中惇夫   | 島宇志夫｜鈴木志郎、仲原新二、上田侑嗣｜菅沼正、森山周一郎｜伊達正三郎、北原隆、高島英志郎｜中山昭二松本朝夫(咲野田)、国景子(三樹子)｜石井竜一(宮坂)、浅見比呂志(藤本)、諸角啓二郎(田畑)｜和沢昌治(及川)、池田昌子(桂子)、片山滉(佐藤)、筧豊子(おかみ)｜下川清子(信子)、松岡紀公子(澄子)、宮内幸平(牧野)、高峰竜三(成田)｜岡田敏宏(村井)、佐々倉英雄(松宮)、小金井秀春(福地)、髙松政雄(永島)｜早川保清(フロント係)、林杏子(良子)、藤田典子(照子)、藤城裕治(渡辺)｜金井裕子(博子)、松平有加(扶美子)、上知加始(警官)、山口元子(三田)、秋山早苗(河合)｜水谷昭子(時子)、松本㐂臣(ボーイ)、佐川二郎(刑事)、豊田昭子(たけ子)、大阪憲(係員)、八重ゆき子(春子)、小島岩(田村)｜ローヤルローズ(歌手、特別出演)｜市村俊幸(江坂) | |
| 3月8日   | 第280話 | 新しき門出         | 西沢裕子           | 奥中惇夫   | 島宇志夫｜鈴木志郎、仲原新二、上田侑嗣｜南川直、岩上瑛｜轟謙二、滝川潤、松原光二｜波島進村上不二夫(北江)、清水京子(雅子)｜石井宏明(辰野)、笹川恵三(田所)、深水吉衛(伊吹)｜水木梨恵(アケミ)、中庸介(木村)、水上令子(さとえ)、沢田義生(鈴木)｜野本礼三(弓川)、笠井ひろ(坂口夫人)、田川恒夫(武内)、須賀良(肉屋)｜石川登(東郷)、田内加代子(マリ子)、倉橋寿江子(静子)、高坂真琴(キミ子)｜花井孝(佐伯)、磯野則子(幸子)、清水加代子(有子)、八重ゆき子(ウェイトレス)｜堀本明美(京子)、池田朱実(淑子)、山口香代子(弘子)、佐藤敏子(琴子)｜浅茅しのぶ(たか子)｜宇治みさ子(田島) | |
| 3月15日  | 第281話 | 正午のアリバイ     | 大和久守正         | 渡辺成男   | 島宇志夫｜鈴木志郎、仲原新二、上田侑嗣｜菅沼正、伊達正三郎｜森山周一郎、北原隆、髙島英志郎｜中山昭二高倉みゆき(晴子)｜山田康雄(次郎)｜茅島成美(芳子)、児玉謙二(宏)、長島隆一(山本)｜浅見比呂志(塚田)、美弥たか子(早苗)、笠達也(中西)｜日暮里子(鈴木の奥さん)、富田公子(時子)、簡野典子(𠮷山サカエ)｜美船洋子(美容師)、小林テル(つたや女中)、武石昇三(管理人)｜涛章二郎(教習所主任)、山口千枝子(鈴木の娘)、菅原壮男(ボーイ)｜塚田美子(花嫁の母)、井上真樹夫(バーテン)、日向志津歌(助手)｜平野昇(ガスの集金人)、小林由枝(インターンA)、滝江梨子(インターンB)｜五十田安希(女給)、国定のり子(売り場の女)、後藤美枝子(山本家の女中)、瀬戸清美(花嫁) | 美粧指導：青山ビューティーサロン・ハル ヘアーデザイナー：土屋波留子                                                        |
| 3月22日  | 第282話 | 大都会の墓場       | 佐東吉宣           | 北村秀敏   | 島宇志夫｜鈴木志郎、仲原新二、上田侑嗣｜南川直、岩上瑛｜轟謙二、滝川潤、松原光二｜波島進大塚国夫(下条)｜生井健夫(岩崎公安官)、加茂良子(悦子)｜福島寿美子(安代)、松風はる美(パーラーの女)、久保幸一(青木)｜渡真二(小田)、荻木昱子(美津子)、岩城力也(坂崎係長)｜秋月喜久枝(主婦)、渡辺明(巡査)、岡野耕作(刑事)｜奥村公延(男)、向井迪子(女中)、駒村クリ子(売子)｜田川恒夫(記者A)、山田甲一(記者B)、山村晋平(刑事)｜高野隆志(刑事)、飯田典子(パーラーのレジ)、小池修一(隆)、恵比寿まさ子(ウェイトレス)｜利根はる恵(富子)｜小山源喜(榊)｜片山明彦(中久保) | |
| 3月29日  | 第283話 | 嫉妬               | 小川記正           | 大岡紀     | 島宇志夫、鈴木志郎、仲原新二、上田侑嗣、中山昭二佐々木功、広瀬みさ、磯野秋雄、岸正子、丹羽又三郎、安藤三男、福地悟朗、今野照子 | この回までは全てモノクロ放送                                                                                               |
| 4月5日   | 第284話 | こどもの暦         | 横山保朗           | 松島稔     | 島宇志夫｜鈴木志郎、仲原新二、上田侑嗣｜南川直、岩上瑛｜轟謙二、滝川潤、松原光二｜波島進沼田曜一(伊沢)｜宗近晴見(矢島)、美弥たか子(乃里子)、渡辺千世(文子)｜近衛敏明(早苗場)、前沢迪雄(石山)、川部修詩(浅野)｜鵜野竜太(村上)、田湖章子(静子)、吉原正皓(今泉)、松村彦二郎(高田)｜内野惣次郎(茂男)、大森不二香(君子)、小島康則(和夫)、新田五郎(鑑識員)｜本田統(中村)、小塚十紀雄(湯川)、小林昭夫(三谷)、大津正八(岡崎)、上野綾子(前野)｜清水正(須山)、大橋芳枝(良子)、塚本明美(利子)、北邑栄二(達彦)、上浦千鶴(京子)｜田中美智代(圭子)、中野学(光男)、宮田朝昭(昇)、鈴木正人(勝夫)、本田真一(広)｜片山由美子(清子)、海東太郎(田代)、上浦佳都紀(アキ子)、村井仁美(のぶ子)、伊東昭夫(正男)｜東映児童研修所、劇団日本児童、劇団こじか｜牧紀子(美佐子)｜武藤英司(渡辺) | この回から全てカラー放送 カラー化に伴い、OP・EDを変更 協賛：茨城県袋田観光協会、袋田温泉ホテル                             |
| 4月12日  | 第285話 | 拾った女           | 小川記正           | 奥中惇夫   | 島宇志夫｜鈴木志郎、仲原新二、上田侑嗣｜南川直、岩上瑛｜轟謙二、滝川潤、松原光二｜波島進藤田敏郎(中村)、金井克美(みつ子)｜六本木真(中西)、坂上和子(峯子)、近江俊輔(山木)、高桐真(佐伯)｜鮎川浩(近藤)、柏三七子(花子)、相馬剛三(管理人)、伊吹新(松本)｜笠井一彦(吉本)、木下育子(鈴木)、小高まさる(客A)、野本礼三(望月)｜佐野哲也(土井)、清見晃一(解剖医)、松尾文人(卸商主人)、嵯峨信孝(星野)、塚田正明(客B)｜島田潤子(工員C)、内田恵子(看護婦B)、庵下千恵子(工員B)、乙黒一(医局員)、椿孔枝(看護婦A)、池田勝美(キー子)｜百瀬八重子(さだ子)、吉田志津子(女の子)、柴山佳子(工員A)、片山由美子(春子)、早瀬主税(マネージャー)、君塚秀修(子供) | |
| 4月19日  | 第286話 | 女と赤電話         | 横山保朗           | 北村秀敏   | 島宇志夫｜鈴木志郎、仲原新二、上田侑嗣、新田五郎、佐藤敏子(事務員)｜南川直、岩上瑛｜轟謙二、滝川潤、松原光二｜波島進入江洋佑(津島)、生田三津子(圭子)｜松山照夫(浅野)、桑原幸子（ゆり子)、蔵悦子（玲子)｜松風はる美（和枝)、古賀京子（操)、加茂嘉久(周旋屋）、小川万里子(千津子)｜三谷幸子(管理人)、野本礼三(宿直員)、笠達也(バーテン)、滝謙太郎(屋台の親爺)｜三島一夫(係員、殺陣)、河崎いち子(君子)、桜井詢子(敏子)、水沢麻那(主婦A)｜根上忠(楽隊屋A)、清見晃一(楽隊屋B)、水原仗二(楽隊屋C)、草柳種雄(農夫)｜池田朱実(広子)、岩本好恵(婦警)、石橋暁子(主婦B)｜小桜姉妹、明子、康子(特別出演)｜土方弘(もぐり医)｜吉田義夫(須山)｜近藤宏(大塚) | |
| 4月26日  | 第287話 | 夕陽の町           | 大和久守正         | 北村秀敏   | 島宇志夫｜三島一夫(擬斗)｜鈴木志郎、仲原新二、上田侑嗣、新田五郎｜南川直、岩上瑛｜轟謙二、滝川潤、松原光二｜波島進新井茂子（純子)、浅沼創一（滝)｜加川淳子（ユリ)、大塚孝（松野)、湊俊一（輝山)、国方伝（田丸)｜堀勝之佑（𠮷村)、石間健史（松井)、辻しげる（佐伯)、滝謙太郎（事務員)｜安田洋子（女工)、青野武（管理人)、溝呂木伹（店員(B))、西島一（工員(A))｜野沢雅子（女給風の女(一))、宮口二朗（山尾)、植松鉄男（店員(A))、前野霜一郎（工員(B))｜鈴木洋子（女給風の女(二))、竹沢侑子（女給風の女(三))、久保伊都子（旅館の女将)、上知加始（タクシーの運ちゃん)｜下村和男（船頭)、三島新太郎（船頭)、佐川二郎（事務員)、山本健一（工員(C))｜西村俊長（警官)、黒崎二三恵（事務員)、中村久美子（おかみさん)、織田英子（お母さん)、羽太皓(警官) | |
| 5月3日   | 第288話 | 黒い砂漠           | 村田武雄           | 松島稔     | 島宇志夫｜鈴木志郎、仲原新二、上田侑嗣、新田五郎、佐藤敏子｜南川直、岩上瑛｜轟謙二、滝川潤、松原光二｜波島進瞳麗子(早苗、由美子)｜西田昭市(野村)、加茂良子(深雪)、潮健児(辺見)｜林寛(源吉)、石橋雅史(安藤)、生方功(原田)、直木みつ男(林)｜北町史郎(上杉)、千葉耕一(志村)、守屋俊男(平井)、天野照子(すえ)｜真咲美岐(坪内)、内藤綱男(新井)、秋月㐂久枝(常子)、栗林行男(医師)、八百原寿子(農家の主婦)｜中村富士子(主婦(B))、水原芙美(主婦(A))、高須準之助(運転手)、川田信一(係官)、田川恒夫(会計係)｜早瀬主税(馬方(A))、田島光男(運転手)、大阪憲(事務員)、半田幸一(木下)、成田恒二(本間)｜高野ひろ美(車掌)、君塚秀修(少年(A))、飯塚貴仁(少年(B))、垣内多吉子(看護婦)、小池修一(男の子)｜滝昇(歌手、特別出演)｜松本朝夫(有村)｜松本錦四郎(寺田) | 協賛：大島観光協会、東海汽船、大島温泉ホテル                                                                               |
| 5月10日  | 第289話 | ガールハント       | 今村文人           | 北村秀敏   | 島宇志夫｜鈴木志郎、仲原新二、上田侑嗣｜南川直、岩上瑛｜轟謙二、滝川潤、松原光二｜波島進小川守(綾部)、金子勝美(静江)｜住吉正博(倉沢)、杉義一(源さん)、原口剛(石島)｜吉野妙子(志麻)、蓼くにえ(ルリ子)、藤ひとみ(里子)｜簡野典子(波江)、山本緑(秋子)、三島一夫(興信所の男)｜石田守衛(男)、上野尭(バーテン)、滝島孝二(管理人)｜代志住正(所轄署刑事)、近藤高子(辰己屋店員)、安田隆久(乗客係)｜小川孝(所轄署刑事)、吉峰英一(鑑識員)、上知加始(警官A)、大月竜也(男)｜大阪憲(乗客係)、八百原寿子(ホテルの女中)、新田健二(少年)／洞葉昇二郎(オスンの支配人) | |
| 5月17日  | 第290話 | 美しくなりたい     | 元持栄美           | 龍伸之介   | 島宇志夫｜鈴木志郎、仲原新二、上田侑嗣｜南川直、岩上瑛｜轟謙二、滝川潤、松原光二｜波島進路加奈子(夏子)｜西尾邦彦(笠井)、美弥たか子(房子)、山田彰(未吉)｜森幹太(林)、青木美香(昌子)、志摩燎子(敏子)｜若山美智子(中年の婦人)、進藤幸(益美)、川上正夫(秋元)、菅沼赫(岡本)｜起田志郎(川端)、高木新平(安さん)、吉原正皓(大山)、酒井由利(菊枝)｜高橋乃婦子(女将)、水谷実子(かおる)、花井隆(津田)、田村元治(青木)、後藤ルミ子(光代)｜打越正八(吉野)、竹村清女(患者)、山口譲(竹村)、瀬川まや(絹子)、堀川ザジ(弘子)｜栗本三枝子(川部)、樽木道子(志水)、垣内多吉子(女事務員)、並木道也(木村)、相良裕(保夫)｜細川俊夫(相沢) | |
| 5月24日  | 第291話 | 豚と栄光           | 小川記正           | 中村経美   | 島宇志夫｜鈴木志郎、仲原新二、上田侑嗣｜南川直、岩上瑛｜轟謙二、滝川潤、松原光二｜波島進簡野典子（信子)、谷隼人（真一)｜柄沢英二(吉野)、益田ひろ子(小百合)｜久野四郎(近藤)、水木梨恵(玲子)、津村悠子(高子)｜高橋正夫(望月)、津路清子(お安)、中庸介(沼津)｜黒木憲三(ドヤの泊り人)、武石昇三(新井)、泉三枝子(団地の妻君)、磯野のり子(受付嬢)｜井上真樹夫(中西)、垣内多吉子(事務員)、三門照太郎(ドヤの泊り人)、雪比呂志(司会者)｜藤井貢(岩渕)｜加賀邦男（望月信)｜見明凡太郎（瀬良) | |
| 5月31日  | 第292話 | 青春の追憶         | 奥中惇夫           | 奥中惇夫   | 島宇志夫｜鈴木志郎、仲原新二、上田侑嗣｜南川直、岩上瑛｜轟謙二、滝川潤、松原光二｜波島進霧立はるみ(麻里子)｜石川登(敏雄)、長島隆一(江口)、石川竜二(孝)｜石間健史(篠崎)、露原千草(靜子)、石井宏明(田村)｜片山滉(管理人)、福山きよ子(秋子)、山口千枝子(知子)、秋山みつえ(伸子)｜相馬剛三(工藤)、福良早代(美奈)、山崎伸二郎(保)、金井裕子(百合子)、後藤ルミ子(ルミ子)｜島田潤子(淑子)、広元冽(若原)、兒島みゆき(幸子)、高田正裕(石田)、山田甲一(事務員)｜川端嘉子(若い女)、山室公男(予備校生C)、川田信一(警官A)、原田赫(若い男)、大月竜也(警官B)｜剣持和佳(予備校生A)、朝見朗(予備校生B)、小久保威男(学生A)、倉田保昭(部員A)、飯田美知子(女子高校生)｜森健二(川瀬) | 協賛:千葉県白浜観光協会、ホテル白雲荘                                                                                      |
| 6月7日   | 第293話 | 飛び散る青春       | 西沢治             | 龍伸之介   | 島宇志夫｜鈴木志郎、仲原新二、上田侑嗣、新田五郎、佐藤敏子｜菅沼正、森山周一郎｜伊達正三郎、北原隆、巽秀太郎｜中山昭二前田吟(若山)、秋山早苗(一枝)、剣持伴紀(三木)｜山下貴絵(マリ)、三上左京(友田)、松浦忍(松宮)、伊福部昇(早川)｜橋本菊子(幾代)、笹川恵三(西野)、西川敬三郎(丸山)、宮川洋一(菊池)｜柏三七子(ちよ)、神田時枝(民江)、守田比呂也(園部)、田中雪弥(草間)｜三河雄三（正造)、久保比左志（杉浦)、東千晴（お政)、西朱実（看護婦)｜清水正（老職員)、萩原正勝（巡査)、小杉幸司（舞台係)、清水美沙子（ぎん)｜上知加始（駅員)、伊東新二（京太)、山本健一（梅次)、瀬戸清美（事務員)｜小高林太郎（岡、特別出演)｜千原ファッショングループ 堀澄子、桜井楊子／小松恒穂(振付)｜沢井三郎(村瀬) | テロップの色が白から黄色に変更                                                                                             |
| 6月14日  | 第294話 | 失われた道         | 鹿谷裕一           | 北村秀敏   | 波島進稲垣昭三、有沢正子、山波宏、鶴島左貴子、高木均、小林重四郎、宮内順子、関弘子、清水京子 | |
| 6月21日  | 第295話 | しのび逢い         | 元持栄美           | 北村秀敏   | 島宇志夫｜鈴木志郎、仲原新二、上田侑嗣、新田五郎、佐藤敏子｜南川直、岩上瑛｜轟謙二、滝川潤、松原光二｜波島進藤田佳子(路子)｜外野村晋(里見)、近江佳世(町子)｜宮川洋一(高橋)、青木美香(垣内)、前野霜一郎(杉崎)｜萩昱子(和江)、中原威男(大西)、高峰竜三(森)、公郷景子(郁子)｜矢野潤子(由美)、馬場信幸(一郎)、安川洋一(吉本)、築地博(喜助)、冬城五郎(溝口)｜平林章二(増田)、松浦律子(花子)、磯野則子(絹子)、島田潤子(あけみ)、斉藤和子(大木)｜広元冽(小原)、高野ひろ美(敏子)、瀬戸清美(若い女)、相馬誠(若い男)、徳田卓仁(男)、田口ふみえ(時子)｜古流松葉会 原野理筆(特別出演)｜小林裕子(典子)｜伊豆肇(米倉)｜坂東吉弥(山岡) | |
| 6月28日  | 第296話 | 九年目の女         | 三浦大介           | 奥中惇夫   | 島宇志夫｜鈴木志郎、仲原新二、上田侑嗣、新田五郎、佐藤敏子｜菅沼正、森山周一郎｜伊達正三郎、北原隆、巽秀太郎｜中山昭二白石奈緒美(栄子)、池田昌子(ふみ子)｜住吉正博(次郎)、柳田清美(美代)、田上洋子(かおる)｜岩城力也(中村)、安藤三男(中野)、稲葉まつ子(照子)、池田忠夫(黒柳)｜石垣守一(ロク)、依田英助(瀬戸)、神山卓三(男)、辻しげる(定八)｜浜こうじ(サブ)、大友町子(きさ)、松平有加(美子)、石川十郎(きよし)｜大川美幸(管理人)、菅原壮男(男A)、米地政英(タバコ店主)、伊藤慶子(主婦)｜八神淳(深沢)、高田正裕(時夫)、雪比呂志(バーテン)、赤池義昭(警官)、片山由美子(直子)｜琉球舞踊・酒礼門 上馬實、金城道子、山内えみ子（特別出演）｜東家菊燕(酔客、特別出演)｜山川顕(ジョー、特別出演)｜武藤英司(森崎) | |
| 7月5日   | 第297話 | 第七天国           | 元持栄美           | 田中秀夫   | 島宇志夫｜鈴木志郎、仲原新二、上田侑嗣、新田五郎、佐藤敏子｜南川直、岩上瑛｜轟謙二、滝川潤、松原光二｜波島進霧立はるみ(美佐)｜六本木真(浜田)、義那道夫(中根)、加川景三(吉川)｜美弥たか子(時子)、森幸太郎(野島)、加藤土代子(はる)、大泉滉(細川)｜若山みち子(女中)、稲吉靖(司会者)、九重ひろ子(房子)、川上正夫(甚三)｜小池明義(桜井)、石井淳(山岡)、西島一(大原)、高峰竜三(寺西)｜朝倉宏二(山口)、堀真奈美(由美)、清水美保(女事務員)、磯野のり子(保子)｜小金井秀春(医師)、高坂真琴(女事務員)、滝江里子(道子)、西村俊長(バンドマン)、小野川公三郎(平)｜綿貫勝男(沢村)、田内加代子(久子)、鈴木錦司(警官)、相沢富士子(好子)／小松恒穂(振付)｜ダイヤモンドシンガー(歌手・特別出演)｜江見俊太郎(田所) | |
| 7月12日  | 第298話 | 女の館             | 小川記正           | 龍伸之介   | 島宇志夫｜鈴木志郎、仲原新二、上田侑嗣、新田五郎、佐藤敏子｜南川直、岩上瑛｜轟謙二、滝川潤、松原光二｜波島進松本朝夫(小林)、香山ユリ(玲子)、上田みゆき(節子)｜市川春代(芳江の母)、津村悠子(景子)、前田敏子(山中)、小畑通子(芳江)｜片山滉(古垣)、東京子(高子)、岡部正純(堀田)、生方功(米田)｜佐々倉英雄(小泉)、下川清子(文子)、三川雄三(芳江の父)、佐野哲也(酒屋の親父)｜大場正(金子)、高松政雄(店の主人)、泉三枝子(おかね)、祖父江文宏(安井)｜上知加始(警官)、早瀬主税(川北刑事)、榎本英一(先生)、三島新太郎(店員)｜川俣典子(陽子)、森本節子(早苗)、桜井詢子(踊り子)、小甲登志恵(店の女将)｜久保明子(踊り子)、松下明子(踊り子)、河野洋子(踊り子)、戸田綾子(和子)｜斉藤多恵子(喜美)、市川史夫(加藤)、佐々木一哲(A)、鈴木武(B)｜大井みな子(郁子、特別出演)｜桃井正彦(デージー、特別出演)｜有馬昌彦(神崎)｜小林裕子(弘子) | |
| 7月19日  | 第299話 | 夜の季節           | 横山保朗           | 龍伸之介   | 波島進前田吟、御影京子、三沢康子、石井宏明、阿知波信介、阿井美千子、森川公世、前橋正夫 | |
| 7月26日  | 第300話 | 蟷螂のような女     | 大和久守正         | 中村経美   | 島宇志夫｜鈴木志郎、仲原新二、上田侑嗣、新田五郎、佐藤敏子｜南川直、岩上瑛｜轟謙二、滝川潤、松原光二｜波島進黒岩三代子、神木満寿雄、香山ユリ、大里健太郎、西尾邦彦、志摩ひろ子、起田志郎、西川敬三郎、戸田春子、片山滉、国島英慈、石田守衛、須永康夫、柴山佳子、岩本好恵、小金井秀春、駒山多加夫、奈良優一、市毛包一、早瀬主税、浅田和子、富田裕一、岡田敏宏、小山柳子、西智子、土岐競一、大阪憲、瀬戸清美、栗原誠次、岡里枝、三条達也、菊地ゴールデントリオ：菊地唯夫・木村ちか子・菊地いさを、和田孝、武藤英司、杉狂児 | 協賛：東京新宿・タブラオフラメンコ・ギターラー                                                                             |
| 8月2日   | 第301話 | 女を喰う虫         | 大和久守正         | 松島稔     | 島宇志夫｜鈴木志郎、仲原新二、上田侑嗣、新田五郎、佐藤敏子｜南川直、岩上瑛｜轟謙二、滝川潤、松原光二｜波島進北原しげみ、花木章吾、岡里枝、山田彰、高桐真、蓮川くみ、金子勝美、天草四郎、美弥たか子、斉藤英雄、山岡徹也、西朱実、九重ひろ子、高峰竜三、沢田義生、岩城力也、加茂嘉久、南泰介、直木みつ男、谷岡貞夫、高見鉄男、小高まさる、松島量子、大杉完二郎、笠達也、島原智夫、早瀬主税、守屋俊男、小倉雄三、八百原寿子、堀本明美、磯野則子、瀬戸清美、加納靖志、大阪憲、石橋友和、中山輝夫、徳久比呂志、下谷典子、暁洋子、魚住純子、片山明彦 | 協賛：佐世保市、佐世保観光協会、佐世保九十九島観光ホテル                                                                   |
| 8月9日   | 第302話 | 悲しい善意         | 大和久守正         | 龍伸之介   | 島宇志夫｜鈴木志郎、仲原新二、上田侑嗣、新田五郎、佐藤敏子｜南川直、岩上瑛、轟謙二｜森山周一郎、滝川潤、松原光二｜波島進蜷川幸雄、日野麻子、外野村晋、堀川真知子、磯野秋雄、瀬良明、日高ゆりえ、藤井貢、鶴島左貴子、田中志幸、簡野典子、奈ヶ岡信、山田幸男、水沢麻耶、高橋伸子、山本緑、貫恒実、小金井秀春、榎本英一、右京孝雄、上知加始、田島光男、西村俊長、小高澄、増田典子、赤池義昭、吉野比弓、岡部益衛、永井柳太郎、花ノ本寿、榎本美佐江 | 協賛：犬山市、犬山観光協会、名鉄犬山ホテル                                                                                 |
| 8月16日  | 第303話 | 兄ちゃんの馬鹿     | 樋口静生           | 松島稔     | 島宇志夫｜鈴木志郎、仲原新二、上田侑嗣、新田五郎、佐藤敏子｜南川直、岩上瑛｜轟謙二、滝川潤、松原光二｜中山昭二｜波島進日高吾郎、関みどり、下沢広之、花木章吾、美弥たか子、岩城力也、早瀬主税、鮎川浩、近衛敏明、山岡徹也、黒丸良、酒井由利、吉田豊明、高桐真、西朱実、守屋俊男、須永康夫、山田彰、松波志保、渡辺明、佐野哲也、田川恒夫、吉原正皓、近藤高子、小甲登志枝、西智子、大阪憲、島本弘子、鈴木錦司、山口譲、岡里枝、伊藤慶子、瀬戸晴美、堀本明美、鈴木泰明、加藤祐一、松本喜臣、徳久比呂志、小宮四郎、原耕二、滝昇、北原しげみ、片山明彦、潮万太郎 | 協力：海上保安庁、平戸海上保安署 協賛：平戸市、平戸観光協会、平戸観光ホテル、ニュー平戸海上ホテル                          |
| 8月23日  | 第304話 | 私が悪かった       | 大和久守正         | 中村経美   | 島宇志夫｜鈴木志郎、仲原新二、上田侑嗣、新田五郎、佐藤敏子｜南川直、岩上瑛｜轟謙二、滝川潤、松原光二｜波島進生井健夫、生田三津子、生方功、福原圭一、広瀬明、松本染升、笠間雪雄、林寛、潮健児、加藤土代子、石田守衛、鷹裕二、滝謙太郎、島田潤子、松山沙知子、桜井純子、安田隆久、佐々倉英雄、水紀のり子、西谷純子、山田甲一、伊藤慶子、高野ひろ美、吉岡淑子、大曽根良信、雪比呂志、菅志麻子、司健、永石千賀子、田島光男、樫村英男、出沢義征、松元陽一、小池修一、小山柳子、奥野浩毅、土田全厚、大谷健、中村竜三郎、加賀邦男、笠木シヅ子 | 協賛：浜松市細江観光協会、ホテル観音                                                                                       |
| 8月30日  | 第305話 | 富士山頂           | 横山保朗           | 龍伸之介   | 島宇志夫｜鈴木志郎、仲原新二、上田侑嗣、新田五郎、佐藤敏子｜轟謙二、滝川潤、松原光二｜菅沼正、森山周一郎｜南川直、岩上瑛｜中山昭二｜波島進御影京子(佳子)、浅沼創一(伊東)、青木美香(真知子)、高橋長英(津川)、丘寵児(菅原)、森野五郎(神山)、近江佳世(京子)、今村源平(岩崎)、船橋桂子（由里子）、進藤幸（文子）、若山美智子（久美子）、波木井健二（沢野刑事）、大村千吉(馬方)、三上桜子(君子)、国創典(事務員)、築地博(強力)、酒井由利(女客)、天野照子(あき)、大神信(郵便配達員)、八合昇(刑事A)、蓮見清一(堀井巡査)、長沢隆光(勝也)、大野茂樹(正男)、生島典子(優子)、山室公男(学生)、坪井和彦(登)、藤原昌子(百合子)、松野由和(金男)、間島美樹(敏子)、伊藤久嗣(特別出演)、近江俊輔(杉本刑事)、春日章良(木村刑事)、土方弘(小原)、村上不二夫(栗島)、村田知栄子(加寿子) | 協賛：富士吉田市商工観光課、富士吉田市観光協会、富士観光開発株式会社・富士スバルランド、富士河口湖ロッヂ、富士スバルロッヂ |
| 9月6日   | 第306話 | 土と金と女         | 寺森満             | 奥中惇夫   | 島宇志夫｜鈴木志郎、仲原新二、上田侑嗣、新田五郎、佐藤敏子｜南川直、岩上瑛｜轟謙二、滝川潤、松原光二｜波島進田中春男、榎本陽介、石川登、磯村千花子、杉義一、美弥たか子、剣持伴紀、笹川恵三、上野尭、藤村裕子、中庸介、沢田義生、溝呂木伹、奥村公延、松島量子、貫恒美、岩田直枝、吉田悦子、近松敏夫、小杉幸司、浜田ひろ子、三田国夫、内田恵子、薄井身知子、友野多介、西条克磨、野村光江、飯塚真実、菊地輝夫、竜のり子、瀬戸清美、藤原めぐみ、山川顕、日野麻子、永井秀明、瞳麗子 | 協賛：湯ヶ原観光協会、大伊豆ホテル                                                                                         |
| 9月13日  | 第307話 | 海に生きる         | 駒田博之           | 龍伸之介   | 島宇志夫｜鈴木志郎、仲原新二、上田侑嗣、新田五郎、佐藤敏子｜南川直、岩上瑛｜轟謙二、滝川潤、松原光二｜波島進天野新士、金子勝美、二瓶秀雄、安藤三男、藤井貢、滝左太郎、水木梨恵、河野彰、山下貴絵、岩城力也、笠井ひろ、高橋信子、湊俊一、加藤欣子、糸井光弥、高木久芳、七瀬真紀、石垣守一、八合昇、肝付兼太、滝謙太郎、大川義幸、三村薫、伊東秀朗、久保浅江、浜野多恵子、星野寿彦、峰田智代、吉峰英一、工藤新一、鵜川孝子、久保伊都子、塚田正明、岡里枝、田島光男、神山健夫、上知加始、大阪憲、出沢義征、加藤祐一、後藤美恵子、小高林太郎、穂高稔 | 協賛：メキシコホテル、千葉健御宿町観光協会                                                                                 |
| 9月20日  | 第308話 | 流転の旅路         | 小川記正           | 奥中惇夫   | 島宇志夫｜鈴木志郎、仲原新二、上田侑嗣、新田五郎、佐藤敏子｜南川直、岩上瑛｜轟謙二、滝川潤、松原光二｜波島進松川純子、浅見比呂志、市川春代、今村源兵、西川敬三郎、飯田覚三、小池明義、神田正夫、稲葉まつ子、森ひろ子、根本嘉也、和田啓、若山みち子、山本緑、国創典、石川玲、西朱実、水沢麻耶、涛章二郎、比良元高、野本礼二、小杉幸司、糸博、佐々倉英雄、夏海かず子、夕城三千代、松川江美、駒村クリ子、井川知子、大野広高、原田赫、綿引英臣、栗原智可子、山本芳男、鈴木幸子、沢久美、富田仲次郎 | 協賛：伊東温泉、ホテルゑびな                                                                                               |
| 9月27日  | 第309話 | ママが怖い         | 西沢治             | 伊賀山正光 | 島宇志夫｜鈴木志郎、仲原新二、上田侑嗣、新田五郎、佐藤敏子｜南川直、岩上瑛、轟謙二｜森山周一郎、滝川潤、松原光二｜波島進玉川良一、住田知仁、加藤博子、加茂良子、近松麗子、日暮里子、生方功、西川宏、石川竜二、真船道明、泉よしこ、七重美也子、菅啓、玉川三太、山本緑、鈴木勇作、東京子、中小路まき、相馬誠、高通子、津田喬、川島育恵、郷希理沙、倉田譲二、高田久州夫、花柳保社中、徳大寺伸、音羽久米子 | |
| 10月4日  | 第310話 | 誰よりも愛す       | 横山保朗           | 伊賀山正光 | 島宇志夫｜鈴木志郎、仲原新二、上田侑嗣、新田五郎、佐藤敏子｜南川直、岩上瑛｜轟謙二、滝川潤、松原光二｜中山昭二｜波島進松尾和子、天野新士、吉野妙子、梶健司、日恵野晃、水木梨恵、高橋正夫、日高ゆりえ、沢田義生、水原ゆかり、水沢麻耶、原田赫、石垣守一、小杉幸司、栗原すみよ、林宏、松岡弘子、高林渡、木暮よし子、小林テル、武石昇三、本田統、仲塚康介、岡里枝、本多幸子、賢昌、乙黒一、斉藤晋、鶴賀新内、花園一声、鶴賀須磨寿々、三村和夫、小林重四郎、南廣 | 協賛：川治温泉、金龍閣ホテル                                                                                               |
| 10月11日 | 第311話 | 沈黙の人           | 元持栄美           | 中村経美   | 島宇志夫｜鈴木志郎、仲原新二、上田侑嗣、新田五郎、佐藤敏子｜南川直、岩上瑛｜轟謙二、滝川潤、松原光二｜波島進バーブ佐竹(竹内)、清水和子(里子)、古川由子(由加里)、池田忠夫(田辺)、浮田左武郎(野添)、桜井良子(民江)、長島隆一(藤村)、八代英太(保井)、杉義一(永江)、紅理子(みどり)、瀬畑佳世子(池田)、君塚秀修(謙一)、藤村裕子(春子)、落合義雄(奥村)、矢野宏(三村)、松田真理(夏子)、川島美知子(団員)、藤城裕治(赤星)、名和頓二(田所)、浅野いずみ(久子)、徳田卓仁(青池)、出沢義征(中谷)、吉田公利(子供A)、長張拓実(子供B)、小山柳子(富子)、長田稔也(子供C)、裕圭子(百合子、特別出演)、林家珍平(郷田)、阿部寿美子(伊津子)、花ノ本寿(三郎)、石浜朗(梨木) | 協賛：伊東観光協会、伊東温泉、ホテルニュー東海                                                                             |
| 10月18日 | 第312話 | 恋人よさようなら   | 大和久守正         | 龍伸之介   | 鈴木志郎、仲原新二、上田侑嗣、新田五郎、佐藤敏子｜南川直、岩上瑛、轟謙二｜滝川潤、松原光二、北原隆｜波島進北原しげみ、高野通子、真船道明、飯田覚三、国方伝、里木左甫良、永島岳、七重美也子、片山滉、笠達也、津路清子、斉藤三勇、菅啓、山本緑、小笠原弘子、榎本英一、佐野哲也、糸井光弥、田川恒夫、山田甲一、大谷賢、築地博、雪比呂志、河合美和、幸村チエ、小野進也、楠木真理子、加賀徹、杉本登志子、生島典子、田島光男、萩原正勝、加藤祐一、後藤肇、岡村文子、大形久仁子、鈴木三重子、南廣 | 協賛：福島県信夫高湯・花月ハイランドホテル、飯坂温泉・旅館花月                                                             |
| 10月25日 | 第313話 | 佐渡の踊子         | 横山保朗           | 伊賀山正光 | 島宇志夫｜鈴木志郎、仲原新二、上田侑嗣、新田五郎、佐藤敏子｜南川直、岩上瑛｜轟謙二、滝川潤、松原光二｜波島進佐々木新一(新一)｜小林幸子(幸子)｜服部哲治(神田)、岩城力也(珍助)、川合伸旺(署次長)｜水島真哉(石山)、上野尭(星川)、早瀬主税(大町)、村田正雄(浅貝)｜北山達也(団員A)、藤ひとみ(サリー)、橋本菊子(野村夫人)、加藤忠(支配人)｜石川玲(今泉)、平野元(高野)、杉まり子(真知子)、林隆幸(団員B)｜清水美沙子(久子)、香月三千代(咲子)、伊藤慶子(茂子)、高通子(井崎夫人)、吉原正皓(志村)｜箕輪律子(文子)、大阪憲(佐伯)、西村俊長(石原)、永原智和(敏雄)、武下哲也(桜井)｜中村竜三郎(福太郎)｜小笠原弘(光男)｜渡辺篤(梅川) | 協賛：新潟交通株式会社、佐渡汽船株式会社、両津市、相川町、小木町、佐渡グランドホテル                                       |
| 11月1日  | 第314話 | アイデア夫人の場合 | 西沢治             | 北村秀敏   | 島宇志夫｜鈴木志郎、仲原新二、上田侑嗣、新田五郎、佐藤敏子｜南川直、森山周一郎｜轟謙二、巽秀太郎、松原光二｜波島進大津美子(光子)｜入江洋佑(晴夫)、山田人志(正夫)、佐伯徹(梶)｜西村惇二(三原)、水木梨恵(雪子)、大庭健二(白井)｜美弥たか子(美和)、湊俊一(有島)、石井宏明(清水)｜幸田宗丸(加納)、守屋俊男(佐川)、大坪日出代(富枝)、夏海千佳子(町子)｜中庸介(舞台監督)、三川雄三(沢田)、大川義幸(徹)、島田潤子(千代)/潮健児(ドラマー)｜小甲登志恵(幾代)、長沢大(田端)、吉野比弓(マリ)、奈良玲子(踊り子)、永原智和(淳)、徳久比呂志(安)｜小林裕子(絹江)｜須藤健(岡)｜江見俊太郎(高見) | |
| 11月8日  | 第315話 | 栄光二重奏         | 西沢治             | 中村経美   | 島宇志夫｜鈴木志郎、仲原新二、上田侑嗣、新田五郎、佐藤敏子｜森山周一郎、北原隆｜滝川潤、宮川洋一(田宮刑事)、巽秀太郎｜波島進金沢景子(一枝)｜剣持伴紀(佐倉)、東京子(マリ)｜勝部演之(橋爪)、加地健太郎(藤巻)｜森野五郎(力造)、真咲美岐(ぎん)、大泉滉(勝又)、松風はる美(珠子)｜山波宏(杉浦)、簡野典子(理恵)、川部修詩(有村)、小池明義(細谷)｜筧井とよ子(民江)、小畑通子(霧子)、福良早代(貞代)、高峰竜三(安西)、大塚孝(鉄)｜野本礼二(鯉渕)、戸沢祐介(竹脇)、鈴木良郎(高垣)、中村武己(菱沼)、松井功(羽田)、岡里枝(愛子)｜仲塚康介(おでん屋)、砂塚明子(清美)、泉三枝子(久乃)、中小路まき(節子)、坪井捷子(礼子)、野口すみえ(知子)｜比良元高(久保)、佐川二郎(岡田)、榛原とみ子(英子)、高島俊夫(手塚)、萩原正人(遠山)、林さとみ(女事務員)｜不破八美、杉山浩二、野村幸雄、小野康夫(ヤジル男A、B、C、D)、増岡泰之(巡査)、桂信一郎(ボーイ)、貝塚みさ子(信子)｜春日章良(桑木)｜館敬介(江波)｜加賀邦男(関屋) | |
| 11月15日 | 第316話 | 北国の女           | 元持栄美           | 伊賀山正光 | 島宇志夫｜鈴木志郎、仲原新二、上田侑嗣、新田五郎｜南川直、岩上瑛｜轟謙二、滝川潤、松原光二｜波島進沢たまき(淳子)｜加藤忠(青井)、沢井三郎(田代)、太宰久雄(野川)｜林隆幸(稔)、真弓田一夫(恵介)、笹川恵三(大竹)、仁木多鶴子(由美)｜渡辺篤(番頭)、小笠原弘(時岡)、中村竜三郎(脇田)、北山達也(平林)｜岩城力也(福永)、志摩燎子(並木夫人)、水島真哉(石見)、藤ひとみ(まり子)｜杉山登(景浦)、田村美沙(好子)、永井玄哉(甚吉)、上野尭(中西)｜本間千枝(山内)、長谷景子(植村)、木村一(秋山)、恩田恵美子(敏江)｜早瀬主税(弥一)、杉まり子(女中)、小甲登志恵(お種)、大阪憲(事務員)、西村俊長(戸塚)｜岡里枝(事務員)、吉田笑美子(かおる)、中村久美子(時子)、奈良玲子(邦子)、相沢藤子(洋子)｜小林幸子(路子、特別出演)｜川合伸旺(森下) | 協賛：新潟交通株式会社、新潟運輸建設株式会社、鳥屋野苑ホテル                                                               |
| 11月22日 | 第317話 | 秘められた怒り     | 菊池一隆弥         | 奥中惇夫   | 島宇志夫｜島宇志夫｜鈴木志郎、仲原新二、上田侑嗣、新田五郎、佐藤敏子｜南川直、岩上瑛｜轟謙二、滝川潤、松原光二｜波島進志摩あい(ケティ)、高橋俊行(北村)｜青山宏(長岡)、生方功(谷村)、青木美香(友子)｜奥野匡(部長)、綾川香(編集長)、神木真寿雄(記者)、浜田寸躬子(道子)｜西川敬三郎(飲み屋店主)、大里健太郎(記者A)、沼波輝枝(千枝)、下村和男(町田)、渡真二(部下B)｜磯野則子(芳子)、矢の目ガン(マネージャー)、美船洋子(かみさん)、田辺元(屋台の店主)、秋月喜久枝(管理人)｜東千晴(春代)、天野照子(婆さん)、高野ひろ美(事務員A)、栗原智可子(客A)、岩本好恵(客B)｜大槻典子(事務員B)、大阪憲(記者E)、西村俊長(記者D)、星野寿彦(記者B)、小池修一(喬)｜藤瀬俊男(部下A)、篠晃一郎(記者C)、秋本とも子(女A)、島村安弘(若い男)、山下望(部下C)、黒田睦美(事務員C)｜瀬戸清美(女中)、小野進也(客C)、出沢義征(バンドボーイ)、常盤笑子(女B)、長堀貴久夫(男A)、皆川史郎(男B)｜大井みな子(安子、特別出演)｜神戸一郎(神戸、特別出演)｜成瀬昌彦(寺沢)｜清川玉枝(登志子)                                                                                    | |
| 11月29日 | 第318話 | 怪奇の家           | 小川紀正           | 中村経美   | 島宇志夫｜鈴木志郎、仲原新二、上田侑嗣、新田五郎、佐藤敏子｜南川直、岩上瑛｜轟謙二、滝川潤、松原光二｜波島進夏海千佳子(ゆき)、浜口久美(ゆかり)｜原ひさ子(さなえ)、磯野秋雄(倉持)、花岡菊子(まさ)｜浅沼創一(鈴木)、笠間雪雄(里見)、石井竜一(田村)、高橋正夫(山村)｜加茂嘉久(金田)、黒丸良(佐伯)、小井戸利行(斉藤)、菅原ちね子(芳子)｜片山滉(田沢)、下村和男(店員)、蟹江敬三(直助)、山ノ内修(師範)｜溝呂木伹(内山)、中村洋子(みや子)、芳村浩明(市川刑事)、藤村裕子(花江)｜小野進也(フーテン族A)、高田正裕(フーテン族B)、星 紀市(フーテン族C)、刈野典子(フーテン族D)｜瀬戸清美(フーテン族E)、浅野いずみ(門弟1)、高坂真琴(門弟2)、大島まり子(門弟3)、佐川二郎(通行人)｜荒井千津子(歌手、特別出演)｜林寛(弥作)｜清水一郎(岩橋)｜沢村宗之助(竹永) | |
| 12月6日  | 第319話 | おんなのブルース   | 菊池一隆弥         | 北村秀敏   | 島宇志夫｜鈴木志郎、仲原新二、上田侑嗣、新田五郎、佐藤敏子｜岩上瑛、森山周一郎｜北原隆、宮川洋一、巽秀太郎｜波島進扇ひろ子(ひろ子)｜天野新士(木島)、鮎川浩(豊田)｜浮田左武郎(浮浪者A)、近藤準(ボーイ長)、岡部正純(良平)｜前沢廸雄(店主)、駒山多加夫(武田刑事)、水木梨恵(朱実)、進藤幸(女将)、黒木憲三(オヤジ)｜園千雅子(君枝)、滝謙太郎(課長風)、小高まさる(浮浪者B)、吉野妙子(みき)、水紀のり子(のぶ子)｜加藤欣子(管理人)、柏木ひろ美(まり)、下川清子(とも子)、肥土尚弘(呼び込み)、佐藤信子(ゆり)｜宮口二朗(みつ男)、西智子(仲間A)、白木礼二(仲間B)、原武彦(仲間C)、宍倉るみ(みどり)、徳久比呂志(ボーイ)｜広元洌(宏)、郷希理沙(秀子)、志摩夕紀子(とし子)、高野ひろ美(女)｜馬場信皓(まもる)、山田人志(吉男)、田島光男(部下)/エリザベス・マニッチ(マダム、特別出演)、マーチン・ニャコアジマン(ボーイ、特別出演)｜荒光(ギター弾き、特別出演)｜宮田羊容(主人、特別出演)、布地由起江(店員、特別出演)｜伊沢一郎(山本部長刑事)｜村田知栄子(順子)｜松本錦四郎(堀川）                                                                       | |
| 12月13日 | 第320話 | 女の坂道           | 西沢治             | 伊賀山正光 | 島宇志夫｜鈴木志郎、仲原新二、上田侑嗣、新田五郎、佐藤敏子｜南川直、岩上瑛｜轟謙二、滝川潤、松原光二｜波島進榎本美佐江(鶴子)｜青野平義(安永)、真咲美岐(律子)、小原乃梨子(愛子)、二宮恵子(美保)｜堀勝之佑(竹井)、福原秀雄(長谷)、大坪日出代(千加)、杉義一(玉腰)｜水沢摩耶(深雪)、中島晴子(郁代)、水島京子(勝枝)、岡野耕作(高原)、若山美智子(貞代)｜北原千歳(邦江)、天野照子(ぎん)、久保比左志(加賀)、岡田剛一(サブ)、若杉幸司(勇)｜青沼三朗(飯島)、国創典(南郷)、大美純子(羊子)、須永康夫(客(A))、本多統(下条)｜熱田芳雄(竹内)、本間千枝(冬子)、清水正(江藤)、大阪憲(客(B))、西村俊長(浜中)｜岡里枝(玲子)、柴田好子(理恵)、平野昇(岡倉)、和気喬(光男)、久保田清司(尾形)、秋本とも子(路子)｜真崎七郎(辻野)、河合美和(菊子)、鈴木康裕(ロク)、上条金次(門脇)、宮原栄子(三鈴)、藤与志夫(寺島)｜東映児童研修所:河原裕昌(一夫)、赤池義昭(海津)、清水勇(佐川)、今井英臣(健)、小川武夫(哲)、安達隆晴(警官)｜村上不二夫(村上記者)｜久松保夫(太田黒)                                                                                           | |
| 12月20日 | 第321話 | 八人の女           | 大和久守正         | 天野利彦   | 島宇志夫｜鈴木志郎、仲原新二、上田侑嗣、新田五郎、佐藤敏子｜南川直、岩上瑛｜轟謙二、滝川潤、松原光二｜波島進三橋信(土井)｜加藤和枝(文子)、美弥たか子(栄子)、吉野妙子(恵子)｜加茂良子(幸子)、山田彰(西野)、花木章吾(加藤)、岡本みづ恵(友子)｜上田美由紀(店員)、生方功(サラリーマン)、柏三七子(奥さん)、小笠原章二郎(黒川)｜滝謙太郎(老刑事)、石橋雅史(管理人)、郡司園子(順子)/大谷健(事務員)｜成田恒二(警官)、峰千鶴子(女中1)、松平由加(事務員)、葉山美樹(事務員)、中小路まり(若いBG)、近藤高子(女中2)｜榛名潤一(阿部)、三上桜子(団地の住人)、速水玲子(女中)、永原智和(坊や)、小林妙子(みゆき)、上岡紀美子(若いBG)｜藤本三重子(キングレコード歌手、特別出演)｜小林裕子(芳子)｜南寿美子(美子)｜友情出演:関敬六(ルンペン)、世志凡太(白木)、長谷川弘(靴みがき)｜村田知栄子(八千代) | |
| 12月27日 | 第322話 | 寒いクリスマス     | 菊池一隆弥         | 中村経美   | 島宇志夫｜鈴木志郎、仲原新二、上田侑嗣、新田五郎、佐藤敏子｜南川直、岩上瑛｜轟謙二、滝川潤、松原光二｜波島進二本柳敏恵(玉枝)｜大庭健二(戸川)、松風はる美(夏子)、湊俊一(石山)、近衛敏明(杉村)｜守屋俊男(平井)、阿部六郎(良介)、水木梨恵(朱実)、船橋桂子(妙子)｜鶴島左貴子(マダム)、木島新一(木村)、糸博(健一郎)、片山滉(医師)、九重ひろ子(真理)｜高木久芳(高木)、益富信孝(藤本)、高見鉄男(銀三)、珠明美(看護婦)、小林テル(女将)｜肥土尚弘(安)、菅啓(酔客A)、安達俊枝(千代)、早瀬主税(守衛A)、田川恒夫(哲郎)｜小杉幸司(酔客B)、山本緑(久米)、堀川栄子(女A)、八百原寿子、伊藤慶子、竹村清女(隣人A、B、C)｜鈴木暁子(女店主）霞涼二(若者A)、林浩(酔客C)、岡里枝(女B)、岩本好恵(事務員）久保田清司(医者)｜小甲登志枝(女将)、大阪憲(守衛B)、萩原正勝(職人)、杉本登志子(女店員)、長野源三郎(若者B)、山崎信子(ゆり)、渡辺市松(酔払い)｜東映演技研修所:今治信明、豊田清、菊地茂一、高島敏夫、小松道代、藤森寿子、小島春子、貝塚みさ子｜大木英夫、(英夫、特別出演)、津山洋子(よう子、特別出演)｜鈴木昭生(古谷)、日恵野晃(相沢)｜飯田覚三(山崎) | |

#### 1968年
| 放送日   | 各話    | サブタイトル               | 脚本                | 監督       | 出演者 | 備考                                                                                            |
| -------- | ------- | -------------------------- | ------------------- | ---------- | --- | ----------------------------------------------------------------------------------------------- |
| 1月3日   | 第323話 | 初春寿捕物控 大江戸卍絵図  | 元持栄美 舟木文彬   | 伊賀山正光 | 島宇志夫｜鈴木志郎、仲原新二、上田侑嗣、新田五郎、佐藤敏子玉川良一(玉助)｜浜口久美(半八の女房)、ダイト一良(音介)、稲葉まつ子(西本夫人)｜瀬良明(杉田一白)、森野五郎(甚平)、黒木憲三(易者)、三島一夫(乾分男(一)/殺陣)｜川口節子(立石夫人)、玉川三太(乾分男(二))、新宅正剛(仝(三))、岡田光弘(八郎)｜北原千歳(おたみ)、高通子(つる)、下村和夫(奉行所役人(一))、永井譲治(仝(二))、清見淳(町人)｜中小路まり(酒場の娘)、早瀬主税(五作)、大阪憲(魚屋)、田島光男(九郎)、渡辺市松(三平)、久保伊都子(お新)｜北原義郎(新堂潔白)｜村上不二夫(与力藤原、村上記者)｜南川直(橘部長刑事、風の陣十郎)、岩上瑛(荒牧刑事、エクボの敬七)｜轟謙二(桃井刑事、助十)、滝川潤(岩井田刑事、権三)、松原光二(松山刑事、半八)｜波島進(立石主任、北町奉行)｜畠山みどり(お舜、特別出演) | この回のみ番組名ロゴが暫定仕様に。                                                              |
| 1月10日  | 第324話 | 刑事のブルース             | 西沢治              | 北村秀敏   | 島宇志夫｜鈴木志郎、仲原新二、上田侑嗣、新田五郎、佐藤敏子｜南川直、岩上瑛｜轟謙二、滝川潤、松原光二｜波島進神戸一郎、松川純子、菅野直行、長島隆一、川部修詩、天坊準、春江ふかみ、西朱実、内藤綱男、三川雄三、日暮里子、大原百代、志摩夕紀子、藤原めぐみ、水沢摩耶、森秋子、紅理子、進藤幸、下川清子、松島量子、山辺潤子、杉山登、市川夫佐恵、河合美和、島田芳子、今井恵美子、三木宏祐、西智子、庵下千恵子、小野川公三郎、吉田一恵、和田孝男、伊藤慶子、早瀬主税、宮原栄子、田島光男、川奈美佐｜東映演技研修所:渡辺義文、松元陽一、梅津千恵子、剣持和佳、中島和美｜京極昌子、夏川かほる、舟橋元 | 協賛:土肥町観光協会、土肥観光ホテル                                                             |
| 1月17日  | 第325話 | 金色の天使の矢             | 西沢治              | 北村秀敏   | 島宇志夫｜鈴木志郎、仲原新二、上田侑嗣、新田五郎、佐藤敏子｜南川直、轟謙二、岩上瑛｜滝川潤、松原光二、北原隆｜波島進真理明美(純子)｜加茂良子(あけみ)、吉田豊明(片桐)、三上左京(実)｜松本染升(竜助)、磯村千花子(菊子)、橋本菊子(芳江)、笹川恵三(村瀬)｜牧かほる(礼子)、山田晴男(井上)、辻清子(和枝)、吉原正皓(山男)｜片山滉(駐在)、山下貴絵(路子)、貫恒実(関屋)、郷希理沙(ユキ)｜久保比左志(高木)、大美純子(静江)、宍倉るみ(銀子)、榎本英一(川津)｜大阪憲(大阪)、片山由美子(葉子)、飛世賛治(一郎)、藤田千賀子(信子)｜三枝由佳(ヤエ)、大島まり子(久子)、原本淑子(英子)、伊東秀朗(審査員)/三浦伸一｜園部勝(ロックスキー指導員、スキー指導)｜広瀬浩一(流し、特別出演)｜志麻アイ(マリ、特別出演)｜仁木多鶴子(文代)｜太刀川寛(黒沢) | 協賛:湯沢温泉観光協会、湯沢東映ホテル、ロックスキーK.K(風間製作所)                              |
| 1月24日  | 第326話 | 蜜月旅行                   | 横山保朗            | 中村経美   | 島宇志夫｜鈴木志郎、仲原新二、上田侑嗣、新田五郎、佐藤敏子｜南川直、森山周一郎、岩上瑛｜轟謙二、滝川潤、松原光二、巽秀太郎｜中山昭二(藤島捜二係長)｜波島進島田多恵子(文子)｜水上竜子(圭子)、大庭健二(北沢)｜岩城力也(今泉)、河合絃司(松田)、水木梨恵(女将)、綾川香(医師)｜永島岳(巡査)、桔梗恵二郎(竹田刑事)、小沢沙季子(久子)、水島真哉(木暮)｜津島康一(志村)、田川恒夫(石黒)、中庸介(木村)、井川知子(節子)｜葉山純士郎(番頭)、和田孝男(隆志)、小林テル(茂子)、早瀬主税(案内係)｜佐々倉英雄(三原)、志野雪子(マリンガール)、岡田敏宏(渡辺)、徳久比呂志(係員)、磯野則子(バスガール)｜影山泉(高野刑事)、高島英志郎(浅見刑事)｜天ヶ瀬美和(美和、特別出演)｜沼田曜一(君塚)｜片山明彦(吉田)｜村上不二夫(村上記者)｜杉狂児(川田) | 協賛：大分市別府市、別府温泉観光協会、国際観光ホテル、別府白雲山荘、阿蘇白雲山荘                |
| 1月31日  | 第327話 | 続・蜜月旅行               | 横山保朗            | 中村経美   | 島宇志夫｜鈴木志郎、仲原新二、上田侑嗣、新田五郎、佐藤敏子｜南川直、森山周一郎、岩上瑛｜轟謙二、滝川潤、松原光二、巽秀太郎｜中山昭二｜波島進島田多恵子(文子)｜水上竜子(圭子)、大庭健二(北沢)｜岩城力也(今泉)、志水辰三郎(住職)、加藤欣子(信子)、綾川香(医師)｜水木梨恵(女将)、石田守衛(原田)、小沢沙季子(久子)、水島真哉(木暮)｜葉山純士郎(番頭)、山田甲一(沢田次長)、井川知子(節子)、和田孝男(隆志)｜岡田敏宏(渡辺)、早瀬主税(案内係)、志野雪子(マリンガール)、野村順子(看護婦)｜天ヶ瀬美和(美和、特別出演)｜沼田曜一(君塚)｜片山明彦(吉田)｜村上不二夫(村上記者)｜杉狂児(川田) | 協賛：大分市別府市、別府温泉観光協会、国際観光ホテル、別府白雲山荘、阿蘇白雲山荘                |
| 2月7日   | 第328話 | 消えた女狐                 | 小川記正            | 天野利彦   | 島宇志夫｜鈴木志郎、仲原新二、上田侑嗣、新田五郎、佐藤敏子｜南川直、轟謙二、岩上瑛｜滝川潤、松原光二、北原隆｜波島進杉田康(矢島)｜吉田豊明(吉田)、金井克美(敏子)、色川猛(志賀)｜江家礼子(芳江)、森野五郎(上山)、生方功(佐藤)、稲垣隆(高田)｜里木左甫良(遠山)、杉義一(野田)、青木美香(ローズ)、小池明義(佐々木)｜青沼三郎(原田)、美弥たか子(ホステスA)、浜口久美(由美子)、笠達也(男A)、高松政雄(藤村)｜守田比呂也(警部)、笠井ひろ(つぎ)、酒井由利(ストリッパー)、佐野哲也(樋口)、高野ひろ美(清江)、糸井光弥(村人)｜佐々木一哲(本木)、由木レイ子(看護婦)、高木久芳(山口)、河田甫(奥山)、大川義幸(大久保)、八合昇(黒川)｜草柳種雄(大東)、浅野いずみ(女中A)、佐藤信子(主婦)、飯田則子(ホステスB)、高橋英二、コマ一平(チンピラA、B)｜西村俊長(係官)、田島光男(新井)、岡里枝(女中B)、佐川二郎(板前)、清水勇(相川)、上岡紀美子(鈴子)｜宮田羊容(清市、特別出演)｜津田耕次(歌手、特別出演)｜北見治一(喜三郎)、小林重四郎(松本)｜村上不二夫(記者)｜路加奈子(みさ) |                                                                                                 |
| 2月14日  | 第329話 | 花散りぬ                   | 元持栄美            | 伊賀山正光 | 島宇志夫 花柳保(振付)｜鈴木志郎、仲原新二、上田侑嗣、新田五郎、佐藤敏子｜南川直、岩上瑛｜轟謙二、滝川潤、松原光二｜波島進三浦布美子(千代龍)｜天路圭子(和江)、谷隼人(靖夫)、磯村千花子(志乃)｜高桐眞(吉川)、小畑通子(珠子)、日高ゆりえ(由子)｜根本嘉也(田村)、川部修詩(立川)、ダイトー良(弥助)、西川敬三郎(仙三)｜眞船道明(三郎)、芹川洋(北島)、二宮恵子(順子)、石垣守一(安東)、藤ひとみ(ルミ)｜水島京子(下駄屋)、石川伶(竜太郎)、安田洋子(美世次)、松尾文人(岩見)、早瀬主税(勇吉)｜涛章二郎(森本)、榛名潤一(春夫)、松岡弘子(きく)、原田赫(佐々木)、貝塚みさ子(直美)｜宮原栄子(由加)、若尾千恵子(絹子)、大島まり子(時子)、梅津千恵子(章子)、近沢和枝(かおる)、小山柳子(駒太郎)｜鶴賀新内(春若、特別出演)｜牧悦子(歌手、特別出演)｜吉川満子(翠扇)｜山田眞二(山根) |                                                                                                 |
| 2月21日  | 第330話 | 道玄坂哀歌                 | 駒田博之            | 中村経美   | 島宇志夫｜鈴木志郎、仲原新二、上田侑嗣、新田五郎、佐藤敏子｜南川直、岩上瑛｜轟謙二、滝川潤、松原光二｜波島進安川洋一、都築克子、阿知波信介、真弓田一夫、岩城力也、大坪日出代、伊藤初雄、曽根秀介、園千雅子、沢田義生、三川雄三、佐藤一郎、花村えいじ、堀本明美、東美江、桐原史雄、中村直太郎、松波志保、高峰竜三、河崎いち子、坂井すみ江、池田よしゑ、国創典、菅啓、馬場信浩、築地博、田辺元、伊藤慶子、西智子、黒崎二三恵、速水玲子、星野寿彦、幸村チコ、森元始、堀川ちぐさ、小久保威男、渋谷みのる、鳴門洋二、小林裕子、村上不二夫 |                                                                                                 |
| 2月28日  | 第331話 | 走る青春                   | 横山保朗            | 天野利彦   | 島宇志夫｜鈴木志郎、仲原新二、上田侑嗣、新田五郎、佐藤敏子｜南川直、岩上瑛｜轟謙二、滝川潤、松原光二｜波島進吉野憲司、六本木真、丸山持久、西田昭市、林寛、長谷川弘、岩城力也、河合絃司、直木みつ男、起田志郎、溝呂木但、及川広夫、駒山多加夫、石田守衛、進藤幸、広元冽、大阪憲、筒井竜介、津田喬、建部道子、伊東新二、西村俊長、渡辺市松、出沢義征、松岡稔、畑恵子、鎌田志保子、北耕一、裕圭子、野上千鶴子 | 協賛：日本自転車振興会、静岡県伊東市、伊東市観光協会                                            |
| 3月6日   | 第332話 | 東京の空の下               | 松井稔              | 伊賀山正光 | 島宇志夫｜鈴木志郎、仲原新二、上田侑嗣、新田五郎、佐藤敏子｜南川直、岩上瑛｜轟謙二、滝川潤、松原光二｜波島進有馬昌彦、南風夕子、美弥たか子、水谷実子、小野進也、国方伝、岡野耕作、水木梨恵、浅香春彦、小野泰次郎、加茂嘉久、浅川みゆき、国創典、栗原すみ代、高木久芳、大野広高、高通子、山田甲一、酒井由利、白木礼二、和田孝男、奈川美沙、萩原正勝、右京孝雄、榛名潤一、武田一彦、坂根小夜子、秋本とも子、足立克彦、渡辺一矢、美笹ゆき子、山岡徹也、池田生二、村上不二夫 |                                                                                                 |
| 3月13日  | 第333話 | 夜明け前の故郷             | 元持栄美            | 中村経美   | 島宇志夫｜鈴木志郎、仲原新二、上田侑嗣、新田五郎、佐藤敏子｜南川直、岩上瑛｜轟謙二、滝川潤、松原光二｜波島進二宮ゆき子(由起子)｜高杉玄(大石)、日恵野晃(平林)｜笹川恵三(平)、片山由美子(衣子)｜橋本菊子(とよ)、山田彰(堀川)、谷沢裕之(三浦)｜橋本仙三(小川)、早瀬主税(杉山)、木下育子(有子)、笠井一彦(乃木)｜塚田正明(林田)、山本健(益村)、伊藤慶子(飯田)、小島春子(畑中)、石川恵子(石田)、木村武(運ちゃん)、滋賀県大津市演劇研究会青い麦(協力出演)｜愛田健二(健二、特別出演)｜ポール里見(天野、特別出演)｜築地容子(雅江、特別出演)｜若杉英二(栗本)｜近藤宏(野村) | 協賛：滋賀県志那真珠組合、滋賀県南郷水産センター、ホテル晩鐘閣                                  |
| 3月20日  | 第334話 | 煙が目にしみる             | 西沢治              | 北村秀敏   | 島宇志夫｜鈴木志郎、仲原新二、上田侑嗣、新田五郎、佐藤敏子｜南川直、岩上瑛｜北原隆、滝川潤、松原光二｜波島進国島英慈、加川淳子、浅見比呂志、小井戸利行、浅沼創一、青山宏、柏三七子、加藤恒喜、沢田和子、佐々倉英雄、磯野則子、小笠原弘子、打越正八、徳久比呂志、榎本英一、小林テル、雪比呂志、大友町子、乙黒一、佳川ヨコ、本間文子、江見俊太郎 | 協賛：常磐ハワイアンセンター                                                                    |
| 3月27日  | 第335話 | 死の手錠                   | 西沢治              | 村山三男   | 鈴木志郎、仲原新二、上田侑嗣、新田五郎、佐藤敏子｜伊沢一郎(関根部長刑事)｜生井健夫(佐久間刑事)、轟謙二｜綾川香(香取刑事)、巽秀太郎｜波島進牧紀子(澄子)｜東京子(ゆかり)、成田次穂(間宮)、山波宏(遠井)｜浮田左武郎(古賀)、高橋正夫(署長)、徳大寺君枝(志保)｜音羽粂子(幸)、前田敏子(筆子)、春江ふかみ(加奈子)｜片山滉(警部補)、金光満樹(小野)、宮内幸平(山岸)｜水島京子(久子)、山野進(利根)、本多統(杉)｜原田赫(辻)、美杉多映(昌代)、田村美沙(美和)、徳田卓仁(巡査)｜風見保(流し、特別出演)｜瀬良明(舟木刑事)｜村上不二夫(記者)｜見明凡太朗(小磯) |                                                                                                 |
| 4月3日   | 第336話 | 春の亀裂                   | 村田武雄            | 天野利彦   | 島宇志夫｜鈴木志郎、仲原新二、上田侑嗣、新田五郎、佐藤敏子｜南川直、岩上瑛｜北原隆、滝川潤、松原光二｜波島進日野麻子、桜井良子、川上大輔、太宰久雄、守屋俊男、夏海千佳子、磯野秋雄、浜口久美、水沢麻耶、笠井ひろ、灰地順、吉原正皓、永島岳、石川竜三、小池泰光、磯野則子、小島康男、小倉雄三、杉まり子、泉よし子、川端嘉子、堀川ちぐさ、宮原栄子、田島光男、富士ゆめこ、水原漠、湊まさゆき、村上不二夫、清水一郎、植村謙二郎 |                                                                                                 |
| 4月10日  | 第337話 | 鈴の旅路                   | 西沢治              | 奥中惇夫   | 島宇志夫｜鈴木志郎、仲原新二、上田侑嗣、新田五郎、佐藤敏子｜伊沢一郎｜生井健夫、轟謙二｜綾川香、巽秀太郎｜波島進林寛(清原)｜花木章吾(江夏)、堀本明美(時枝)、剣持伴紀(三波)｜日暮里子(亜矢)、杉義一(岩瀬刑事)、沢田義生(陣)、里木左甫良(井川)｜黒木憲三(南条)、早瀬主税(伊吹)、糸井光弥(赤木)、若宮隆二(玉腰)｜菊地勇一(新山)、若原啓子(冴子)、久保晶(戸上)、七重みや子(篤子)｜高須準之助(寺内)、島田潤子(夕子)、菅啓(月田)、岡里枝(八重)、大阪憲(松尾刑事)｜竹村清女(里子)、志野雪子(道代)、赤木葉子(政代)、辻哲央(浩)、岩本好恵(直江)｜柴田好子(洋子)、上条金次(老住職)、美笹ゆき子(由美)、松田みはる(娘)、中条みか(亜紀)｜湯沢省三(桜内、特別出演)｜沢井三郎(剣持)、館敬介(茂) | 協賛:八幡浜市、八幡浜観光協会、四国電力株式会社                                                 |
| 4月17日  | 第338話 | 狂った季節                 | 小川記正            | 田中秀夫   | 島宇志夫｜鈴木志郎、仲原新二、上田侑嗣、新田五郎、佐藤敏子｜南川直、岩上瑛｜北原隆、滝川潤、松原光二｜波島進泉京子(英子)｜加茂良子(弘子)、大友純(細川)、湊俊一(浜)｜伊吹新(医務員(A))、小笠原まりこ(あさ子)、市川夫佐恵(伊佐子)、吉田豊明(芳男)｜高橋英二(一郎)、山口千枝子(孝子)、恒吉雄一(警官(甲))、会田有希(重子)、秋月喜久枝(かね)｜高木久芳(夫)、大美純子(妻)、打越正八(坂井)、西尾徳(医務員(B))、柴崎和夫(男)｜山本緑(坂田)、菅原壮男(岡山)、山本武(山田)、都健二(係官)、小塚十紀雄(債権者(A))｜佐山彰二(A)、市毛包一(B)、原信夫(C)、石川玲(D)、久保田清司(E)、五反田恵美(F)｜八百原寿子(G)、小甲登志枝(H)、佐川二郎(I)、岡田和子(花江)、萩原正勝(債権者B)、鈴木暁子(同(C))｜伊藤慶子(未亡人)、田島光男(山下)、美笹ゆき子(女)、野村順子(かず子)、斉藤浩子(子供)、渡辺市松(百姓)｜東映演技研修所、東映児童研修所｜ヘレン南(重行、特別出演)｜浅草陣太(三郎、特別出演)｜白根一男(歌手、特別出演)｜小林裕子(百合子)｜村上不二夫(記者)｜須藤健(渡辺)  |                                                                                                 |
| 4月24日  | 第339話 | 愛情山脈                   | 元持栄美            | 龍伸之介   | 島宇志夫｜鈴木志郎、仲原新二、上田侑嗣、新田五郎、佐藤敏子｜南川直、岩上瑛｜北原隆、滝川潤、松原光二｜波島進笹みどり(みどり)｜都築克子(町子)、宮浩之(泉)、青木美香(久美)｜南風夕子(時子)、石井宏明(清水)、宗近晴見(大杉)｜太田恭二(佐々木)、中庸介(増井)、岩城力也(巡査)｜蓮川くみ(妙子)、向精七(平林)、戸田春子(お民)｜榛名潤一(伊東)、島田太郎(深見)、宮原英子(岡野)、雪比呂志(手塚)｜関登美雄、末永克之、一戸和男、岡田敏宏(記者A、B、C、D)｜ポール里見(沢井、特別出演)｜西千曲(友江、特別出演)｜宮田陽司(陽司、特別出演)、宮田昇司(昇司、特別出演)｜増岡明子(和子、特別出演)、五条真紀(光子、特別出演)、安島富美子(モデル、特別出演)、谷真由美(モデル、特別出演)/小松竜世(振付)｜磯部玉枝(也寸子)｜松本朝夫(堂本)｜村上不二夫(記者) | 協賛:山梨県石和町、石和観光協会、石和温泉ホテルふじ 衣装協力:ウイスタリア                       |
| 5月1日   | 第340話 | 霧のような女               | 村田武雄            | 北村秀敏   | 島宇志夫｜鈴木志郎、仲原新二、上田侑嗣、新田五郎、佐藤敏子｜伊沢一郎｜生井健夫、轟謙二｜綾川香、巽秀太郎｜波島進松本錦四郎、丘野美子、鮎川浩、椎名勝己、河合絃司、市村昌治、安藤三男、桜田千枝子、佐野哲也、水木梨恵、阿部六朗、伊東秀明、中沢敦子、新田紗千、町田美智子、大川義幸、白木礼二、大野志郎、石渡紫晶、和気喬、藤城裕治、武田一彦、松下照夫、岩本好恵、高坂真琴、田島光男、大阪憲、辻哲央、三輪弘、冠二郎、南寿美子、岩本多代、吉田義夫 |                                                                                                 |
| 5月8日   | 第341話 | 夕映えの中に               | 五条勢津子 寺森満   | 奥中惇夫   | 島宇志夫｜鈴木志郎、仲原新二、上田侑嗣、新田五郎｜南川直、岩上瑛｜北原隆、滝川潤、松原光二｜波島進清川新吾、新井茂子、蔵一彦、松本染升、生方功、宮川洋一、美弥たか子、中庸介、岩崎みち子、起田志郎、阿佐美那、早瀬主税、岡里枝、豊田清、宮原英子、鳥井昭二、木村秀子、小槻りえ、高山朋子、細川俊夫、柳谷寛、森野五郎、村上不二夫 |                                                                                                 |
| 5月15日  | 第342話 | 女と宝石                   | 西沢治 土橋信義     | 天野利彦   | 島宇志夫｜鈴木志郎、仲原新二、上田侑嗣、新田五郎、佐藤敏子｜伊沢一郎｜生井健夫、轟謙二｜綾川香、巽秀太郎｜波島進瞳麗子(冬子)｜仁木多鶴子(美沙)、島司(染竜)｜江家礼子(秀子)、飯田覚三(殿村)、花岡菊子(武子)｜春江ふかみ(艶)、仁木祐子(志乃)、片山滉(玉腰主任)、久保比佐志(業者)｜富田公子(筆子)、美船洋子(道代)、小木宏子(邦子)、泉三枝子(富枝)｜磯野則子(早苗)、佐藤信子(冴子)、宮口二朗(サングラスの男)、本多美智子(洋子)｜岩本好恵(珠子)、黒崎二三恵(女中A)、小島春子(女中B)、小杉公子(ホステス)、佐藤均(三輪)｜国際タレントセンター｜安池裕之(鑑定人、特別出演)｜三橋信(梅原、特別出演)｜小笠原弘(寺内)｜佐竹明夫(藤本) | 協賛:安池工芸社                                                                                 |
| 5月22日  | 第343話 | 夢の崩れるとき             | 今村文人            | 中村経美   | 島宇志夫｜鈴木志郎、仲原新二、上田侑嗣、新田五郎、佐藤敏子｜南川直、岩上瑛｜北原隆、滝川潤、松原光二｜波島進高毬子、片岡光雄、嘉手納清美、浜田寸身子、里木左甫良、橋本菊子、六本木真、上野尭、中原成男、石川竜二、辻萬長、安田洋子、井波健、本山まこ、石川玲、内村友美、八百原寿子、木村一、佐藤雄介、池田勝美、小島岩、野村順子、浜こうじ、堀田加代、逗子とんぼ、瀬良明、村上不二夫、村田知栄子、石浜朗 |                                                                                                 |
| 5月29日  | 第344話 | 光る愛の海                 | 大和久守正          | 中村経美   | 島宇志夫｜鈴木志郎、仲原新二、上田侑嗣、新田五郎、佐藤敏子｜伊沢一郎｜生井健夫、轟謙二｜綾川香、巽秀太郎｜波島進明星雅子(和江)｜剣持伴紀(野上)、夏海千佳子(みどり)、沢井三郎(杉下)｜花木章吾(望月)、渡真二(熊井)、杉義一(ペンキ屋主人)、滝那保代(たか)｜近松敏夫(医師)、早瀬主税(フロントの主任)、西村俊長(伊藤刑事)、大阪憲(刑事 一)｜秋月喜久枝(婆さん)、島田潤子(お嬢さん)、中島和美(女中)、堀本明美(由美)、比良元高(店員A)｜川田信一(刑事 二)、西智子(夫人)、辻哲央(店員B)、平井一幸(ボーイ)、小池修一(中田の子供)、吉田公利(子供)｜近江俊輔(中田)、林寛(親爺)｜村上不二夫(記者)｜高倉みゆき(恵子)｜江見俊太郎(横山) | 協賛:瀬戸内航空株式会社、四国電力株式会社、香川県観光協会、東京第一ホテルチェーン高松国際ホテル |
| 6月5日   | 第345話 | 濁った大都会の天使         | 横山保朗            | 龍伸之介   | 鈴木志郎、仲原新二、上田侑嗣、新田五郎、佐藤敏子｜中山昭二(藤島捜一係長)｜南川直、岩上瑛｜轟謙二、滝川潤、松原光二｜波島進伊東昭夫(竹中)、清水京子(京子)｜上野山功一(田代)、天草四郎(今泉)、浮田左武郎(板倉)｜稲葉まつ子(節子)、真弓田一夫(小杉刑事)、美弥たか子(真佐子)、伊達正三郎(笠原刑事)｜河合絃司(所轄次長)、相馬剛三(清水)、谷沢裕之(上原記者)、中原成男(中原記者)｜野沢雅子(主婦A)、峯田智代(主婦B)、小金井秀春(中野)、竹村清女(看護婦)、堀川ちぐさ(信子)｜原信夫(記者)、佐川二郎(警官)、渡辺一(学生A)、辻哲央(学生B)、平良昇(看守)｜日高吾郎(花房、特別出演)｜路加奈子(康子)｜村上不二夫(記者)｜星美智子(咲子) |                                                                                                 |
| 6月12日  | 第346話 | 若者の橋                   | 大和久守正          | 伊賀山正光 | 島宇志夫｜鈴木志郎、仲原新二、上田侑嗣、新田五郎、佐藤敏子｜伊沢一郎｜生井健夫、轟謙二｜綾川香、巽秀太郎｜波島進井沢八郎、松川純子、高野通子、大庭健二、西川敬三郎、幸田宗丸、日暮里子、中庸介、大丸二郎、須賀良、田川恒夫、山本緑、武藤みどり、早瀬主税、星野寿彦、山田甲一、天野照子、小島康男、伊東新二、美笹ゆき子、高通子、鈴木暁子、西智子、小林克美、島田芳子、八合昇、村上幹夫、原田赫、刀原章光、飯塚仁樹、岩本好恵、河合美和、堀川ちぐさ、小野恵子、上岡紀美子、貝塚みさ子、野村順子、潮ちひろ、千秋ジュン、宝マリ、山田禅二、岡村文子 |                                                                                                 |
| 6月19日  | 第347話 | ゆきずりの女               | 元持栄美            | 田中秀夫   | 島宇志夫｜鈴木志郎、仲原新二、上田侑嗣、新田五郎、佐藤敏子｜南川直、岩上瑛｜北原隆、滝川潤、松原光二｜波島進藤本三重子、日高ゆりえ、榎本陽介、松風はる美、国方伝、山崎猛、岩城力也、小瀬朗、水原ゆかり、美弥たか子、九重ひろ子、泉幸恵、守屋俊男、榎本英一、清見晃一、下川清子、都健二、安田隆、二宮恵子、八合昇、伊藤慶子、萩原正勝、英美枝、木内房代、高橋正夫、奥野匡、村上不二夫、野々村潔 |                                                                                                 |
| 6月26日  | 第348話 | 嵐の中の恋                 | 西沢治              | 天野利彦   | 島宇志夫｜鈴木志郎、仲原新二、上田侑嗣、新田五郎、佐藤敏子｜中山昭二｜伊沢一郎｜生井健夫、轟謙二｜綾川香、巽秀太郎｜波島進高石かつ枝、磯野洋子、勝部演之、花上晃、笹川恵三、山田彰、生田三津子、寺島信子、水沢摩耶、住吉正博、山口暁、石川竜二、園千雅子、杉浦真三雄、小井戸利行、播大介、駒山多加夫、小沢悦子、堀川和栄、大川義幸、雪比呂志、木村まち子、川奈美佐、後藤恵美子、板谷千恵子。ミヤ・ハーン、川田信一、久保田清司、西村俊長、鳥井昭二、安田明純、菊地茂一、萩原正勝、佐伯徹、村上不二夫、村田知栄子 |                                                                                                 |
| 7月3日   | 第349話 | 熱帯魚と女と犬             | 小川記正            | 奥中惇夫   | 島宇志夫｜鈴木志郎、仲原新二、上田侑嗣、新田五郎、佐藤敏子｜南川直、岩上瑛｜北原隆、滝川潤、松原光二｜波島進筑紫あけみ、服部哲治、浅見比呂志、田中志幸、吉田豊明、内藤綱男、沢りつを、須賀良、三木宏祐、糸博、佐々倉英雄、大山豊、名取幸政、友野多介、糸井光弥、酒井由利、古堀雄三、山本健、潮ちひろ、馬井太郎、陶隆、紙京子、村上不二夫、加川淳子、折原啓子、平凡太郎 | 協賛:東京畜犬、東洋水族館                                                                       |
| 7月10日  | 第350話 | 父ちゃんの馬鹿             | 西沢治              | 龍伸之介   | 鈴木志郎、仲原新二、上田侑嗣、新田五郎｜伊沢一郎｜南川直、岩上瑛、伊達正三郎｜轟謙二、滝川潤、松原光二｜波島進玉川良一、南風夕子、白田和男、牧紀子、天野新士 |                                                                                                 |
| 7月17日  | 第351話 | 鬼火                       | 鹿谷裕一            | 北村秀敏   | 鈴木志郎、仲原新二、上田侑嗣、新田五郎、伊沢一郎、生井健夫、轟謙二、綾川香、巽秀太郎、波島進明星雅子、佐治田恵子、山本豊三、六本木真、大村文武 |                                                                                                 |
| 7月24日  | 第352話 | 年上の女                   | 元持栄美            | 伊賀山正光 | 鈴木志郎、仲原新二、上田侑嗣、新田五郎｜南川直、岩上瑛、北原隆｜滝川潤、松原光二、高島英志郎(山崎刑事)｜波島進織本順吉、三条美紀、阿部寿美子、幸京子、佳川ヨコ、伊吹新、片山滉、美川憲一(特別出演) |                                                                                                 |
| 7月31日  | 第353話 | 白熱の人                   | 西沢治              | 奥中惇夫   | 鈴木志郎、仲原新二、上田侑嗣、新田五郎｜南川直、岩上瑛、伊達正三郎｜轟謙二、滝川潤、松原光二｜波島進春日八郎(春日八郎)、水城リカ、南原圭二郎、黒田賢二、福島寿美子 |                                                                                                 |
| 8月7日   | 第354話 | 昿野を駈ける女             | 村田武雄            | 中村経美   | 鈴木志郎、仲原新二、上田侑嗣、新田五郎｜伊沢一郎｜生井健夫、綾川香｜伊達正三郎、轟謙二、巽秀太郎｜中山昭二｜波島進志摩あい、沢久美、若宮隆二、泉京子、中庸介、武藤英司、舘敬介、林寛 |                                                                                                 |
| 8月14日  | 第355話 | 女の四季                   | 西沢治              | 中村経美   | 鈴木志郎、仲原新二、上田侑嗣、新田五郎｜南川直、岩上瑛、伊達正三郎｜轟謙二、北原隆、滝川潤、松原光二｜波島進筑紫あけみ、多々良純、霧立はるみ、植田峻、安田隆、町田博子 |                                                                                                 |
| 8月21日  | 第356話 | その母                     | 小川記正            | 伊賀山正光 | 鈴木志郎、仲原新二、上田侑嗣、新田五郎｜南川直、岩上瑛、伊達正三郎｜轟謙二、北原隆、滝川潤、松原光二｜波島進浅香光代、中村竜三郎、美弥たか子、福原秀雄、丹羽又三郎、永井柳太郎、山田禅二、加賀邦男 |                                                                                                 |
| 8月28日  | 第357話 | 情炎譜                     | 五条勢都子 樋口静生 | 天野利彦   | 鈴木志郎、仲原新二、上田侑嗣、新田五郎｜南川直、岩上瑛、伊達正三郎｜轟謙二、北原隆、滝川潤、松原光二｜波島進伊東昭夫、太宰久雄、東山明美、久松保夫、長谷川弘、山田禅二、有馬昌彦、三田登喜子 |                                                                                                 |
| 9月4日   | 第358話 | まぼろしの女               | 横山保朗            | 奥中惇夫   | 鈴木志郎、仲原新二、上田侑嗣、新田五郎｜伊沢一郎｜南川直、岩上瑛、轟謙二｜北原隆、滝川潤、松原光二、巽秀太郎｜波島進八代真智子、松本朝夫、宗方勝巳、鳴海靖子、林寛、村上不二夫(記者) |                                                                                                 |
| 9月11日  | 第359話 | 花かんざしと竜             | 松井稔              | 中村経美   | 鈴木志郎、仲原新二、上田侑嗣、新田五郎｜南川直、岩上瑛｜北原隆、滝川潤、松原光二｜波島進津田耕次、藤寿美江、杉田康、蔵一彦、住吉正博、利根はる恵、村上不二夫(記者)、森山周一郎、ヒデ、ロザンナ |                                                                                                 |
| 9月18日  | 第360話 | 真昼の花火                 | 元持栄美            | 天野利彦   | 鈴木志郎、仲原新二、上田侑嗣、新田五郎、南川直、岩上瑛、伊達正三郎、轟謙二、北原隆、滝川潤、松原光二、波島進霧立はるみ、多々良純、植田峻、筑紫あけみ、天草四郎 |                                                                                                 |
| 9月25日  | 第361話 | 東京は恐い                 | 横山保朗            | 奥中惇夫   | 鈴木志郎、仲原新二、上田侑嗣、新田五郎｜伊沢一郎｜南川直、岩上瑛｜滝川潤、松原光二、巽秀太郎｜波島進宗方勝巳、高野ひろ美、鷹亮子、吉野憲司、林寛、八代万智子、松本朝夫、ザ・ライオンズ |                                                                                                 |
| 10月2日  | 第362話 | 車椅子                     | 西沢治              | 松島稔     | 鈴木志郎、仲原新二、上田侑嗣、新田五郎｜南川直、岩上瑛｜轟謙二、滝川潤、松原光二｜波島進織田真佐男、花沢徳衛、近藤宏、松川純子、阿知波信介、岡部正純、永井譲磁、前田吟、中村雅子、神田隆、太刀川寛、北竜二、吉田義夫 |                                                                                                 |
| 10月9日  | 第363話 | 初恋の湖                   | 元持栄美            | 畠山豊彦   | 鈴木志郎、仲原新二、上田侑嗣、新田五郎｜南川直、岩上瑛｜轟謙二、滝川潤、松原光二｜波島進北島マヤ、穴井侃二、伊東昭夫、生田三津子、見明凡太郎、里木左甫良、谷沢裕之、島田太郎、小笠原英法 |                                                                                                 |
| 10月16日 | 第364話 | 女でない女                 | 小川記正            | 龍伸之介   | 鈴木志郎、仲原新二、上田侑嗣、新田五郎、伊沢一郎、生井健夫、伊達正三郎、北原隆、巽秀太郎、中山昭二(藤島捜二係長)水上竜子、池田昌子、沢村宗之助、名取幸政、宮川洋一、野沢雅子、山田禅二、伊藤寿彰 |                                                                                                 |
| 10月23日 | 第365話 | 高原に消えた女             | 横山保朗            | 天野利彦   | 鈴木志郎、仲原新二、上田侑嗣、新田五郎｜南川直、岩上瑛｜轟謙二、滝川潤、松原光二｜波島進花ノ本寿、清水京子、笠達也、白根一男、原信二、中庸介、夏海千佳子、有賀十 |                                                                                                 |
| 10月30日 | 第366話 | 愛の激流                   | 大和久守正          | 奥中惇夫   | 鈴木志郎、仲原新二、上田侑嗣、新田五郎、伊沢一郎、生井健夫、伊達正三郎、北原隆、巽秀太郎、中山昭二吉野妙子、藤江リカ、瀬畑佳代子、安川洋一、園田裕久、杉義一、北見治一、永井柳太郎 |                                                                                                 |
| 11月6日  | 第367話 | 鴉                         | 重宗和伸            | 中村経美   | 鈴木志郎、仲原新二、上田侑嗣、新田五郎｜南川直、岩上瑛｜轟謙二、滝川潤、松原光二｜波島進平田守、山田彰、水木梨恵、小瀬朗、大原百代、武智豊子、村上不二夫(記者) |                                                                                                 |
| 11月13日 | 第368話 | 武蔵野心中                 | 小川記正            | 北村秀敏   | 鈴木志郎、仲原新二、上田侑嗣、新田五郎、伊沢一郎、伊達正三郎、北原隆、巽秀太郎、高島英志郎、中山昭二福田公子、花上晃、夏海千佳子、宮満之、田浦正巳、中村是好、関千恵子 |                                                                                                 |
| 11月20日 | 第369話 | 晩秋の女                   | 元持栄美            | 中村経美   | 鈴木志郎、仲原新二、上田侑嗣、新田五郎｜南川直、岩上瑛｜轟謙二、滝川潤、松原光二｜波島進八木昌子、人見きよし、鷹亮子、宮川洋一、松風はる美、守屋俊男 |                                                                                                 |
| 11月27日 | 第370話 | 挑戦                       | 小川記正            | 松島稔     | 島宇志夫｜鈴木志郎、仲原新二、上田侑嗣、新田五郎、佐藤敏子｜伊沢一郎｜綾川香、北原隆｜巽秀太郎、高島弘行｜中山昭二竜崎勝｜蔡三津子、大山のぶ代、都築克子｜川部修詩、松本染升、湊俊一、市村昌治｜筈見純、大木史郎、内田嵐、野本礼三｜石橋雅史、筧井典子、内藤綱男、三川雄三｜上田耕一、津崎恵二、萩原正勝、大阪憲｜西村俊長、橘かおり、羽太皓、長塚ゆう子、白川セツコ｜松浦美生、水沢伶子、松沢勇、今井英臣、富士千波、五代久仁子｜范文雀｜水城リカ｜森山周一郎｜村上不二夫(記者)｜山田禅二 |                                                                                                 |
| 12月4日  | 第371話 | 下町の虹                   | 柳節也 樋口静生     | 天野利彦   | 鈴木志郎、仲原新二、上田侑嗣、新田五郎｜南川直、岩上瑛｜轟謙二、滝川潤、松原光二｜波島進水木梨恵、北原義郎、蔵一彦、瀬良明、岡崎夏子、小川万理子、村上不二夫(記者) |                                                                                                 |
| 12月11日 | 第372話 | 東京に四季はない           | 寺森満              | 奥中惇夫   | 鈴木志郎、仲原新二、上田侑嗣、新田五郎、伊沢一郎、綾川香、北原隆、巽秀太郎、高島弘行、中山昭二田沼瑠美子、木下陽夫、清水京子、石川竜二、池水通洋、江沢信行、中庸介、築地容子、伊豆肇、三角八郎 |                                                                                                 |
| 12月18日 | 第373話 | 曲がった坂道               | 横山保朗            | 天野利彦   | 鈴木志郎、仲原新二、上田侑嗣、新田五郎｜南川直、岩上瑛｜轟謙二、滝川潤、松原光二｜波島進関みどり、松原まもる、篠原美恵、二瓶秀雄、天野照子、野上千鶴子、北原文枝 |                                                                                                 |
| 12月25日 | 第374話 | 戦車に乗ったサンタクロース | 横山保朗            | 龍伸之介   | 鈴木志郎、仲原新二、上田侑嗣、新田五郎、伊沢一郎、綾川香、北原隆、巽秀太郎、高島弘行、中山昭二林寛、生田三津子、萩玲子、水島弘、石間健史、石川登、橋本仙三 |                                                                                                 |

#### 1969年
| 放送日   | 各話    | サブタイトル             | 脚本                | 監督       | 出演者 | 備考                                                      |
| -------- | ------- | ------------------------ | ------------------- | ---------- | --- | --------------------------------------------------------- |
| 1月1日   | 第375話 | 鶏はふたたび鳴く         | 横山保朗            | 松島稔     | 鈴木志郎、仲原新二、上田侑嗣、新田五郎｜南川直、岩上瑛｜轟謙二、滝川潤、松原光二｜波島進春風亭柳朝、阿部寿美子、雷門ケン坊、靏ひろみ、筑波久子、江戸家猫八、杉義一、宮田洋容、吉田豊明、簡野典子、桂米丸、三笑亭夢楽、三遊亭円馬、水木梨恵、川口節子、古今亭志ん駒、柳家武助、四つ葉姉妹、小松みどり、真山恵介（演芸評論家）、馬場雅夫（NETアナウンサー） |                                                           |
| 1月8日   | 第376話 | 青いフットライト         | 村田武雄            | 仲木繁夫   | 鈴木志郎、仲原新二、上田侑嗣、新田五郎｜伊沢一郎｜綾川香、北原隆｜巽秀太郎、高島弘行｜中山昭二田中三津子、有門マリ、小野寺昭、有賀十、宮口二朗、蓮川くみ、徳大寺君枝 |                                                           |
| 1月15日  | 第377話 | 若者たち                 | 元持栄美            | 天野利彦   | 鈴木志郎、仲原新二、上田侑嗣、新田五郎｜南川直、岩上瑛｜轟謙二、滝川潤、松原光二｜波島進根岸一正、小山多郁子、佐久間三雄、沢登護、三田村賢二、戸田春子、笹川恵三、利根はる恵 |                                                           |
| 1月22日  | 第378話 | 美しき鷹                 | 西沢治              | 畠山豊彦   | 鈴木志郎、仲原新二、上田侑嗣、新田五郎｜伊沢一郎｜綾川香、北原隆｜巽秀太郎、高島弘行｜中山昭二仁木多鶴子、吉田豊明、武藤英司、丹羽又三郎、三島耕、三笠れい子、ハン・ザ・麻耶(特別出演) |                                                           |
| 1月29日  | 第379話 | 決斗                     | 小川記正            | 中村経美   | 鈴木志郎、仲原新二、上田侑嗣、新田五郎、佐藤敏子｜南川直、岩上瑛、伊達正三郎｜轟謙二、滝川潤、松原光二｜波島進日尾孝司(ケン/擬斗)｜石橋雅史(天堂)、松木路子、岡部正純｜池田生二、水島真哉、安川洋一、湊俊一｜生方功、石田守衛、安田隆、谷沢裕之、柏木緑｜中川謙二、西田俊明、牧田正嗣、小井戸利行、古賀浩二｜山村晋平、小金井秀春、岡部耕太、尾和儀三郎、内田嵐｜西村俊長、富士千波、杜沢泰文、松沢勇、梅津千恵子｜中村松鶴、新林巌、長岡幸治、三宮一男、青木五郎、松尾寿郎｜美笹ゆき子｜座・にっぽんず(南風かほる、風きよ志)｜隼八平｜曾我廼家一二三、高杉玄｜桜井浩子｜南風夕子｜村上不二夫(記者) |                                                           |
| 2月5日   | 第380話 | 人形は生きている         | 田下豪              | 奥中惇夫   | 鈴木志郎、仲原新二、上田侑嗣、新田五郎、佐藤敏子｜伊沢一郎｜綾川香、北原隆｜巽秀太郎、高島弘行｜中山昭二明石潮、沢宏美、芹川洋、剣持伴紀、根岸宮子、石井宏明、杉義一、渡真二、佐藤京一、野沢雅子、水城一狼 |                                                           |
| 2月12日  | 第381話 | 光と影                   | 元持栄美            | 松島稔     | 島宇志夫｜鈴木志郎、仲原新二、上田侑嗣、新田五郎、佐藤敏子｜南川直、岩上瑛｜轟謙二、滝川潤、松原光二｜波島進筑紫あけみ(有子)、美弥たか子(光子)、吉野妙子(靖子)、奈知美奈子(美代子)、森本景武(香川)、春江ふかみ(郁子)、伊吹五郎(戸田)、石川竜二(沢村)、三浦弘久(田波)、柴田秀勝(柴田)、小池明義(神父)、島田潤子(好子)、谷沢裕之(上原)、山田晴生(甚吉)、島田芳子(清水)、本田統(守山)、守山竜次(松並)、右京孝雄(大津)、大阪憲(八木)、徳久比呂志(佐々木)、稲葉照代(春美)、橋本数則(警官)、天野和一(木村)、大塚崇(石山)、林正高(粟津)、荒井美子(道子)、青木美香(脇田、特別出演)、服部哲治(三浦)、村上不二夫(記者) |                                                           |
| 2月19日  | 第382話 | 砂に十字架を!            | 横山保朗            | 天野利彦   | 鈴木志郎、仲原新二、上田侑嗣、新田五郎｜伊沢一郎｜伊達正三郎、北原隆｜巽秀太郎、高島弘行｜中山昭二高橋英二、榎本陽介、新井茂子、窪田英世、森秋子、河合絃司 |                                                           |
| 2月26日  | 第383話 | 涙を忘れた女             | 小川記正            | 中村経美   | 鈴木志郎、仲原新二、上田侑嗣、新田五郎、佐藤敏子｜南川直、岩上瑛｜轟謙二、滝川潤、松原光二｜波島進万里昌代、中庸介、福田輝夫、山岡徹也、直木みつ男、仙波和之 |                                                           |
| 3月5日   | 第384話 | 転落のメロディー         | 西沢治              | 畠山豊彦   | 鈴木志郎、仲原新二、上田侑嗣、新田五郎｜伊沢一郎｜綾川香、北原隆｜巽秀太郎、高島弘行｜中山昭二高宮敬二、水木梨恵、植田峻、中井啓輔、穂高稔、柏木緑、大竹真理子、林寛、村上不二夫(記者) |                                                           |
| 3月12日  | 第385話 | ブルーボーイ             | 駒田博之            | 奥中惇夫   | 島宇志夫｜鈴木志郎、仲原新二、上田侑嗣、新田五郎、佐藤敏子｜南川直、岩上瑛｜轟謙二、滝川潤、松原光二｜波島進ヘレン南(北川)、峰京子(美佐子)、真咲美岐(三枝子)、宮川洋一(近藤)、橋本菊子(菊子)、柴田秀勝(柴田)、美弥たか子(文子)、谷沢裕之(上原)、中原成男(中原)、沢田義生(唐沢)、石垣守一(加納)、近江侑代(藤子)、山本緑(母親)、田川恒夫(技官)、小林テル(房子)、安田洋子(ゆき子)、駒村クリ子(ホステスA)、大阪憲(客一)、武田一彦(木村)、松永純子(ウェイトレス)、川端嘉子(一二三)、伊井篤(警官)、三由茂(客二)、瀬沼真一(雅夫)、後藤由理子(ホステスB)、青山加津子(ホステスC)、香取みゆき(受付嬢)、氾文雀(由美子、特別出演)、宮田昇司(木倉、特別出演)、バニー智吉(チェリー、特別出演)、生田恵子(歌手、特別出演)、村上不二夫（記者)、三条美紀（富江)、加賀邦男（岩岡) |                                                           |
| 3月19日  | 第386話 | 涙の子守唄               | 松井稔              | 仲木繁夫   | 鈴木志郎、仲原新二、上田侑嗣、新田五郎、佐藤敏子｜伊沢一郎｜伊達正三郎、北原隆｜巽秀太郎、高島弘行｜中山昭二島田多江、早川研吉、武智豊子、小笠原弘、靍ひろみ、斎藤信也、杉義一、守田比呂也、笹川恵三、村上不二夫(記者) |                                                           |
| 3月26日  | 第387話 | 神への道                 | 鹿谷裕一            | 北村秀敏   | 鈴木志郎、仲原新二、上田侑嗣、新田五郎｜南川直、岩上瑛｜轟謙二、滝川潤、松原光二｜波島進大野秋好、松川順子、夏川かほる、清川新吾、大庭健二、森秋子、中庸介、鮎川浩、伊豆肇 |                                                           |
| 4月2日   | 第388話 | 空から来た男             | 小川記正            | 天野利彦   | 鈴木志郎、仲原新二、上田侑嗣、新田五郎｜伊沢一郎｜岩上瑛、轟謙二｜巽秀太郎、高島弘行｜中山昭二沢井三郎、加賀邦男、池田昌子、小林裕子、三田登喜子、川部修詩、中村竜三郎、杉山俊夫、村上不二夫(記者)、波島進(立石主任) |                                                           |
| 4月9日   | 第389話 | 追跡380粁                | 横山保朗            | 田中秀夫   | 鈴木志郎、仲原新二、上田侑嗣、新田五郎｜南川直、岩上瑛、轟謙二｜北原隆、滝川潤、松原光二｜波島進黒木進、加賀ちか子、市原清彦、斉藤信也、藤山竜一、青山達也 |                                                           |
| 4月16日  | 第390話 | 愛の防風林               | 横山保朗            |            | 鈴木志郎、仲原新二、上田侑嗣、新田五郎｜伊達正三郎｜中山昭二関敬六、松崎真、池井絹子、高野通子、柴崎和夫、山本豊三 |                                                           |
| 4月23日  | 第391話 | 射殺命令707              | 小川記正            |            | 鈴木志郎、仲原新二、上田侑嗣、新田五郎、南川直、岩上瑛、伊達正三郎、北原隆、轟謙二、滝川潤、松原光二、巽秀太郎、高島弘行、波島進沼田曜一、池田駿介、山口暁、森山周一郎、村上不二夫(記者) |                                                           |
| 4月30日  | 第392話 | 残月のブルース           |                     |            | 鈴木志郎、仲原新二、上田侑嗣、新田五郎｜伊沢一郎｜綾川香、伊達正三郎｜巽秀太郎、高島弘行｜中山昭二勝部演之、谷沢裕之、新井孝文、斉藤浩子 |                                                           |
| 5月7日   | 第393話 | 白いアリランの花         |                     |            | 鈴木志郎、仲原新二、上田侑嗣、新田五郎｜南川直、岩上瑛｜滝川潤、石山克己(石山刑事)｜波島進二本柳敏恵、三原英、加地健太郎、花上晃、高杉玄、村上不二夫(記者) | OP・ED変更                                                |
| 5月14日  | 第394話 | 芸者とホステスと団地婦人 | 元持栄美            | 奥中惇夫   | 鈴木志郎、仲原新二、上田侑嗣、新田五郎、佐藤敏子｜伊沢一郎｜綾川香、伊達正三郎｜巽秀太郎、高島弘行｜中山昭二花柳幻舟(美代次)、夏海千佳子(晴子)、折原啓子(千代子)、瀬良明(井村)、近江俊輔(坂井)、松風はる美(玉竜)、美弥たか子(ミチ子)、日高ゆりえ(由子)、生田三津子(小春)、青沼三朗(中田)、水沢麻耶(昌代)、石田守衛(甚吉)、酒井由利(紫)、向精七(佐々木)、宍倉るみ(豆菊)、杉山登(田中)、本田千枝(田中)、友野多介(一平)、麻生いく子(小夜子)、清水のり子(花奴)、野村みつ子(とみ子)、谷はとみ(沼田)、夏木志奈（歌手、特別出演)、花ノ本以知子(早苗)、村上不二夫(記者)、花ノ本寿(築地)、明石潮(清太郎) |                                                           |
| 5月21日  | 第395話 | 薔薇と悪魔               | 横山保朗            | 畠山豊彦   | 島宇志夫｜鈴木志郎、仲原新二、上田侑嗣、新田五郎、佐藤敏子｜南川直、岩上瑛、轟謙二｜北原隆、滝川潤、松原光二｜波島進清川新吾(舟橋)｜水木梨恵(夏子)｜大塚吾郎(平尾)、野沢雅子(玲子)、沢田義生(若林)｜市原清彦(支配人)、黒木進(警官(A))、岩城力也(番頭)｜島つかさ(久仁子)、花村えいじ(支配人)、藤城裕士(桜井)、小沢悦子(晶子)｜谷口真由美(広子)、岩本好恵(女中)、青山達也(やくざ(A))、右京孝雄(警官(B))｜浜田ひろ子(事務員)、大塚崇(ボーイ(A))、松川佳澄(矢部)、都築一(従業員(A))｜清水清(従業員(B))、小林栄二(バーテン)、相良謙二(やくざ(B))、松沢勇(ボーイ(B))、和田和彦(やくざ(C))｜美弥たか子(歌手、特別出演)｜加賀ちか子(由紀)｜田浦正巳(本田) |                                                           |
| 5月28日  | 第396話 | 復活                     | 小山内美江子        | 田中秀夫   | 鈴木志郎、仲原新二、上田侑嗣、新田五郎、佐藤敏子｜伊沢一郎｜綾川香、伊達正三郎｜轟謙二、高島弘行｜中山昭二森山加代子、山本豊三、天草四郎、田畑明彦、山口暁、柏木緑、小磯まり、金子勝美 |                                                           |
| 6月4日   | 第397話 | 艶子という女             | 樋口静生 五条勢都子 | 天野利彦   | 鈴木志郎、仲原新二、上田侑嗣、新田五郎、佐藤敏子｜南川直、岩上瑛｜北原隆、滝川潤、石山克己｜波島進森秋子、鶴見丈二、中庸介、伊吹新、小川万里子、岡本みづ恵、山田禅二、浮田左武郎、村上不二夫(記者) |                                                           |
| 6月11日  | 第398話 | 蜜蜂色の少女             | 小川記正            | 奥中惇夫   | 鈴木志郎、仲原新二、上田侑嗣、新田五郎｜伊沢一郎｜綾川香、伊達正三郎｜巽秀太郎、高島弘行｜中山昭二本田洋子、渡辺千世、武藤英司、フォーセインツ（荒木生徳、宮川昌浩、上原徹、ダニー石尾）、伊藤真、河村久子、渡真二、清水一郎、村上不二夫(記者) |                                                           |
| 6月18日  | 第399話 | 緋牡丹の女               | 横山保朗            | 北村秀敏   | 鈴木志郎、仲原新二、上田侑嗣、新田五郎｜南川直、岩上瑛｜北原隆、滝川潤、巽秀太郎｜波島進カルーセル麻紀(マキ)、舘敬介(杉山刑事)、中村弥生(愛子)、藤山竜一（浅倉)、村上幹夫（大角)、石垣守一（吉田)、柴田秀勝（柴田)、谷沢裕之（上原)、北町史郎（三島刑事)、紅理子（順子)、貫恒美(白石)、笠井ひろ(久子)、肥土尚弘(シゲ)、小栗由紀子(佳子)、三木マイ子(サリーダ)、清見晃一(客)、榛名潤一(田中)、新林イサオ(運転手)、青山加津子(踊り子（A）)、晋勝 健（泉刑事)、坂連作(マー坊)、原田 赫(運転手)、高田ゆか(踊り子（B）)、原山京子(マキの小学時代)、飯塚仁樹(小学生（A）)、近藤真太郎(仝（B）)、瀬ノ口結花(仝（C）)、山内友宗(仝（D）)、加藤政子(仝（E）)、中村竜三郎（曽根)、村上不二夫(記者)、水村泰三(真船) |                                                           |
| 6月25日  | 第400話 | 警察官                   | 村田武雄            | 北村秀敏   | 島宇志夫｜鈴木志郎、仲原新二、上田侑嗣、新田五郎｜伊沢一郎｜岩上瑛、伊達正三郎｜滝川潤、巽秀太郎｜中山昭二神戸一郎、日野麻子、湊まさゆき、西沢和子、森本景武、伊藤純夫、直木みつ男、柴田秀勝、谷沢裕之、若原初子、山田晴生、佐野哲也、岸井好子、池田よしゑ、西島多伊子、泉三枝子、井波健、水島京子、市川夫佐惠、久保美芸子、山田甲一、大阪憲、右京孝雄、内田勝正、長谷川悦子、武田一彦、新林イサオ、米沢幸子、出沢義征、飛世賛治、渡辺広志、近藤素子、渋谷みのる、松山純子、林寛、田中三津子、笠間雪雄、磯村千花子、笹川恵三、村上不二夫、波島進(立石主任) | 四百回記念番組                                            |
| 7月2日   | 第401話 | めぐり逢い               | 松井稔              | 龍伸之介   | 島宇志夫｜鈴木志郎、仲原新二、上田侑嗣、新田五郎｜南川直、岩上瑛｜轟謙二、滝川潤、北原隆｜波島進星美智子、福鎌康隆、浜田寸躬子、片山滉、幸つや子、徳大寺君枝、坂根小夜子、榎本英一、糸井光弥、塚田正明、伊東新二、天野和一、林見也子、榛名潤一、菊地輝夫、宍戸祐二、播大介、谷はとみ、風間謙、横地民江、鮎川浩、紙京子、堀越節子、徳大寺伸、加賀邦男 |                                                           |
| 7月9日   | 第402話 | 海は知っている           | 元持栄美            | 天野利彦   | 島宇志夫｜鈴木志郎、仲原新二、上田侑嗣、新田五郎｜伊沢一郎｜岩上瑛、北原隆｜滝川潤、巽秀太郎｜波島進五十嵐美鈴、五十嵐五十鈴、坂根小夜子、玉川長太、都築克子、宗近晴見、春江ふかみ、神田正夫、滝雅男、武石昇三、水沢摩耶、小高まさる、本田統、金親保雄、清水美沙子、香月裕司、坂連作、友野多介、松沢泰文、一ノ瀬ひとみ、松井功、香取みゆき、松下照夫、松下昌司、藤いくこ、渡辺市松、津田一平、飯塚仁樹、マジック・シスターズ、ハニー牧、安池裕之、東家菊燕、宮田羊容、宮川洋一、岡部正純、平井岐代子、藤里まゆみ、浮田佐武郎 | 協賛:千葉・行川アイランド、ホテル白雲荘、東京湾フェリー   |
| 7月23日  | 第403話 | 蛇と香水                 | 横山保朗            | 田中秀夫   | 島宇志夫｜鈴木志郎、仲原新二、上田侑嗣、新田五郎｜南川直、綾川香｜轟謙二、北原隆、高島弘行｜波島進城卓矢、田中三津子、守屋俊志、五条真紀、谷沢裕之、小野泰二郎、安田洋子、貫恒美、伊藤正博、野本礼三、磯野のり子、七瀬真紀、築地博、大友町子、杉山渥典、山田甲一、西村俊長、滝川浩、後藤由里子、崎元哲夫、ローズ牧、村上不二夫、新井茂子、並木一路 | 協賛:シーボン化粧品宇都宮工場、陶陶酒本舗スネークセンター |
| 7月30日  | 第404話 | 待っていた人             | 小川記正            | 奥中惇夫   | 島宇志夫｜鈴木志郎、仲原新二、上田侑嗣、新田五郎｜南川直、綾川香、轟謙二｜北原隆、高島弘行、巽秀太郎｜中山昭二｜波島進藤本三重子、相原昇、板倉祥子、麻生いく子、稲葉まつ子、石井富子、岩城力也、杉浦宏策、池田生二、青沼三朗、片山滉、篠恵輔、花村えいじ、青砥洋、杉山渥典、高松政雄、木島新一、伊東弘一、小林テル、加藤弘二、山本緑、石井小文美、山内友宗、吉呑文雄、西村俊長、柴内美昇、若柳ひさこ、長谷川悦子、清水のり子、六条辰也、林寛一、小関一、大塚崇、三木マイ子、天野和一、都築みどり、梅津千恵子、大美純子、如月寛多、梶健司、森山周一郎、村上不二夫、三船浩 | 協賛:国民宿舎下賀茂、国民宿舎下田                         |
| 8月6日   | 第405話 | 愛憎の吊り橋             | 岡田達門            | 伊賀山正光 | 鈴木志郎、仲原新二、田川恒夫(鑑識課員)、新田五郎｜伊沢一郎｜岩上瑛、綾川香｜滝川潤、巽秀太郎｜中山昭二北原義郎、水木梨恵、葵三津子、有沢正子、野々浩介、菅沼赫、伊海田弘、柴田秀勝(記者)、村上不二夫(記者)、川口節子(立石夫人)、波島進(立石主任) |                                                           |
| 8月13日  | 第406話 | 現代フリー女地図         | 横山保朗            | 天野利彦   | 鈴木志郎、仲原新二、田川恒夫、新田五郎｜伊沢一郎｜岩上瑛、伊達正三郎｜轟謙二、滝川潤｜中山昭二大橋芳枝、根岸一正、夕城三千代、浅見比呂志、里木左甫良、園千雅子、谷沢裕之、村上不二夫(記者)、波島進(立石主任) |                                                           |
| 8月20日  | 第407話 | 雨の中の女               | 村田武雄            | 龍伸之介   | 鈴木志郎、仲原新二、田川恒夫、新田五郎｜伊沢一郎｜綾川香、伊達正三郎｜巽秀太郎、高島弘行｜中山昭二三田登喜子、片山明彦、峯京子、浦里はるみ、渚健二、伊豆肇、柴田秀勝(記者)、村上不二夫(記者)、黒沢明とロスプリモス(特別出演) |                                                           |
| 8月27日  | 第408話 | 東京番外地               | 元持栄美            | 伊賀山正光 | 鈴木志郎、仲原新二、上田侑嗣、新田五郎｜南川直、岩上瑛｜轟謙二、滝川潤、北原隆｜波島進三田村元、寺田路恵、松本錦四郎、瞳麗香、三田村賢二、柴山佳子、松本朝夫、植田峻、吉川清子、簡野典子、柴田秀勝(記者)、谷沢裕之、村上不二夫(記者) |                                                           |
| 9月3日   | 第409話 | ふたりの女               | 横山保朗            | 奥中惇夫   | 鈴木志郎、仲原新二、上田侑嗣、新田五郎｜伊沢一郎｜南川直、岩上瑛｜北原隆、滝川潤｜波島進姿美々、吉野通子、渚健二、大下哲矢、森秋子、花木章吾、星美智子、林寛、青沼三朗、野沢雅子、岡部行宏、宮崎準 |                                                           |
| 9月10日  | 第410話 | 蒼い母の復讐             | 小川記正            | 奥中惇夫   | 島宇志夫｜鈴木志郎、仲原新二、田川恒夫、新田五郎｜南川直、岩上瑛｜轟謙二、滝川潤、北原隆｜波島進笠置シヅ子、青山達也、波多野まゆみ、吉村由美子、高田直久、石川竜二、新田信二、中庸介、菅沼赫、守屋俊志、仁内達之、守田比呂也、山田晴生、箕輪律子、糸井光弥、八合昇、藤城裕士、加藤欣子、泉三枝子、市村高志、長井駿、徳久比呂志、木村一、山本祐三、波多野純子、和気喬、畠山麦、新林イサオ、鈴木武史、関口守一、稲田暁子、武田成人、土田義孝、香月サコ、宮浩之、高橋正夫、森野五郎、村上不二夫、町田博子、江見俊太郎、明石潮 |                                                           |
| 9月17日  | 第411話 | アバンチュールの女       | 駒田博之            | 畠山豊彦   | 島宇志夫｜鈴木志郎、仲原新二、西村俊長(鑑識課員)、新田五郎｜伊沢一郎｜綾川香、伊達正三郎｜巽秀太郎、高島弘行｜中山昭二鵬アリサ、二瓶秀雄、石井宏明、里木左甫良、宮川洋一、柴田秀勝、渡真二、向精七、谷沢裕之、岩城力也、逗子とんぼ、沢田義生、五月晴子、牧田正嗣、村上幹夫、幸つや子、小甲登志枝、榎本英一、永島岳、小笠原弘子、宍倉るみ、亀井三郎、友野多介、岩本好恵、香月裕司、瞳美穂、久保美芸子、藤いくこ、北原千歳、米岡雅子、工藤ミヨ子、城所佑雄、花園いまり、本多幸子、後藤由里子、安藤敏毅、亀井ゆき子、魚住純子、村上不二夫、松風はる美、小笠原弘 |                                                           |
| 9月24日  | 第412話 | 凍った蒸発               | 上条逸雄            | 北村秀敏   | 島宇志夫｜鈴木志郎、仲原新二、上田侑嗣、新田五郎｜南川直、岩上瑛｜北原隆、滝川潤、住𠮷正博(住𠮷刑事)｜波島進西村なるみ、坂根小夜子、蔵一彦、関戸純方、西川敬三郎、谷沢裕之、鮎川浩、滝左太郎、水沢摩耶、武石昇三、石田守衛、松平有加、コマ一平、美山ゆみ、伊藤慶子、河崎いち子、木村修、水戸金二、渡辺市松、黒崎二三惠、山下則夫、川崎深雪、水城リカ、藤竜子とその一座、村上不二夫、筑紫あけみ、三島耕、城所英夫 |                                                           |
| 10月1日  | 第413話 | 麻薬                     | 元持栄美 鹿谷裕一   | 北村秀敏   | 島宇志夫｜鈴木志郎、仲原新二、上田侑嗣、新田五郎｜中山昭二｜南川直、岩上瑛、綾川香｜伊達正三郎、轟謙二、北原隆｜巽秀太郎、滝川潤、高島弘行、吉田豊明(石原刑事)｜波島進宗方勝巳(賀山)｜二瓶秀雄(小柴)、島田多江(のぶ江)、丹羽研二(松川)｜松川純子(友子)、花岡菊子(女中)、水木梨恵(石井)、豪健司(大沢)｜宮川洋一(堀)、大庭健二(鉄次)、相原昇(川上刑事)、浜田寸躬子(母親)｜橋本菊子(主婦)、石間健史(守川)、山口暁(登)、磯野のり子(民子)｜小沢悦子(和江)、柏木緑(あけみ)、大塚崇(安)、天野和市(サブ)、後藤由里子｜渡真二(A)、向精七(B)、逗子とんぼ(C)、友野多介(D)、石川玲(E)｜柴田秀勝(柴田)、谷沢裕之(上原)｜三田村元(岬刑事)｜折原啓子(郁子)｜宮川和子(佐知子)｜木下悦子(杏子)｜新井茂子(ルミ)｜村上不二夫(記者)｜青木義朗(三船主任) | 三船班：橘、香取、森田、岩井田、石原                      |
| 10月8日  | 第414話 | 愛の水平線               | 横山保朗            | 奥中惇夫   | 島宇志夫｜鈴木志郎、仲原新二、上田侑嗣、新田五郎｜伊沢一郎｜南川直、岩上瑛｜北原隆、滝川潤｜波島進花木章吾(白井)、清水良太(秀雄)、斉藤信也(登)、近江佳世(明子)、森秋子(女中)、福鎌康隆(哲夫)、西沢和子(弘子)、池井絹子(加寿子)、岩城力也(番頭)、大下哲矢(村山刑事)、国島英滋(警官)、榛名潤一(石田)、郷美樹(マリ子)、右京孝雄(客(1))、琴千絵(陽子)、川端嘉子(事務員)、酒井久美子(主婦(A))、速水玲子(主婦(B))、天野和一(佐々木)、中村洋子(知子)、田中左世子(良子)、六川清(客(2))、氏家抄子(詩子)、松原遥子(由美子)、中村はるみ(友子、劇団いろは)、藤本高司(裕、劇団いろは)、島田靖彦(修、劇団いろは)、上条まり(歌手、特別出演)、林寛(玄作)、高野通子(綾子)、姿美々(より子)、星美智子(信子) |                                                           |
| 10月15日 | 第415話 | 女の王冠                 | 山田健              | 天野利彦   | 島宇志夫｜仲原新二、上田侑嗣、新田五郎｜伊沢一郎｜綾川香、伊達正三郎｜巽秀太郎、高島弘行｜中山昭二藤本三重子(由美)、秋とも子(杏子)、田中三津子(紀子)、松川純子(幸子)、大原譲二(筒井)、中庸介(石岡)、杉義一(主人)、川部修詩(若宮)、大原百代(タケ)、日暮里子(クラ)、小林千枝(梅子)、谷沢裕之(上原)、輝山恵子(恵子)、貫恒美(司会者)、大塚五郎(大宮)、笠井ひろ(女(1))、筧井豊子(女(2))、島田潤子(敏子)、米岡雅子(女優(A))、美波節子(女優(B))、麻生いく子(事務員)、藤あゆみ(安本の女)、秋月喜久枝(婆さん)、小林テル(おかみ)、榎本英一(マネージャ)、池田よしゑ(管理人)、山本武(外科院長)、笠井三規子(女(3))、小沢悦子(トルコの女(A))、大橋有香(トルコの女(B))、引田敏彦(安本)、島岡千代子(モデル(A))、高田ユリ(受付の女)、尾田義男(事務員)、美穂まさ子(バーの女)、森烈(ボーイ)、ローズ牧(ナナ、特別出演)、鵜田辰美(リリ、特別出演)、ローヤルグレン(馬場光子、馬場弘子、瑞城純、村山マリ子、谷真由美)、J.B.S.(岡野ジュリー、高石リカ、梶谷あき子)、アイドルス(特別出演)、津軽洋子・恵子(流し、特別出演)、大野菊枝(冴子)、村上不二夫(記者)、舟橋元(田村) |                                                           |
| 10月22日 | 第416話 | 秋風のブルース           | 西沢治              | 田中秀夫   | 島宇志夫｜鈴木志郎、仲原新二、上田侑嗣、新田五郎｜南川直、轟謙二｜北原隆、滝川潤、𠮷田豊明｜波島進小桜京子(葉子)、石川竜二(横光)、大塚崇(博)、杉義一(杉)、柴田秀勝(柴田)、渡真二(徳永)、谷沢裕之(上原)、中村哲(水谷)、大村千吉(鈴木)、水沢摩耶(福子)、大木史郎(桜川)、八洲たける(岡)、松平有加(筆子)、磯野のり子(良子)、北原千歳(淑子)、稲村ゆき子(武子)、青山加津子(和枝)、琴千絵(路子)、桑野誠(明)、高島俊夫(健)、田中正直(サブ)、木村京子(雪子)、郷希理沙(歌手、特別出演)、浅草陣太(風早、特別出演)、如月寛多(草島)、野上千鶴子(律子)、野々浩介(寺内)、村上不二夫(記者)、富田仲次郎(野末) |                                                           |
| 10月29日 | 第417話 | 美しい町の天使たち       | 駒田博之            | 仲木繁夫   | 島宇志夫｜鈴木志郎、仲原新二、上田侑嗣、新田五郎｜南川直、綾川香｜伊達正三郎、巽秀太郎、高島弘行｜中山昭二三田登喜子(かおる)、堀勝之祐(久保)、藤田憲子(まさ子)、勝見延之(田中)、本田洋子(れい子)、島田靖彦(悟)、杉浦宏策(雨宮)、村上幹夫(中村)、森良介(印刷屋)、津路清子(主婦(A))、岸井あや子(主婦(B))、内藤綱男(杉山)、永島岳(医師)、安田洋子(マダム)、山口千枝(ひろ子)、水島京子(おかみ)、若杉実(林)、杉山渥典(森川)、榎本英一(管理人)、三上桜子(おかみ)、木村一(ボーイ)、香月裕司(労務者(A))、伊藤慶子(おかみ)、江川のり子(金子)、竹村清女(雨宮の妻)、西村俊長(労務者(B))、武田一彦(大山)、太田紀美子(女社員)、大櫃法和(三郎)、小清水映子(和子、劇団いろは)、小林健司(一郎、劇団いろは)、長嶋輝美(伸子、劇団いろは)、川田英生(明、劇団いろは)、町田勝紀(健二、劇団いろは)、美山ゆみ(歌手、特別出演)、柴田秀勝(柴田)、谷沢裕之(上原)、村上不二夫(記者)、中村竜三郎(原田)、明石潮(雨宮老人) |                                                           |
| 11月5日  | 第418話 | 地獄の裏側               | 小川記正            | 天野利彦   | 島宇志夫｜鈴木志郎、仲原新二、上田侑嗣、新田五郎｜岩上瑛、轟謙二｜北原隆、滝川潤、𠮷田豊明｜波島進市村俊幸(川崎)、高野ひろみ(妙子)、美弥たか子(ひとみ)、関戸純方(賢次)、黒沢のり子(進子)、石津康彦(照男)、英美枝(夕子)、西田昭市(星野)、大友純(風労者)、緒方敏也(山内刑事)、加藤欣子(きん子)、岡崎夏子(主婦)、石垣守一(石橋刑事)、園千雅子(信子)、石川玲(吉永)、萩原憲一(係官)、小川澄江(菊江)、荒井喜美子(さゆり)、林寛一(塚田)、貝塚みさ子(女中)、野本博(峯岸)、村上満(井上)、古谷昭(店員)、東杉子(女店員)、北川洋(流し、特別出演)、丘寵児(中村)、松風はる美(いさ子)、高橋正夫(王)、林寛(支配人)、鶴見丈二(東條)、田浦正巳(中沢)、村上不二夫(記者)、江川宇礼雄(熊谷) |                                                           |
| 11月12日 | 第419話 | 夜のシャボン玉           | 村田武雄            | 龍伸之介   | 島宇志夫｜鈴木志郎、仲原新二、上田侑嗣、新田五郎｜岩上瑛、伊達正三郎、綾川香｜巽秀太郎、高島弘行、石山雄大(神谷刑事)｜中山昭二矢崎知紀(武志)、三ツ木清隆(中西)、小磯マリ(薫)、青木美香(照子)、湊俊一(末広)、近藤準(鶴吉)、柴田秀勝(柴田)、谷沢裕之(上原) 野沢雅子(咲子)、五月藤江(加代)、大塚五郎(原)、志摩尞子(菊江)、永谷悟一(房吉)、藤田典子(主婦(A))、上野綾子(百合子)、高木門(一郎)、川田甫(警官)、亀井三郎(車掌)、江藤小夜子(陽子)、坂連作(サブ)、相川イブ(ひろみ)、木下清(ルカ)、明石恵子(マリ)、和気喬(遠山)、瀬ノ口鉄郎(栄三)、伊東新二(鈴川)、天野和市(国松)、小金井秀春(野崎)、久保美芸子(主婦(B))、富田由紀子(室井)、八木裕之(光夫)、坪倉直子(京子)、伊東純一(政夫)、菊地輝夫(男)、坪倉斉(少年)、高橋庸(フーテン)、松下昌司(乗客)、添野義二(ボクサー、特別出演)、武藤章生(板倉)、藤里まゆみ(幾子)、泉京子(典子)、村上不二夫(記者)、武藤英司(森口)、三條美紀(中西) |                                                           |
| 11月19日 | 第420話 | 女囚                     | 五条勢津子 寺森満   | 奥中惇夫   | 島宇志夫｜鈴木志郎、仲原新二、上田侑嗣、新田五郎｜伊沢一郎｜岩上瑛、北原隆｜轟謙二、滝川潤｜波島進日野麻子(ゆき)、水木梨恵(竜子)、夏海千佳子(光代)、中庸介(久野)、柴田秀勝(柴田)、谷沢裕之(上原)、里木左甫良(親爺)、大原譲二(粕屋)、磯野のり子(悦子)、八洲たける(清三)、上野尭(加地)、久保晶(主人)、笠井ひろ(看守)、石田守衛(親爺)、松尾文人(小川)、三戸部輝(後藤)、築地博(管理人)、山口譲(番頭)、清野節子(瑠美)、山口千枝(リカ)、松本由美子(奈々)、丸茂光紀(運転手)、小島岩(出前持)、香月裕司(バーテン(A))、古掘雄三(係員)、小笠原弘子(主婦(A))、峰田智代(主婦(B))、川端嘉子(主婦(C))、岡本ちか子(女中)、松浦慎也(店員)、西村俊長(バーテン(B))、尾崎美奈子(芳枝)、杜沢泰文(町田)、田村由美子(直子)、山県勝士(板前)、山内友宗(少年)、千麻田玲子(歌手、特別出演)、森山周一郎(キャップ)、村上不二夫(記者)、阿部寿美子(民子)、明石潮(弥助) |                                                           |
| 11月26日 | 第421話 | 東京の流れの中で         | 村田武雄            | 伊賀山正光 | 島宇志夫｜鈴木志郎、仲原新二、上田侑嗣、新田五郎｜岩上瑛、綾川香｜伊達正三郎、巽秀太郎、高島弘行｜中山昭二大木英夫(北川)、矢野潤子(もと子)、守屋俊志(荻原)、生田三津子(あけみ)、春江ふかみ(米子)、山崎猛(治郎) 若山美智子(和歌子)、金子勝美(ナオミ)、糸博(夫)、片山滉(医者)、小野泰二郎(片山)、花村えいじ(原)、木下陽夫(矢口)、田川恒夫(村越)、市川夫佐恵(艶子)、三原英(神林)、国創典(泰三)、高橋信子(信子)、泉三枝子(杉子)、石田守衛(おでん屋)、北原千歳(悦子)、須永康夫(管理人)、塚田正明(平尾)、小関一(男)、榛名潤一(現場監督)、長塚ゆう子(町子)、西村俊長(木暮)、高坂真琴(桐子)、平野昇(植村)、関口守一(学生)、中島信義(警官)、黒崎二三恵(主婦)、小清水由美子(赤ん坊)、太田紀美子(若い女)、荒井喜美子(華子)、山本マミ(弓子)、クラブおゝとりゴーゴーガールズ(特別出演)、小野由紀子(歌手、特別出演)、由紀梨絵(ユカリ、特別出演)、柴田秀勝(柴田)、谷沢裕之(上原)、山田禅二(三宅)、村上不二夫(記者)、大泉滉(源吉) |                                                           |
| 12月3日  | 第422話 | 上流階級                 | 村田武雄            | 天野利彦   | 島宇志夫｜鈴木志郎、仲原新二、上田侑嗣、新田五郎｜南川直、伊達正三郎｜巽秀太郎、滝川潤、高島弘行｜中山昭二｜波島進村田知栄子(律子)、松川純子(順子)、花柳幻舟(朝江)、沢田克巳(卓也)、東隆明(武)、岩城力也(刑事)、井沢美奈子(麻里)、金子勝美(伶子)、磯野のり子(時枝)、松平有加(寿子)、小池明義(又吉)、阿部六朗(佐竹)、進藤幸(春子)、都築みどり(麻由子)、杉山渥典(岸川)、アベ麻里亜(百合子)、徳久比呂志(ボーイ(A))、新垣盛吉(ボーイ(B))、清水寿勝(ボーイ(C))、西郷昭浩(警官)、島節子(声楽指導)、原伸太郎、大倉幸代(歌手、特別出演)、バーナビーズ(グループサウンズ、特別出演)、森野五郎(甚吉)、浮田左武郎(署長)、岡村文子(栗原夫人)、高橋正夫(貝塚)、折原啓子(由香利)、松本染升(栗原)、松本朝夫(平野)、小笠原章二郎(五十嵐)、武藤英司(門脇)、山本豊三(保) |                                                           |
| 12月10日 | 第423話 | 石狩の女                 | 横山保朗            | 龍伸之介   | 島宇志夫｜鈴木志郎、仲原新二、上田侑嗣、新田五郎｜伊沢一郎、宗方勝己(畑野刑事)｜岩上瑛、轟謙二、北原隆｜波島進津山洋子(いづみ)、中庸介(深見)、森秋子(マリ子)、有馬昌彦(坪内刑事)、日暮里子(しげ子)、大阪憲(浜村刑事)、西村俊良(藤田刑事)、美山ゆみ(陽子)、上野綾子(宇野)、木村一(竹本)、柴田正勝(フロント)、目黒正代(ホステス(A))、寿崎喜美枝(ホステス(B))、木村恵子(京子)、細谷孝吉(ボーイ)、桜田美紀(良子)、掛端正子(売子)、川上雅(フロント)、松平俊(司会者)、小寺武治(事務員)、福沢正光(野上)、松山善司(案内係)、高樹弘(歌手、特別出演)、霧立はるみ(亜矢子)、千波丈太郎(馬場) |                                                           |
| 12月17日 | 第424話 | 北海道を捜せ             | 横山保朗            | 田中秀夫   | 島宇志夫｜鈴木志郎、仲原新二、上田侑嗣、新田五郎｜中山昭二｜伊沢一郎、宗方勝己｜岩上瑛、綾川香｜北原隆、轟謙二、滝川潤｜波島進宮川和子(定子)、渚健二(伏屋)、関戸純方(渋谷)、有馬昌彦(坪内刑事)、美山ゆみ(奈保子)、打越正八(小野)、大阪憲(舟木)、西村俊良(片山)、山田甲一(次長)、伊藤正博(近藤)、榎本英一(若杉)、山浦栄(刑事(A))、新林イサオ(運転手)、福沢正光(事務員)、太田恵子(文子)、富士木優子(晶子)、橘川和郎(店主)、天野恵津子(敬子)、高橋武義(観光課員)、高橋信行(番頭)、都甲雅子(女中)、松浦政一(巡査)、森芳春(板前)、坂口左太四(ボーイ)、津山洋子(いづみ、特別出演)、高樹弘(湯沢、特別出演)、星美智子(勝代) | 立石班：関根、畑野、荒牧、森田、桃井 藤島班：香取、岩井田 |
| 12月24日 | 第425話 | ドラキュラの牙           | 小川記正            | 北村秀敏   | 島宇志夫｜鈴木志郎、仲原新二、上田侑嗣、新田五郎｜伊沢一郎｜岩上瑛、綾川香｜轟謙二、北原隆｜中山昭二伊吹まり(日法)、沢田克巳(相沢)、黒沢のり子(陽子)、森本景武(和田)、前田敏子(木村)、伊東芳子(川口)、小川幾多郎(荒井)、島つかさ(芳江)、吉田瑠美子(るり子)、山内淑子(みどり)、武石昇三(三上刑事)、島田太郎(仁科刑事)、佐野哲也(山口)、伊藤正博(医者)、糸井光弥(住職)、植田清(園田)、織田忠正(客)、松田眞里(敏子)、波多野純子(さち子)、恩田恵美子(おかみさん)、田中竜夫(工務員)、浜田ひろ子(ホステス(A))、美穂まさ子(ホステス(B))、乙黒一(若い男)、平井綏子(律子)、永井政春(係員)、右京孝雄(主人)、山本ますみ(若い女)、河野洋子(客(A))、新井礼子(客(B))、花岡菊子(原)、里木左甫良(直吉)、ムーディ松島(歌手、特別出演)、丸尾長顕(丸井、特別出演)、村上不二夫(村上)、桜むつ子(町子)、太刀川寛(浅井) |                                                           |
| 12月31日 | 第426話 | 鉄火芸者                 | 小川記正            | 田中秀夫   | 島宇志夫｜鈴木志郎、仲原新二、上田侑嗣、新田五郎｜南川直、岩上瑛、轟謙二｜北原隆、滝川潤、𠮷田豊明｜波島進藤本三重子(ひふみ)、宗近晴見(吉田)、森本景武(遠山)、柴田秀勝(柴田)、谷沢裕之(上原)、渡真二(富田)、沢田義生(福原刑事)、大原百代(兼子)、若山みち子(主婦(A))、井沢美奈子(梅香)、松平有加(小染)、幸つや子(律子)、皆見武史(松尾)、八合昇(小沢)、小林テル(昭子)、堀川和栄(芸者(A))、山田達巳(重田)、八洲たける(運動員(A))、筒井竜介(警官(A))、南治(運動員(B))、右京孝雄(運動員(C))、槙ひろ子(主婦(B))、石川敏(長沢)、三原幸一(荒木)、二宮澎(竹内)、井原洋一(関川)、新林イサオ(小柳)、美笹ゆき子(文子)、間島純(澄子)、伊藤孝則(警官(甲))、瞳美穂(芸者(B))、田中正直(中山)、山田貴光(青年)、アベ麻里亜(芸者(C))、豊村真理子(練習生)、小金井秀春(医者)、豊田清(書生)、三島一夫(擬斗)、伊吹二郎(流し、特別出演)、東京新宿バー・ローズ総出演、ローズ牧(ママ、特別出演)、三笑亭夢楽(落語家、特別出演)、高杉玄(黒岩)、藤代圭子(勝子)、折原啓子(かほる)、河崎操(北村)、村上不二夫(村上)、本間文子(およし)、北竜二(高垣)                              |                                                           |

#### 1970年
| 放送日   | 各話    | サブタイトル               | 脚本                | 監督       | 出演者 | 備考 |
| -------- | ------- | -------------------------- | ------------------- | ---------- | --- | --- |
| 1月7日   | 第427話 | 日本人                     | 駒田博之            | 北村秀敏   | 島宇志夫｜鈴木志郎、仲原新二、上田侑嗣、新田五郎｜南川直、伊達正三郎｜巽秀太郎、滝川潤、吉田豊明｜青木義朗高田直久(健二)、関みどり(ゆう子)、松木まどか(悟)、坂根小夜子(久子)、山崎猛(正一)、中村上治(一郎)、緒方敏也(営業部長)、川部修詩(白井)、直木みつ男(相川)、津路清子(ます代)、水沢摩耶(主婦)、幸つや子(管理人)、田中力(友治)、箕輪律子(朱実)、塚田正明(中年の男)、石田守衛(農夫)、英美枝(和江)、伊藤慶子(主婦)、八百原寿子(主婦)、竹村清女(主婦)、山田甲一(医者)、琴千絵(ミサ)、関芳枝(洋子)、鈴木浩実(明)、竹内豊(哲夫)、銀座ミユキ(歌手、特別出演)、柴田秀勝(柴田記者)、谷沢裕之(上原記者)、笹川恵三(吉次郎)、今村原兵(高橋)、日高ゆりえ(イネ)、花岡菊子(伸江)、高島敏郎(関口)、如月寛多(池田老人)、村上不二夫(村上記者)、磯村千花子(富子)、清水一郎(野田)、須藤健(村岡)                                                                     | |
| 1月14日  | 第428話 | 古都                       | 小川記正            | 畠山豊彦   | 鈴木志郎、仲原新二、上田侑嗣、新田五郎｜南川直、伊達正三郎｜巽秀太郎、滝川潤、高島弘行｜波島進松川純子、村田知栄子、松本朝夫、山本豊三、花柳幻舟、折原啓子、生田三津子、岡一也、東隆明、宮川洋一、森野五郎、岡村文子、小笠原章二郎、彫無季 | |
| 1月21日  | 第429話 | 愛の日記                   | 元持栄美            | 龍伸之介   | 鈴木志郎、仲原新二、上田侑嗣、新田五郎｜伊沢一郎｜綾川香、伊達正三郎｜巽秀太郎、高島弘行｜中山昭二西尾三枝子、清川新吾、山本豊三、沢宏美、久保道子、斉藤信也、山口千枝、平井岐代子、柴田秀勝(柴田記者)、村上不二夫(村上記者)、奈良和 | |
| 1月28日  | 第430話 | 明日からはひとり           | 横山保朗            | 龍伸之介   | 鈴木志郎｜伊沢一郎｜南川直、岩上瑛、綾川香｜北原隆、轟謙二、滝川潤｜中山昭二｜波島進藤江リカ(冬子)、夏海千佳子(邦枝)、剣持伴紀(早瀬)、小柳修次(江見)、灰地順(横溝)、林寛(芝木老人)、西田昭市(竹腰)、花原照子(千鶴)、武石昇三(遠山刑事)、亀井三郎(手塚刑事)、三ツ木清隆(春夫)、鈴木弓子(弓子)、篠由紀(ユミ)、二宮淑江(マキ)、藤いくこ(愛子)、駒村クリ子(夢路)、五反田恵美(幸代)、瞳カオル(カオル、特別出演)、清水一郎(吾市)、杉山俊夫(斉村)、宗方勝巳(津上/畑野) | 立石班：関根、荒牧、森田、桃井、岩井田 藤島班：橘、香取 協賛：岩手県南バス渓泉閣、岩手県北バス遊覧船、釜石かまぶち温泉松泉閣                                                                      |
| 2月4日   | 第431話 | 馬鹿な女                   | 元持栄美            | 天野利彦   | 鈴木志郎、仲原新二、上田侑嗣、新田五郎｜南川直、岩上瑛｜轟謙二、滝川潤、北原隆｜波島進筑紫あけみ、久野征四郎、武藤英司、生方功、石黒三郎、水木梨恵、三田登喜子、市川夫佐恵、伊豆肇、村上不二夫(村上記者) | |
| 2月11日  | 第432話 | コタンの女                 | 横山保朗            | 龍伸之介   | 島宇志夫｜鈴木志郎、仲原新二、上田侑嗣、新田五郎｜中山昭二｜伊沢一郎、宗方勝己｜岩上瑛、綾川香｜北原隆、轟謙二、滝川潤｜波島進霧立はるみ(玲子)、渚健二(久保田)、森秋子(しのぶ)、関戸純方(木下)、有馬昌彦(坪内刑事)、美山ゆみ(乃里子)、鮎川浩(広沢)、大阪憲(浜村刑事)、西村俊良(村山)、豪健司(坂口)、進藤幸(千代子)、亀井三郎(内川)、向精七(河辺)、山口千枝(夏子)、石川玲(老人)、藤城裕治(石黒)、鹿島信哉(安藤)、三川雄三(黒木)、友野多介(管理人)、青山加津子(より子)、稲田暁子(もと子)、小林千恵子(富美子)、富田裕一(島田)、山下良一(社員)、中村哲(吉川)、新林イサオ(警官)、安田明純(フロント)、星美智子(たつ子) | 藤島班：関根、畑野、香取、森田、桃井 立石班：荒牧、岩井田 協賛：北海道警察本部、HTB北海道テレビ                                                                                                   |
| 2月18日  | 第433話 | 全員救出せよ               | 横山保朗            | 田中秀夫   | 鈴木志郎、仲原新二、上田侑嗣、新田五郎｜伊沢一郎、宗方勝己｜岩上瑛、滝川潤、吉田豊明｜青木義朗堀勝之祐(小西)、美弥たか子(三沢)、高戸元子(治子)、森本景武(熊井)、蟹江敬三(増田)、西川敬三郎(男A)、杉浦宏策(男B)、水沢摩耶(女A)、大庭健二(警官)、川野耕司(高杉)、柴田秀勝(柴田)、谷沢裕之(上原)、佐野哲也(渡辺)、貫恒実(伊東)、高松政雄(医師)、安田洋子(主婦A)、木下静子(洋子)、恩田美恵子(主婦B)、斉藤和子(女A)、向精七(踏切番)、石田守衛(野坂)、市川夫佐恵(弓子)、川端嘉子(看護婦)、たうみあきこ(佳子)、藤いくこ(信子)、萩原憲一(警官)、小島岩(警官)、榎本英一(野次馬)、佐々木睦雄(野次馬)、西郷昭二(白バイ)、渡辺市松(野次馬)、菊地輝夫(白バイ)、近藤準(平山)、光枝明彦(桜井)、村上不二夫(村上)、山田禅二(署長)応援出演 南川直(橘部長刑事)、轟謙二(桃井刑事)、北原隆(森田刑事)、綾川香(香取刑事)、巽秀太郎(内藤刑事)村上冬樹(校長)                  | |
| 2月25日  | 第434話 | 赤ん坊                     | 駒田博之            | 北村秀敏   | 鈴木志郎、仲原新二、上田侑嗣、新田五郎｜南川直、岩上瑛｜轟謙二、滝川潤、北原隆｜波島進沢宏美、沢田克己、三田村元、渡辺晃三、小磯まり、中村上治、宮博之、浅野進治郎、柴田秀勝(柴田記者)、谷沢裕之(上原記者)、村上不二夫(村上記者) | |
| 3月4日   | 第435話 | 一郎とマリ                 | 松井稔              | 伊賀山正光 | 島宇志夫｜鈴木志郎、仲原新二、上田侑嗣、新田五郎｜伊沢一郎｜綾川香、伊達正三郎｜巽秀太郎、高島弘行｜中山昭二団次郎(一郎)、西村なるみ(マリ)｜千葉裕子(暎子)、根岸一正(清)、守屋俊志(町田)｜黒沢のり子(淳子)、金子勝美(照代)、小倉雄三(夏村)、直木みつ男(小野)｜柴田秀勝(柴田)、谷沢裕之(上原)、石垣守一(山田刑事)、片山滉(牧師)、若山みち子(千代)｜加藤欣子(歌子)、市川夫佐恵(栄子)、田川恒夫(甲野)、天野照子(老婆)、山本緑(民子)｜中沢敦子(咲子)、湊国雄(石井)、青山加津子(陽子)、大阪憲(客)、五十嵐五十鈴(多美子)｜大橋有香(桂子)、水戸義弘(哲)、西村俊良(子分)、美穂まさる(貞子)、大森ゆき(由紀子)｜小川寛江(玉枝)、山岸和子(春美)、川村茂子(アキコ)、佐藤都代子(アケミ)、太田紀美子(ゆりえ)｜千原アツコ(歌手、特別出演)｜千麻田玲子(歌手、特別出演)｜宮川洋一(横川)、真弓田一夫(斉藤)｜宮崎準(白石)、渡真二(長野)｜村上不二夫(村上)｜北竜二(荒垣) | |
| 3月11日  | 第436話 | 蟻の町                     | 小川記正            | 天野利彦   | 鈴木志郎、仲原新二、上田侑嗣、新田五郎｜伊沢一郎｜伊達正三郎、北原隆｜巽秀太郎、高島新太郎｜中山昭二山田禅二、影山泉、水木襄、神鳥ひろ子、松木まどか、江見俊太郎、永井柳太郎、島田多江、宮川洋一、里木左甫良、柴田秀勝(柴田記者)、谷沢裕之(上原記者) | |
| 3月18日  | 第437話 | 恋の終着駅                 | 西沢治              | 天野利彦   | 鈴木志郎、仲原新二、上田侑嗣、新田五郎｜伊沢一郎｜南川直、岩上瑛、綾川香｜轟謙二、滝川潤、北原隆｜中山昭二｜波島進藤江リカ、夏海千佳子、灰地順、杉山俊夫、剣持伴紀、清水一郎、林寛、武石昇三、亀井三郎 | 立石班：関根、荒牧、桃井、森田 藤島班：橘、香取、岩井田 |
| 3月25日  | 第438話 | 汚れたウエディング・ドレス | 横山保朗            | 龍伸之介   | 島宇志夫｜鈴木志郎、仲原新二、上田侑嗣、新田五郎、森るみ子(事務員)｜中山昭二｜伊沢一郎、宗方勝己｜岩上瑛、綾川香｜北原隆、轟謙二、滝川潤｜波島進千波丈太郎(大沼)、宮川和子(千津子)、中庸介(池田)、木下静子(ひろ子)、大久保正信(親爺)、杉浦宏策(吉村)、安田隆(清水)、高松政雄(客)、北九州男(中山)、谷沢裕之(上原)、郷美樹(秀子)、大牧万佐也(加藤)、松尾文人(医師)、森山司(鈴木)、榛名潤一(杉本)、高瀬はま子(看護婦)、萩原正人(秋本)、清川正広(警官)、影山泉(谷口)、村上不二夫(村上)、南寿美子(百合子)、三条美紀(寿子)、星美智子(のぶ子) | 藤島班：関根、荒牧、香取、森田、桃井 立石班：畑野、岩井田 協賛：北海道警察本部、HTB北海道テレビ                                                                                                   |
| 4月1日   | 第439話 | 同姓同名                   | 横山保朗            | 田中秀夫   | 島宇志夫｜鈴木志郎、仲原新二、上田侑嗣、新田五郎、森るみ子｜南川直、岩上瑛｜綾川香、北原隆、轟謙二｜波島進円山理映子(佳子)、松川純子(由美子)、藤浩(大塚)、田尻昌子(京子)、市村昌治(矢吹)、島田潤子(加奈子)、柴田秀勝(柴田)、谷沢裕之(上原)、玉川長太(江島)、若山みち子(女医)、岡部行宏(水原刑事)、塚田正明(配達員)、榎本英一(係長)、村上幹夫(板倉)、西村俊良(秋山刑事)、須永康夫(山村)、山口暁(従業員)、駒一平(高崎)、滝万砂子(公子)、柏木緑(女中)、池田純子(恭子)、武田一彦(浅見)、河野加炎(看護婦)、建部道子(みどり)、吉沢信子(順子)、三島一夫(擬斗)、大美純子(歌手、特別出演)、露原千草(咲子)、町田博子(信子)、高橋正夫(香川県警次長)、宮川洋一(清田刑事)、小笠原弘(神山)、光枝明彦(佐々木)、関敬六(番頭)、村上不二夫(村上)、三田村元(佐々木) | 協力：香川県警察本部 協賛：KSB瀬戸内海放送、宇高国道フェリー、加藤汽船ジャンボフェリー |
| 4月8日   | 第440話 | 真実に生きる               | 元持栄美            | 龍伸之介   | 島宇志夫｜鈴木志郎、仲原新二、上田侑嗣、新田五郎｜伊沢一郎｜伊達正三郎、綾川香｜巽秀太郎、高島新太郎｜中山昭二高橋元太郎(高島)、桂麻紀(晶子)、葵三津子(美沙)、一ノ木真弓(敏子)、小杉眞理(純子)、川端真二(田口)、中小路新子(早苗)、)、東隆明(山本)、片山滉(今井)、川部修詩(富田)、亀井三郎(中西)、花原照子(きく)、草柳種雄(記者A)、新林イサオ(記者B)、西堀光雄(記者C)、太田真知(晴子)、奈川美沙(由美)、美穂まさ子(戸川)、小山柳子(時子)、福田種彦(琴指導)、石井宏明(埼玉)、浮田左武郎(吉田)、伊豆肇(広田)、村上不二夫(村上)、片山明彦(山縣)、如月寛多(三隅)、白根一男(夏川、特別出演)、三条美紀(つや)、明石潮(高島)、波島進(立石主任) | |
| 4月15日  | 第441話 | 黒い破門状                 | 鹿谷裕一            | 北村秀敏   | 鈴木志郎、仲原新二、上田侑嗣、新田五郎｜伊沢一郎｜伊達正三郎、北原隆｜巽秀太郎、高島新太郎｜波島進神戸一郎(夏川)、愛川みさ(雪子)、秋とも子(早苗)、土井義雄(哲夫)、熊野隆司(三上)、瀬良明(牛山)、里木左甫良(飛鳥)、杉幸彦(安)、柴田秀勝(柴田)、谷沢裕之(上原)、片山滉(マネジャー)、伴藤武(悟)、皆見武史(たけし)、田川恒夫(更生委員)、水島京子(婦人)、筒井竜介(サブ)、笠原明(幸一)、村松均(ケン)、葉山美樹(婦警)、門脇弘子(夕子)、山口千枝(女教師)、松下昌司(農夫)、佐藤都代子(みゆき)、羽太皓(次郎)、村田則夫(中学生)、吉田守(中学生)、三島一夫(擬斗)、ローラー・マン(特別出演)、高島敏郎(院長)、村上不二夫(村上)、三島耕(大石)、池田登(東、特別出演)、加賀邦男(脇田) | |
| 4月23日  | 第442話 | 箱根山を包囲せよ           | 大川タケシ          | 龍伸之介   | 鈴木志郎、仲原新二、上田侑嗣、新田五郎、森るみ子｜南川直、岩上瑛｜轟謙二、北原隆、巽秀太郎｜波島進中村上治(久保田)、高田直久(健一)、花緒ゆき(洋子)、松井孝之(広瀬)、白井裕子(道子)、大塚崇(吉川)、柴田秀勝(柴田)、岩城力也(谷老)、片山滉(河合)、岡田敏宏(田中)、小池義明(青木)塚田正明(工藤)、高松政雄(三木)、磯野のり子(工藤の妻)、西朱実(女教師)、五月藤江(老婆)、国創典(番頭)、糸井光弥(主人)、秋月喜久枝(夫人)、川野耕司(男)、市川夫佐恵(女主人)、池田よしゑ、本多晋(ホテルの男)、池田純子(看護婦)、八合昇(寿司屋)、友野多介(農夫)、岩本好恵(女)、新林イサオ(警官A)、坂牧明（男A)、根上忠(白井巡査)、広沢康至(川口巡査)、西郷昭二(新婚の男)、美穂まさ子(新婚の女)、木村一(警官B)、村上不二夫(村上)、堀勝之祐(岡本) | |
| 4月30日  | 第443話 | 桃色の報酬                 | 西沢治              | 天野利彦   | 島宇志夫｜鈴木志郎、仲原新二、上田侑嗣、新田五郎、森るみ子｜青木義朗｜伊沢一郎、宗方勝巳｜伊達正三郎、滝川潤、吉田豊明三田村賢二(矢吹)、山崎純資(真壁)、福島寿美子(侑子)、小杉真紀(冬子)、岡部正純(掛札)、日高ゆりえ(花子)、沢宏美(マキ)、篠由紀(直美)、若山みち子(加根子)、池田生二(正司)、簡野典子(武子)、五月晴子(織江)、川部修詩(佃)、杉山渥典(綾小路)、水沢摩耶(久仁子)、本多洋子(とも子)、島田潤子(芝木)、石垣守一(吉富)、野本博(秀樹)、亀井三郎(仙波)、新林イサオ(貫太郎)、金親保雄(土門)、岡本英治(やすし)、大牧万佐也(徳光)、村上幹夫(的場)、遠山智英子(時枝)、榎本英一(沢本)、高坂真琴(さおり)、池田純子(雅代)、藤下悟(哲也)、江藤小夜子(アヤ子)、佐藤勝吾(吾郎)、関芳枝(千春)、清水ひろみ(みどり)、奥野匡(川地)、外山高士(魚住)、村上不二夫(村上)、北原義郎(英輔)、浜村純(耕作)                                                           | |
| 5月6日   | 第444話 | 愛の巡礼                   | 元持栄美            | 田中秀夫   | 島宇志夫｜鈴木志郎、仲原新二、上田侑嗣、新田五郎、森るみ子｜南川直、岩上瑛｜綾川香、轟謙二、滝川潤｜波島進関敬六(梶浦)、松川純子(道子)、藤浩(成田)、柏木緑(ナナ)、山口暁(小西)、美波節子(益美)、徳久比呂志(森下)、宮川洋一(松本刑事)、西村俊良(根本刑事)、藤山竜一(河辺)、市村昌治(岡山)、神木真一郎(八巻刑事)、川部修詩(土屋刑事)、田尻晶子(きよ)、島田潤子(バスガール)、榎本英一(山本)、松平有加(トミ)、小木宏子(有子)、岩本好恵(花子)、小島岩(平林)、池田純子(中西)、滝上秀子(春子)、木之本恵美(マヤ)、清水美江(清水)、和之宮さゆり(歌手、特別出演)、小笠原弘(校長)、光枝明彦(渡辺)、円山理映子(倉田)、三田村元(重田)、露原千草(ふみ)、町田博子(たつ)、清水一郎(竹中) | 協力：香川県警察本部 協賛：KSB瀬戸内海放送、宇高国道フェリー、加藤汽船ジャンボフェリー |
| 5月13日  | 第445話 | ある終局                   | 大南勝彦            | 龍伸之介   | 鈴木志郎、仲原新二、上田侑嗣、新田五郎、森るみ子｜南川直、岩上瑛｜轟謙二、北原隆、巽秀太郎｜波島進穂高稔(山川)、水木梨恵(すみ江)、金子勝美(理恵)、中庸介(原田)、根岸一正(進)、松風はる美(くに子)、柴田秀勝(柴田)、和田周(林田)、西村俊良(事務員)、溝呂木但(栗林)、小高まさる(管理人)、酒井由莉(ママ)、小林テル(女中)、関芳枝(ホステス)、角田七穂(友人)、貝塚みさ子(ウェイトレス)、黒崎二三恵(おかみ)、井上幸子(友人)、入沢真由美(友人)、小山柳子(受付)、峯京子(美也子)、村上不二夫(村上)、伊豆肇(部長)、三田登喜子(信子)、武藤英司(東大寺) | |
| 5月20日  | 第446話 | お米のブルース             | 西沢治              | 北村秀敏   | 鈴木志郎、仲原新二、上田侑嗣、新田五郎、森るみ子｜伊沢一郎｜伊達正三郎、巽秀太郎｜吉田豊明、高島新太郎｜中山昭二(藤島主任)佐竹明夫(秀人、直樹)、新井茂子(はま子)、宮川洋一(赤根谷)、清水京子(治子)、柴田秀勝(柴田)、曽根秀介(金子)、杉浦宏策(武智)、島田潤子(絵里)、川部修詩(刑事)、滝島孝二(犬塚)、上野綾子(侑子)、泉三枝子(康子)、松下昌司(紳士)、渡部市松(屑屋)、山下則夫(友人)、三島一夫(擬斗)、銀座銀巴里(特別出演)、仲まさこ、銀座ミユキ、銀巴里総出演(歌手)、村上不二夫(村上)、三田村元(仁科)、柳谷寛(樫山) | |
| 5月27日  | 第447話 | ある女の悲願               | 元持栄美            | 中村経美   | 鈴木志郎、仲原新二、上田侑嗣、新田五郎、森るみ子｜南川直、岩上瑛｜轟謙二、北原隆、高島新太郎｜波島進宝みつ子(美代子)、由紀梨絵(妙子)、磯野のり子(秀子)、山口火奈子(時子)、大庭健二(岡村)、宮映子(佳子)、大原襄二(大山)、杉浦宏策(池田)、井沢美奈子(晴子)、大原百代(智子)、加藤欣子(安子)、渡真二(魚辰)、佐野哲也(尾形)、平松慎吾(小西)、天野照子(民子)、白石幸子(道子)、山田甲一(医師)、林さち子(看護婦)、山田達巳(沢井)、榛名潤一(横田)、大川千恵子(有子)、美穂まさ子(木村)、青山加津子(正美)、松田真理(早苗)、田中正直(山本)、石黒正男(清水)、高橋仁(行夫)、松浦慎也(田浦)特別出演 美弥たか子(歌手)、小池妙子(小唄師匠)、小島一煕(マネージャー)柴田秀勝(柴田記者)、谷沢裕之(上原記者)、花上晃(松平)、高橋正夫(川添)、浮田左武郎(石田)、花岡菊子(浪江)、村上不二夫(村上)、杉山俊夫(有本)、太刀川寛(柿沢)                                            | |
| 6月3日   | 第448話 | 刑事                       | 元持栄美            | 田中秀夫   | 鈴木志郎、仲原新二、上田侑嗣、新田五郎、森るみ子｜伊沢一郎｜宗方勝巳、滝川潤｜吉田豊明、山口暁(山口刑事)｜青木義朗中庸介(森川)、浅見比呂志(橋詰)、高野ひろ美(清美)、長谷川弘(毛呂木)、守屋俊志(田島)、小園蓉子(律子)、柴田秀勝(柴田)、谷沢裕之(上原)、伊吹新(大友)、春江ふかみ(しず)、西川敬三郎(医者)、直木みつ男(中西)、木町章二郎(大木)、大原百代(由子)、田中力(勝又)、伊藤正博(八代)、水戸義弘(五郎)、森井睦(健)、松尾文人(岡本)、津路清子(芸者)、田川恒夫(戸川)、村上幹夫(土屋)、井沢美奈子(芸者)、松下昌司(松本)、小沢悦子(看護婦)、池田純子(看護婦)、新林イサオ(牧田)、吉沢信子(池田)、富田由紀子(きく)、小川寛江(芸者)東映演技研修所 貝塚みさ子、河野洋子、千代田美佐緒、池上野里子、田中美佐代、鈴木満里子水城リカ（ハル、特別出演)、村上不二夫（村上)、中村是好（大垣)                                                                     | 協賛：小田急真鶴ケープパレス |
| 6月10日  | 第449話 | 俺たちは流れ星同志         | 樋口静生 五条勢都子 | 天野利彦   | 鈴木志郎、仲原新二、上田侑嗣、新田五郎、森るみ子｜伊沢一郎｜伊達正三郎、巽秀太郎｜高島新太郎、吉田豊明｜中山昭二夏海千佳子(由美)、田中淑隆(次郎)、磯野のり子(邦子)、西川敬三郎(北川)、香椎くに子(花江)、福島寿美子(秋子)、柴田秀勝(柴田)、貫恒実(吉岡)、笹川恵三(野本)、沢田義生(早川)、佐野哲也(工場長)、小笠原まり子(春山)、田川恒夫(田川)、杉幸彦(寺内)、塚田正明(春本)、向精七(支店長)、三川雄三(次郎の父)、赤木葉子(次郎の母)、山本武(社長)、安田明純(従業員)、高坂眞琴(女)、堀川和栄(女)、新林イサオ(学生)、池田純子(銀行員)、美穂まさ子(芳江)、山田貴光(男)、石渡雄幸(男)、高橋芳夫(小年時代)、吉野雄一(警官)、村上不二夫(村上)、宮川和子(ルリ子)、小笠原弘(三田) | |
| 6月17日  | 第450話 | 続・全員救出せよ           | 小川記正            | 吉川一義   | 島宇志夫｜鈴木志郎、仲原新二、上田侑嗣、新田五郎｜南川直、岩上瑛｜北原隆、轟謙二、滝川潤｜波島進水木襄(千葉)、清川新吾(青木)、水上竜子(早苗)、沢宏美(百合)、松川純子(絹江)、山崎猛(沢本)、丸茂光紀(金子)、中千鳥(妙子)、岩城力也(鈴木)、橋本菊子(はな)、杉幸彦(ガードマン)、加藤欣子(山田の妻)、浅田滋(警官)、武石昇三(患者)、榛名潤一(ガードマン)、榎本英一(係員)、渡部市松(患者)、新林イサオ(警官)、菊地輝夫(警官)、増岡泰之(消防団員)、三島一夫(擬斗)、森野五郎(老人)、林寛(老人)、藤山竜一(利助)、渡真二(山田)、永井柳太郎(藤兵衛)、富田浩太郎(菊地)、城所英夫(吉永) | |
| 6月24日  | 第451話 | 雨の中の慕情               | 元持栄美            | 田中秀夫   | 島宇志夫｜鈴木志郎、仲原新二、上田侑嗣、新田五郎、森るみ子｜南川直、岩上瑛｜北原隆、轟謙二、滝川潤｜波島進小林さち子(佐代子)｜明星雅子(羊子)、宮浩之(大竹)｜丹羽研二(入江)、松原マモル(矢島)｜木田三千雄(門木)、里木佐甫良(志村)｜岸井あや子(安江)、大牧正嗣(中根)、徳久比呂志(有川)｜太田紀美子(娘)、小山柳子(〃)、滝上秀子(〃)｜南寿美子(つゆ子)｜村上不二夫(村上)｜高木二朗(野平)｜石浜朗(重永) | |
| 7月1日   | 第452話 | 母恋し1,500キロ            | 横山保朗 元持栄美   | 北村秀敏   | 島宇志夫｜鈴木志郎、仲原新二、上田侑嗣、新田五郎、森るみ子｜伊沢一郎｜南川直、岩上瑛｜北原隆、轟謙二、滝川潤｜波島進西村なるみ(順子)、花上晃(鬼頭)、古川義範(須田)、坂倉春江(輝子)、宮川洋一(阿部)、露原千草(初子)、浅見比呂志(月田)、岩城力也(支配人)、里木佐甫良(広崎)、池田生二(杉田)、由起艶子(房子)、村上幹夫(江藤)、河崎いち子(ホステス)、美山ゆみ(女中)、亀井三郎(今村)、冬城五郎(吉川)、向精七(石坂)、山口千枝(ホステス)、藤代裕治(駅員)、大阪憲(伍一)、佐々木睦夫(警官)、田中美佐代(ホステス)、長張卓実(正一)、津田順子(文子)、高尾良岐(敏也)特別出演 水木梨恵(歌手)、布地由起江(セツ子)、宮田羊容(小倉)峯京子(女中)、白石奈緒美(久仁子)、花ノ本寿(津久波)、太刀川寛(掛川) | 協賛：鹿児島県、熊本県八代市、日奈久温泉 |
| 7月8日   | 第453話 | 狙え!事件記者              | 村田武雄            | 仲木繁夫   | 島宇志夫｜鈴木志郎、仲原新二、上田侑嗣、新田五郎、森るみ子｜伊沢一郎｜伊達正三郎、巽秀太郎｜高島新太郎、山口暁｜中山昭二村上不二夫(宮森/村上)、水木梨恵(ナオミ)、園浦ナミ(薫)、仙波和之(戸川)、滝那保代(文子)、石井宏明(椿川)、片山滉(坂本)、青山宏(釜本)、柴田秀勝(柴田)、谷沢裕之(上原)、今村源兵(飛田)、若山みち子(悦子)、浮田左武郎(小堀)、青沼三朗(江幡)、溝呂木但(砂川)、磯野のり子(マリ)、安田洋子(咲子)、力武淳(沼崎)、山田達巳(杉浦)、美穂まさ子(千夏)、神島よし恵(玲子)、山口譲(五郎)、榛名潤一(客)、池田純子(受付嬢)、友野多介(靴磨き)、野村光江(ホステス)、関芳枝(ひろみ)、長良純(班長)、鈴木浩実(克男)、佐々木睦夫(ボーイ)、中村久美子(主婦)、三島一夫(擬斗)、飯島あけみ(歌手、特別出演)、前田敏子(早苗)、小桜京子(歌子)、森山周一郎(森山)、杉山俊夫(相良)、江見俊太郎(中西)、角梨枝子(絹子)                                            | |
| 7月15日  | 第454話 | 霧の中の聖女               | 横山保朗            | 北村秀敏   | 島宇志夫｜鈴木志郎、仲原新二、上田侑嗣、新田五郎、森るみ子｜南川直、岩上瑛｜北原隆、轟謙二、滝川潤｜波島進白石奈緒美(美紀)、水木梨恵(弘子)、浅見比呂志(新谷)、柴田秀勝(柴田)、瀬良明(清水)、安田洋子(信子)、村上幹夫(石田)、古川義範(若者)、美山ゆみ(女)、西村俊長(男)、新林イサオ(夫)、河崎いち子(妻)、池田わたる(遠藤)、森本勝(バーテン)、菊地茂一(ボーイ)、山下則夫(ボーイ)、仲村和夫(バーテン)、岩城力也(中村)、宮川洋一(伊藤)、宮田羊容(浅田、特別出演)、布地由起江(女中、特別出演)、村上不二夫(村上)、南州太郎(日野、特別出演)、峯京子(康子)、太刀川寛(磯部) | 協賛：鹿児島県 |
| 7月22日  | 第455話 | 金髪と口紅                 | 元持栄美            | 龍伸之介   | 島宇志夫｜鈴木志郎、仲原新二、上田侑嗣、新田五郎、森るみ子｜南川直、岩上瑛｜北原隆、轟謙二、滝川潤｜波島進竹中国恵(弘美)、秋とも子(京子)、沢宏美(令子)、小磯マリ(花子)、鶴賀二郎(三上)、花原照子(孝子)、柴田浩貴(山根)、肥土尚弘(有田)、川島育恵(秀子)、山口千枝(まり子)、中村哲(太田)、川部修詩(中川)、宍倉るみ(昌子)、若山みち子(女医)、石川玲(長野)、大野広髙(池田)、神鳥よし恵(看護婦)、亀井三郎(根本)、徳久比呂志(山岡)、美穂まさ子(女中)、池田純子(女中)、石井小文美(舞踊指導)、富田ジョージ(洋二、特別出演)、森野五郎(源三)、花岡菊子(郁子)、片山明彦(翆峰)、清水一郎(鈴木)、本間文子(とみ)、水木襄(恒夫)、武藤英司(今泉)、阿部寿美子(ゆき江)、三田登喜子(佳子) | |
| 7月29日  | 第456話 | ハイビスカスの女           | 横山保朗            | 天野利彦   | 島宇志夫｜鈴木志郎、仲原新二、上田侑嗣、新田五郎、森るみ子｜南川直、岩上瑛｜北原隆、轟謙二、滝川潤｜波島進白石奈緒美(稲子)、河崎いち子(公子)、古川義範(菊川)、美山ゆみ(典子)、柴田秀勝(柴田)、三田村賢二(東田)、沢村ゆき江(京子)、片山滉(医師)、村上幹夫(石田)、福釜康隆(丸山)、紅理子(陽子)、小金井秀春(滝)、大牧万佐也(矢崎)、安岡真智子(明子)、神鳥よし恵(静子)、朱鷺えつ子(真理)、関芳枝(ミッチ)、新林イサオ(ボーイ)、本多洋子(佳子)、西村なるみ(町子)、岡洋一郎(秀夫)、向笠孝司(警官)、風間謙(隆志)、内田博三(敏雄)、岩城力也(中村)、宮川洋一(伊藤)、浅見比呂志(藤井)、水木梨恵(ヘレン)、村上不二夫(村上)、南州太郎(日野、特別出演)、峯京子(シマ)、太刀川寛(笠原) | 協賛：鹿児島県 |
| 8月5日   | 第457話 | マンガの世界をゆく         | 西沢治              | 吉川一義   | 島宇志夫｜鈴木志郎、仲原新二、上田侑嗣、新田五郎｜伊沢一郎｜伊達正三郎、巽秀太郎｜高島新太郎、山口暁｜中山昭二小野寺昭(梶浦)、菅野直行(水垣)、山寺勉(やすし)、朱鷺えつ子(弘子)、谷沢裕之(上原)、丹羽たかね(角夫人)、隼義夫(雪村)、志摩燎子(喜久江)、三谷幸子(邦子)、桔梗恵二郎(御手洗)、平島正一(日夏)、笠井ひろ子(主婦A)、酒井由莉(主婦B)、泉三枝子(主婦C)、北原千歳(主婦D)、國創典(老人A)、藤木茂(伊吹)、友野足介(老人B)、三田耕作(チンドン屋)、豊村真理子(さおり)、斉藤忠(記者A)、丸山若雄(記者B)、駒木実(記者C)劇団ひまわり 葛和健(俊明)、溝呂木雄浩(高士)、田中博敏(則夫)、梶直也(進一)、安東結子(陽子)、斉藤久美子(桃子)、溝呂木直江(女の子A)、溝呂木寿江(女の子B)、鈴木恵子(女の子C)渡辺千世(轟夫人)、浜田寸躬子(和枝)、直木みつ男(浜)、今村原兵(坊主)、西田昭市(赤根谷)、渡真二(谷川)、関千恵子(浜夫人)、三田村元(夏木)、久松保夫(山本)      | |
| 8月12日  | 第458話 | 白い心の旅路               | 横山保朗            | 龍伸之介   | 島宇志夫｜鈴木志郎、仲原新二、上田侑嗣、新田五郎、森るみ子｜伊沢一郎｜南川直、岩上瑛｜北原隆、轟謙二、滝川潤｜中山昭二｜波島進矢野純子(奈美子)、和田周(菊地)、磯野のり子(晶子)、川上大輔(塚口)、林昌美(八千代)、新田信二(平山)、仙波和之(医師)、平松慎吾(江波)、川部修詩(佐藤)、伊藤正博(竹上)、花原照子(千鶴子)、小林テル(安岡)、新林イサオ(警官)、杉山登(番頭)、久保美芸子(常子)、川端嘉子(貞子)、三浦弘久(ボーイ)、木村一(木谷)、池田純子(ガイド)、伊井篤(足立)、美穂まさ子(芳美)、伴東武(バーテン)、三笠まりも(歌手、特別出演)、RCCドラマ・グループ(特別出演)、浦里はるみ(けさの)、星美智子(加代子) | 協力：広島県警察本部 協賛：広島市、宮島町、大野町、大竹市観光協会、広島電鉄、中国醸造、宮浜温泉                                                                                                   |
| 8月19日  | 第459話 | 裸の狂宴                   | 小滝光郎 鹿谷裕一   | 北村秀敏   | 島宇志夫｜仲原新二、上田侑嗣、新田五郎｜伊沢一郎｜北原隆、高島新太郎｜岩上瑛、滝川潤｜中山昭二木下清(梶)、小杉真理(友子)、建部道子(節子)、石川敏(谷口)、田中佐世子(花枝)、加藤欣子(菊江)、高田英伸(寺川)、上野綾子(歯科医)、酒井由莉(邦代)、駒村クリ子(主婦)、美穂まさ子(幸子)、関芳枝(恵子)、佐藤明美(悦子)アンサンブル・ポロニヤ 鈴木一誠・寺内馨、畑中稔、雨宮かずみ、武藤更生、吉尾ちづ東映演技研修所 池上野里子、堀江節子、望月晴子、真船康子、河野洋子、川崎恵子、佐藤都代子、中原正之、藤瀬春代、宮下勝青木美香（加代子、特別出演)、花上晃(増川)、宮川洋一(大庭)、如月寛多(郡次)、磯野千鳥(民江)、新井茂子(阿里沙)、勝部演之(原田) | 協賛：ロンド海水着、目黒マツヤ、葉山マリーナー |
| 8月26日  | 第460話 | 砂の墓                     | 西沢治              | 天野利彦   | 鈴木志郎、仲原新二、上田侑嗣、新田五郎、森るみ子｜伊沢一郎｜吉田豊明、山口暁｜伊達正三郎、巽秀太郎｜青木義朗有沢正子(夕子)、奥野匡(川地)、沢宏美(マリ)、曽根秀介(南雲)、守田比呂也(池内)、佐野哲也(藤野)、由起艶子(淑子)、松波志保(伸枝)、水沢摩耶(啓子)、伊藤慶子(悦子)、宍倉るみ(洋子)、若山みち子(菊子)、市川夫佐恵(昌代)、松田真理(路恵)、大牧万佐也(谷崎)、三枝美恵子(ユキ子)、河野加炎(のり子)、富田由起子(はま子)、千代田美佐緒(ジュン)、菊間裕子(チエミ)、大森京子(ゆかり)、内田海仁(長沢)、小川寛江(侑子)、山口公江(みさ)、戸川麻里子(小百合)、山添三千代(加奈子)特別出演 美笹ゆき子(歌手)、坂本弘(アナウンサー)、添田恵子(路子)西川敬三郎(岡刑事)、香椎くに子(幸代)、蓮川くみ(久仁子)、花柳幻舟(夏子)、宮川和子(康子)、片山明彦(高田) | 協賛：FCT福島中央テレビ |
| 9月2日   | 第461話 | 私の愛した女               | 横山保朗            | 田中秀夫   | 島宇志夫｜鈴木志郎、仲原新二、上田侑嗣、新田五郎、森るみ子｜伊沢一郎｜南川直、岩上瑛｜北原隆、轟謙二、滝川潤｜中山昭二｜波島進新田信二(栄二)、川上大輔(正男)、仙波和之(門倉)、池田純子(路子)、杉山登(野見山)、三浦弘久(中谷)、矢野純子(美佐子)、磯野のり子(愛子)、石田守衛(三原)、川部修詩(佐藤)、伊藤正博(竹上)、和田周(フロント係)、杉幸彦(中根)、亀井三郎(板橋)、篠由紀(幸子)、塚田正明(山村)、大阪憲(駅員)、池上明治(警官)、三島一夫(擬斗)、RCCドラマ・グループ(特別出演)、浦里はるみ(たか子)、星美智子(トモエ) | 協力：広島県警察本部 協賛：広島市、宮島町、大野町、大竹市観光協会、広島電鉄、中国醸造、宮浜温泉                                                                                                   |
| 9月9日   | 第462話 | 幸せになりたい             | 元持栄美            | 龍伸之介   | 島宇志夫｜鈴木志郎、仲原新二、上田侑嗣、新田五郎、森るみ子｜南川直、伊達正三郎｜轟謙二、巽秀太郎、山口暁｜波島進夏海千佳子(令子)、田中淑隆(西出)、板倉春江(夏余)、松原まもる(田辺)、隼義夫(浅田)、米岡雅子(信子)、村上幹夫(甚平)、山口火奈子(由美)、塚田正明(南)、西村俊良(富沢)、島田潤子(お春)、水島京子(民子)、武田一彦(長谷)、山根まちえ(久子)、山口千枝(山田)、伴藤武(岡村)、新林イサオ(運転手)、関口守一(杉本)、沙川由比子(大崎)、関芳枝(河合)、池上野里子(太田)、富田由紀子(小川)、坂梨昇(歌手、特別出演)、美笹ゆき子(歌手、特別出演)、白石奈緒美(吉田)、中庸介(綿部)、杉浦真三雄(飯島)、館敬介(田辺)、野口元男(滝川)、小笠原弘(池永) | 協賛：三朝温泉観光協会、三朝温泉旅館協同組合 鳥取市観光協会、大山寺旅館組合 |
| 9月16日  | 第463話 | 黒い遺言状                 | 小川記正            | 吉川一義   | 島宇志夫｜鈴木志郎、仲原新二、上田侑嗣、新田五郎｜伊沢一郎｜高島新太郎、山口暁｜伊達正三郎、巽秀太郎｜中山昭二吉永倫子(昭子)、三島史郎(木元)、高野ひろみ(安子)、守屋俊志(田川)、杉義一(役員)、新倉博(山野)、水沢摩耶(主婦)、石垣守一(堀田)、隼義夫(北村)、石田守衛(管理人)、駒一平(山川)、小高まさる(反対派)、森良介(反対派)、山田達巳(森下)、大塚崇(学生)、恩田恵美子(主婦)、築地博(井出)、榛名潤一(山崎)、清水美沙子(主婦)、池田功(酒井)、新林イサオ(測量員)、きさらぎ純(学生)、平井忠(若者)、白石幸子(女学生)、堀ゆう子(学生)、西郷昭二(ダチ公)、今野くみ子(秋子)、水城リカ(メリー、特別出演)、安藤三男(鉄)、沢村昌之助(岩田)、河村久子(きく)、高島敏郎(吉原)、三田登喜子(とし江)、小林重四郎(佐々木) | |
| 9月23日  | 第464話 | 玄界灘の夕焼け             | 西沢治              | 中村経美   | 島宇志夫｜鈴木志郎、仲原新二、上田侑嗣、新田五郎、森るみ子｜伊沢一郎｜巽秀太郎、山口暁｜岩上瑛、伊達正三郎｜青木義朗筑紫あけみ(マキ)、伊東昭雄(片桐)、伊原静江(ユメ子)、浅沼創一(高松)、神鳥ひろ子(織江)、小野進也(善麻呂)、春江ふかみ(奥さん)、福鎌康隆(凡平)、杉幸彦(葉室)、山田甲一(熊倉)、島田太郎(平岩)、箕輪律子(みどり)、大阪憲(梅沢)、河原裕昌(椎名)、増岡泰之(杉下)、山下則夫(学生A)、鈴木健之(学生B)、宮崎茂(学生C)、熊本スミオ(熊本、特別出演)、日浦真蔵(日浦、特別出演)、松本朝夫(戸上)、里木佐甫良(志村)、中村恭子(侑子)、清水一郎(塚本) | 協賛：呼子町観光協会、小城町観光協会、多久町観光協会、川棚町観光協会、御船山観光ホテル |
| 9月30日  | 第465話 | ある団地夫人の場合         | 村田武雄            | 伊賀山正光 | 鈴木志郎、仲原新二、上田侑嗣、新田五郎、森るみ子｜南川直、北原隆｜滝川潤、高島新太郎、吉田豊明｜中山昭二高野通子(文江)、高田直久(良一)、茜夕子(マキ)、巽千太郎（矢崎)、水木梨恵(郁子)、柏木緑(令子)、片山滉(緒方)、山本緑(節子)、津路清子(女将)、塩中智香子(みどり)、中島元(白石)、中原成夫(井手)、中村豊(片桐)、柄沢英二(清川)、糸博(宮本)、岡田敏宏(丹波)、上野尭(稲垣)、高通子(邦代)、小木宏子(悦子)、国島英慈(津村)、榎本英一(鴨下)、小倉雄三(升井)、中川秀人(田辺)、神島よし恵(チカ)、遠山智英子(ユリ)、鈴木浩実(はじめ)、森井睦(下井)、美穂まさ子(女中)、安田明純(林)、山本卿一(蒲生)、三浦弘久(石黒)、風間謙(佐賀)、きさらぎ純(湊)、田中正直(日高)、野本博(河田)、大美純子(歌手、特別出演)、福島寿美子(寿子)、宮川洋一(貝塚)、村上不二夫(村上)、井上千枝子(ツルヨ                                                                             | 満八周年記念 |
| 10月7日  | 第466話 | 十年目の事件               | 西沢治              | 龍伸之介   | 鈴木志郎、上田侑嗣、森るみ子｜青木義朗｜伊沢一郎｜宗方勝巳｜波島進有川由紀(愛子)｜剣持伴紀(塚田)｜中井啓輔(志水)｜川島育恵(エミ)、磯野のり子(看護婦)｜山村晋平(巡査)、高松政雄(裁判官)、山田甲一(裁判官)｜伊藤正博(検事)、神島よし恵(書記)、友野多介(看守)｜高島敏郎(裁判長)｜片山明彦(医者)｜武藤英司(黒柳)｜路加奈子(信子) | |
| 10月14日 | 第467話 | 花火と女                   | 横山保朗            | 天野利彦   | 島宇志夫｜鈴木志郎、仲原新二、上田侑嗣、新田五郎、森るみ子｜北原隆、滝川潤、高島新太郎｜南川直、轟謙二｜波島進美弥たか子(晶子)、大下哲矢(栄一)、岩城力也(平尾)、新宅正剛(君塚)、松川純子(竜子)、林昌美(芙美子)、川端真二(高原)、渡真二(伊原)、花村えいじ(鈴木)、緒方敏也(杉村)、宮田光(鈴木刑事)、水口桜子(美琴)、大神信(江藤刑事)、美船洋子(茂子)、友野多介(小山)、小沢ひろ子(律子)、大塚崇(主人)、日吉としやす(酒井)、竜のり子(看護婦)、榛名潤一(田口刑事)、菊地輝夫(管理人)、平井忠(フロント係)、松下昌司(吉村)、瀬沼真一(登)、南かほる(歌手、特別出演)、藤代圭子(女中)、光枝明彦(渡辺刑事)、吉田義夫(白坂) | 協力：新潟県警察本部 協賛：東北電力、NST新潟総合テレビ |
| 10月21日 | 第468話 | 大砂丘                     | 小山内美江子        | 田中秀夫   | 島宇志夫｜鈴木志郎、仲原新二、上田侑嗣、新田五郎、森るみ子｜南川直、伊達正三郎｜轟謙二、巽秀太郎、山口暁｜波島進白石奈緒美(紀子)、中庸介(友井)、夏海千佳子(花奴)、田中淑隆(金田)、松原まもる(マスター)、村上幹夫(長谷川)、板倉春江(光代)、永井玄哉(佐々木)、隼義夫(手下A)、結梗恵二郎(久保田)、西村俊良(手下B)、塚田正明(手下C)、国島英慈(事務員)、向精七(船員)、金子勝美(敏江)、米岡雅子(悦子)、井波健(船員C)、新林イサオ(フロント)、鹿島信也(船員B)、有賀十(船員D)、坂梨昇(歌手、特別出演)、美笹ゆき子(歌手、特別出演)、永井柳太郎(爺さん)、館敬介(初老の男)、杉浦真三雄(田代) | 協賛：三朝温泉観光協会、三朝温泉旅館協同組合、鳥取市観光協会、大山寺旅館組合 |
| 10月28日 | 第469話 | 絶望の詩                   | 西沢治              | 中村経美   | 島宇志夫｜鈴木志郎、仲原新二、上田侑嗣、新田五郎、森るみ子｜伊沢一郎｜巽秀太郎、山口暁｜岩上瑛、伊達正三郎｜青木義朗松本朝夫(吉永)、浅沼創一(夏木)、神鳥ひろ子(しのぶ)、伊東昭雄(正司)、福鎌康隆(佐川)、小野進也(布施)、伊原静江(マチ子)、日暮里子(セツ)、春江ふかみ(筆子)、島田太郎(社員)、大阪憲(若者B)、河原裕昌(竜崎)、箕輪律子(女店員)、増岡泰之(若者A)、新林イサオ(浅岡)、青沙れみ(歌手、特別出演)、里木佐甫良(志村)、杉幸彦(葉室)、中村恭子(美保子)、清水一郎(保吉)、筑紫あけみ(あき) | 協賛：呼子町観光協会、小城町観光協会、多久町観光協会、川棚町観光協会、御船山観光ホテル |
| 11月4日  | 第470話 | 苦い十五年                 | 横山保朗            | 田中秀夫   | 島宇志夫｜鈴木志郎、仲原新二、上田侑嗣、新田五郎、森るみ子｜北原隆、滝川潤、高島新太郎｜南川直、轟謙二｜波島進川端真二(児玉)、水口桜子(雅子)、大下哲矢(江波)、松川純子(由紀子)、美弥たか子(理英子)、新宅正剛(沖田)、岩城力也(番頭)、水沢摩耶(貞子)、佐野哲也(飯塚刑事)、宮田光(鈴木刑事)、島田潤子(好美)、大塚崇(矢島)、鈴木暁子(浅野婦人)、大牧万佐也(警官)、伊井篤(井上)、高橋仁(勉)、佐々木睦夫（木谷)、平井忠(ボーイ)、日吉としやす(船客係)、藤代圭子(千津子)、光枝明彦(渡辺刑事)、吉田義夫(舟木) | 協力：新潟県警察本部 協賛：東北電力、NST新潟総合テレビ |
| 11月11日 | 第471話 | 東京が見える町             | 松井稔 柳節也       | 伊賀山正光 | 鈴木志郎、仲原新二、上田侑嗣、新田五郎、森るみ子｜伊沢一郎｜巽秀太郎、高島新太郎｜岩上瑛、伊達正三郎｜中山昭二村田知栄子(夢路)、島倉葉子(有紀)、松風はる美(淳子)、長尾敏之助(浜崎)、香椎くに子(華村)、塚田正明(君枝)、若山みち子(美子)、片山滉(客一)、田川恒夫(細谷)、山本緑(恒子)、石黒正男(甚吉)、菅原壮男(木村)、小林テル(客A)、高通子(亜里)、相川圭子(時子)、三枝美恵子(ジェリー)、峯田智代(客B)、榛名潤一(守衛)，川瀬秀司(客二)特別出演 ローズ牧(妙子）、新宿ローズ総出演、水城リカ(勝子)、ジュジュ(福田)吉川満子(老婆)、大村文武(宮内)、村上不二夫(村上)、見明凡太郎(哲風) | |
| 11月18日 | 第472話 | 南紀州を張込め             | 元持栄美 柳節也     | 田中秀夫   | 鈴木志郎、森るみ子｜南川直、岩上瑛｜北原隆、滝川潤、山口暁｜波島進浜田伸一(宮川)、高角宏暁(片桐)、生田三津子(飯島)、矢崎知紀(一郎)、金親保雄(筒井刑事)、水木梨恵(睦子)、片山滉(景山)、石垣守一(巡査)、佐野哲也(農夫)、向精七(竹内)、筒井竜介(布施)、山口千枝(清水)、井波健(室戸)、山田貴光(古川)、杉山公子(寺元)、柳田金一(桜井)、島倉葉子(牧子)、三島一夫(擬斗)、高見順(邦彦、特別出演)、舘敬介(田辺刑事)、森野五郎(五平)、春日章良(警官)、杉山俊夫(寛ちゃん)、永井柳太郎(佐吉)、山田禅二(源三)、村田知栄子(民子) | 協力：和歌山県警察本部、田辺海上保安部 協賛：日本国内交通株式会社、熊野交通株式会社、明光バス株式会社、南紀航空株式会社、鬼ヶ城センター、新宮市観光協会、那智勝浦町観光協会、太地町、白浜観光協会 |
| 11月25日 | 第473話 | 盛り場刑事                 | 村田武雄 柳節也     | 田中秀夫   | 鈴木志郎、仲原新二、上田侑嗣、新田五郎、森るみ子｜伊沢一郎｜滝川潤、山口暁｜宗方勝巳、岩上瑛｜青木義朗高田直久(板倉)、柴田秀勝(柴田記者)、若原初子(遠藤クラ)、石田守衛(管理人)、逗子とんぼ(門脇)、紅理子(あけみ)、上野尭(鮫島)、美山ゆみ(静子)、杉幸彦(鹿島刑事)、斉藤信也(進)、石川玲(森安)、花村えいじ(客 一)、伊藤正博(福田)、友野多介(ラーメン屋)、飯田悦子(山本婦警)、松田恭子(奥村婦警)、堀川雄一(客 二)、富田強(係員)、水谷勝(巡査)、田中美佐代(看護婦)、山内友宗(淳一)、岩崎ゆかり(豊子)、渡真二(安アパート管理人)、松川純子(邦江)、岡部正純(木元)、島田多江(千代)、村上不二夫(村上記者)、伊豆肇(課長)、尾花ミキ(夏子)、三井弘次(遠藤) | |
| 12月2日  | 第474話 | 血の鎖                     | 小川記正 山村美紗   | 伊賀山正光 | 鈴木志郎、仲原新二、上田侑嗣、新田五郎、森るみ子｜伊沢一郎｜伊達正三郎、松原光二｜巽秀太郎、高島新太郎｜中山昭二福田公子(妙子)、石浜朗(相川)、宮川和子(純子)、宮川洋一(横山)、川瀬裕之(晃)、広瀬陽子(欣子)、守屋俊志(木原)、西村惇二(友成)、貫恒実(串田)、邦創典(管理人)、小甲登志恵(掃除婦)、松尾文人(医師)、高瀬敏光(近藤)、里木佐甫良(主人)、大原百代(女中)、田川恒夫(古川)、三川雄三(綱島)、岡部健(柏原刑事)、神島よし恵(看護婦)、近江谷友三(山下)、三島一夫(擬斗)、南廣(富沢) | |
| 12月9日  | 第475話 | 限りなき逃亡               | 元持栄美            | 天野利彦   | 島宇志夫｜鈴木志郎、仲原新二、上田侑嗣、新田五郎、森るみ子｜南川直、岩上瑛｜北原隆、滝川潤、山口暁｜波島進春日章良(小川)、水木梨恵(綿部)、矢崎知紀(太郎)、木葉久美子(牧子)、花岡菊子(山岸)、大原襄二(野川)、建部道子(秋子)、金親保雄(筒井)、佐野哲也(仲本)、川部修詩(原田)、石田守衛(久三)、大庭健二(疋田)、島倉葉子(女店員)、杉山公子(女中)、清水美沙子(直子)、竹村清女(加代)、久保伊都子(くに)、野村順子(典子)、鳥羽夕子(みどり)、渡辺市松(管理人)、高見順(桑原、特別出演)、浜田伸一(佐野)、高角宏暁(喜八)、生田三津子(お時)、森野五郎(忠助)、山田禅二(太平)、松本染升(津村)、館敬介(田辺)、杉山俊夫(山中)、村田知栄子(秀子) | 協力：和歌山県警察本部、田辺海上保安部 協賛：日本国内交通株式会社、熊野交通株式会社、明光バス株式会社、南紀航空株式会社、鬼ヶ城センター、新宮市観光協会、那智勝浦町観光協会、太地町、白浜観光協会 |
| 12月16日 | 第476話 | 奇妙な男と女               | 山村美紗            | 北村秀敏   | 島宇志夫｜鈴木志郎、仲原新二、上田侑嗣、新田五郎、森るみ子｜伊沢一郎｜伊達正三郎、松原光二｜巽秀太郎、高島新太郎｜中山昭二吉野妙子(純)、金光満樹(片山)、中庸介(豪田)、磯野のり子(麗子)、芹川洋(大森)、池田生二(汐見)、西田昭市(司会者)、浮田左武郎(工事監督)、巌波朗(矢野)、山田達巳(室田)、村上幹夫(プロデューサー)、鹿島信哉(村田)、山口千枝(久保)、神島よし恵(看護婦)、亀井三郎(商店主)、田中力(フロントマネージャー)、田村元治(石川)、大牧万佐也(マネージャー)、大野広高(地元民)、堀川和栄(客A)、森烈(職員)、関口守一(高校生A)、伊藤敏孝(高校生B)、関芳枝(客B)特別出演 泉ちどり(歌手)、堤健二(水谷)、李眉黎(李麗鵬)、バニー智吉(バーテン)村上不二夫(村上)、鶴見丈二(上野)、久松保夫(川田) | |
| 12月23日 | 第477話 | 指名手配                   | 横山保朗            | 天野利彦   | 鈴木志郎、仲原新二、上田侑嗣、新田五郎、森るみ子｜北原隆、轟謙二、高島新太郎｜南川直、伊達正三郎｜中山昭二藤本三重子(由美子)、吉原正皓(菊田)、児玉裕一(敏男)、金子勝美(和子)、野口元夫(片岡)、西川敬三郎(吉川刑事)、今村原兵(住職)、小森威男(松本巡査)、塚田正明(宮下)、島田太郎(渡辺刑事)、亀井三郎(浅野)、小池泰光(高山)、酒井由莉(百合子)、美船洋子(信子)、小高まさる(斉藤)、増岡弘(星野)、石橋暁子(洋子)、本多統(参詣客)、小林テル(君子)、大友町子(滋子)、川端嘉子(邦子)、松沢澄江(典子)、矢口鉄男(新聞配達員)、兵藤淳(警官A)、美穂まさ子(晶子)、羽太皓(石田)、伊藤健夫(警官B)、木田富也(木村刑事)、蘭幸治(杉巡査)、酒井修(喜多川)、真鍋由紀子(悦子)、山下則夫(島津)、千種祥月(佳枝、特別出演)、三田村元（磯原） | |
| 12月30日 | 第478話 | 謎の女                     | 小川記正            | 天野利彦   | 鈴木志郎、仲原新二、上田侑嗣、新田五郎｜北原隆、轟謙二、高島新太郎｜南川直、伊達正三郎｜波島進万里昌代(お俊)、中原功二(井上)、剣持伴紀(渡辺)、中千鳥(清子)、森本景武(文夫)、東隆明(岡田)、小笠原まり子(芳子)、服部荘一郎(松本)、成合晃(横尾)、水島京子(とめ)、三島一夫(古沢)、加藤欣子(おさと)、安田明純(佐山)、葉桐次裕(兼松)、大阪憲(壷振り)、榛名潤一(菊地)、山口譲(瀬戸)、榎本英一(中盆)、井波健(ヤクザ)、山崎満(小野田)、鈴木暁子(管理人)、西郷昭二(月村)、羽太皓(ヤクザ)、松浦美生(大島)、斉藤荘次郎(斉藤先生、特別出演)、横山留吉(教頭、特別出演)、石井宏明(元村)、大友純(親分)、中庸介(吉川)、大原襄二(貞吉)、日恵野晃(周)、天野新士(田宮) | 協力：宮城県警察本部、鳴子温泉横屋ホテル、仙台天龍閣 |

#### 1971年
| 放送日   | 各話    | サブタイトル            | 脚本                | 監督       | 出演者 | 備考                                                                                       |
| -------- | ------- | ----------------------- | ------------------- | ---------- | --- | ------------------------------------------------------------------------------------------ |
| 1月6日   | 第479話 | 浅草の唄                | 柳節也              | 田中秀夫   | 鈴木志郎、仲原新二、上田侑嗣、新田五郎｜伊沢一郎｜滝川潤、山口暁｜宗方勝巳、岩上瑛｜青木義朗関敬六(圭太)、西岡慶子(恵子)、岩城力也(キリスト)、渡真二(丑之介)、守屋俊志(名倉)、浅見比呂志(大谷)、柴田秀勝(柴田)、花村えいじ(静岡)、小高まさる(管理人)、花原照子(鶴子)、益田あい子(中年女)、磯野のり子(あけみ)、永谷悟一(神原刑事)、伊藤慶子(おばさん)、田中勝(労務者)、峯田智代(中年女)、梅地徳彦(正太)、森良介(労務者)、楠原映一(弘)、坂井しげ子(千奈子)、結城千晶(女の子)、大平純(ボーイ)、吉田涼子(絹子)、小金井宣夫(警官)、千葉太(ボーイ)特別出演 たかの羽児童合唱団、東映児童演劇研修所、浅草陣太(津軽)、駒一平(司会者)山田禅二(おでん屋)、花岡菊子(おくら)、村上不二夫(村上)、杉江広太郎(宮本)、武藤英司(藤井)、波島進(立石主任)                                       | 番組名ロゴ・OP・ED変更                                                                     |
| 1月13日  | 第480話 | 砕けた赤いダイヤ        | 元持栄美            | 中村経美   | 鈴木志郎、仲原新二、新田五郎｜巽秀太郎、北原隆、高島新太郎｜南川直、伊達正三郎｜波島進旭輝子(京子)、藤江リカ(珠美)、西恵子(真美子)、松川江美(節子)、巽千太郎(山科)、桔梗恵二郎(山岡)、水沢摩耶(正子)、逗子とんぼ(今井)、平野元(四方)、江川英治(秋山)、田中力(泉田)、石黒正男(芝原)、秋月喜久枝(お民)、溝呂木伹(米山)、平井忠(竹田)、伊藤正博(水谷)、山寺勉(今井)、小林テル(幸江)、吉呑文雄(西村)、神島よし恵(女)、加藤正之(吉川)、大友町子(女)、有賀十(清水)、滝川浩(郵便局員)、高尾教子(時子)、木之本恵美(昌美)、山口千枝(受付)、松田真理(女)、速水玲子(女)東映児童研修所 鈴木浩実(新一)、小林妙子(良子)、星野修(二郎)、本市香一郎(久三)、千代田美佐緒(多田)亜紀あかね(歌手、特別出演)、宮川洋一(楢部)、里木佐甫良(佐野)、村上不二夫(村上)、中村竜三郎(星野)、明石潮(小沢) |                                                                                            |
| 1月20日  | 第481話 | 追憶の街                | 元持栄美            | 龍伸之介   | 島宇志夫｜鈴木志郎、仲原新二、上田侑嗣、新田五郎｜轟謙二、滝川潤、北原隆｜南川直、岩上瑛｜波島進村田知栄子(英子)、星美智子(敏江)、新宅正剛(登)、千代田恵美(有子)、山波宏(牧野)、大木史郎(野尻)、片山滉(谷)、岩城力也(フロント)、大神信(川端)、三谷幸子(昌代)、山口千枝(女店員)、津路清子(光江)、亀井三郎(西村)、泉三枝子(野村)、柴田浩貴(銀行員)、森井睦(ボーイ)、水戸金二(新吉)、小川寛江(友川)、真木ひろこ(加代)、鈴木泰明(神谷)、日高ゆりえ(きよ)、中田博久(フロント)、山岡徹也(岸部)、清水一郎(辻村)、太刀川寛(富沢) | 協力：呉市役所、呉音戸警察署、広島県呉市商工会議所、広島県呉市観光協会                     |
| 1月27日  | 第482話 | 火の雪山                | 西沢治              | 吉川一義   | 鈴木志郎、仲原新二、上田侑嗣、新田五郎｜轟謙二、滝川潤、山口暁｜南川直、岩上瑛｜波島進水木襄(風間)、高田直久(伊吹)、高木門(早田)、中島エマ(也寸子)、菅原明(平古場)、伊原洋一(純)、大阪憲(警官)、磯野のり子(直美)、山田貴光(光男)、米岡雅子(萌子)、山口千枝(洋子)、榛名潤一(客A)、大塚崇(青島)、葉山美樹(酌婦)、須永康夫(客B)、神島よし恵(看護婦)、友野多介(客C)、林浩司(コンピュータ係)、松本錦治(若者)、榎本英一(北林)、大道マコ（歌手、特別出演)、瀬良明(医師)、直木みつ男(山形)、江幡高志(沢木)、岩城力也(志水)、利根はる恵(ミキ子)、岡泰正(菱沼)、久慈あさみ(ぎん) | 協賛：上越国際スキー場                                                                     |
| 2月3日   | 第483話 | 俺は三船刑事だ          | 吉岡昭三            | 伊賀山正光 | 鈴木志郎、上田侑嗣｜伊沢一郎｜吉田豊明、山口暁｜岩上瑛、滝川潤｜青木義朗三田登喜子(冴子)、水木梨恵(三枝子)、根岸一正(健吉)、山本廉(山本)、伊武正巳(辰夫）、速水鴻(菊岡)、三島一夫(子分)、建部道子(早百合)、小笠原章二郎(瀬田)、高島稔(隆太)、田川恒夫(谷村)、小倉雄三(的場)、一色俊吾(フーテン)、遠山智英子(女)、伴東武(和夫)、筒井竜介(田宮)、大田黒武生(フーテン)、山田達巳(男)、中野文吾(中川)、桑野誠(フーテン)、滝川浩(フーテン)、田中正直(フーテン)、宮崎茂(子分)、増岡泰之(子分)、高木二朗(篠原)、森山周一郎(鳥井)、須藤健(仙川)、増田順司(杉野) |                                                                                            |
| 2月10日  | 第484話 | 春の坂道                | 小川記正            | 龍伸之介   | 島宇志夫｜鈴木志郎、仲原新二、上田侑嗣、新田五郎｜轟謙二、滝川潤、北原隆｜南川直、岩上瑛｜波島進中田博久(吉田)、夏川圭(秋子)、新宅正剛(光男)、美波節子(和子)、山本剛一(佐藤)、進藤幸(敏江)、曽根秀介(和田)、川部修詩(宇部刑事)、飛世賛治(田所)、六人部健市(エデーイ)、沖倉邦子(マッキー)、大牧万佐也(堀口)、藤井多重子(ふみ)、山口千枝(売り子)、森井睦(フロント)、木村一(配達夫)、豊村真理子(女の子)、清見晃一(擬斗)、美弥たか子(光男の姉、特別出演)、岩城力也(樋口刑事)、星美智子(よしの)、山岡徹也(甚平) | 協力：山口県警察本部、山口市役所、秋吉町、美東町役場、山口市観光協会、湯田温泉旅館協同組合 |
| 2月17日  | 第485話 | 蒸気機関車と女          | 鹿谷裕一            | 北村秀敏   | 鈴木志郎、仲原新二、上田侑嗣｜北原隆、巽秀太郎、高島新太郎｜南川直、轟謙二｜波島進夏川かほる(伸江)、小野進也(五郎)、高橋真由美(直子)、杉山渥典(尾小山)、木場久美子(みどり)、泉順子(美穂子)若山みち子(君江)、武田一彦(堀)、鹿島信哉(鉄男)、美穂まさ子(女中)、藤田一浩(宮下)、森住幸二(学生)、渡辺義文(正夫)、長張卓実(保)、由紀梨絵(朱実、特別出演)、笹川恵三(主人)、片山滉(やきいも屋)、松風はる美(千代)、杉浦宏策(三迫)、高杉玄(丹波)、須藤健(大日方)、富田仲次郎(殿山) | 協力：交通博物館、日本小型鉄道クラブ、星野栄次郎                                           |
| 2月24日  | 第486話 | 明日は来たらず          | 西沢治              | 龍伸之介   | 鈴木志郎｜伊沢一郎｜青木義朗葉山良二(浩)｜進千賀子(美也子)｜宮裕之(功)｜都築克子(加奈子)｜里木佐甫良(河津)｜小原いずみ(虹子)｜大阪憲(鑑識課員)、山口千枝(友人)｜高柳孝子(姉)、高柳孝雄(弟)｜水村泰三(吉行)｜花岡菊子(春)｜植村謙二郎(山路) |                                                                                            |
| 3月3日   | 第487話 | 花咲かぬ春              | 村田武雄            | 中村経美   | 鈴木志郎、仲原新二、上田侑嗣、新田五郎｜高島新太郎、山口暁｜岩上瑛、巽秀太郎｜伊沢一郎｜中山昭二加藤春哉(毛利)、池田昌子(和子)、柏木緑(ハナ)、伊藤敏孝(繁)、宮映子(早苗)、小沢澄江(英子)、石田守衛(紙芝居屋)、高松政雄(持田)、平野元(三井)、森良介(小原)、秋月喜久枝(典子)、築地博(焼芋屋)、北上銀(佐々木)、平井忠(隆)、古賀浩二(丸山)、鈴木暁子(看護婦)、野本博(木崎)、川崎陽子(愛子)、佐藤修(少年A)、栗島宏(少年B)、春江ふかみ(咲子)、岸井あや子(加代)、沢井三郎(中西)、山岡徹也(相良)、幾野道子(秋子)、武藤英司(田代) |                                                                                            |
| 3月10日  | 第488話 | 青い残酷                | 大西信行            | 田中秀夫   | 鈴木志郎、仲原新二、上田侑嗣、新田五郎｜伊沢一郎｜滝川潤、山口暁｜宗方勝巳、岩上瑛｜青木義朗現代人劇場総出演 石橋蓮司(梶山)、田所陽子(マチ子)、蟹江敬三(井川)、梶原譲二(小山)、佐藤道江(芳乃)、吉田潔(水森)、佐々倉英雄(田上)、井上博一(吉本)、豊田紀雄(村瀬)、本田竜彦(千田)、加藤真知子(奈美)、坂口連(男)、吉田守(学生)、といたじんこ(女店員)、野島ひろみ(女)、溝口若子(女)、山田甲一(集金人)、清水正(管理人)、吉田涼子(女)、岡村文夫(運転手)、舟久保信之(男)、真山知子(規子)、蜷川幸雄(常安)、和沢昌治(池田)、新村礼子(文江)、久米明(小山) |                                                                                            |
| 3月17日  | 第489話 | 風の中の姉妹            | 樋口静生 五条勢都子 | 天野利彦   | 鈴木志郎、仲原新二、上田侑嗣、新田五郎｜巽秀太郎、高島新太郎、吉田豊明｜伊達正三郎、北原隆｜中山昭二西恵子(芳恵)、浜田成伸(武)、松風はる美(律子)、本田圭子(茂子)、佐野哲也(山根刑事)、田中力(河合先生)、山田甲一(松本)、清水美沙子(和子)、若山みち子(田崎夫人)、宍倉るみ(町子)、山本緑(珠美)、鈴木洋子(信代)、堀川和栄(志摩子)、富田由起子(雪子)、畠山洋子(玲子)、久仁三知(山本夫人)、練木二郎(一郎)、安田明純(工員A)、六条辰也(工員B)、松坂雄次(工員C)、荒川和子(昭子)、入沢真由美(光江)、井上幸子(美子)、渡辺千世(ユキ)、渡真二(植村)、武藤英司(望月)、星美智子(妙子)、宮川和子(路子) |                                                                                            |
| 3月24日  | 第490話 | 春雷の女                | 佐々木武観          | 伊賀山正光 | 鈴木志郎、仲原新二、上田侑嗣、新田五郎｜轟謙二、滝川潤、吉田豊明｜南川直、伊達正三郎｜波島進田村奈巳(保子)、杉山元(中西)、田中淑隆(後藤)、中千鳥(春美)、本多洋子(さよ)、田川恒夫(曲芸師の夫)、葉山美樹(曲芸師の妻)、大阪憲(鑑識課員)、山本武(中年紳士)、泉三枝子(主婦A)、高通子(主婦B)、小甲登枝恵(主婦C)、藤本三重子(茂子、特別出演)、日高ゆりえ(ぎん)、瀬良明(三上刑事)、黒部進(安田)、小山源喜(高村) |                                                                                            |
| 3月31日  | 第491話 | 最後の道化師            | 西沢治              | 田中秀夫   | 伊沢一郎｜鈴木志郎｜高島新太郎｜青木義朗多々良純(三平)｜工藤富子(マキ)、斉藤清憲(卓也)｜蓮川久美(園子)、山田禅二(院長)｜柴田秀勝(柴田)、武田一彦(看守)｜西郷昭二(子分A)、野本博(子分B)、榎本良三(子分C)｜川瀬秀司(子分D)、貝塚みさ子(女の子)/三島一夫(擬斗)特別出演 三田耕作(チンドン屋)、三好すず(チンドン屋)、柴崎治雄(チンドン屋)村上不二夫(村上)｜森山周一郎(朝次)｜河村弘二(銭村)｜河津清三郎(竜造寺) |                                                                                            |
| 4月7日   | 第492話 | ちぎれた愛              | 小川記正 吉川一義   | 吉川一義   | 鈴木志郎、仲原新二、上田侑嗣、新田五郎｜轟謙二、巽秀太郎、北原隆｜南川直、伊達正三郎｜波島進新井茂子(小春)、山本紀彦(博道)、松尾悦子(秋子)、簡野典子(ともぢ)、山村晋平(荒居)、清水美沙子(マツ子)、水島京子(お時)、糸井光弥(老人)、榎本英一(黒田)、畑恵子(豆千代)、坂ひろ子(お新)、篠由紀(梅香)、斉藤純一(良念)、三島一夫(子分A、擬斗)、友野多介(バタヤ)、藤岡正夫(おやじ)、佐川二郎(警官)、勝野誉志男(子分B)、平野超人(子分C)、川島守穂(子分D)、宮田羊容(源次、特別出演)、大友純(道安)、林寛(佐藤)、宮川洋一(増田)、長谷川弘(直公)、並木一路(山下) | OP・ED変更                                                                                 |
| 4月14日  | 第493話 | 牛乳と洋傘と殺人鬼      | 横山保朗            | 伊賀山正光 | 島宇志夫｜仲原新二、上田侑嗣、新田五郎｜伊沢一郎｜高島新太郎、吉田豊明｜岩上瑛、滝川潤｜青木義朗岸久美子(圭子)、吉岡ユリ(寿美子)、松川江美(陽子)、中村上治(サブ)、山崎猛(鳥)、柴田秀勝(柴田)、直木みつ男(今泉)、伴東武(勇)、糸博(医師)、花村えいじ(そば屋)、平野昇(署長)、小笠原まり子(志村夫人)、金親保雄(杉山)、塚田正明(チリ紙交換)、田川恒夫(駅員)、花原照子(和子)、岡部健(渡辺)、八合昇(西村)、高通子(河島夫人)、大牧万佐也(警官)、進なおみ(ズベ公)、内山千鶴(ズベ公)、麻生竜(耕二)、池上明治(警官)、松本錦司(警官)、美沙川晴子(由美子)、山辺孝司(隆志、劇団いろは)、児玉裕一(光男、劇団いろは)、織賀邦江(しげ子)、村上不二夫(村上)、清川新吾(藤田)、天野新士(須田) |                                                                                            |
| 4月21日  | 第494話 | 娼婦の流れ唄            | 佐々木武観          | 天野利彦   | 伊沢一郎｜吉田豊明、山口暁、鈴木志郎｜高島新太郎、滝川潤｜青木義朗白木マリ(あけみ)、千葉裕子(みどり)、瀬里ナツル(志津)、中庸介(信吉)、山波宏(戸崎)、市村昌治(仙太)、森野五郎(平作)、玉川長太(辰也)、笠井ひろ(老婆)、石垣守一(松夫)、川部修詩(殺し屋)、井波健(船員A)、安田明純(船員B)、神島よし恵(ホステス)、小島岩(チャリンコ)、山口千枝(やえ)、河野加炎(とみ)、小山柳子(アヤ)、野口すみえ(たみ子)、篠田弥生(光子)、結城千晶(鈴子)、吉田まゆみ(ゴーゴーガール)、宮沢直子(ゴーゴーガール)、三島一夫(擬斗)、下野涼子(ゆき、特別出演)、佐藤京一(源次)、真城千都世(瑞枝)、増田順司(倉本)、浮田左武良(志田)、上野山功一(橋場)、城所英夫(加沢)、近藤宏(須田) |                                                                                            |
| 4月28日  | 第495話 | ネオン新宿なみだ雨      | 西沢治              | 田中秀夫   | 鈴木志郎、上田侑嗣、新田五郎｜北原隆、轟謙二、巽秀太郎｜南川直、伊達正三郎｜波島進瞳麗子(旗江)、新井茂子(和子)、明星雅子(則子)、松風はる美(市子)、中庸介(一朗)、直木みつ男(客)、向精七(客)、葉山美樹(津弥)、堀川和栄(久仁子)、篠田弥生(今日子)、松田恭子(佐知子)、宗田千恵子(美根子)、山口千枝(ルリ子)、美穂まさ子(はま子)、沢井早苗(夢路)、美沙川晴子(登紀子)、藤田敏美(正夫)、岩崎ゆかり(チエミ)、星野修(淳)、やまとじゅん(ジョー、特別出演)、美幌恵子(恵子、特別出演)、黒部進(飯島)、鶴見丈二(沼沢)、三条美紀(環) |                                                                                            |
| 5月5日   | 第496話 | 闇の中                  | 国弘威雄            | 吉川一義   | 鈴木志郎、上田侑嗣、新田五郎｜伊沢一郎｜宗方勝巳、滝川潤｜岩上瑛、吉田豊明｜青木義朗大辻伺郎(竹内)、赤座美代子(静子)、長谷川弘(佐藤)、水村泰三(市川)、守屋俊志(吉村)、柴田秀勝(柴田)、根岸一正(森安)、岡部健(野沢)、伊東昭夫(宇野)、秋元羊介(記者)、平野康(山下)、佐竹一男(宮田)、原田あけみ(明子)、畑恵子(ホステス)、小田まり(小百合)、三島一夫(擬斗)、加藤嘉(水田)、村上不二夫(村上)、山本麟一(原田)、藤原釜足(信吉)、北林早苗(優子) |                                                                                            |
| 5月12日  | 第497話 | 人生試験地獄            | 吉岡昭三            | 北村秀敏   | 鈴木志郎、仲原新二、上田侑嗣、新田五郎｜轟謙二、巽秀太郎、北原隆｜南川直、伊達正三郎｜中山昭二西本裕行(磯村)、小沢紗季子(律子)、宮寺康夫(和夫)、金光満樹(今井)、中千鳥(妙子)、貞谷油佳里(佳子)、柴田秀勝(柴田)、渡真二(長沢)、高松政雄(中田)、佐野哲也(社員)、津路清子(君子)、石黒正男(社員)、山本修平(竹村)、伊藤正博(社員)、美舟洋子(夫人)、榛名潤一(管理人)、伊藤慶子(おかみさん)、林田博(社員)、井上雅子(女店員)、丸山修(小川)、葵三津子(マユミ)、村上不二夫(村上)、中田博久(伊東)、高野真二(佐藤) |                                                                                            |
| 5月19日  | 第498話 | 女の縮図                | 元持栄美            | 龍伸之介   | 南川直、鈴木志郎｜綾川香、岩上瑛｜轟謙二、北原隆｜波島進久慈あさみ(安代)、田村奈巳(敏江)、西恵子(明子)、水木梨恵(晴美)、浅見比呂志(良夫)、斉藤信也(新一)、松川純子(京子)、大庭健二(孝夫)、水沢摩耶(女将)、大原百代(絹子)、石田守衛(管理人)、貫恒実(玉川)、曽根秀介(酔客)、安田洋子(ゆき)、葉山美樹(大竹)、木葉久美子(信子)、野村光江(時子)、石川敏(村尾)、増上時久(ボーイ)、麻美ゆう子(溝口)、伊東陽子(嫁)、田中美佐子(組合員)、明純(バニーガール)、増木りさ(バニーガール)、ソンコマージュ(銀巴里、特別出演)、青木美香(司会者、特別出演)、橘公子(律子)、杉江広太郎(忠彦)、沼田曜一(石狩)、久松保夫(中尾) |                                                                                            |
| 5月26日  | 第499話 | 白い殺人者              | 小川記正            | 中村経美   | 鈴木志郎、上田侑嗣｜伊沢一郎｜高島新太郎、吉田豊明｜岩上瑛、滝川潤｜青木義朗六本木誠人(神田)、野沢陽子(英子)、原田あけみ(マリ子)、剣持伴紀(永井)、田島令子(ヒロ子)、堀川貴美子(紀久江)、片山滉(医師)、島田潤子(清枝)、本多統(近藤)、松田真理(とし江)、武田一彦(警官)、伊東新二(中野)、朝倉一(橋本)、ジョー鮫島(竹下)、篠由紀(アリサ)、若尾義昭(フロント係)、木村一(バーテン)、美穂まさ子(看護婦)、榎本英一(社員)、山田貴光(ボーイ)、本保明啓(警官)、飯塚仁樹(少年)、野口忠道(少年)、中原正(少年)、佐藤一臣(少年)、三島一夫(擬斗)、守屋俊志(辻)、三谷幸子(ます)、舟橋元(佐山)、清水元(近藤) |                                                                                            |
| 6月2日   | 第500話 | 勇気ある女              | 佐治乾              | 松島稔     | 島宇志夫｜鈴木志郎、仲原新二、上田侑嗣、新田五郎｜伊沢一郎｜滝川潤、吉田豊明｜宗方勝巳、伊達正三郎｜青木義朗北林早苗(亜紀)、小池正史(利夫)、織賀邦江(母親)、藤代圭子(姐さん)、西村良子(美奈子)、多田藤憲(サブ)、六人部健市(チンピラA)、宮崎茂(チンピラB)、丸岡将一郎(チンピラC)、小山武宏(チンピラ)、榎本英一(店主)、中島広幸(男)、角友次郎(バーテン)、福田誠(若い男)、三上隆(警官)、萩原正人(運転手)、三島一夫(擬斗)、加藤春哉(健)、森山周一郎(哲)、神田隆(大矢田)、水戸光子(たま) | 500回記念作品                                                                              |
| 6月9日   | 第501話 | 勝負                    | 西沢治              | 伊賀山正光 | 伊沢一郎｜宗方勝巳｜水木襄(水木刑事)｜青木義朗村田英雄(政吉)、鳳八千代(直美)、津村秀祐(菊男)、大浜詩郎(ワタル)、藤山竜一(和平)、杉義一(上条)、花岡菊子(主人)、溝呂木伹(宮川)、石黒正男(客A)、右京孝雄(客B)、田中賤男(若者A)、大島章太郎(子分A)、古屋野恵義(若者B)、小中松治郎(若者C)、安田明純(子分B)、伊藤慶子(女房A)、高通子(女房B)、畑恵子(娘A)、宮映子(娘B)、長谷部まゆみ(娘C)、三島一夫(擬斗)、大原百代(振付)、利根はる恵(富枝)、三田登喜子(幾代)、杉狂児(久松)、清水一郎(梅沢)、深江章喜(赤羽根） |                                                                                            |
| 6月16日  | 第502話 | 親なき子                | 横山保朗            | 龍伸之介   | 仲原新二、田川恒夫(鑑識課員)、西郷昭二(鑑識課員)｜伊沢一郎｜水木襄、吉田豊明｜宗方勝巳｜青木義朗白石奈緒美(由紀子)、小野進也(光雄)、児玉裕一(昭男)、秋元羊介(西川)、水沢摩耶(栄子)、小高まさる(中山)、松尾文人(医師)、右京孝雄(バーテン)、大川義幸(本田)、山田甲一(杉井)、高橋信子(信子)、友野多介(老人)、藍幸治(従業員)、河野洋子(トルコ娘)、貝塚みさ子(受付嬢)、宮崎茂(客)、増岡泰之(刑事A)、佐藤吉蔵(刑事B)、森本勝(刑事C)、藤竜子一座(特別出演)、於島鈴子(千鶴子)、正司歌江(喜美子) |                                                                                            |
| 6月23日  | 第503話 | 純愛の海                | 小川記正            | 天野利彦   | 山田禅二(田中係長)、田川恒夫、西郷昭二｜伊沢一郎｜水木襄、吉田豊明｜宗方勝巳、北原隆｜青木義朗新田信二(津川)、中千鳥(弘子)、佐竹一男(牛山)、伴東武(酒谷)、浜田伸(長谷川)、中野文吾(今井)、小山柳子(玉腰)、福謙康隆(福永)、清水美記(若い女)、曽根秀介(中年の男)、橋本菊子(原口)、中島元(後藤)、山口譲(丸山)、磯野のり子(悦子)、水島京子(とめ)、竹村清女(守衛の妻)、武田一彦(警官)、小中松治郎(向井)、伊東新二(柳田)、榛名潤一(職人A)、築地博(職人B)、渡辺市松(守衛)、山本健(相川)、栗島宏(男の子)、程田みゆき(女の子)、三島一夫(擬斗)、弘松三郎(深田)、杉山俊夫(水谷)、宮川洋一(植留)、如月寛多(佐藤)、星美智子(夏子)、伊豆肇(佐伯) |                                                                                            |
| 6月30日  | 第504話 | 乱れた女たち            | 小川記正            | 伊賀山正光 | 島宇志夫｜山田禅二、仲原新二、田川恒夫、西郷昭二｜伊沢一郎、伊達正三郎｜綾川香、松原光二｜青木義朗穂高稔(飯沢)、簡野典子(久子)、山崎知子(友子)、岡泰正(村長)、星清子(婆さん)、原田力(軍造)、山本緑(村人)、伊東正博(坂田)、平野元(林田)、泉三枝子(村人)、天野照子(お滝)、神島よし恵(秀子)、名川貞郎(村人)、飯田てる子(村人)、佐々木睦(警官)、増岡泰之(葬儀屋)、北山洋子(女の子)、香月三千代(小唄指導)、宮田羊容(土屋、特別出演)、布施由起江(お新、特別出演)、大泉滉(安藤)、浦里はるみ(小佐治)、武藤英司(藤田) |                                                                                            |
| 7月7日   | 第505話 | あるアイディア          | 西沢治              | 吉川一義   | 島宇志夫｜宗方勝巳、山田禅二｜北原隆、水木襄｜滝川潤、吉田豊明｜青木義朗夏川かほる(マヤ子)、若松和子(はま子)、吉原正皓(花井)、柏木緑(ミキ)、片山滉(丸岡)、津路清子(老女)、大原百代(瀬戸内)、大下真司(神保)、美舟洋子(楠)、葉山美樹(森園)、本多洋子(さおり)、井上雅子(友だち)、三島一夫(擬斗)、水城リカ(清美、特別出演)、水村泰三(海江田)、小笠原弘(木島)、太宰久雄(日夏) | 協賛：那須ハイランド                                                                       |
| 7月14日  | 第506話 | 銭に生きる女            | 村田武雄            | 田中秀夫   | 島宇志夫｜山田禅二、仲原新二、田川恒夫、西郷昭二｜細川俊夫(荒木部長刑事)｜北原隆、滝川潤｜伊達正三郎、松原光二｜青木義朗角梨枝子(弥生)、木村豊幸(和男)、杉本マチコ(照子)、伊東昭夫(辰次)、水木梨恵(綾子)、大原襄二(杉下)、仙波和之(末松)、若山みち子(冴子)、金子勝美(加代)、岸井あや子(夫人)、糸博(木崎)、秋月喜久枝(義母)、花村えいじ(六兵衛)、宍倉るみ(お菊)、森良介(亀山)、邦創典(客)、吉沢信子(八重）、潮エリ(鶴子)、吉田理保子(静子)、大阪由佳(赤ん坊)、田中正直(博)、鈴木徳郎(ボーイ)、藤間里枝(舞踊振付)、門倉葵(料理指導)、真紀みどり(歌手、特別出演)、中庸介(神田)、小瀬朗(海老沢)、木田三千雄(栗林)、直木みつ男(丸川)、森野五郎(宇田川)、渡真二(上州)、太刀川寛(氷室)                                                                                             | 衣裳提供：浅草仲満                                                                         |
| 7月21日  | 第507話 | 歩行者天国              | 横山保朗            | 天野利彦   | 伊沢一郎、山田禅二｜吉田豊明、白石鈴雄（白石刑事）｜宗方勝巳、水木襄｜青木義朗山根久幸(五十嵐)、加藤真知子(千恵子)、中原功二(乃川)、駒村クリ子(久仁子)、平松慎吾(清水)、若原初子(みさお)、桜井とし子(主婦)、由起艶子(峰子)、岡部健(藤本)、坂本長利(沢村)、長岡初恵(奈保子)、加藤正之(清掃員)、榛名潤一(清掃員)、川瀬秀之(警官)、神哲也(警官)、井関栄子(主婦)、弘松三郎(川原)、長谷川弘(中村)、山本廉(望月) |                                                                                            |
| 7月28日  | 第508話 | 狂った夏                | 元持栄美            | 田中秀夫   | 山田禅二、仲原新二、田川恒夫、西郷昭二｜伊沢一郎｜吉田豊明、白石鈴雄｜宗方勝巳、水木襄｜青木義朗新井茂子(昌子)、沢久美子(美代子)、根岸一正(英二)、木下陽夫(中川)、中野文吾(秋田)、皆見武志(横井)、若山みち子(京子)、松平錦治(小林)、溝呂木伹(菅野)、千早隆子(主婦)、松田真理(主婦)、竹田昭二(徳永)、神戸泰子(主婦)、関口守一(石山)、堀越善一(近藤)、西本雅司(戸田)、村井美恵(良子)、田中美佐代(春代)、永浦洋子(由美)、塩中智香子(早苗)、三保まさ子(学生)、高橋英三郎(学生)、本保明啓(学生)、吉田まゆみ(看護婦)、新山京子(モデル)、三島一夫(擬斗)、宮内順子(民子)、柳沢紀男(米倉)、宮川洋一(大岡)、西田昭市(講師)、村上不二夫(村上)、市村俊幸(正木) |                                                                                            |
| 8月4日   | 第509話 | 呪いの館                | 小川記正 吉川一義   | 吉川一義   | 山田禅二、仲原新二、田川恒夫、西郷昭二｜伊沢一郎｜吉田豊明、白石鈴雄｜宗方勝巳、水木襄｜青木義朗福田公子(和代)、藤山朋子(新子)、大原百代(照子)、照井湧子(アリータ)、武田一彦(平松)、木葉久美子(事務員)、嶋岡千代子(係員)、三島一夫(疑斗)、森野五郎(根岸)、高桐真(田辺)、蜷川幸雄(村尾)、山岡徹也(吉原)、村田知栄子(とめ) | 協力：伊東温泉菊屋ホテル                                                                   |
| 8月11日  | 第510話 | 勝利と敗北              | 西沢治              | 龍伸之介   | 島宇志夫｜伊沢一郎、山田禅二｜吉田豊明、白石鈴雄｜宗方勝巳、水木襄｜青木義朗渚健二(登)、梶原譲二(江波)、杉本マチ子(美保)、相原ふさ子(佐知子)、関口昭子(志津子)、三谷幸子(郁代)、林宏(橋爪)、菊地輝夫(横光)、平井忠(新海)、姫谷享治(花沢)、安田明純(杉本)、山寺勉(戸上)、水島京子(牧夫人)、小林テル(林夫人)、高橋信子(辻夫人)、高山彰(宮川)、関口守一(行雄)、長谷部まゆみ(陽子)、角田七穂(みどり)、三島一夫(疑斗)、宮浩之(淳一)、森山周一郎(風早)、藤岡重慶(藤巻) | 協力：修善寺温泉ホテルみゆき、株式会社ワールドジャパン                                     |
| 8月18日  | 第511話 | 黒い血                  | 荒木芳久            | 田中秀夫   | 山田禅二、仲原新二、田川恒夫、西郷昭二｜伊沢一郎｜滝川潤、松原光二｜伊達正三郎、北原隆｜青木義朗松本紘一(英二)、美弥たか子(夏子)、花村えいじ(主人)、岡崎夏子(おかみ)、石垣守一(木こり)、春江ふかみ(母親)、大川義幸(大野)、邦創典(父親)、西尾健(原田)、安田洋子(女中)、伴東武(社員)、大阪憲(小山田)、藤瀬俊夫(谷川)、神戸泰子(主婦)、伊東新二(若い男)、須賀隆史(ボーイ)、三上隆(社員)、伊藤慶子(管理人)、春原貞雄(店員)、野村順子(客)、森照子(主婦)、井関栄子(主婦)、大竹昇(若い男)、北山洋子(客)、浜田美智子(レヂの女)、山口儀子(若い女)、福井淑子(若い女)、町田幸夫(警官)、田中志幸(山村)、曽根秀介(城川原)、如月寛多(労務者) |                                                                                            |
| 8月25日  | 第512話 | 高倉主任誕生            | 西沢治              | 天野利彦   | 山田禅二、田川恒夫、西郷昭二｜伊沢一郎｜滝川潤、松原光二｜伊達正三郎、北原隆｜里見浩太朗(高倉主任)三島ゆり子(ユキ)、中曽根公子(えり子、薫)、児玉裕一(秀夫)、藤代佳子(加奈子)、松風はる美(南夫人)、貫恒実(芝池)、蓮川久美(君枝)、建部道子(美佐江)、九重ひろ子(丘夫人)、宍倉るみ(菱沼)、花原照子(杉夫人)、小沢悦子(伊都子)、酒井久美子(さおり)、日恵野晃(細野)、太刀川寛(殿山) |                                                                                            |
| 9月1日   | 第513話 | その夜の女              | 元持栄美            | 伊賀山正光 | 仲原新二、田川恒夫、西郷昭二｜伊沢一郎｜吉田豊明、白石鈴雄｜宗方勝巳、水木襄｜青木義朗久慈あさみ(利恵)、田所陽子(牧子)、福井友信(並川)、守屋俊志(中川)、水沢摩耶(喜代)、佐藤道江(清水)、逗子とんぼ(大谷)、松波志保(主婦)、峰田智代(妙子)、田代真由美(佐知子)、山の内杏子(西村)、羽石玲子(管理人)、河野ミサ(池田)、田代民夫(垣光)、塩中千香子(木村)、貝塚みさ子(事務員)、河野洋子(事務員)、菊間裕子(事務員)、杉義一(客)、佐野哲也(玉川)、佐伯徹(宮田)、三島耕(岩間)、明石潮(源太郎) |                                                                                            |
| 9月8日   | 第514話 | 三船刑事を殺せ          | 小川記正            | 龍伸之介   | 山田禅二、田川恒夫、西郷昭二｜伊沢一郎｜吉田豊明、白石鈴雄｜水木襄｜青木義朗林ゆたか(沢田)、瀬川由紀(マリ子)、水木梨恵(ゆかり)、中庸介(緒方)、桔梗恵二郎(安立)、月岡史郎(子分A)、井波健(中村)、磯秀明(曽根)、篠由紀(トルコ娘)、野本博(ボーイ)、神島よし恵(ジュリー)、中島かつみ(グラマー嬢)、美山純子(はる子)、田村佳子(ミキ)、築地博(サンドイッチマン)、野島ひろみ(チェリー)、吉田まゆみ(女店員)、高野隆志(警部)、三島一夫(擬斗)、ダイアン・ヘイドウ(清子、特別出演)、オスマン・ユセフ(中年男、特別出演)、杉山俊夫(伊勢)、高杉玄(高山)、千波丈太郎(中岡)、植村謙二郎(曽根)、深江章喜(加藤) |                                                                                            |
| 9月15日  | 第515話 | 私は許せない            | 佐々木武観          | 田中秀夫   | 伊沢一郎｜吉田豊明、白石鈴雄｜水木襄｜青木義朗大堀早苗(夏子)、佐々木功(秋山)、黒木亮太(安夫)、金親保雄(写真家)、柳田豊(寿司屋)、西村良子(アキ)、広瀬純(係員)、松下昌司(秋山の父)、山本相時(助手)、船久保信之(職人)、山内友宗(俊二)、永井柳太郎(ラーメン屋)、桜むつ子(みつ)、藤原釜足(堀田) |                                                                                            |
| 9月22日  | 第516話 | 涙の季節風              | 鹿谷裕一            | 中村経美   | 山田禅二、仲原新二、西郷昭二｜綾川香、白石鈴雄、吉田豊明｜宗方勝巳、水木襄｜青木義朗杉江廣太郎(石巻)、扇町景子(米子)、小磯マリ(悦子)、田中淑隆(則夫)、肥土尚弘(大里)、小笠原まりこ(保母)、滝島孝二(猿谷)、溝呂木伹(松吉)、村上幹夫(黒川)、金子勝美(ますみ)、石川玲(十和田)、大村千吉(五十次)、森脇邦浩(五十嵐)、阿部道雄(丹下)、友野多介(親爺)、右京孝雄(振付師)、山田貴光(吾一)、結城千晶(朱美)、大橋ユカ(ユカ)、渡辺一矢(修)、久保木利貴(保)、白石猛(美智夫)、宮崎茂(男A)、渡辺安章(男B)、佐藤一臣、辻直行、栗島宏、長根敏行、野口忠道(子供達)、浅草陣太(佐古田、特別出演)、丘寵児(山形)、宮川洋一(伊集院)、小野栄一(牛山、特別出演)、高木二朗(南雲) |                                                                                            |
| 9月29日  | 第517話 | 華麗なる沈黙の街        | 松本昭典            | 北村秀敏   | 金井大(荒木部長刑事)｜滝川潤、田川恒夫、山田禅二｜伊達正三郎、北原隆｜里見浩太朗真家宏満(岡部)、吉岡ユリ(哲子)、菅原チネコ(静子)、水町千代子(千代)、山本緑(たつ子)、岡部健(是刑事)、中村門(本間)、山口譲(駅員)、木村修(村田)、山田甲一(刑事)、安田孝吉(小林)、藍幸治(早川)、香味加代子(おくさん)、里木左甫良(良造)、水村泰三(村越)、片山明彦(社長)、加藤和夫(迫田)、若山セツ子(初江) |                                                                                            |
| 10月6日  | 第518話 | わが道を行く            | 西沢治              | 松島稔     | 伊沢一郎｜山田禅二、吉田豊明、白石鈴雄｜水木襄｜宗方勝巳｜青木義朗久富惟晴(哲也)｜北条清(圭一郎)｜生田三津子(オリエ)、夏海千佳子(朱実)｜守屋俊志(宮地)、本田恵子(ヘレン)、宍倉るみ(政代)｜下之坊正道(監督)、姫谷享治(若者)、武田一彦(カメラマン)｜荒木将久(津上)、石川アンリー(エマ)、会田世津子(ペギー)、山崎満(技術員)特別出演 横山達、高橋国光、長谷見昌弘、都平健二｜日産ミスフェアレディ:中野美智子、石井彰子、保坂則子｜夏川かほる森山周一郎(竜崎)｜堺左千夫(萩村)｜藤岡重慶(竹腰)｜角梨枝子(律子) | 満十周年記念番組                                                                           |
| 10月13日 | 第519話 | 真実の報酬              | 元持栄美            | 伊賀山正光 | 山田禅二、田川恒夫、西郷昭二｜金井大｜北原隆｜伊達正三郎｜青木義朗沢井三郎(源助)｜西恵子(貴世)｜沢久美子(淳子)、伊東昭夫(西山)｜永尾三郎(克弘)、塚田正明(石井)、大野広高(嘉一)｜清水美沙子(たみ)、美船洋子(女将)、森良介(看守)｜伊東芳子(女客)、柳田豊(主人)、大下真司(客)｜高通子(マダム)、吉田潔(一郎)、若山みち子(客)、森康子(とめ)｜野村順子(由美)、三秋志津子(時子)、山田甲一(医師)、宮映子(芸者)、山本みゆき(芸者)｜新林イサオ(運転手)、滝川浩(運転手)、宮崎茂(チンピラ)、吉沢信子(事務員)、小山柳子(ホステス)｜笹川恵三(増田)、花村えいじ(客)｜野村明司(垣沼)、直木みつ男(磯崎)｜神田隆(川口) |                                                                                            |
| 10月20日 | 第520話 | 幻の召集令状            | 西沢治              | 中村経美   | 山田禅二、仲原新二、田川恒夫、西郷昭二｜伊沢一郎｜吉田豊明、白石鈴雄｜水木襄｜青木義朗蟹江敬三(元太郎)、中川栄(圭子)、成田次穂(江幡)、大坪日出代(佐和子)、伊東新二(也寸志)、糸博(裕之)、児玉裕一(晃)、片山滉(牧)、平野元(客)、小笠原まりこ(登紀子)、吉田潔(真一)、小高まさる(客)、松尾文人(客)、竹村清女(母親)、木村修(学生)、本田竜彦(若者)、本田じょう(若者)、練木二郎(野沢)、根岸美恵子(カオル)、小田切恵子(さおり)、荒井正人(雅彦)、矢口鉄男(若者)、伴東武(若者)、愛川ルミ子(みずえ)、柴田浩貴(若者)、加藤繁実(若者)、井上博一(杉下)、竹口安芸子(黛)、佐々木睦夫(雄三)、和田豊(恭介)、佐藤幸雄(英明)、加藤正之(宮地)、尾崎ますみ(子供)、藤山竜一(史郎)、長谷川弘(魚辰)、橘公子(美子)、中村是好(市原)                                                                    |                                                                                            |
| 10月27日 | 第521話 | ある沖縄の女            | 佐々木武観          | 龍伸之介   | 山田禅二、田川恒夫、西郷昭二｜金井大｜北原隆、滝川潤｜伊達正三郎｜青木義朗清水京子(よし子)、根岸一正(明夫)、翠準子(なるみ)、五月晴子(ヒサ)、入江幸江(エイ)、三谷幸子(正子)、松崎真(黒人兵)、永谷悟一(寮長)、平島正一(警官)、山口千枝(あけみ)、小田まり(みどり)、中山剣吾(警官)、麻也ひとみ(さがら)、榎本英一(管理人)、一色慎吾(少年A)、原功(少年B)、河津みさお(少女A)、清水石明美(管理人)、金城道子(踊り、沖縄料理南風、特別出演)、椎名勝巳(戸崎)、三原葉子(瑞枝)、星美智子(あさを)、武藤英司(津山)、小林勝彦(高良) |                                                                                            |
| 11月3日  | 第522話 | 思い出の女              | 元持栄美 鹿谷裕一   | 北村秀敏   | 山田禅二、田川恒夫｜伊沢一郎｜吉田豊明、白石鈴雄｜水木襄｜宗方勝巳｜青木義朗長内美那子(園美、京子)、六本木誠人(宇佐美)、渚健二(石丸)、里木左甫良(係員)、大原百代(峯岡)、桔梗恵二郎(水前寺)、伊原静江(光子)、村山辰昭(事務員)、利根はる恵(マサ)、加藤和夫(安藤) | 協力：伊東温泉ホテルニュー東海                                                             |
| 11月10日 | 第523話 | 噂の町の中で            | 横山保朗            | 天野利彦   | 伊沢一郎｜吉田豊明、白石鈴雄｜水木襄｜宗方勝巳｜青木義朗北条清(相川)、松本紘一(塩沢)、美弥たか子(多佳子)、加藤恒喜(田坂)、三枝美恵子(真知子)、西川宏(沢田)、松本ユカ(理津子)、建部道子(佳子)、佐野哲也(作業員)、柳田金一(寺内)、中島元(浅野)、泉三枝子(農婦)、原田あけみ(順子)、友野多介(農夫)、葉山美樹(主婦)、本松俊彦(街の男)、速水玲子(農婦)、田代民夫(警官)、中川秀人(作業員)、菅井信之(今村)、木下雅弘(中西)、兵頭準(男)、山本加代(主婦)、萩原正人(男)、伊の上由紀(主婦)、佐藤吉蔵(男)、池上明治(男)、高橋利道(警官)、清友基行(警官)、早瀬恒志(警官)、松下昌司(農夫)、渡辺市松(農夫)、渡辺千世(喜代子)、宮浩之(大島)、浅茅しのぶ(綾子)、高野真二(松田)、高津住男(手塚)                                                                                                |                                                                                            |
| 11月17日 | 第524話 | ドルショック            | 元持栄美            | 龍伸之介   | 伊沢一郎｜山田禅二｜吉田豊明、白石鈴雄｜水木襄｜宗方勝巳｜里見浩太朗穴井侃二(井口)、堀越光恵(裕美)、滝史郎(伊東)、葛山幸子(正子)、西川敬三郎(磯田)、畑恵子(伸子)、笹川恵三(甚平)、水沢摩耶(野村)、三川雄三(皆川)、原田めぐみ(広子)、西尾健(工員)、新林イサオ(工員)、高山彰(工員)、小出宏(工員)、山寺勉(クリーニング屋)、内田博三(郵便配達)、浅香春彦(園部)、池田忠夫(丸井)、若山セツ子(加代)、浜田ゆう子(有子)、小山源喜(田所) | 協力：静岡鉄道、新静岡センター、ホテル御前崎、狐ヶ崎ヤングランド                           |
| 11月24日 | 第525話 | ポルノイン東京 女人百景 | 小川記正            | 吉川一義   | 山田禅二、仲原新二、田川恒夫、西郷昭二｜伊沢一郎｜吉田豊明、白石鈴雄｜水木襄｜宗方勝巳｜青木義朗三田登喜子(千秋)、長沢大(田口)、高野ひろ美(みち子)、真木沙織(ひろみ)、小田まり(百合子)、中島かつみ(かつみ)、菅原チネコ(お将)、花乃みどり(艶子)、前田敏子(女房)、小倉雄三(主任)、辻村真人(小林)、岡部健(トップ屋)、竹村清女(町子)、石田守衛(おやじ)、清水正(管理人)、榎本英一(客)、白川奈美(歌手、特別出演)、ローズ牧(ジェシー、特別出演)、市川治(小山)、直木みつ男(ハチ公)、岩城力也(山川)、長谷川弘(長谷川)、清水一郎(内山)、天野新士(中西)、太刀川寛(下川) |                                                                                            |
| 12月1日  | 第526話 | ある男と女              | 横山保朗            | 伊賀山正光 | 山田禅二、仲原新二、田川恒夫、西郷昭二｜伊沢一郎｜吉田豊明、白石鈴雄｜水木襄｜宗方勝巳｜里見浩太朗藤竜也(糸吹)、加賀ちか子(玲子)、藤江リカ(美佐子)、中庸介(喜多川)、中曽根公子(瑛子)、高木門(弘志)、篠由紀(恵子)、山本緑(夫人)、緑八千代(女将)、関口久美子(百合子)、山口千枝(京子)、久遠利三(清水)、平井佳代(幸子)、町田幸夫(杉田)、松本嘉正(江藤)、本松俊彦(警官)、磯野千鳥(のぶ)、深江章喜(田代) |                                                                                            |
| 12月8日  | 第527話 | 焼死体と五人の女        | 小川記正            | 天野利彦   | 山田禅二、田川恒夫、西郷昭二｜里見浩太朗｜伊沢一郎｜宗方勝巳｜水木襄｜吉田豊明、白石鈴雄｜青木義朗小林勝彦(川島)、加藤和夫(渡辺)、清水京子(久子)、照井湧子(カルメン)、頭師孝雄(相田)、塚田正明(林田)、山口千枝(いづみ)、松波志保(はな)、水島京子(米子)、亀井三郎(ヤクザ)、森武彦(バーテン)、田中美佐代(ホステス)、野本博(西野)、山寺勉(ヤクザ)、誠直也(福永)、高尾峯行(木村)、山下則夫(船員)、岩城力也(後藤)、伊藤陽子(マチ子)、直木みつ男(留吉)、石井富子(お芳)、由紀梨絵(みさ子)、村田知栄子(敏子) |                                                                                            |
| 12月15日 | 第528話 | その拳銃を追え          | 佐々木武観          | 中村経美   | 山田禅二、仲原新二、田川恒夫、西郷昭二｜青木義朗｜伊沢一郎｜宗方勝巳｜水木襄｜吉田豊明、白石鈴雄｜里見浩太朗真家宏満(野上)、本多さち子(ユミ)、生方功(社長)、千早隆子(とし江)、丘寵児(銃砲店主)、逗子とんぼ(美術課長)、花村えいじ(一平亭主)、片山滉(工場長)、山田甲一(医者)、津路清子(老婆)、西念順二(サブ)、安田隆(吉野)、新山真弓(看護婦)、吉沢信子(看護婦)、田村佳子(ホステス)、築地博(ボーイ)、福沢典子(主婦)、新林イサオ(ボーイ)、小林テル(主婦)、永尾三郎(警官)、佐藤吉蔵(警官)、長根敏行(子供)、長根美恵(子供)、内山千鶴(受付嬢)、小沼和延(寛太)、笹方清晴(辰吉)、陶隆(松三)、小園容子(はるの)、佐伯徹(殿村)、加藤春哉(秋山)、森山周一郎(加藤) |                                                                                            |
| 12月22日 | 第529話 | 日本の悲劇              | 元持栄美            | 田中秀夫   | 山田禅二、仲原新二、田川恒夫、西郷昭二｜伊沢一郎｜吉田豊明、白石鈴雄｜水木襄｜宗方勝巳｜青木義朗城山順子(久恵)、吉野比弓(弘子)、入江勝一(勇一)、北川恭子(松江)、三谷幸子(絹子)、福沢典子(宮角)、山本武(笹井)、平島正一(山下)、会田世津子(事務員)、白鳥勝(番頭)、飯塚仁樹(子供)、宮川洋一(吉岡)、里木左甫良(老巡査)、杉山俊夫(大林)、宇南山宏(長谷川)、木下悦子(昌子)、三島耕(堤)、須藤健(池辺) |                                                                                            |
| 12月29日 | 第530話 | 懐しのメロディー 殺し屋 | 小川記正            | 伊賀山正光 | 山田禅二、仲原新二、田川恒夫、西郷昭二｜金井大｜北原隆、吉田豊明｜伊達正三郎｜青木義朗嵐寛寿郎(川添)、佐藤燿子(邦子)、大門正明(米倉)、美弥たか子(順子)、笹川恵三(戸端)、河合絃司(事務官)、植田灯孝(蛯名)、山本緑(西村)、塚田正明(警官)、佐竹一夫(警官)、津路清子(情婦)、清水正(磯部)、伊藤慶子(主婦)、竹村清女(静子)、小甲登枝恵(栗田)、高通子(房子)、泉三枝子(安江)、渡辺市松(チンドン屋)、野口忠道(少年)、三島一夫(擬斗)、田中りゑ(ゆかり、特別出演)、小川亜矢子(亜矢子、特別出演)、沢田清(遠藤)、花岡菊子(冬子)、林寛(平山)、明石潮(佐々木)、水村泰三(藤代)、田中春男(小山田) |                                                                                            |

#### 1972年
| 放送日   | 各話    | サブタイトル          | 脚本                | 監督       | 出演者 | 備考 |
| -------- | ------- | --------------------- | ------------------- | ---------- | --- | --- |
| 1月5日   | 第531話 | わが作戦敗れたり      | 横山保朗            | 吉川一義   | 山田禅二、田川恒夫、西郷昭二｜伊沢一郎｜吉田豊明、白石鈴雄｜水木襄｜宗方勝巳｜青木義朗綾野京子(京子)、向正人(森島)、金子勝美(洋子)、秋元羊介(光男)、柿沢邦彦(敏雄)、三枝美恵子(夏子)、西村良子(秋子)、岸井あや子(清掃婦)、溝呂木伹(伊東巡査)、伊藤正博(守衛)、清水美沙子(圭子)、村井美恵(美津子)、薙狂児(斉藤)、榎本英一(銀行員)、山崎之也(桜井)、荒木将久(板倉)、池上明治(警官)、村田美智子(広子)、江藤博利(勝男)、橋本成治(雪夫)、千葉貞二(警官)、佐々木康隆(鈴木)、前沢保美(町子)、長坂蜂郎(事務員)、三上隆(佐々木)、石田裕子(車掌)、三島一夫(擬斗)、逗子とんぼ(司会者)、桔梗恵二郎(高木)、宮川洋一(坂井刑事)、木下ゆづ子(静子)、水村泰三(杉田刑事)、増田順司（野村） | |
| 1月12日  | 第532話 | 裏町の女              | 佐々木武観          | 北村秀敏   | 山田禅二、田川恒夫、西郷昭二｜金井大｜北原隆、滝川潤｜伊達正三郎｜青木義朗久保田民栄(啓子)、松川純子(久仁子)、坂田勝(望月)、篠由紀(宮子)、灰地順(石川)、川部修詩(佐伯)、若山みち子(良江)、小池栄(作一)、木下静子(はる)、佐竹一夫(熊谷)、大下真司(源治)、美船洋子(千代)、新林イサオ(男)、白鳥まさ子(みどり)、内山千鶴(道子)、吉田まゆみ(女)、翠準子(つや子)、津村秀祐(小田島)、大原譲二(伊勢)、蓮川久美(瑞江)、瀬良明(平太郎)、永井柳太郎(利吉)、清水一郎(杉山刑事)、小笠原弘(墨水)、星美智子(ふみ代) | |
| 1月19日  | 第533話 | 爆弾時代              | 松本昭典            | 龍伸之介   | 山田禅二、仲原新二、田川恒夫、西郷昭二｜伊沢一郎｜吉田豊明、白石鈴雄｜水木襄｜宗方勝巳｜青木義朗白石奈緒美(女秘書)、田中淑隆(今西)、加藤真知子(三恵)、丹羽たかね(夫人)、水沢摩耶(初江)、片山滉(広田)、佐々倉英雄(須田)、岡田敏宏(早川)、武田一彦(係員)、野村光江(芳子)、高野隆志(刑事)、宗田千恵子(あき)、平野康(岡崎)、滝史郎(男)、大阪憲(事務員)、李瑛子(受付係)、長浜哲平(配達係)、松本嘉正(工員)、西尾健(工員)、飛世賛治(野口)、三島一夫(擬斗)、中庸介(小林)、守屋俊志(係長)、鮎川浩(津村)、城所英夫(院長) | |
| 1月25日  | 第534話 | 復讐の条件            | 大石隆一            | 中村経美   | 山田禅二、仲原新二、田川恒夫｜伊沢一郎｜吉田豊明、白石鈴雄｜水木襄｜宗方勝巳｜青木義朗穂高稔(相田)、会田由未(光江)、久野聖四郎(末富)、川島育恵(幸子)、橋本菊子(スギ)、矢野間裕二(村上)、大町章二郎(漁師)、戸田春子(初老の女)、近松俊夫(教授)、野村明司(川端)、戸川睦子(掃除婦)、加藤正之(管理人)、豊田紀雄(写真家)、鈴木暁子(主婦)、亀井三郎(漁師)、友野多介(漁師)、榛名潤一(客)、永谷悟一(番頭)、小沢悦子(看護婦)、三保まさ子(礼子)、榎本英一(客)、三島一夫(擬斗)、岡村文子(園長)、森野五郎(信伍の父)、蔵悦子(あい子)、堀越節子(静枝)、近藤宏(信伍) | |
| 2月2日   | 第535話 | 犯人は三船刑事だ      | 樋口静生 五條勢都子 | 天野利彦   | 伊沢一郎｜山田禅二｜吉田豊明、白石鈴雄｜水木襄｜宗方勝巳｜青木義朗山岡徹也(竹村)、大泉滉(吉沢)、如月寛多(管理人)、真弓田一夫(中里)、曽根秀介(原口)、石垣守一(伊勢崎)、花村えいじ(山尾)、建部道子(冴子)、宍倉るみ(春子)、滝島孝二(医師)、小沢忠臣(金田)、岩城和男(大島)、三浦弘子(あけみ)、入江幸江(志麻)、石川敏(早川)、邦創典(屋台の親爺)、三島一夫(子分/擬斗)、水橋和夫(青山)、亀井三郎(戸川)、藤瀬俊夫(藤田)、右京孝雄(銀行員)、酒井郷博(銀行員)、小森威典(銀行員)、山田貴光(銀行員)、安田明純(相川)、新林イサオ(健)、高橋香(ロク)、黒田清子(おばさん)、佐々木康臣(直)、山下勝也(高谷)、田中美佐代(ホステス)、榎本良三(銀行員)、白鳥勝(子分)、島瑛二(サブ)、萩原正人(島本)、小松聖子(受付の女)、田口良勝(春日)、松下昌司(おじさん)、横井謙治(コック)、南ゆき(歌手、特別出演)、藤岡重慶(栗山)、清水元(刑事部長)、菅井一郎(川添)                                                                                        | |
| 2月9日   | 第536話 | 可愛い脱走            | 横山保朗            | 龍伸之介   | 伊沢一郎｜吉田豊明、白石鈴雄｜水木襄｜宗方勝巳｜青木義朗沢久美子(陽子)、新田信二(新田)、寺田誠(広瀬)、水の江じゅん(三千代)、美船洋子(中年女)、内山千鶴(千恵子)、松下昌司(今西)劇団いろは 入江勝一(登)、石井聖孝(敏男)、児玉裕一(光夫)、山崎亮一(進)、荒井久二江(京子)、茂木みゆき(まゆみ)、相沢史子(良子)逗子とんぼ(井崎)、小笠原まりこ(和子)、高野ひろみ(信子)、西岡慶子(幸子)、佐々木功(石黒) | |
| 2月16日  | 第537話 | 愛と憎しみのバラード  | 村田武雄 荒木芳久   | 田中秀夫   | 山田禅二、田川恒夫、西郷昭二｜伊沢一郎｜吉田豊明、白石鈴雄｜水木襄｜宗方勝巳｜青木義朗高野ひろみ(みどり)、根岸一正(隆史)、荒木祥子(順子)、園浦ナミ(早苗)、中島かつみ(弓子)、春江ふかみ(花江)、岡本富士太(哲夫)、島田潤子(〆香)、津路清子(染八)、緑八千代(女将)、高松政雄(古沢)、津田喬(岩田)、上野尭(犬塚)、山口千枝(ホステス)、木村修(松本)、美沙川晴子(ホステス)、渡辺展子(ホステス)、浜田美智子(ホステス)、大原三枝(歌手)、有馬昌彦(榊)、山本武(星川)、堀勝之祐(正之)、久松保夫(杉本)、天王寺虎之助(深見) | |
| 2月23日  | 第538話 | 愚かなる暴走          | 吉川一義            | 吉川一義   | 山田禅二、仲原新二、田川恒夫、西郷昭二｜伊沢一郎｜吉田豊明、白石鈴雄｜水木襄｜宗方勝巳｜青木義朗渚健二(橋本)、堀井永子(陽子)、松尾悦子(早苗)、小田まり(恵子)、大原百代(おばさん)、三浦リコ(マッサージ師)、山口千枝(旅館の女)、榎本英一(番頭)、大阪憲(谷田)、山口譲(警官)、西野礼子(事務員)、白鳥勝(漁民)、根岸美恵子(女の客)、岡本幸子(女)、小玉しお(芸者)、三島一夫(擬斗)、宮田洋容(事務長、特別出演)、布地由紀江(八重、特別出演)、里木左甫良(客の男)、山村晋平(坂井)、直木みつ男(旅館の男)、笹川恵三(社長)、丸山修(山本刑事)、白石奈緒美(由美子) | 協力：伊東観光協会、伊東温泉秀水園 |
| 3月1日   | 第539話 | ある恐怖              | 横山保朗            | 中村経美   | 仲原新二、田川恒夫、西郷昭二｜伊沢一郎｜吉田豊明、白石鈴雄｜水木襄｜宗方勝巳｜青木義朗扇町景子(君子)、清水京子(弘子)、森本景武(須藤)、夏川圭(しげみ)、三上左京(鈴村)、磯野のり子(真知子)、九重ひろ子(久子)、五月晴子(輝子)、河合絃司(次長)、伴東武(中原)、鴨田喜由(朝倉)、山本緑(客)、弥富光夫(渡辺)、上田侑嗣(杉村)、鶴留理恵(順子)、柳リエ(圭子)、高木真二(島田)、須賀隆史(松山)、沢美鶴(福田)、葉山美樹(道子)、野本博(坂口)、柴田浩貴(中野)、若狭夕紀(敏子)、葛山幸子(信子)、酒井久美子(看護婦)、山田貴光(岩崎)、河野ミサ(光子)、勝野誉志男(警官) | |
| 3月8日   | 第540話 | 夜の誘惑者            | 佐々木武観          | 吉川一義   | 山田禅二、田川恒夫｜伊沢一郎｜吉田豊明、白石鈴雄｜水木襄｜宗方勝巳｜青木義朗藤竜也(北川)、沢公美子(真弓)、和田一壮(松本)、宇南山宏(岩佐)、伊藤陽子(奈津)、金子勝美(女優)、伊藤正博(山脇)、小沢かほる(看護婦)、竹村清女(多代)、児玉裕一(明夫)、井関栄子(保母)、長谷川誉(仁)、里木左甫良(平吉)、渡辺康子(康子)、丘寵児(望月)、渡辺千世(すみ江)、浅野進治郎(阿香)、南風夕子(沙織)、須藤健(戸崎)、加賀邦男(富田) | |
| 3月15日  | 第541話 | 光と影のブルース      | 西沢治              | 北村秀敏   | 山田禅二、仲原新二、田川恒夫、西郷昭二｜金井大｜吉田豊明、北村晃一(村井刑事)｜宗方勝巳｜青木義朗水木襄(水木刑事、木暮)、中原功二(錠二)、本多さち子(夕子)、宮本和男(曽根)、多田幸雄(竜崎)、金子勝美(琴江)、佐野哲也(榊山)、池田生二(加賀見)、清水美沙子(志津の母)、佐川二郎(係官)、原大作(元太郎)、駒一平(竹腰)、成田次穂(殿村)、新林イサオ(若者)、矢口鉄男(ジロー)、塚田記久(さとし)、小島一馬(梶)、渡辺ふみ子(マチ子)、国昌子(エリ子)、小松聖子(ルミ子)、田中美佐代(志津)、東家菊燕(菊造、特別出演)、リッキーと960ボンド(特別出演)、藤代佳子(蝶子)、松風はる美(桃子)、織賀邦江(蘭子)、倉田爽平(深沢)、加藤春哉(橋爪)、野口ふみえ(杏子)、清水一郎(佃) | |
| 3月22日  | 第542話 | 男子禁制              | 佐々木武観          | 北村秀敏   | 山田禅二、仲原新二、西郷昭二｜伊沢一郎｜吉田豊明、白石鈴雄｜水木襄｜宗方勝巳｜青木義朗久慈あさみ(勢津子)、川口恵子(いずみ)、森烈(葛西)、後藤ルミ(妙子)、河崎いち子(昌子)、建部道子(事務員)、前川真弓(アキ)、森本勝(沖口)、内山千鶴(和子)、小林テル(妙子の母)、山口千枝(婦警)、葛山幸子(婦警)、鈴木泰明(アナウンサー)、千崎ゆか(みつ子)、大森不二香(ルミ子)、小松聖子(恵子)、東映演技研修所(ミッションスクール生徒)、片山滉(妙子の父)、水沢摩耶(教師)、丹羽たかね(弥生)、浜田寸躬子(教師)、於島鈴子(教頭)、神田正夫(父兄代表)、岡村文子(寮副長)、江見俊太郎(尾崎)、吉川満子(校長) | |
| 3月29日  | 第543話 | 皆殺しの詩            | 小川記正            | 田中秀夫   | 山田禅二、仲原新二、西郷昭二｜伊沢一郎｜吉田豊明、白石鈴雄｜水木襄｜宗方勝巳｜青木義朗北条清(杉田)、瀬川由紀(美沙)、芹川洋一(坂井)、宗田政美(不二子)、多田藤憲(永田)、稲川善一(五十嵐)、曽根秀介(平本)、邦創典(黒川)、名川貞郎(看守)、山田甲一(吉川)、矢野間啓二(大野)、薙狂児(島田)、宮家芳文(今泉)、大塚崇(中島)、亀井三郎(浅草)、三浦利子(京子)、榎本英一(バーテン)、林浩二(本田)、久米俊明(学生)、三保まさ子(受付嬢)、岸野一彦(秘書)、福井友信(木暮)、美沙川晴子(学生)、吉永春樹(学生)、川瀬秀司(学生)、佐藤吉蔵(警官)、中西正(学生)、渡辺啓二(学生)、小玉しお(学生)、福井淑恵(学生)、河野洋子(フーテン)、加藤正之(水野)、会田世津子(学生)、小山柳子(ハナ)、滝波錦司(刑事)、三島一夫(擬斗)、全日本役者協同組合(特別出演)、長谷川弘(樋口)、小園容子(花江)、武藤英司(今井)、吉田義夫(西村) | |
| 4月5日   | 第544話 | 絶体絶命              | 佐治乾              | 龍伸之介   | 伊沢一郎｜山田禅二｜吉田豊明、白石鈴雄｜水木襄｜宗方勝巳｜青木義朗榊ひろみ(美那子)、西恵子(亜紀)、遠藤征慈(矢部)、佐々木一哲(宮本)、大前田武(竹下)、小沼和延(栗林)、平野康(東)、小柳冴子(恵美)、田中力(記者)、山田甲一(署長)、佐竹一夫(警官A)、美杉多映(女中)、大阪憲(従業員)、三島一夫(警官、擬斗)、篠原大作(アナウンサー)、西尾健(警官)、長坂蜂郎(記者)、森井睦(警官)、白鳥勝(従業員)、村井恵美(婚約者)、平井岐代子(古山の母)、藤山竜一(浅川)、清川新吾(古山)、関千恵子(とみ子)、人見明(沖島) | 協力：静岡県浜名湖観光協会、ホテル白山 |
| 4月12日  | 第545話 | 汚れた太陽            | 元持栄美            | 吉川一義   | 山田禅二、仲原新二、田川恒夫、西郷昭二｜伊沢一郎｜吉田豊明、白石鈴雄｜水木襄｜宗方勝巳｜青木義朗池田秀一(木村)、藤山律子(光恵)、木村豊幸(五郎)、美弥たか子(春子)、野口元夫(竜吉)、菅原チネコ(佐東)、直木みつ男(すし屋)、若山みち子(女将)、磯野のり子(美代子)、岡崎夏子(お時)、荒木將久(達夫)、山口千枝(千代)、中島かつみ(おかみさん)、山田甲一(主人)、木村修(太郎)、美沙川晴子(産婦)、村松美枝子(絹子)、伊藤慶子(産婦)、山田貴光(次郎)、竹田將二(酒屋)、高信正喜(勇)、吉沢信子(洋子)、鶴留理恵(エミ子)、宮川洋一(加賀田)、日高ゆりえ(敏江)、田浦正巳(早川)、浜田ゆう子(優子) | |
| 4月19日  | 第546話 | 四匹の牝猫            | 島津昇弌            | 伊賀山正光 | 山田禅二、仲原新二、田川恒夫、西郷昭二｜伊沢一郎｜吉田豊明、白石鈴雄｜水木襄｜宗方勝巳｜青木義朗万里昌代(礼子)、夏海千佳子(優子)、生田くみ子(京子)、北村総一郎(結城)、逗子とんぼ(田島)、進藤幸(まさ)、山本緑(加代)、葉山美樹(女中)、野本博(山下)、花乃みどり(笙子)、村井恵美(OL)、沢井早苗(OL)、寺島由美(雪子)、丘寵児(甚兵衛)、春江ふかみ(静子)、利根はる恵(秋江)、天王寺虎之助(大谷)、太刀川寛(中西) | |
| 4月26日  | 第547話 | 絞首台の青春          | 横山保朗            | 天野利彦   | 伊沢一郎｜吉田豊明、白石鈴雄｜水木襄｜宗方勝巳｜青木義朗長浜哲平(淳)｜三田今日子(有紀)｜池田生二(幸吉)、菅原慎予(勢津子)｜美舟洋子(八重子)、三川雄三(岡本)｜花原照子(千絵子)、日笠潤一(アナウンサー)｜小関友美子(雪子)、会田世津子(看護婦)、小出宏(遠藤)｜水町千代子(澄子)｜弘松三郎(高田)｜平凡太郎(喜多川) | |
| 5月3日   | 第548話 | 影を追う女            | 山本雪夫            | 田中秀夫   | 伊沢一郎｜吉田豊明、白石鈴雄、仲原新二｜水木襄｜宗方勝巳｜青木義朗小林幸子(珠子)、田中淑隆(吉田)、佐竹一夫(大久保)、伴藤武(若月)、宍倉るみ(時子)、高橋英三郎(勝)、片山滉(課長)、石垣守一(養父)、平松慎吾(内村)、小林テル(タバコ屋)、久保一(のみやの客)、西本雄司(邦男)、立林秀子(ラーメン屋)、小関友美子(少女時代の珠子)、滝波錦司(珠子の父)、三島一夫(擬斗)、浅草陣太(岡やん、特別出演)、田中筆子(婆さん)、青野平義(安造)、霧島八千代(スガ子)、野々浩介(船山)、南風夕子(早苗)、徳大寺伸(梅本)、前田通子(八千代)、藤岡重慶(革ジャンパーの男) | |
| 5月10日  | 第549話 | 太陽が欲しい          | 大石隆一            | 北村秀敏   | 山田禅二、仲原新二、田川恒夫｜伊沢一郎｜吉田豊明、白石鈴雄｜水木襄｜宗方勝巳｜青木義朗塚本哲(大滝)、本田圭子(ヒロ子)、岩城力也(内野)、山本廉(金井)、翠準子(光子)、中庸介(篠田)、佐野哲也(すし屋)、鈴木志郎(修一)、大原百代(時江)、橋本菊子(トメ)、大坪日出代(永見)、河合絃司(主人)、山本緑(タバコ屋)、山田甲一(刑事)、由起艶子(母)、緑八千代(反対派)、柿沢邦彦(辰夫)、大阪憲(警官)、清水美沙子(すし屋)、泉三枝子(反対派)、榎本英一(男)、伊藤慶子(主婦)、小玉しお(反対派)、木村修(医師)、石光豊(反対派)、有賀十(事務員)、高木秀代(反対派)、小甲登枝恵(女)、池上昌人(パーサー)、高橋香(工員)、小松聖子(京子)、清水智子(若い女) | |
| 5月17日  | 第550話 | ある異常人間          | 小川記正            | 吉川一義   | 山田禅二、仲原新二、田川恒夫、西郷昭二｜伊沢一郎｜吉田豊明、白石鈴雄｜水木襄｜宗方勝巳｜青木義朗宮浩之(川村)、高野ひろみ(峰子)、宇南山宏(竹本)、大坪日出代(主婦)、加藤恒喜(笠原)、藤井まゆみ(みさお)、山村晋平(客)、秋月喜久枝(婆や)、泉よし子(主婦)、伊藤敏孝(浩一郎)、榎本英一(バーテン)、松田真里(主婦)、中林義明(フーテン)、小松聖子(フーテン)、角友司郎(チンピラ)、星野ルミ(ゴーゴーガール)、橘ルミ(ゴーゴーガール)、三島一夫(擬斗)、里木左甫良(近藤)、戸田春子(とし江)、綾川香(関屋)、小林裕子(文江)、三田登喜子(よし子)、西沢利明(村山) | |
| 5月24日  | 第551話 | 群衆の中のひとり      | 西沢治              | 天野利彦   | 山田禅二、仲原新二、田川恒夫｜伊沢一郎｜吉田豊明、白石鈴雄｜滝川潤｜水木襄｜青木義朗大友柳太朗(友田)、水木梨恵(朝子)、頭師孝雄(雅也)、柿崎真二(牧)、平井佳代(由紀)、塚田正明(菊本)、小高まさる(砂塚)、西朱美(眉子)、小林テル(道子)、山口千枝(さおり)、森井睦(橘)、山崎純資(梅崎)、飯田テル子(愛子)、磯英明(夏村)、葛巻輝彦(小栗)、滝川浩(酔客)、山本みゆき(ちえみ)、島浩二(酔客)、三島一夫(擬斗)、一節太郎(歌手、特別出演)、天草四郎(弁士)、貫恒実(今福)、森山周一郎(下元)、小堀明男(岩下)、中北千枝子(津世子) | |
| 5月31日  | 第552話 | 奇蹟の女              | 元持栄美            | 中村経美   | 山田禅二、仲原新二、田川恒夫、西郷昭二｜伊沢一郎｜柴田昌宏(鷲見刑事)、白石鈴雄｜吉田豊明｜水木襄｜青木義朗集三枝子(真弓)、三枝美恵子(奈々子)、坂口徹(天知)、高田裕史(浦辺)、中原功二(冬島)、関戸純方(竹内)、嵐五郎(成瀬)、田中力(滝村)、菊地輝夫(戸川)、榎本英一(客)、伊藤正博(辻)、山本健(辰夫)、柿崎修司(金介)、練木二郎(洋一)、榛名潤一(係員)、西野礼子(ホステス)、鈴木暁子(百姓女)、井上雅子(銀行員)、須永加代(ホステス)、杉下昌司(係長)、矢口鉄男(店員)、木村修(店員)、中川昌也(五郎)、佐川二郎(客)、花岡菊子(好子)、藤山竜一(坂本刑事)、杉浦真三雄(遠山) | |
| 6月7日   | 第553話 | 悪魔の囁くとき        | 横山保朗            | 伊賀山正光 | 山田禅二、仲原新二｜伊沢一郎｜吉田豊明、柴田昌宏｜水木襄｜里見浩太朗谷口香(佳枝)、田中淑隆(白河)、磯野のり子(由美子)、本田竜彦(記者)、内田嵐(記者)、鈴木俊明(記者)、本田統(記者)、高通子(看護婦)、武田正信(三村)、中山剣吾(警官)、榎本英一(銀行員)、竹村清女(澄子)、大友町子(事務員)、美沙川晴子(事務員)、田中淳也(和夫)、内田博三(ガードマン)、武田一彦(検事補)、佐々木睦雄(刑事)、渡辺市松(配達員)、三島一夫(擬斗)、野村明司(検事)、堺左千夫(尾関)、天田俊明(小杉)、 | |
| 6月14日  | 第554話 | 悪女の季節            | 小川記正            | 北村秀敏   | 山田禅二、仲原新二、田川恒夫｜伊沢一郎｜吉田豊明、柴田昌宏｜水木襄｜宗方勝巳｜青木義朗浜田ゆう子(ルミ子)、守屋俊志(谷沢)、平島正一(田代)、和田一壮(小柳)、川島育恵(晴子)、梶原譲二(笹川)、小倉雄三(主人)、花原照子(家政婦)、村上幹夫(伊藤)、曽根秀介(中年男)、遠藤孝子(朱実)、安田明純(ヤクザ)、角友司郎(ヤクザ)、堀川雄一(ヤクザ)、森井睦(係員)、尾山勝(係員)、三島一夫(擬斗)、中真千子(しのぶ)、藤江リカ(ナオミ)、梶健司(加納) | 協力：小山ゆうえんちヘルスセンター |
| 6月21日  | 第555話 | 慕情                  | 佐々木武観          | 天野利彦   | 伊沢一郎｜山田禅二｜吉田豊明、白石鈴雄｜水木襄｜宗方勝巳｜青木義朗榊ひろみ(かなえ)、下條アトム（雄二）、笹達也(西森)、溝呂木但(岡部)、安田明純(男)、上田侑嗣（マネージャー)、三島一夫(男、擬斗)、大阪憲(駅員)、山田甲一(医者)、小林テル(おかみ)、吉田清(ボクサー)、花原照子(管理人)、大野広高(老人)、白鳥勝(吉井)、内山千鶴(店員)、滝川浩(青年)、野本博(青年)、大川真一郎(ボクサー)、吉沢信子(老婆)、角田七穂(店員)、向後登志江(店員)、辻直行(男の子)、中庸介（安川)、於島鈴子(おまつ)、湊俊一(笹島)、中真千子(のぶ子)、丘寵児(外山)、天王寺虎之助(重吉)、明石潮(源作) | 協力：埼玉県野上町、長瀞観光協会 |
| 6月28日  | 第556話 | 若い男と女の坂道      | 元持栄美            | 田中秀夫   | 山田禅二、田川恒夫、西郷昭二｜伊沢一郎｜吉田豊明、白石鈴雄｜水木襄｜青木義朗美樹克彦(西野)、小林幸子(典子)、瀬川由紀(昌美)、杉山元(弘)、高松大祐(辰夫)、野口元夫(幸作)、後藤ルミ(清子)、若宮邦夫(洗濯屋)、亀井三郎(職人)、大阪憲(職人)、松坂雅治(男)、結城千晶(ズベ公)、須田咲子(ズベ公)、内山千鶴(ズベ公)、清川美樹(ズベ公)、渡辺千代太(男)、佐藤ルミ(ズベ公)、牧れい子(女学生)、大河内ひろみ(女学生)、渡辺市松(ラーメン屋)、長根敏行(小学生)、渡辺一矢(小学生)、川崎純子(小学生)、高野澄子(小学生)、長根美恵(小学生)、三島一夫(擬斗)、清水一郎(工場長)、阿部寿美子(町子)、明智十三郎(池永)、久富惟晴(西野) | |
| 7月5日   | 第557話 | 芸者雪子の場合        | 西沢治              | 吉川一義   | 伊沢一郎｜吉田豊明、白石鈴雄｜宗方勝巳｜青木義朗平井昌一(竹腰)、野沢陽子(小夏)、高野ひろみ(夢路)、清水京子(雪子)、山本健(戸川)、大阪憲(木島)、石川アンリー(緋沙子)、葉山美樹(工員)、有賀十(工員A)、白鳥勝(工員B)、三島一夫(擬斗)、岩城力也(老巡査)、中井啓輔(片桐)、村田知栄子(鈴恵)、寺島達夫(柴田刑事)、南廣(吉行) | 協力：新潟県岩室町、新潟県寺泊町 |
| 7月12日  | 第558話 | 野獣の棲む街          | 中山隆三            | 伊賀山正光 | 山田禅二、仲原新二、田川恒夫、西郷昭二｜早川雄三(松木部長刑事)｜矢吹渡(浜田刑事)、柴田昌宏｜伊達正三郎｜里見浩太朗藤竜也(田沼)、北川美佳(順子)、美弥たか子(秀子)、橋本菊子(よし)、山野史人(吉岡)、建部道子(正子)、小田まり(若い娘)、北九州男(管理人)、柿沢邦彦(社員)、山口千枝(女事務員)、関戸純方(村川)、山本武(中国人)、榎本英一(社員)、速水鴻(石田)、赤城信(父親)、高通子(細君)、吉沢信子(女事務員)、内山千鶴(ホステス)、村井恵美(女事務員)、松本初代(女事務員)、城洋美(ホステス)、千代田美佐緒(ホステス)、成瀬英絵(女事務員)、足立伶二郎(擬斗)、鴨田喜由(部長)、直木みつ男(管理人)、森今日子(敏江)、片山滉(課長)、高宮敬二(坂本)、武藤英司(鏑木) | |
| 7月19日  | 第559話 | ある女の怪談          | 島津昇弌            | 中村経美   | 伊沢一郎｜山田禅二｜吉田豊明、白石鈴雄｜水木襄｜宗方勝巳｜青木義朗宗方奈美(玲子)、川上大輔(布施)、木下陽夫(三郎)、若山みち子(邦江)、渡辺美智子(百合子)、塚田正明(佐藤)、金子勝美(千代子)、石山克巳(記者)、亀井三郎(経営者)、佐竹一夫(記者)、泉三枝子(主婦)、大神信(山下)、松尾文人(守衛)、太田黒武生(用心棒)、宗田千恵子(看護婦)、木村修(無線係)、佐藤明美(アイ子)、大阪憲(男)、白鳥勝(アル中の男)、河野洋子(トルコ嬢)、遠藤孝子(OL)、須永かつ代(OL)、船久保信之(男)、岡本幸子(トルコ娘)、城洋美(トルコ娘)、三島一夫(擬斗)、長尾敏之助(山川)、山波宏(豊川)、柳瀬志郎(中田)、伊豆肇(岡本)、杉江廣太郎(佐川) | |
| 7月26日  | 第560話 | 放浪への脱出          | 西沢治              | 吉川一義   | 伊沢一郎｜白石鈴雄、矢吹渡｜吉田豊明｜宗方勝巳｜青木義朗吉田義夫(流雲)、松本紘一(虹二)、伊武正己(道夫)、泉洋子(夏子)、三枝美恵子(洋子)、大野広高(河内)、森康子(菊枝)、幾野道子(幾代)、立原博(夢麻呂) | OP・ED曲変更 協力：静岡県伊東市、伊東温泉観光協会、陽気館                                                                                                |
| 8月2日   | 第561話 | ある警察官            | 村田武雄            | 伊賀山正光 | 山田禅二、仲原新二、田川恒夫、西郷昭二｜早川雄三｜伊達正三郎、柴田昌宏｜生井健夫｜青木義朗青柳三枝子(片桐愛子)、浜口尚史(木島正夫)、佐代雅美(マリ)、若山みち子(佐川幸子)、高松政夫(佐川)、藤瀬俊夫(岡崎)、山本緑(君子)、塚田正明(塚本)、筧豊子(うめ)、石田英二(沢田)、花乃みどり(早苗)、岡田奈津子(町子)、安川留吉(戸越)、北原千歳(寿子)、佐々木睦雄(ボーイ)、金森清二郎(バーテン)、関口久美子(弓子)、黒崎勇(内山)、渡辺ゆき(ミチ)、足立令二郎(擬斗)、花岡菊子(典子)、杉義一(吾一)、久富惟晴(片桐) | |
| 8月9日   | 第562話 | 真夏の逃亡者          | 横山保朗            | 田中秀夫   | 伊沢一郎｜吉田豊明、白石鈴雄｜水木襄｜宗方勝巳｜青木義朗高野ひろみ(玲子)、清水京子(典子)、木村豊幸(安岡)、石川アンリー(利枝子)、児玉裕一(稔)、土屋靖雄(服部)、三島一夫(伊東、擬斗)、山本緑(芳江)、大阪憲(係員)、伊藤慶子(順子)、野沢陽子(久美子)、木村修(中村)、有賀十(従業員)、山本健(長島)、葉山美樹(由美子)、白鳥勝(島田)、成瀬英絵(看護婦)、石渡真也(子供)、藤山竜一(河崎)、南川直(川上刑事)、田代美代子(歌手、特別出演)、中井啓輔(支配人)、村田知栄子(のぶ子)、寺島達夫(都築) | OP曲一部変更 協力：新潟県長岡市、中郷村、山北町 |
| 8月16日  | 第563話 | 陽のあたる町          | 佐々木武観          | 天野利彦   | 山田禅二、仲原新二、田川恒夫、西郷昭二｜早川雄三｜滝川潤、柴田昌宏｜北原隆｜青木義朗浅香光代(おたき)、小野進也(高木)、中川三穂子(アキ子)、小田まり(春子)、金子勝美(真佐子)、菅原チネ子(くに江)、笹川恵三(弥吉)、本多洋子(みね子)、石黒正男(業者A)、右京孝雄(業者B)、竹口安芸子(黒枝)、野本博(吉村)、松本初代(夏子)、大川真一郎(中西)、高橋英三郎(堀井)、川上尊志(安夫)、清友基行(青年)、三谷幸子(くみ代)、牧田正嗣(河本)、湊俊一(岩山)、美弥たか子(婦警)、糸博(矢野)、高田直久(寛治)、佐伯徹(樋口)、増田順司(田倉)、小山源喜(松蔵) | |
| 8月23日  | 第564話 | 男がつぶやく子守唄    | 元持栄美 上岡由呼   | 中村経美   | 伊沢一郎｜白石鈴雄、矢吹渡｜吉田豊明｜宗方勝巳｜青木義朗万里昌代(由美子)、夏海千佳子(弘子)、三好美智子(晴美)、堀辺隆一(進)、山口千枝(貞子)、井上博一(奥田)、片山滉(支配人)、岸井あや子(管理人)、上野綾子(宮子)、石川玲(主人)、伊藤正博(丸井)、友野多介(靴屋)、武田正信(マスター)、葉山美樹(女)、大野広高(嘉平)、川島尊志(一郎)、榎本英一(手配師)、小貫瑞恵(時子)、小林千恵子(まり子)、三島一夫(擬斗)、白川奈美(夏子、特別出演)、中庸介(山中)、磯村千花子(とみ)、梅津栄(田畑)、佐々木功(寺内) | |
| 8月30日  | 第565話 | 誘拐                  | 横山保朗            | 田中秀夫   | 伊沢一郎｜吉田豊明｜白石鈴雄、矢吹渡｜宗方勝巳｜青木義朗森山周一郎(大島)、清水京子(寺山アキ子)、矢野間啓二(神谷)、多田藤憲(土屋)、泉三枝子(寿美子)、大阪憲(番頭)、矢口鉄男(店員)、森田結加(ルリ子)、丸茂由美子(恵子)、伊東平山(アベックの男)、小林千恵子(アベックの女)、三島一夫(擬斗)、里木左甫良(原田)、桜田千枝子(多佳子)、川合伸旺(藤本) | ED曲前ver.に戻る 協力:川治温泉 川治プリンスホテル |
| 9月6日   | 第566話 | 俺には親がいねえんだ! | 横山保朗            | 吉川一義   | 伊沢一郎｜白石鈴雄、矢吹渡｜吉田豊明｜宗方勝巳｜青木義朗花ノ本寿(修)、桜井浩子(由美子)、夏川圭(奈保子)、丸茂光紀(佐川)、大原百代(千枝子)、塚田正明(前村)、大村千吉(伊東)、花原照子(久子)、大阪憲(番頭)、佐竹一夫(店員)、築地博(今村)、野村順子(店員)、邦創典(寺務所係)、柿崎修司(筒井)、山口譲(吉田)、白鳥勝(運転手)、会田世津子(田舎娘)、三島一夫(擬斗)、横山富吉(松本、特別出演)、木元長十(係員、特別出演)、田村保(中沢)、岩城力也(遠藤)、藤山竜一(耕造)、西川敬三郎(大久保)、佐藤博(真治)、平田守(島岡)、小林重四郎(善吉) | 協力:作並温泉組合、東北観光開発センター、三色最中、ホテル天龍閣                                                                                          |
| 9月13日  | 第567話 | 女を棄てた女たち      | 西沢治              | 中村経美   | 山田禅二、仲原新二、田川恒夫、西郷昭二｜早川雄三｜矢吹渡、柴田昌宏｜水木襄｜伊達正三郎｜里見浩太朗中真千子(市子)、生田くみ子(銀子)、藤森達雄(竜三)、佐々木一哲(船田)、水沢摩耶(福子)、下川清子(郁代)、三川雄三(魚住)、片山滉(今澄)、伊藤正博(佃)、榎本英一(客)、矢口鉄男(波岡)、山本緑(妻)、高野澄子(さおり)、高野友子(カオル)、岩渕浩也(陽子の子供)、岩渕英二(陽子の子供)、長根敏行(義夫)、長根美恵(加代)、三島一夫(擬斗)、松風はる美(陽子)、松川純子(鏡子)、藤里まゆみ(房枝)、梅津栄(夏目)、星美智子(哲子) | |
| 9月20日  | 第568話 | 灰色の虹              | 西沢治              | 田中秀夫   | 山田禅二、仲原新二、田川恒夫｜伊沢一郎｜白石鈴雄、矢吹渡｜吉田豊明｜宗方勝巳｜青木義朗津坂浩史(青江)、新井庸弘(高志、劇団日本児童)、阿部仁志(則夫、劇団日本児童)、菅原チネ子(綾子)、練木二郎(健)、田端孝(芝木)、桔梗恵二郎(伸介)、山崎満(英造)、五月晴子(民江)、進藤幸(母親A)、加藤欣子(母親C)、西朱実(道代)、水町千代子(はま子)、小林テル(母親B)、高山久(記者)、平野正明(駅員)、根岸美恵子(ユキ)劇団日本児童 中村一浩(光一)、寺尾理恵(チエミ)、斉藤建夫(功)、田村正勝(進)長尾敏之助(大西)、筒野典子(評論家)、藤山竜一(来々軒)、三谷幸子(利枝)、小園容子(克子)、司美智子(知子)、天王寺虎之助(一ノ瀬)、増田順司(北小路) | |
| 9月27日  | 第569話 | 大都会の詩            | 佐々木武観          | 伊賀山正光 | 島宇志夫｜山田禅二、仲原新二、田川恒夫、西郷昭二｜早川雄三｜滝川潤、柴田昌宏｜北原隆｜伊達正三郎｜青木義朗平井岐代子(まき)、上田みゆき(美佐子)、高野ひろみ(きり江)、古谷一行(関口)、直木みつ男(高塚)、北町史郎(名越)、肥土尚弘(金沢)、小高まさる(管理人)、築地博(亭主)、武田一彦(医師)、武田正治(小島)、田村元治(工員)、伊藤慶子(主婦)、大倉千恵子(学生)、伊井篤(社員B)、池田勝美(すず江)、川瀬秀司(客B)、丸茂由美子(多恵)、森井睦(小谷)、金森清二郎(客A)、永谷健(社員A)、井関栄子(あやの)、中台章(学生)、長沢大(吉本)、美弥たか子(幸枝)、服部哲治(津山)、水上竜子(理枝子)、太宰久雄(猪村)、武藤英司(間部) | |
| 10月4日  | 第570話 | ホノルル特急002便     | 西沢治              | 天野利彦   | 伊沢一郎｜吉田豊明｜宗方勝巳｜青木義朗槇麻耶(玲花)、渚健二(江波)、野村明司(支社長)、松下昌司(社員)、早瀬恒志(社員)現地ハワイ特別出演 空中恒夫(刑事)、西脇弘孝(刑事)、ジョン・リー(フランク)、イレイン・リー(グロリラ)簡野典子(ケイ)、白石奈緒美(也寸子)、中尾彬（片桐） | 満十一周年記念番組 協賛：大韓航空、プリンセスカイウラニホテル、ふるさとハワイ、ダットサンハワイ、アラモアナショッピングセンター内(白木屋、HAWAIIAN HOST) |
| 10月11日 | 第571話 | 歪んだ誘惑            |                     |            | 早川雄三｜滝川潤、柴田昌宏｜轟謙二、北原隆｜里見浩太朗幾野道子、山口奈美、青木美香、下條正巳 | ※再放送欠番 |
| 10月18日 | 第572話 | 二十七年目の女        | 村田武雄            | 中村経美   | 山田禅二、仲原新二、田川恒夫、西郷昭二｜伊沢一郎｜白石鈴雄、矢吹渡｜吉田豊明｜宗方勝巳｜青木義朗久慈あさみ(靖子)、石坂ひろし(悟)、小野恵子(マリ)、片山滉(おやじ)、緑八千代(光子)、福井淑恵(恒子)、塚田正明(事務員)、水沢摩耶(管理人)、佐竹一男(望月)、小倉雄三(花村)、磯野のり子(則子)、五藤雅博(医師)、水島京子(松子)、秋月喜久枝(老婆)、須永康夫(巡査)、草野康雄(若い男)、潮みつこ(若い女)、佐藤明美(秀子)、松倉弘子(孝子)、川井みどり(みゆき)、早瀬恒志(新郎)、石原清美(新婦)、鮎川浩(藤村)、中庸介(細谷)、如月寛多(主人)、佐伯徹(若松)、小林裕子(朱実)、牧紀子(氷室)、阿部寿美子(由美) | |
| 10月25日 | 第573話 | 老刑事とその娘        | 柳節也 柄沢嘉平太   | 鈴木敏郎   | 山田禅二、仲原新二、田川恒夫、西郷昭二｜早川雄三｜滝川潤、柴田昌宏｜北原隆｜里見浩太朗瀬川菊之丞(潮)、原良子(美佐)、三夏伸(丸山)、田所陽子(幸子)、鈴木志郎(部長)、柳田豊(課長)、西朱実(マダム)、金子勝美(主婦(一))、大矢兼臣(アナウンサー)、小沢悦子(主婦(三))、榎本英一(職員)、香川リサ(妻)、山田貴光(工員B)、野村光絵(主婦(二))、諏訪竜二(工員A)、平井一幸(大下)、松下昌司(警官)、斉藤恵子(若い女)、高城淳一(重盛)、丘寵児(津村)、城所英夫(井村)、清川新吾(佐田)、明智十三郎(細川)、武藤英司(大和田) | |
| 11月1日  | 第574話 | ある女の詩            | 小川記正            | 中村経美   | 早川雄三｜滝川潤、山田禅二｜轟謙二、北原隆｜伊達正三郎｜里見浩太朗富山真沙子(明子)、美弥たか子(茂子)、森井睦(清久)、高野ひろみ(芳子)、直木みつ男(島村)、石田英二(松永)、逗子とんぼ(小泉)、鶴留理恵(さゆり)、建部道子(光枝)、照井湧子(夫人A)、九重ひろ子(夫人B)、下川清子(夫人C)、笹川恵三(明子の父)、秋月喜久枝(秋月の母)、榛名潤一(内山)、内山千鶴(ゆき)、村松美枝子(ホステス)、笹岡初美(ホステス)、近藤世津子(ホステス)、伊東平山(警官)、藤岡正夫(警官)、斉藤恵子(ホステス)、阿久津健(歌手、特別出演)、瀬良明(小野田)、森山周一郎(岩田)、田島義文(大田原)、渥美国泰(福田) | |
| 11月8日  | 第575話 | 真実への出発          | 元持栄美 上岡由呼   | 龍伸之介   | 早川雄三｜滝川潤、北村晃一｜轟謙二｜北原隆｜里見浩太朗角梨恵子(民子)、大浜詩郎(名取)、清水京子(一美)、杉山渥典(米倉)、片山滉(岩切)、岩城力也(岡田)、藤本満寿夫(平尾)、小沼和延(谷口)、緒方千秋(洋子)、葉山美樹(辰子)、小貫瑞恵(明美)、相川圭子(雪江)、川井みどり(由江)、国昌子(清子)、吉沢信子(戸山)、渡辺千世(ユリ子)、磯乃千鳥(正江)、目黒幸子(艶子)、清水一郎(木原)、吉田義夫(小西) | |
| 11月15日 | 第576話 | 悪夢                  |                     |            | 伊沢一郎｜白石鈴雄、北村晃一｜吉田豊明｜青木義朗藤田弓子、堀勝之祐、磯野のり子、弘松三郎、久富惟晴 | ※再放送欠番 |
| 11月22日 | 第577話 | 十八才の女            | 豊田総治 柳節也     | 伊賀山正光 | 島宇志夫｜山田禅二、仲原新二、田川恒夫、西郷昭二｜伊沢一郎｜白石鈴雄、北村晃一｜吉田豊明｜宗方勝巳｜青木義朗松村良子(里美)、泉洋子(加代)、本田圭子(敏子)、石川アンリ(久子)、中川三穂子(葉子)、杉山元(大塚)、田村孝司(森谷)、山口千枝(夏目)、小田まり(季子)、佐野哲也(鈴村)、小沢忠臣(吉田)、上田侑嗣(人夫)、笹川恵三(高森)、片山滉(島崎)、戸田春子(老婆)、川野耕司(後藤)、宍倉るみ(婦人)、山本緑(主婦A)、清水美佐子(団地夫人)、小高まさる(矢田)、大原百代(成沢)、花原照子(農婦)、吉岡映子(君子)、泉三枝子(かみさん)、水町千代子(団地夫人)、亀井三郎(工事監督)、木村一(増井)、永尾秀彦(海老原)、宗田千恵子(主婦)、榛名潤一(水島)、山田甲一(警官)、友野多介(梅野)、小甲登志枝(主婦B)、高通子(主婦C)、北原千歳(主婦D)、伊藤慶子(主婦E)、小林テル(団地夫人)、大野千秋(男A)、石橋睦夫(男B)、野本博(男C)、田原かよ(娘)、堀辺隆一(松下)、安川勝人(擬斗)、藤山竜一(老人)、花岡菊子(園長)、松風はる美(倉田美子)、見明凡太朗(倉田) | |
| 11月29日 | 第578話 | 大利根慕情            | 西沢治              | 龍伸之介   | 伊沢一郎｜早川雄三(松木刑事)｜山田禅二｜北村晃一｜吉田豊明｜宗方勝巳｜青木義朗岩崎信忠(宮川)、神鳥ひろ子(オリエ)、仙波和之(花森)、影山竜之(阿久津)、池田生二(神戸)、亀井三郎(長谷部)、五月晴子(みさ)、岸井あや子(キク)、大阪憲(駅員)、榛名潤一(大下)、安田孝(祐一)、赤城信(吉住)、白鳥勝(駅員)、三島一夫(擬斗)特別出演 奈良原常太郎(社長)、森谷紀子(店主)、栗原一雄(主人)直木みつ男(菱沼)、杉山俊夫(団)、柳谷寛(片山)、明石潮(海老原) | 協力：埼玉県妻沼町、妻沼観光協会、群馬飛行クラブ、東武鉄道、恵比寿産業KK                                                                                 |
| 12月6日  | 第579話 | 三船班ハワイへ飛ぶ    | 横山保朗            | 田中秀夫   | 仲原新二、西郷昭二、田川恒夫｜伊沢一郎｜白石鈴雄、北村晃一｜吉田豊明｜宗方勝巳｜青木義朗槙麻耶(礼子)、渚健二(トシオ)、野村明司(支社長)、北川陽一郎(中村)、金子勝美(事務員)、塚田正明(パーサー)、高山久(刑事)、津路清子(のぶ子)、石黒正男(渡辺)、有賀十(社員)、特別出演 ファラ・フィヤー・モエ(ロバート)、三朝礼子(ミツコ)、山口秀子(アンナ)、フィヤー・モエ(少年)、空中恒夫(熊内)、西脇弘孝(広田)筒野典子(ユリ子)、中尾彬(石戸)、白石奈緒美(由紀子) | 協賛：大韓航空、プリンセスカイウラニホテル、ふるさとハワイ、ダットサンハワイ ワイキキ免税店                                                              |
| 12月13日 | 第580話 | 刑事はつらいよ        |                     |            | 伊沢一郎｜白石鈴雄、山口嘉三（椿刑事）｜吉田豊明｜宗方勝巳｜青木義朗平凡太郎、天野新士、木田三千雄、杉狂児 | ※再放送欠番 |
| 12月20日 | 第581話 | 蒼い性                | 横山保朗            | 天野利彦   | 仲原新二、西郷昭二、田川恒夫｜早川雄三｜滝川潤、柴田昌宏｜北原隆｜伊達正三郎｜里見浩太朗長谷川待子(律子)、西村秀夫(勉)、本多洋子(美佐子)、宮沢奈穂美(マチ子)、紅理子(早苗)、松坂雅彦(伊原)、山尾範彦(豊)、杉弥生(啓子)、榎本英一(渡辺)、宗田千恵子(幸子)、相良光子(由紀子)、佐々木睦雄(警官)、斧田一則(男の子A)、相馬哲(男の子B)、藤田敏美(男の子C)、白取雅子(女の子A)、西川敬三郎(今井)、中庸介(細野)、宇南山宏(山根)、加藤真知子(博子)、宮川洋一(庄司)、浜田ゆう子(奈津子) | |
| 12月27日 | 第582話 | 消えゆく灯            | 佐々木武観          | 龍伸之介   | 山田禅二、仲原新二、西郷昭二、田川恒夫｜伊沢一郎｜白石鈴雄、北村晃一｜吉田豊明｜宗方勝巳｜青木義朗角梨枝子(ちとせ)、川村真樹(由紀子)、木村有里(志摩)、渡辺美知子(久美子)、水沢摩耶(沙織)、草野康雄(宮本)、橋本仙三(槌田)、前原久影(茂木)、平松慎吾(藤井)、柳田金一(手塚)、岸井あや子(おかみ)、大原百代(きく)、渡辺寿美子(さよ)、上野綾子(ハナコ)、大友町子(トキ)、恩田恵美子(主婦A)、野村光絵(主婦B)、九谷春子(エミ)、湊俊一(幸吉)、由起艶子(里江)、瀬良明(広岡)、真咲美岐(柳子)、木村元(磯部)、水村泰三(滝村)、森山周一郎(遠藤)、北上弥太郎(生田) | |

#### 1973年
| 放送日   | 各話    | サブタイトル              | 脚本                | 監督       | 出演者 | 備考 |
| -------- | ------- | ------------------------- | ------------------- | ---------- | --- | --- |
| 1月3日   | 第583話 | 初笑いトバッチリ三船班    | 横山保朗            | 鍛冶昇     | 伊沢一郎｜北村晃一｜白石鈴雄｜吉田豊明｜宗方勝巳｜青木義朗森次浩司(森山)｜岡田由紀子(渚)、葵三津子(洋子)｜和崎俊哉(崎田)、久冨惟晴(川崎)｜川合伸旺(藤村)、藤岡重慶(久野)｜杉山元(杉原)、泉洋子(篝)東映児童研修所 松坂峯男(秀男)、藤田敏美(忠夫)、高橋仁(克巳)劇団いろは 池田義彦(誠)、石井孝行(健一)、皆川義光(明)、兼安宏文(敏雄)見明凡太朗(見谷)、清水京子(弓子)｜中川三穂子(忍)、本田圭子(純子)｜野村順子(三穂子)、原田久(原田)｜藤田弓子(島夫人)｜吉田義夫(吉川)｜中尾彬(中尾)｜プロモーション・プラスワン(協力) | |
| 1月10日  | 第584話 | 新鮮な女                  | 山本雪夫            | 中村経美   | 山田禅二、田川恒夫、西郷昭二｜伊沢一郎｜白石鈴雄、北村晃一｜吉田豊明｜宗方勝巳｜青木義朗関かおり(美奈子)、真山譲次(風見)、辻しげる(健坊)、岡田奈津子(まゆみ)、佐々木一哲(金子)、丸茂光紀(酒井)、佐竹一夫(サブ)、峰村銀(矢部)、田中力(小宮)、石川玲(易者)、岡部絹子(女子学生)、若山みち子(焼鳥屋)、緑八千代(照子)、山田甲一(山荘の主人)、進藤幸(マサ)、大阪憲(酔客)、美笹ゆき子(焼鳥屋の女)、伊藤慶子(主婦)、小林テル(焼鳥屋の女)、花原照子(おばさん)、築地博(易者)、大野広高(老医師)、友野多介(おやじ)、山口萌(看護婦)、諏訪竜二(学生風)、松下昌司(易者)、萩生洋子(山荘の妻)、潮みつ子(女店員)、木島みゆき(繁子)、斉藤恵子(同僚)、三島一夫(擬斗)、守屋俊志(森)、山本廉(浅吉)、水上竜子(保母)、高野ひろみ(伊佐子)、高杉玄(斉藤)、星美智子(志津)                                           | |
| 1月17日  | 第585話 | 華麗なる貧困              | 元持栄美            | 田中秀夫   | 山田禅二、田川恒夫、西郷昭二｜早川雄三｜滝川潤、山口嘉三｜北原隆｜伊達正三郎｜里見浩太朗笹原光子(光恵)、千葉裕子(広子)、松尾悦子(依子)、奥田英二(明)、田畑孝(浩一)、山村圭次(坂井)、大倉千恵子(洋子)、矢の目ガン(集金人)、石黒正男(店長)、豊村真理子(女事務員)、竹村清女(婦人)、伊藤慶子(婦人)、小甲登志枝(婦人)、岩崎やす子(婦人)、久保伊都子(婦人)、滝川浩(職員)、国昌子(職員)、内山千鶴(職員)、笹岡初美(事務員)、里木左甫良(沼沢)、長沢大(前川)、日恵野晃(安土)、桜むつ子(信子)、玉村駿太郎(岩本) | |
| 1月24日  | 第586話 | ある死刑囚の詩            | 横山保朗            | 松島稔     | 仲原新二、西郷昭二、田川恒夫｜伊沢一郎｜白石鈴雄、北村晃一｜吉田豊明｜宗方勝巳｜青木義朗ベラ・シムス(ノブ)、水野マリア(リリ子)、メイ・ジュン(マキ)、岩垂克(大庭)、練木二郎(待寺)、渡辺啓二(浦川)、加藤三和(良子)、大阪憲(係官)、矢の目ガン(事務員)、三由茂(渡辺刑事)、亀井三郎(佐々木刑事)、赤城信(乗客A)、勝野誉志夫(駅員)、泉三枝子(啓子)、榎本英一(運転手)、川端嘉子(滋子)、汐見直行(駅員A)、平谷未治(乗客B)、榛名潤一(労務者)、黒田好彦(改札係)、貫恒実(教悔師)、堀勝之祐(坪田) | |
| 1月31日  | 第587話 | 雑草のような女            | 元持栄美            | 伊賀山正光 | 仲原新二、西郷昭二、田川恒夫｜早川雄三(松木部長刑事)｜山口嘉三、笠達也(片桐刑事)｜北原隆｜伊達正三郎｜里見浩太朗富山真沙子(晴美)、伊武雅之(古川)、松原和仁(誠)、美沙川晴子(由子)、直木みつ男(太市)、笹川恵三(本間)、山本緑(菊枝)、加藤三和(お民)、中山剣吾(警官)、築地博(おやじ)、新海丈夫(客)、野本博(警官)、仲野裕(若い男)、宮沢奈穂美(道子)、丘寵児(甚助)、如月寛多(善吉)、鮎川浩(佐伯)、松風はる美(登美子)、小笠原弘(誠一郎) | |
| 2月7日   | 第588話 | 南海の復讐                | 横山保朗            | 吉川一義   | 山田禅二、仲原新二、田川恒夫、西郷昭二｜伊沢一郎｜吉田豊明、北村晃一｜宗方勝巳｜青木義朗白石奈緒美(雅子)、渚健二(敏行)、津野哲郎(稲田)、阿部六朗(斉藤)、中野文吾(松田)、大野富久代(由利子)、亀井三郎(野村)、筒野典子(多佳子)、槇麻耶(晶子)、永井柳太郎(伏見)、須藤健(芦川) | 協賛：大韓航空、プリンセスカイウラニホテル、ふるさとハワイ、ダットサンハワイ                                                                              |
| 2月14日  | 第589話 | 浅間山慕情                | 横山保朗            | 鈴木敏郎   | 早川雄三｜笠達也、柴田昌宏｜北原隆｜岩上瑛｜里見浩太朗三田村元(佐々木)、隅田和世(早苗)、児玉裕一(明)、佐々木一哲(磯村)、野崎じゅん子(女将)、佐竹一男(運転手)、照内敏晴(三宅刑事)、美笹ゆき子(佳子)、竜村直樹(岡野)、堀北幸夫(吉村)、石黒正男(予想屋)、佐藤明美(百合子)、北川巧(番頭)、岩城力也(野村刑事)、小園容子(澄子)、藤里まゆみ(文子)、梶健司(塚田)、浜田ゆう子(寿子) | 協力：小諸市、ホテル千曲温泉、小諸警察署 |
| 2月21日  | 第590話 | 愛の崖                    | 西沢治              | 鈴木敏郎   | 山田禅二、仲原新二、西郷昭二、田川恒夫｜伊沢一郎｜白石鈴雄、北村晃一｜吉田豊明｜宗方勝巳｜青木義朗万里昌代(登紀子)、大坪日出代(志津)、菅原チネ子(貞子)、永井護滋(圭一郎)、高野浩幸(功)、所雅樹(達夫)、桔梗恵二郎(下条)、葛巻輝彦(塩月)、林幸子(菊枝)、森今日子(蘭子)、上田侑嗣(大出)、金子勝美(房子)、九重ひろ子(悦子)、関口久美子(郁子)、三上定良(学生A)、小山道代(学生B)、達純一(学生C)、池上明治(学生D)、舟久保信之(学生E)、西岡恵子(理恵)、六本木真(戸倉)、武藤英司(篠原) | |
| 2月28日  | 第591話 | 失われた乳房              | 元持栄美            | 天野利彦   | 山田禅二｜早川雄三｜笠達也｜北原隆｜伊達正三郎｜里見浩太朗平野康(野路)、川口恵子(英子)、秋元京子(路子)、安川留(田端)、仲野裕(石黒)、赤城信(吉岡)、清水美沙子(おばさん)、泉三枝子(主婦A)、花原照子(主婦B)、葉山美樹(主婦C)、秋月喜久枝(老婆)、大野幸司(今井)、高安真弓(まり子)、山田貴光(石山)、山口亮(草津)、上野綾子(有閑夫人)、小貫瑞恵(看護婦)、榛名潤一(借家人)、斉藤春元(老執事)、峰田智代(主婦)、高野ひろみ(加代)、直木みつ男(市村)、藤江リカ(洋子)、三島耕(山口)、目黒幸子(初枝) | |
| 3月7日   | 第592話 | 霧の中の焼死体            | 村田武雄            | 伊賀山正光 | 山田禅二、仲原新二、西郷昭二、田川恒夫｜伊沢一郎｜吉田豊明、柴田昌宏｜早川雄三｜宗方勝巳｜青木義朗榊ひろみ(広子)、水木梨恵(洋子)、水町千代子(圭子)、鍋たかし(繁)、弘松三郎(有馬)、山本緑(文子)、隅田和世(百合子)、肥土尚弘(佐竹)、武田一彦(小池)、九重ひろ子(雪子)、山田甲一(店主)、中山剣吾(西川)、紅垣雅次(新井)、関口久美子(美子)、沢美鶴(福田)、野本博(仲仕)、名倉美里(由紀)、川道国芳(森)、江夏宏城(社員)、内田博(社員)、葛山幸子(社員)、石光豊(仲仕)、中林庸子(社員)、杉山俊夫(原島)、中庸介(水上)、須藤健(唐沢)、杉江廣太郎(野村、三宅) | |
| 3月14日  | 第593話 | 魔性の女                  | 村田武雄            | 伊賀山正光 | 山田禅二、仲原新二、西郷昭二、田川恒夫｜早川雄三｜笠達也、柴田昌宏｜北原隆｜岩上瑛｜里見浩太朗酒井正子(礼子)、生田くみ子(雪江)、下川清子(ゆみ子)、佐野貞男(植村)、峰村銀(正之)、関戸純方(白鳥)、塚田正明(沢村)、田村元治(田沼)、美山ゆみ(冴子)、小貫瑞恵(八重)、杉浦悦子(昌代)、永田博丈(栗林)、仲野裕(相良)、宮家芳文(柴田)、峰夕子(ユカ)、川越たまき(お手伝い)、倉田地三(里見)、鴨田喜由(今沢)、花岡菊子(恒子)、岡部正純(岡野)、清水一郎(浅川)、三田桃基子(ハルミ)、田島義文(高松) | |
| 3月21日  | 第594話 | 新しい女                  | 元持栄美 樋口靜生   | 天野利彦   | 仲原新二、西郷昭二、田川恒夫｜伊沢一郎｜白石鈴雄｜吉田豊明｜宗方勝巳｜青木義朗宮浩之(伊東)、鷲尾真知子(康子)、藤山律子(ユリ)、堀川和栄(時子)、北川マキ(洋子)、千早蘭(早苗)、友田順子(智子)、土屋靖雄(野島)、片山滉(医師)、進藤幸(魚屋の客)、前田未来(看護婦)、山口萠(秘書)、花島泰雄(寿し屋)、星美智子(昌子)、北城寿太郎(沢田) | |
| 3月28日  | 第595話 | 人間標的                  | 小川記正            | 中村経美   | 山田禅二、仲原新二、西郷昭二、田川恒夫｜早川雄三｜笠達也、柴田昌宏｜北原隆｜伊達正三郎｜里見浩太朗夏海千佳子(アリサ、ローズ)、守屋俊志(伊東)、浜田寸躬子(靖子)、杉義一(増田)、中庸介(上條)、金子勝美(ミサ子)、片山滉(伊吹)、野口元男(吉野警部)、成田次穂(戸川刑事)、逗子とんぼ(福原)、肥土尚弘(藤田社員)、森井睦(仁木社員)、宗田千恵子(女秘書)、中山剣吾(青年行動隊)、川瀬秀司(タクシー運転手)、京極潔(土井社員)、平野正明(警官)、小沼和延(藤村)、松永守(作業員A)、内田忠男(作業員B)、松下昌司(警官A)、榎本良三(青年行動隊)、佐藤浩彦(作業員C)、稲葉稔孝(警官B)、斉藤恵子(秘書)、安川勝人(擬斗)、ゴールデンアロー(金粉ショー、特別出演)、浅野進治郎(郷原)、増田順司(社長小原)、天野新士(高橋)、江見俊太郎(島崎)、富田仲次郎(石堂)                                                        | |
| 4月4日   | 第596話 | 高円寺 吉祥寺 国分寺      | 西沢治              | 龍伸之介   | 山田禅二、仲原新二、西郷昭二、田川恒夫｜伊沢一郎｜滝川潤、白石鈴雄｜吉田豊明｜宗方勝巳｜青木義朗右京千晶(桃子)、田中婦二子(愛子)、藤田和彦(則夫)、福崎和宏(五郎)、大久保あかね(由紀)、本多洋子(麻里)、相良光子(三奈)、菅野直行(一也)、谷口まゆみ(千春)、伊藤敏孝(剛)、川又寿美子(娘)、吉田守(若者A)、三上定良(若者B)、山本相時(若者C)、青木美香(玲子)、由貴リエ(イツ子)、水沢摩耶(君子)、露原千草(幸子)、松風はる美(房子)、林孝一(修平)、加藤春哉(橋爪)、田島義文(秀雄) | |
| 4月11日  | 第597話 | 愛の屈折 銀座             | 元持栄美            | 松島稔     | 伊沢一郎｜柴田昌宏、西郷昭二、山田禅二｜吉田豊明｜早川雄三｜宗方勝巳｜青木義朗富山真沙子(貴代)、倉田爽平(雅之)、葵三津子(由美)、片山滉(フロント)、浜久子(秘書)、田村孝司(ボーイ)、大久保あかね(智子)、大野千秋(ボーイ)、劇団東芸、東映演技研修所、森山周一郎(川井)、並木一路(江波)、柳川慶子(邦子)、永井柳太郎(甚三)、見明凡太郎(樫村)、入川保則(秀夫) | 協賛：東京第一ホテルチェーン・銀座第一ホテル |
| 4月18日  | 第598話 | 黄色い性の風化            | 横山保朗            | 天野利彦   | 仲原新二、西郷昭二、田川恒夫｜伊沢一郎｜吉田豊明、柴田昌宏｜早川雄三｜宗方勝巳｜青木義朗伊藤幸子(恵子)、根岸一正(実)、田中智子(順子)、佐藤明美(晶子)、塚田正明(谷口)、吉沢信子(女店員)、平野正明(店員)、渡部邦男(新聞配達員)、木島幸(世津子)、小沢悦子(OL,A)、岡部絹子(OL,B)、若狭夕紀(OL,C)、川又寿美子(OL,D)、菊地正孝(警官)、片岡五郎(満)、村上幹夫(磯村刑事)、曽根秀介(中年男)、本田圭子(みどり)、田浦正己(修) | |
| 4月25日  | 第599話 | 女房貸します              | 西沢治              | 龍伸之介   | 山田禅二、仲原新二、西郷昭二、田川恒夫｜伊沢一郎｜吉田豊明、柴田昌宏｜早川雄三｜宗方勝巳｜青木義朗宗方奈美(理恵子)、宮浩之(植木)、真咲美岐(富子)、中島純一(卓也)、照井涌子(千秋)、塚田正明(エイコ)、木村修(さゆり)、広田正光(下条)、汐見直行(記者A)、山下勝也(記者B)、佐々木睦雄(記者C)、ローズ牧(あけみ、特別出演)、福山象三(白坂)、杉義一(沢島)、奥野匡(桑野)、丸山修(正田)、浅香春彦(日下)、佐伯徹(塩月) | |
| 5月2日   | 第600話 | 海は帰らない              | 駒田博之            | 吉川一義   | 山田禅二、仲原新二、西郷昭二、田川恒夫｜伊沢一郎｜吉田豊明、柴田昌宏｜早川雄三｜宗方勝巳｜青木義朗葉山良二(川崎)、生田くみ子(洋子)、遊佐ナオ子(かおる)、宍倉るみ(マダム)、進藤幸(母)、逗子とんぼ(常連客)、直木みつ男(客)、仙波和之(漁師)、佐野哲也(所長)、池田生二(屑屋)、亀井三郎(客)、三川雄三(組合長)、松尾文人(医師)、山口千枝(朱実)、花原照子(港の女A)、美笹ゆき子(港の女B)、田村元治(板垣)、滝島孝二(酔客)、榛名潤一(男A)、佐竹一夫(港の男A)、江夏宏城(港の男B)、川瀬秀司(従業員A)、岡部政明(アナウンサー)、杉浦千江子(女中)、宗田千恵子(まり)、佐藤明美(伸江)、神戸兼子(妻)、吉沢信子(事務員)、松本嘉(男B)、武田正信(配達員)、野本博(学生風A)、菊地正孝(学生風B)、仲野裕(従業員B)、加藤土代子(おばさん)、今村原兵(和尚)、里木左甫良(老漁師)、日高ゆりえ(洋子の母)、中田博久(山口) | 協賛：伊東観光協会、ホテルゑびな |
| 5月9日   | 第601話 | 悪魔のような女            | 元持栄美 柳節也     | 中村経美   | 山田禅二、仲原新二、西郷昭二、田川恒夫｜早川雄三｜笠達也、柴田昌宏｜北原隆｜岩上瑛｜里見浩太朗谷口香(房江)、小林幸子(佐代子)、矢野間啓二(光夫)、長沢良治(雄央)、岸井あや子(栄子)、榎本英一(中西)、佐竹一男(受付)、木村修(バーテン)、佐藤吉蔵(若者)、森谷正(ボーイ)、特別出演 東京新宿バーローズ総出演幸田宗丸(入江)、花岡菊子(時子)、宮川洋一(根本)、藤山竜一(松林)、岩崎信忠(亮一)、小林千枝(羊子)、小林裕子(園枝)、柳生博(藤倉) | |
| 5月16日  | 第602話 | 香港から来た女            | 横山保朗            | 今村農夫也 | 仲原新二、西郷昭二、田川恒夫｜伊沢一郎｜吉田豊明、柴田昌宏｜早川雄三｜宗方勝巳｜青木義朗倉岡伸太朗(倉岡刑事)、岩崎信忠(宇佐見)、桜井浩子(晶子)、下川清子(澄子)、片山滉(医師)、建部道子(君江)、大川泉(桜井)、山下哲男(田坂)、大野千秋(ボーイ)、志麻明子(幸子)、三島一夫(擬斗)、君夕子(唄手、特別出演)、黄錦英(特別出演)、藤山竜一(大島)、西川敬三郎(沖田)、平井岐代子(邦子)、磯乃ちどり(節子)、剣持伴紀(市原)、中尾彬(一郎) | 協力:油壺 観潮荘 |
| 5月23日  | 第603話 | 同棲の軌跡                | 元持栄美            | 中村経美   | 山田禅二、田川恒夫、西郷昭二｜伊沢一郎｜倉岡伸太朗｜吉田豊明｜早川雄三｜宗方勝巳｜青木義朗藤本三重子(雪江)、木下清(孝二)、井原千壽子(昌美)、佐竹一夫(小倉)、山口千枝(弘子)、金子勝美(依子)、佐藤明美(富子)、八百原寿子(看護婦)、渡部市松(管理人)、野村順子(若い女)、中村英生、吉田守、舟久保信之、清水石明美、志麻明子、岡田稔、井上正宏、山下定夫、三上定良、原田清、喜多操、佐藤いつ子、前川真弓、三島一夫(擬斗)、直木みつ男(友川)、石井宏明(大谷刑事)、杉浦真三雄(山下)、石橋雅史(杉山)、井上千枝子(ふみ)、和崎俊也(河西) | |
| 5月30日  | 第604話 | 金と毒薬と老嬢            | 小川記正            | 天野利彦   | 山田禅二、仲原新二、西郷昭二、田川恒夫｜伊沢一郎｜吉田豊明｜倉岡伸太朗｜早川雄三｜宗方勝巳｜青木義朗沢村貞子(アンジェラ)、鈴木サチ(テレサ)、鈴木志郎(川津)、逗子とんぼ(砂田)、五月晴子(松子)、田辺進三(主人)、石川敏(小林)、堀川雄二(影の男)、松沢勇(矢野の子分)、安藤三男(紋太)、丘寵児(お巡りさん)、河村弘二(市村)、森山周一郎(矢野)、村田知栄子(イヴォンヌ) | |
| 6月6日   | 第605話 | 恋の裏通り                | 西沢治              | 今村農夫也 | 山田禅二、仲原新二｜伊沢一郎｜倉岡伸太朗｜吉田豊明｜早川雄三｜宗方勝巳｜青木義朗西恵子(しのぶ)、遊佐ナオ子(マチ子)、原田康悦郎(真一路)、直木みつ男(日夏)、曽根秀介(客A)、金子勝美(いずみ)、山田甲一(客D)、大阪憲(酔客)、榎本英一(客C)、仲塚康介(マネージャー)、渡部市松(中年男)、犬飼久美子(治子)、宗田千恵子(沙織)、桜庭玲子(くみ子)、沢井早苗(夕子)、香川リサ(桐子)、世里なつる(くるみ)、小川寛江(谷津子)、木村修(酔客)、高野隆志(酔客)、松下昌司(客B)、池上明治(若い男)、久保伊都子(老婆)、松本初代(ホステス)、石原清美(ホステス)、大家博(ボーイ)、八代亜紀(亜紀、特別出演)、直木晶子(環)、外山高士(財津)、多々良純(英吉) | |
| 6月13日  | 第606話 | 愛と憎しみの湖            | 佐々木武観          | 龍伸之介   | 山田禅二、田川恒夫、西郷昭二｜伊沢一郎｜倉岡伸太朗｜吉田豊明｜早川雄三｜宗方勝巳｜青木義朗有沢正子(真沙子)、林靖子(美也子)、松坂雅治(清水)、徳久比呂志(松崎)、井上博一(宮川)、武田昌之(岡本)、水島京子(管理人)、池田生二(老人)、伴東武(吉村)、柿沢邦彦(小西)、小沢悦子(レジ嬢)、仲野裕三(ホストA)、大山高男(ホストB)、安川留(ホストC)、菊地正孝(ボーイ)、青木美香(夏代)、宮内順子(瑞江)、小笠原弘(雨宮)、松本朝夫(池島)、武藤英司(上林) | |
| 6月20日  | 第607話 | 砂の塔                    | 横山保朗            | 吉川一義   | 仲原新二、田川恒夫｜伊沢一郎｜倉岡伸太朗｜吉田豊明｜早川雄三｜宗方勝巳｜青木義朗木下清(克哉)、中川三穂子(慶子)、鍋たかし(武志)、本田圭子(雅子)、成田次穂(榎本)、山口千枝(みどり)、亀井三郎(小坂)、久松夕子(文子)、大阪憲(沢野)、萩原信二(中村)、三島一夫(擬斗)、宮田洋容(松原、特別出演)、ふじ由起江(美和子、特別出演)、花岡菊子(弥生)、小林裕子(郁子)、目黒幸子(乃里子)、吉田義夫(久保田)、里見浩太朗(高倉主任) | 協賛：御宿ハック田園 |
| 6月27日  | 第608話 | 燃える炎の女              | 小川記正            | 中村経美   | 山田禅二、仲原新二、西郷昭二、田川恒夫｜伊沢一郎｜倉岡伸太朗｜水木㐮｜吉田豊明｜宗方勝巳｜青木義朗鹿山有紀(夏子)、宇南山宏(今井)、土井かつえ(昌子)、湊俊一(主人)、由起艶子(さと江)、宍倉るみ(芳子)、片山滉(三輪)、志水辰三郎(杉本)、進藤幸(かね)、矢の目ゲン(客B)、三川雄三(客A)、清水武(鮫島)、西沢武夫(せり手)、神弘芳(藤本)、柴田浩貴(山本)、木村一(子分B)、榛名潤一(主人)、佐々木睦雄(店員)、野本博(子分A)、木島幸(妻)、高野隆志(客C)、渡辺安章(子分C)、白鳥勝(警官)、清水一郎(加藤)、北見治一(治平)、伊吹徹(稲垣)、太刀川寛(久保寺)、小山源喜(幸田) | 協賛：宇都宮グランドホテル |
| 7月4日   | 第609話 | 子は誰がために泣く        | 鹿谷裕一            | 龍伸之介   | 山田禅二、仲原新二、西郷昭二、田川恒夫｜早川雄三｜北原隆｜笠達也｜柴田昌宏｜伊達正三郎｜青木義朗大堀早苗(佐知子)、大林隆介(健児)、高土新太郎(坂口)、小磯マリ(千春)、三谷幸子(律子)、加藤三和(トヨ)、川部修詩(編集長)、笹川恵三(千吉)、本田恵子(若い女)、佐藤明美(悦子)、松本嘉(飼育係)、川越たまき(保母)、大阪由佳(由佳)、宮川洋一(牛山)、小林稔侍(宮地)、シャイニング・ピーターズ･高砂久美(躍り、特別出演)、関敬六(疋田、特別出演)、橘公子(良江)、須藤健(八木沢)、高野真二(山岡) | 協賛：熱海ホテル静観荘 |
| 7月11日  | 第610話 | 恐るべき幽霊              | 小川記正            | 天野利彦   | 山田禅二、仲原新二、西郷昭二、田川恒夫｜伊沢一郎｜矢吹渡、白石鈴雄｜吉田豊明｜宗方勝巳｜青木義朗村田知栄子(お紺)、園浦ナミ(千恵子)、桜井浩子(さゆり)、大浜詩郎(吾一)、美笹ゆき子(いね)、牧田正嗣(巡査)、土屋靖雄(小山)、戸田春子(川口)、笹川恵三(爺)、阿部六朗(俳優)、津村秀祐(大塚)、磯野のり子(夏川)、曽根秀介(栄一)、水島京子(女将)、佐竹一夫(早瀬)、大町友子(農婦)、葉山美樹(保健婦)、榎本英一(俳優)、会津はるこ(女中)、山口亨(配達員)、三島一夫(擬斗)、伊藤陽子(孝子)、里木左甫良(源吉)、磯乃ちどり(久)、明智十三郎(伊右ヱ門)、丹羽又三郎(田辺)、藤岡重慶(辻村) | |
| 7月18日  | 第611話 | 奪われた関係              | 村田武雄            | 今村農夫也 | 山田禅二、仲原新二、西郷昭二、田川恒夫｜早川雄三｜柴田昌宏、笠達也｜北原隆｜伊達正三郎｜青木義朗平野康(圭一郎)、清水石明美(洋子)、鈴木志郎(義人)、水町千代子(華子)、直木みつ男(田波)、滝島孝二(杉本)、佐々木一哲(山際)、九重ひろ子(鈴子)、大下真司(川原)、花原照子(主婦A)、高松政雄(工場長)、高橋香(中島)、若山みち子(文子)、宮家芳文(下山)、会津はるこ(主婦B)、前田未来(晴美)、榎本英一(住人A)、大泉公孝(宮崎)、塚田来人(新聞配達員)、佐川二郎(住人B)、佐藤吉蔵(クリーニング屋)、松下昌司(管理人)、東映演技研修所、東映児童演劇研修所、藤山竜一(松吉)、堀越節子(寿子)、小笠原弘(哲夫)、松風はる美(広子)、初瀬乙羽(時子)、永井柳太郎(荘太郎)、明石潮(小倉) | |
| 7月25日  | 第612話 | 誘惑の報酬                | 元持栄美            | 龍伸之介   | 山田禅二、仲原新二、西郷昭二、田川恒夫｜伊沢一郎｜吉田豊明｜水木㐮｜倉岡伸太朗｜宗方勝巳｜青木義朗小林幸子(洋子)、矢野間啓二(建一)、山口奈美(綾子)、岸井あや子(春江)、大坪日出代(敏子)、片山滉(部長)、佐竹一夫(矢野)、安田明純(岡本)、松尾文人(医師)、山崎知子(由美)、鹿島信哉(岡部)、三沢憲治(三郎)、山尾範彦(辰夫)、菊地健一(中西)、桐山浩一(バーテン)、赤城信(工員B)、藤木満寿夫(工員C)、田村孝二(やくざA)、矢代圭(やくざB)、奥山正勝(ボーイ)、池上明治(フロント)、山下則夫(工員A)、渡辺安章(擬斗)、宗近晴見(茂)、天王寺虎之助(洋太郎)、武藤英司(新井) | 協賛:B.V.Dヨネクラプロモーション |
| 8月1日   | 第613話 | 転落の愛                  | 佐々木武観 横山保朗 | 天野利彦   | 山田禅二、田川恒夫、西郷昭二｜伊沢一郎｜倉岡伸太朗｜吉田豊明｜早川雄三｜宗方勝巳｜青木義朗藤本三重子(あき子)、木下清(俊司)、松野邦夫(修)、小浅初江(京子)、所雅樹(田沢)、仲野裕二(中島)、菊地正孝(ボーイ)、白鳥勝(運転手)、杉浦敦子(ホステス)、林美果(歌手、特別出演)、鮎川浩(店主)、中庸介(池島)、高杉玄(南條) | 協賛:横浜ステーキハウスベルエア、横浜・山下町サテライトホテルヨコハマ                                                                                     |
| 8月8日   | 第614話 | 死刑囚のプレゼント        | 横山保朗            | 松島稔     | 伊沢一郎｜山田禅二｜倉岡伸太朗｜吉田豊明｜早川雄三｜宗方勝巳｜青木義朗村田知栄子(康子)｜大林隆介(武志)、山口暁(春夫)｜成川哲夫(敏哉)、半田明子(玲子)｜小柳冴子(奈保子)、堀辺隆一(鶴岡)｜中野文吾(淳)、宮沢奈緒美(ますみ)、伊藤正博(志村)｜大阪憲(現場監督)、白鳥勝(ボーイ)、小沢悦子(早苗)、渡辺市松(看守)｜宗方奈美(摂子)｜森山周一郎(達男)｜平凡太郎(北川) | 協賛:日本高速フェリー株式会社”さんふらわあ”、鹿児島県西桜島町、城山観光ホテル、指宿白水館                                                                 |
| 8月15日  | 第615話 | 下町の灯                  | 山本雪夫            | 鈴木敏郎   | 山田禅二、仲原新二、西郷昭二、田川恒夫｜早川雄三｜生井健夫｜柴田昌宏｜伊達正三郎｜里見浩太朗戸部夕子(陽子)、吉田真(盛正)｜福山象三(陳)、中庸介(石黒)、橋本仙三(渡辺)｜大原百代(おかみ)、山本緑(母親)、佐野哲也(梅沢)｜亀井三郎(寿司屋)、永井玄哉(染谷)、伊吹新(劇場主)｜津路清子(お高)、大阪憲(やくざ)、吉本晴夫(駒之助)、堀川雄一(従業員)｜田村孝二(五郎)、秋月喜久枝(婆さん)、森田雄三(亀次郎)/三島一夫(擬斗)｜錦とも子(百子、特別出演)、泉よう子(後家、特別出演)｜清水一郎(宮川)、如月寛多(座長)｜青沼三朗(徳丸)｜水木梨恵(千鳥)｜堀勝之祐(樋口)｜並木一路(独活山）清川新吾(中村、ノンクレジット) | |
| 8月22日  | 第616話 | サカサマ時代              | 西沢治              | 田中秀夫   | 伊沢一郎｜倉岡伸太朗｜吉田豊明｜早川雄三｜宗方勝巳｜青木義朗寺島信子(理恵)｜ひろみどり(葉子)｜建部道子(佐知子)、水沢摩耶(はま子)｜若山みち子(美子)、森今日子(客C)、泉三枝子(主婦A)｜高田裕史(則夫)、杉浦千江子(客A)、泉喜和子(客E)、金子勝美(客F)｜吉沢信子(照代)、菅原慎予(客D)、三上定良(ホスト2)、森永双(ホスト1)｜川道国芳(明)、南波久美子(女記者A)、村松美枝子(女記者B)、堀美鈴(女記者C)｜関口久美子(主婦C)、千早蘭(女)、浅野万里子(主婦B)、竜のり子(主婦D)、郷内栄喜(男)｜東映演技研修所｜小園容子(妙子)、直木みつ男(河西)｜玉村駿太郎(敬太郎)｜吉川満子(久乃)｜富田浩太郎(修造) | 協賛:ミカレディ |
| 8月29日  | 第617話 | 若者よ夜明けを探せ        | 駒田博之            | 天野利彦   | 伊沢一郎｜倉岡伸太朗｜水木㐮｜吉田豊明｜宗方勝巳｜青木義朗北条清(哲哉)、高田直久(吉村)｜山口暁(村上)、笠井一彦(若林)｜菅野直行(富田)、白鳥勝(高橋)｜和田恵利子(洋子)、五十嵐五十鈴(みどり)｜千早蘭(百合子)、中田真里(久子)、片桐陽子(和枝)｜亀井三郎(松原巡査)、川野耕司(支配人)、山田甲一(管理人)｜如月寛多(別荘番)｜三上定良(田中)、武田正信(バーテン)、松下昌司(人夫)、仲野裕二(バーテン)｜宗田千恵子(受付の女)、七海わたる(大松)、菊地正孝(若者)、橘紀美(ゴーゴーガール)｜舟久保信之(若者)、井上正広(若者)、高野恵子(若者)、綱口葉子(若者)、久保木利貴(少年) | 協賛:伊豆畑毛温泉フジタウン、伊豆長岡温泉荏原観光ホテル                                                                                                   |
| 9月5日   | 第618話 | 大都会の野良犬            | 鹿谷裕一            | 中村経美   | 山田禅二、田川恒夫、西郷昭二｜伊沢一郎｜倉岡伸太朗｜吉田豊明｜早川雄三｜宗方勝巳｜青木義朗林ゆたか(哲夫)｜大和撫子(ユキ)｜高山彰(五郎)、加藤真知子(ナオミ)｜小磯マリ(日出子)、佐野哲也(宇田川)、岸井あや子(藤江夫人)｜九重ひろ子(妙子夫人)、福沢典子(杏子)、篠原大作(司会者)｜赤城信(占部)、榛名潤一(金子)、石川敏(重松)｜吉本晴夫(秋山)、会津はるこ(夫人)、白鳥勝(チンピラ)、高橋晴雄(男)｜湊俊一(石本)、奥野匡(鬼頭)｜花岡菊子(うめ)、里木左甫良(惣吉)｜鶴見丈二(望月)｜星美智子(冴子) | 協賛:ペットコンサルタント岩元動物病院 |
| 9月12日  | 第619話 | 南国慕情                  | 横山保朗            | 龍伸之介   | 伊沢一郎｜吉田豊明｜倉岡伸太朗｜早川雄三｜宗方勝巳｜青木義朗大林隆介(透)｜成川哲夫(伸男)｜半田明子(晶子)、小柳冴子(みどり)｜山口暁(浩)、堀辺隆一(鶴岡)｜宮沢奈緒美(博子)、森今日子(陽子)｜大阪憲(主人)、白鳥勝(運転手)｜宗方奈美(町子)｜森山周一郎(一夫)｜平凡太郎(健造)｜村田知栄子(有紀子) | 協賛:日本高速フェリー株式会社”さんふらわあ” 自然と人間との調和 山林復興株式会社 かごしま国際ジャングルパーク 鹿児島霧島国際ホテル、指宿白水館、高知桂松閣 |
| 9月19日  | 第620話 | ある恐怖の記録 やさしい女 | 佐々木武観          | 中村経美   | 山田禅二、仲原新二、西郷昭二、田川恒夫｜早川雄三｜北原隆｜笠達也｜柴田昌宏｜伊達正三郎｜青木義朗成川哲夫(新治)｜根岸一正(覚)、杉山元(孫一)｜川瀬ミキ(たまみ)、小浅初江(智代)、松尾悦子(満子)｜世里なつる(えつ子)、山下哲男(岡部)、森みつる(綾子)、川島哲也(おさむ)｜安達由紀(夏村)、塚田正明(幹事)、須永康夫(中年男)、清水武(西森)｜友野多介(伊崎)、小林テル(主婦A)、九重ひろ子(主婦B)、恩田恵美子(保母)｜山田貴光(警官B)、江夏宏城(警官A)、渡辺澄子(看護婦)、吉沢信子(レジの女)｜藤岡恵子(OL A)、三浦由紀(OL B)、小貫瑞恵(芸者A)、川越たまき(芸者B)、宮崎あすか(岡部の女房)｜里木左甫良(老人)、近松俊夫(医者)｜福田公子(幸枝) | |
| 9月26日  | 第621話 | 日本刀を斬る              | 小川記正            | 北村秀敏   | 山田禅二、仲原新二、西郷昭二、田川恒夫｜伊沢一郎｜倉岡伸太朗｜吉田豊明｜早川雄三｜宗方勝巳｜青木義朗吉田義夫(逸見)｜生田くみ子(和代)、山波宏(高田)｜笹原光子(千代子)、建部道子(夏子)｜塚田正明(山中)、武田一彦(木村)｜竹村清女(小夜子)、鈴木俊介(司会者)、川越たまき(キャディー)｜青木えつ子(歌手、特別出演)｜桜井とし子(栄子)、庄司永建(小山田)｜有馬昌彦(堀田)、日高ゆりえ(富士子)｜藤岡重慶(田宮) | |
| 10月3日  | 第622話 | 刑事対検事                | 西沢治              | 吉川一義   | 伊沢一郎｜山田禅二｜吉田豊明｜倉岡伸太朗｜早川雄三｜宗方勝巳｜青木義朗藤本三重子(竜子)｜夏海千佳子(直美)｜高島稔(錦一)｜伊藤正博(検事)、山下則夫(若者)、松尾文人(検事)｜藤山竜一(木島)｜幾野道子(比佐子)｜加藤和恵(花子)｜西沢利明(片桐) | |
| 10月10日 | 第623話 | ある夜の出来ごと          | 横山保朗            | 天野利彦   | 伊沢一郎｜吉田豊明｜倉岡伸太朗｜早川雄三｜宗方勝巳｜青木義朗高野ひろみ(涼子)｜桐原史雄(丸山)、中野文吾(大庭)｜花島泰雄(飯田)、遠藤孝子(奈美子)｜内田嵐(佐藤)、小倉雄三(橋本)、田中淳也(登)｜大阪憲(男C)、榎本英一(男B)、宗田千恵子(康子)｜七海わたる(警官)、金森清二郎(男A)、新田祐子(OL)/三島一夫(擬斗)｜島宇志夫(ナレーター)｜大原百代(時子)、川上一男(大野)｜守屋俊志(松浦)、加藤土代子(房子)｜二瓶秀雄(田代)、中島元(清水)｜加藤春哉(阿部)｜江幡高志(杉江) | |
| 10月17日 | 第624話 | 恐怖のハネムーン          | 横山保朗            | 松島稔     | 伊沢一郎｜山田禅二｜倉岡伸太朗｜吉田豊明｜早川雄三｜宗方勝巳｜青木義朗山口暁(昇)｜小柳冴子(ユリ)｜大林隆介(弘志)｜成川哲夫(事務長)、堀辺隆一(鶴岡)｜亀井三郎(小泉)、片山滉(医師)｜金子勝美(朱実)、伊藤慶子(良子)｜半田明子(案内嬢)、宮沢奈緒美(雅子)｜大阪憲(ボーイ)、白鳥勝(バーテン)｜宗方奈美(小夜子)｜平凡太郎(菊地)｜森山周一郎(稲村) | 協賛:日本高速フェリー”さんふらわあ” 自然と人間との調和 山林復興株式会社 かごしま国際ジャングルパーク 霧島国際ホテル 城山観光ホテル 四国桂松閣             |
| 10月24日 | 第625話 | 生と死の詩                | 元持栄美            | 龍伸之介   | 宗方勝巳｜田川恒夫｜水木㐮｜青木義朗萩生田千津子(銀子)｜西条貴之(伸一)｜中川三穂子(治子)、五十嵐五十鈴(順子)｜中野善之(六郎)、山下勝也(良夫)｜伊藤正博(医師)、萩原信二(男)、曽根秀介(中年男)｜安井栄子(女)、伊藤慶子(主婦)、小野富士子(売り子)/三島一夫(擬斗)｜戸田春子(老婆)、川部修詩(車掌)｜磯村千花子(加代)｜堀勝之祐(弘) | |
| 10月31日 | 第626話 | 女のみち                  | 小川記正            | 若林幹     | 山田禅二、仲原新二、西郷昭二、田川恒夫｜早川雄三｜笠達也、日高吾郎(日高刑事)｜柴田昌宏｜伊達正三郎｜里見浩太朗続圭子(敏子)｜松尾悦子(田鶴子)、野沢さとみ(まり)、鈴木さち(えり子)｜西村淳二(佐久間)、谷津勲(今井田)、神ひろし(市川)｜小林てる(中年の女)、大月優子(隣の女)、伴藤武(職人)｜松本啓子(木村)、若尾義昭(運転手)、笹本顕(キャメラマンA)、木村一(キャメラマンB)｜中楯富久子(飯塚)、奥田美和子(女の子)、前田未来(竜子)、中井ゆう子(美江)｜大隅さとみ(富子)、仲台章(バーテン)、吉川純子(幸子)、小貫瑞恵(鳴瀬)｜星まり子(みち子、特別出演)｜田浦正己(原田)｜浜田ゆう子(みね子) | |
| 11月7日  | 第627話 | 十七才心中                | 元持栄美            | 中村経美   | 伊沢一郎｜吉田豊明｜水木㐮｜早川雄三｜青木義朗木下清(淳二)｜井岡文世(圭子)、千葉裕(秀彦)｜桐山孝一(田村)、佐々木進(川辺)、小浅初江(悦子)｜高木久芳(助教授)、亀井三郎(看守A)、津田順子(由美子)｜山田甲一(中年男)、佐川二郎(客)、田辺勇(情夫)｜木村修(アナウンサー)、吉沢信子(看護婦A)、田沢裕子(ホステス)、笹岡初美(看護婦B)｜今村均(アベックの男)、杉浦敦子(アベックの女)、尾崎ますみ(早苗)、古沢和芳(看守B)/三島一夫(擬斗)｜三田桃基子(晴子)｜大坪日出代(路子)、三谷幸子(由枝)｜池田忠夫(典之)｜高城淳一(吉村) | |
| 11月14日 | 第628話 | 猫                        | 横山保朗            | 松島稔     | 山田禅二、仲原新二、西郷昭二、田川恒夫｜伊沢一郎｜吉田豊明｜水木㐮｜宗方勝巳｜青木義朗沢久美子(玲子)｜平野康(伸男)｜松坂雅治(敏男)、寺町孝司(俊一)｜山本廉(鬼頭)、下川清子(圭子)｜花島泰雄(三島)、千早蘭(君子)、高橋英三郎(津川)｜小松陽太郎(道雄)、栗島宏(秀一)、須永康夫(主人)｜友野多介(用務員)、塚田未人(牛乳屋)、安田孝司(駅員)、高見沢由か里(泉)｜原ひさ子(あや子)｜緋多景子(しげ子)｜明石潮(達次郎) | |
| 11月21日 | 第629話 | 美しく生きたい            | 横山保朗            | 天野利彦   | 山田禅二、仲原新二、西郷昭二、田川恒夫｜伊沢一郎｜水木㐮｜吉田豊明｜宗方勝巳｜青木義朗木下清(弘志)｜橋本たか子(京子)、杉浦真三雄(田代)｜松本紘一(花房)、延山陽子(真佐子)、田端孝(小杉)｜曽根秀介(保護司)、森今日子(主婦A)、恩田恵美子(主婦B)｜小沼和延(沢田)、川越たまき(看護婦)、衣川貞夫(学生A)、新井富夫(学生B)｜加藤三和(節子)、小高まさる(中野)｜奥野匡(今泉)、神田正夫(清水)｜美弥たか子(康子)｜外野村晋(河崎)｜村田知栄子(咲子) | |
| 11月28日 | 第630話 | 声なき女 ある娼婦の詩     | 元持栄美 柳節也     | 北村秀敏   | 島宇志夫｜山田禅二、仲原新二、西郷昭二、田川恒夫｜早川雄三｜笠達也、日高吾郎｜柴田昌宏｜伊達正三郎｜里見浩太朗藤本三重子(美江)｜石橋雅史(木村)、阿部希郎(吉岡)｜三鈴栄子(民枝)、直木みつ男(為吉)、笠原明(靖夫)｜大塚栄(戸田)、平井佳代(都々子)、三川雄三(倉本)｜片山滉(滝川)、亀井三郎(ラーメン屋)、川野耕司(岡野)｜清水美佐子(秋子)、大原百代(好子)、清水武(池田)、明石螢子(君代)｜森甲津子(奈々子)、川越たまき(ルミ)、杉山公三子(咲子)/渡辺安章(技斗)｜東大二郎(正木)、吉原正皓(八坂)｜舞砂里(あけみ)｜小林裕子(光子)｜佐伯徹(酒井)｜松下達夫(畑中) | |
| 12月5日  | 第631話 | 大爆発                    | 樋口静生            | 天野利彦   | 山田禅二、仲原新二、西郷昭二、田川恒夫｜伊沢一郎｜水木㐮｜吉田豊明｜宗方勝巳｜青木義朗佐々木功(山田)｜三島史郎(橋本)、岡部正純(サブ)｜川部修詩(事務長)、神田正夫(田村社長)、白鳥勝(用人棒)｜小貫瑞恵(朱実)、杉浦千江子(女中)、小山柳子(情婦)｜柳田金一(番頭)、小高まさる(吉永)、小田甲一(川津)｜木村元保(増田)、衣川貞夫(事務員)、三沢憲治(ボーイ)｜菊地正孝(男)、山浦栄(患者)、堀美鈴(看護婦)｜清水一郎(大沢)｜山岡徹也(源田) | 協賛:伊東観光協会 ホテル秀水園 協力:日本農林ヘリコプター（ノンクレジット）                                                                                |
| 12月12日 | 第632話 | 赤い魔女                  | 大里洋子 鹿谷裕一   | 北村秀敏   | 島宇志夫｜山田禅二、仲原新二、田川恒夫、西郷昭二｜早川雄三｜笠達也、日高吾郎｜柴田昌宏｜伊達正三郎｜里見浩太朗渡辺ゆかり(秋本マリ)｜三田村賢二(村瀬)、江夏宏城(伸也)、佐野哲也(山崎)｜直木みつ男(割烹の主人)、山口千枝(克江)、片山滉(課長)｜鈴木志郎(村瀬)、林昭夫(所轄刑事)、池田正二(サンドイッチマン)｜力石民穂(まもる)、槙ひろ子(千代)、山田貴光(ディレクター)｜小林誠(相手の男)、志村昭子(女事務員)、千葉繁(印刷工)｜青沼三郎(直吉)｜露原千草(中田夫人)｜目黒幸子(里子)｜穂高稔(小野川)｜江見俊太郎(中田) | シナリオ作協応募入選作品 |
| 12月19日 | 第633話 | サソリ座の女              | 佐々木武観          | 鈴木敏郎   | 早川雄三｜山田禅二、日高吾郎｜笠達也｜柴田昌宏｜伊達正三郎｜里見浩太朗藤本三重子(柳子)｜高野ひろみ(美樹)、久野聖四郎(沖口)｜佐藤明美(やよい)、遠藤孝子(ゆき江)、晴海勇三(楢山)｜北川陽一郎(運転手)、市田亜矢(綾子)、泉三枝子(老婆)｜内田嵐(フロント係)、清水俊男(酔っ払い)、松下昌司(老農夫)｜白鳥勝(広岡)、芝村洋子(秘書)、田沢祐子(受付)、長谷川誉(明夫)｜清水武(西脇)、湊俊一(堀井)｜鮎川浩(おやじ)｜手塚しげお(塚田)｜花上晃(坂本)｜日恵野晃(岩村)｜小林勝彦(前島) | |
| 12月26日 | 第634話 | 豊かなる不幸              | 村田武雄 柳節也     | 龍伸之介   | 島宇志夫｜山田禅二、仲原新二、西郷昭二、田川恒夫｜伊沢一郎｜水木㐮｜吉田豊明｜宗方勝巳｜青木義朗富山真沙子(ひろ子)｜武部秋子(えみ子)、松風はる美(千加子)｜武田昌之(杉浦)、桜井とし子(和子)、直木みつ男(職人)｜上野綾子(政子)、清水敏夫(真田)、三上よう子(奥様風の女)｜荒木景子(秋子)、築地博(管理人)、吉野あい(若い女)｜滝沢浩(バーテン)、小貫瑞恵(公子)、衣川貞夫(若い男)｜塚田未人(若い男)、松本初代(コールガール)、板橋恵美子(秘書)、浜口あおい(若い女)｜藤山竜一(重役風の男)、中庸介(北川刑事)｜田中筆子(お信)、加藤土代子(エツ子)｜渡辺千世(三宅女史)｜花岡菊子(咲子)｜天野新士(佐川) | |

#### 1974年
| 放送日   | 各話    | サブタイトル                  | 脚本            | 監督       | 出演者 | 備考                                                                                            |
| -------- | ------- | ----------------------------- | --------------- | ---------- | --- | ----------------------------------------------------------------------------------------------- |
| 1月2日   | 第635話 | 初笑い とら、とら、とら捕物帳 | 西沢治          | 吉川一義   | ジャネット八田(女ねずみ小僧)｜目黒幸子(清子)｜山田禅二(田中係長 / 風雷軒)｜仲原新二(鑑察医 / 仲原大学)｜田川恒夫(鑑識課員 / 水野)、西郷昭二(鑑識課員 / 西田)、三島一夫(殺陣)｜伊沢一郎(関根部長刑事 / 長兵衛)｜水木㐮(水木刑事 / 新吉)｜吉田豊明(石原刑事 / 石松)｜早川雄三(松木部長刑事 / 竹次郎)｜宗方勝巳(畑野刑事 / 遠山の金さん)｜青木義朗(三船主任 / 狂四郎 / 鬼の左門) | OP・ED変更                                                                                      |
| 1月9日   | 第636話 | つめたい故郷の風              | 元持栄美        | 龍伸之介   | 島宇志夫｜早川雄三｜山田禅二、日高吾郎｜笠達也、柴田昌宏｜伊達正三郎｜里見浩太朗萩生田千津子(清子)｜清水石あけみ(ミチ子)、力石民穂(悟)｜山田喜芳(勇)、石橋暁子(看護婦)、草柳種男(写真屋)｜山田貴光(支配人)、大野広高(農夫A)、亀井三郎(農夫B)、築地博(管理人)｜大理淳(チンピラ)、小甲登技恵(農婦)、富士高志(ボーイ)、高田待子(敏子)｜長谷川誉(清)、五家隆盛(店員)、大畑道子(店員)、水永裕二郎(店員)｜和久井節緒(楽器屋)、小沢沙季子(妻)｜松風はる美(好江)｜吉川満子(とみ)｜穂高稔(畑中)｜星美智子(千代)｜森山周一郎(川那部) |                                                                                                 |
| 1月6日   | 第637話 | 愛の迷路                      | 横山保朗        | 今村農夫也 | 山田禅二、仲原新二、西郷昭二、田川恒夫｜伊沢一郎｜吉田豊明｜水木㐮｜宗方勝巳｜青木義朗望月実(敏男)、井岡文世(順子)｜坂本長利(君塚)、若山みち子(東夫人)｜三草由里子(陽子)、佐藤明美(優子)、榛名潤一(店主)｜中村正八(警官)、古能成二(武志)、長谷川誉(実)｜茂木美佐子(あけみ)、小野富士子(BG)/渡辺安章(擬斗)｜平井岐代子(久子)、加藤忠(渡辺)｜浅茅しのぶ(信代)｜新草恵子(由里子)｜小林勝彦(広和)｜東郷晴子(茂子) |                                                                                                 |
| 1月23日  | 第638話 | ある夫婦のメロディー          | 西沢治          | 鈴木敏郎   | 山田禅二、仲原新二、西郷昭二、田川恒夫｜早川雄三｜柴田昌宏｜笠達也、日高吾郎｜伊達正三郎｜里見浩太朗水上竜子(冬子)｜安藤純子(冴子)、佐藤悦子(ユカリ)｜森今日子(喜美枝)、上野綾子(花代)｜伊藤正博(市川)、葉山美樹(直美)、石黒正男(福本)｜田戸岡明(健)、水野歩(マチ子)、小沢悦子(淳子)、津金豪(塩谷)｜綾川香(仲代)｜大橋芳枝(律子)、高村章子(英子)｜磯野秋雄(梶岡)、奥野匡(五井)｜鶴見丈二(青江) |                                                                                                 |
| 1月30日  | 第639話 | 血染めの大雪原                | 小川記正        | 若林幹     | 伊沢一郎｜水木㐮｜吉田豊明｜早川雄三｜宗方勝巳｜青木義朗藤本三重子(ロミイ)｜宮浩之(福本)｜岡田奈津子(ローズ)、東龍明(前田)、仙波和之(野村)｜武田一彦(小谷)、柏木翠(花江)、高田裕史(岡本)｜白鳥勝(フロント)、谷津勲(客A)、榛名潤一(客B)、榎本英一(守衛)｜北町嘉郎(平野)、市田亜矢(お米)｜中庸介(山根)、岩城力也(坂木)｜堀勝之祐(小林)｜藤岡重慶(小山田) | 協賛:新潟県大湯温泉、ホテル・ニュー湯元                                                         |
| 2月6日   | 第640話 | 闇                            | 村田武雄        | 北村秀敏   | 山田禅二、仲原新二、西郷昭二、田川恒夫｜伊沢一郎｜水木㐮｜吉田豊明｜宗方勝巳｜青木義朗倉石功(児玉)｜立花直樹(健二)｜桐原史雄(杉下)、小浅初江(百合子)、信実和徳(安達)｜晴海勇三(風間)、若山みち子(おかみ)、鈴木英介(英二)｜進藤幸(母親)、伊藤正博(金原)、北山直木(玉枝)｜亀山靖博(中川)、伊藤慶子(尚子)、塚田未人(為吉)、清水めぐみ(女学生)｜兼松美枝子(娘)、小山渚(健二の少年時代)、谷ますみ(踊り子)、笠井三規子(主婦)、山内友宗(肇の少年時代)｜渡部市松(客)、今村和信(バーテン)、千葉しげる(バンドマンA)、奥山正勝(バンドマンB)、松下昌司(近所の男)｜西乃砂恵(常子)、建部道子(あけみ)｜北島マヤ(圭子)｜梅津栄(神崎)                                                                                   |                                                                                                 |
| 2月13日  | 第641話 | 裸の街・東京                  | 佐々木武観      | 若林幹     | 山田禅二、仲原新二、西郷昭二、田川恒夫｜早川雄三｜笠達也、日高吾郎｜柴田昌宏｜伊達正三郎｜里見浩太朗村田知栄子(はつ枝)｜橋本恵美子(夏子)、笹原光子(沙子)｜宮寺康夫(桐島)、今村原平(花木)｜逗子とんぼ(西崎)、大川義幸(東場)、朝倉一(岡部)｜小浅初江(みち子)、佐竹一夫(作業員A)、高橋英三郎(正治)、須永康夫(亀六)｜葛巻輝彦(桑山)、小山柳子(かおる)、佐々木睦雄(作業員B)、浦田雅代(さゆり)、黒沢秀子(ミッチー)｜三都徹(雷太、特別出演)、南たまき(踊り子、特別出演)｜団次郎(健二)｜須藤健(上条)｜森山周一郎※ノンクレジット |                                                                                                 |
| 2月20日  | 第642話 | 女ざかりの女                  | 元持栄美        | 龍伸之介   | 伊沢一郎｜水木㐮｜吉田豊明｜早川雄三｜宗方勝巳｜青木義朗角梨枝子(昌子)｜高土新太郎(守)｜橋本仙三(大竹)、西川ひろみ(富枝)｜榎本英一(管理人)、山田貴光(ガードマンA)｜今村洋(西川)、三輪猛雄(ガードマンB)｜船田克敏(ガードマンC)/三島一夫(擬斗)｜松崎真(矢島)｜小桜京子(菊)｜中田博久(武彦) | 協賛:南房総勝浦ホテル三日月                                                                     |
| 2月27日  | 第643話 | ちぎれた首飾り                | 佐々木武観      | 中村経美   | 伊沢一郎｜山田禅二｜水木㐮｜吉田豊明｜宗方勝巳｜青木義朗堀勝之祐(謙三)｜堀井永子(満枝)｜久保木利貴(まさる)、入江ゆき(明子)｜芹川洋(田宮)、直木みつ男(米屋の主人)｜西村淳二(山長)、水沢摩耶(おかみ)、邦創典(老人)、伊藤慶子(主婦)｜萩生田悦子(とみ子)、寺島由美(ゆみ子)、岩渕英二(たかし)、表広幸(店員)｜城所英夫(倉島)｜丘寵児(嘉吉)、三谷幸子(お仲)｜村田正雄(進藤)｜武藤英司(丹波) |                                                                                                 |
| 3月6日   | 第644話 | 悲しき女の宴                  | 西沢治          | 中村経美   | 山田禅二、仲原新二、西郷昭二、田川恒夫｜伊沢一郎｜水木㐮｜吉田豊明｜早川雄三｜宗方勝巳｜青木義朗直木昌子(冬子)｜高野ひろみ(マリ)、下川清子(三枝子)｜水沢摩耶(よし子)、伊藤正博(沢本)｜木之元恵美(愛子)、千早蘭(佐知子)、吉川純子(直美)｜手塚茂夫(高弘)｜庄司永建(栄田)｜杉江廣太郎(平松) |                                                                                                 |
| 3月13日  | 第645話 | ある女子大生・異常の愛        | 大橋英 鹿谷裕一 | 北村秀敏   | 山田禅二、仲原新二、西郷昭二、田川恒夫｜伊沢一郎｜水木㐮｜吉田豊明｜早川雄三｜宗方勝巳｜青木義朗小林さち子(密子)｜田所陽子(由美子)、松坂雅治(加藤)｜川口恵子(みどり)、吉田多永子(君代)、伊佐美津江(志津)｜直木みつ男(二宮)、加東三和(アイ)、五月晴子(都々子)｜会津はるこ(ミミ)、八木末司(酒屋)、山川武法(子供)、舟久保信之(学生A)、正村隆治(学生B)｜田浦正己(五郎)｜戸田春子(つね)、三鈴栄子(滝夫人)｜夏木章(時坂)、前沢迪雄(警官)｜小林裕子(中田やよい)｜阿部寿美子(梅太郎)｜水村泰三(圭介) |                                                                                                 |
| 3月20日  | 第646話 | 嘆きの天使                    | 横山保朗        | 山崎大助   | 早川雄三｜笠達也、日高吾郎｜柴田昌宏｜伊達正三郎｜里見浩太朗原知佐子(貴子)｜木下清(雅夫)｜市東昭秀(進)、渡辺ふみ子(悦子)｜町田政則(和哉)、今井義行(生徒A)、小林操(生徒B)｜須永康夫(父兄)、三川雄三(父兄)、榛名渟一(父兄)｜小林テル(母親)、筧豊子(母親)、恩田美恵子(母親)｜松下昌治(父兄)、森康子(母親)、田辺しげお(警官)｜阿部寿美子(幾子)｜天草四郎(土屋) |                                                                                                 |
| 3月27日  | 第647話 | 三船の野郎が憎い              | 横山保朗        | 天野利彦   | 山田禅二、仲原新二、西郷昭二、田川恒夫｜伊沢一郎｜水木㐮｜吉田豊明｜早川雄三｜宗方勝巳｜青木義朗万里昌代(理恵)｜笹原光子(由紀)、大林隆介(小泉)｜杉山元(石沢)、園千佳子(百合)｜岡崎夏子(佳子)、笠井三規子(婦人警官)、金子勝美(道子)｜国昌子(幸子)、佐竹一夫(渡辺)、石川敏(大工B)、小林テル(圭子)｜佐々木進(寺田)、田辺しげる(大工A)、川越たまき(看護婦)、渡辺真奈美(由紀)｜西川敬三郎(中川)、菅沼赫(和田)｜山波宏騎(田島)、根本嘉也(慶太郎)｜川合伸旺(風間) | 協賛:社団法人中小企業労働福祉協会、サンAランド                                                  |
| 4月3日   | 第648話 | 白い死の手錠                  | 元持栄美        | 田中秀夫   | 山田禅二、仲原新二、西郷昭二、田川恒夫｜伊沢一郎｜水木㐮｜吉田豊明｜早川雄三｜宗方勝巳｜青木義朗睦五郎(若杉)｜夏海千佳子(晴子)｜京春上(律子)、斎藤由美(陽子)｜竹渕真一(北川)、内山森彦(医師)、山本修平(おやじ)｜久保晶(刑事)、汐見直行(刑事)、大羽博子(看護婦)｜谷本一(富田)、大山高男(男)、三島優子(女)、深雪けい子(六郎の女)｜音羽ゆり(唄手、特別出演)｜杉義一(芦沢)、野口元男(署長)｜津坂浩史(光一)｜森山周一郎(木島) |                                                                                                 |
| 4月10日  | 第649話 | 噂の女                        | 西沢治          | 天野利彦   | 山田禅二、仲原新二、西郷昭二、田川恒夫｜伊沢一郎｜水木㐮｜吉田豊明｜早川雄三｜宗方勝巳｜青木義朗生田くみ子(のり子)｜井岡文世(ユミ)、神ひろし(民夫)｜水沢摩耶(光代)、由起艶子(筆子)、河上一夫(修造)｜宍倉るみ(加寿子)、小磯マリ(折江)、大野木克志(比呂志)｜中村万沙子(信子)、葉山美樹(B子)、たくみさよ(A子)｜榛名潤一(警官)、山田甲一(床屋の主人)、野村光絵(C子)｜岡崎公彦(塚田)、滝めぐみ(F子)、花島恭子(朱実)｜清水めぐみ(D子)、今井美佐子(E子)、細岡英雄(少年)｜高島稔(純一郎)｜村田知栄子(花子) |                                                                                                 |
| 4月17日  | 第650話 | 二億円の謎                    | 小川記正        | 中村経美   | 山田禅二、仲原新二、西郷昭二、田川恒夫｜伊沢一郎｜水木㐮｜吉田豊明｜早川雄三｜宗方勝巳｜青木義朗山下洵一郎(佐伯)｜宗方奈美(折江)｜市東昭秀(光雄)、中川三穂子(ユキ)｜武田昌之(幸夫)、水上達也(ひろ樹)、弘松三郎(佐々木)｜大原百代(きん)、森みつる(武子)、亀井三郎(小山)｜小林テル(女中)、橋本たか子(ミキ)、木村元保(大谷)｜小甲登枝恵(花子)、太田咲(サカゴン)、田沢祐子(婦人警官)、射秀容(ヨッチン)｜八代圭(ボーイ)、塚田未人(福田)、田辺しげる(南条)、斉藤春元(黒幕)｜並木一路(芳造)｜中田博久(中田)｜見明凡太朗(信幸) |                                                                                                 |
| 4月24日  | 第651話 | 姿なき脅迫者                  | 横山保朗        | 伊賀山正光 | 伊沢一郎｜水木㐮｜吉田豊明｜早川雄三｜青木義朗出門英(慎一)｜小野恵子(志津)｜椎谷建治(安西)、吉田守(一郎)｜会津はるこ(杉田)、森永双(実)、市川ひろし(明)｜安田明純(村山)、伊藤慶子(女工A)、小甲登枝恵(女工B)｜河野洋子(女)、小野富士子(女店員)、宇野静代(麻美)｜土屋靖雄(正男)、牧田正嗣(佐藤)｜加藤真知子(川崎)、湊俊一(野村)｜松風はる美(のぶ子)｜三田桃基子(光恵) |                                                                                                 |
| 5月1日   | 第652話 | 壁の中に消えた女              | 横山保朗        | 山崎大助   | 山田禅二、仲原新二、西郷昭二、田川恒夫｜伊沢一郎｜水木㐮｜吉田豊明｜早川雄三｜宗方勝巳｜青木義朗八代順子(圭子、志津子)｜藤山律子(美津子)｜小浅初江(佐知子)、石井宏明(高橋)｜片山滉(清水)、佐野哲也(野村)｜古能成二(酒屋)、木村一(松田)、川越たまき(広子)｜宮内順子(茂子)｜倉石功(和夫)｜田口計(孝史)｜神田隆(健太郎) |                                                                                                 |
| 5月8日   | 第653話 | 待ちぼうけの女                | 村田武雄        | 鈴木敏郎   | 伊沢一郎｜山田禅二｜水木㐮｜吉田豊明｜早川雄三｜宗方勝巳｜青木義朗富山真沙子(愛子)｜中庸介(早川)、石井宏明(桐島)｜橋本仙三(安藤)、松原マモル(卓也）｜金子勝美（不二子)、小磯マリ(みどり)｜桐島好夫（野口)、竹村清女(文子)、八百原寿子(女中)｜山田喜芳(三平)、築地博(寿司屋)、本多洋子(ハナ)/三島一夫(技斗)｜小林弘二（アキラ、特別出演)｜堀勝之祐(望月)｜星美智子(那美)｜田口計(片山) |                                                                                                 |
| 5月15日  | 第654話 | 矢崎班緊急出動せよ            | 横山保朗        | 田中秀夫   | 和崎俊哉(谷山部長刑事)｜船水進(保田刑事)、山田禅二｜岩下健(岩下刑事)、佐竹一男(桂刑事)｜倉石功(田坂刑事)｜亀石征一郎(矢崎主任)北林早苗(陽子)｜団次郎(大塚)、葛巻輝彦(中根)、杉山元(牛原)｜高松政雄(三谷)、鈴木志郎(署長)、小島孝夫(伊東)、五月晴子(女)｜高橋仁(登)、小倉雄三(男)、白鳥勝(警官)、市川ひろし(警官)｜東映児童研修所(生徒達)友情出演 TAP:朝倉一、杉野誠一、武田昌元、松本敏男 プラス1:川合伸旺、清水理絵｜玉川長太、中尾杉、中川三穂子｜中村俊男、原泉、原田久｜堀勝之祐、宗方奈美、吉田義夫/三島一夫(擬斗)劇団日本児童、日秀プロダクション(生徒達) |                                                                                                 |
| 5月22日  | 第655話 | ある特捜記者                  | 佐々木武観      | 龍伸之介   | 伊沢一郎｜山田禅二｜水木㐮｜吉田豊明｜早川雄三｜宗方勝巳｜青木義朗松原マモル(倉田)、伊藤洋子(由起子)｜西条貴之(岩倉)、田所陽子(みさを)｜柄沢英二(杉本)、進藤幸(たか)、山本廉(河野)｜竹村清女(満江)、上野綾子(奥さん)、峯田智代（主婦A)、清水めぐみ(とし子)｜鈴木暁子(主婦B)、松下昌司（医者)、伊藤慶子(主婦C)、菊地正孝(係員)｜三草由里子(ゆり)、川越たまき(久子)、古谷徹(高沢)、池上明治(平田)｜青木美香(須賀子)｜手塚茂夫(戸崎)｜増田順司(滝村)｜小笠原弘(綿貫)｜幾野道子(昌代)｜穂高稔(栗原) |                                                                                                 |
| 5月29日  | 第656話 | 熱風への復讐                  | 鹿谷裕一        | 北村秀敏   | 山田禅二、仲原新二｜和崎俊哉｜船水進｜岩下健、佐竹一男｜倉石功｜亀石征一郎戸部夕子(靖子)｜木下清(彰)、橋本たか子(雅代)｜木村豊幸(亮吉)、沖田駿一(猛夫)｜佐野哲也(金子)、加東三和(はる)、建部みち子(桃子)｜北川陽一郎(野々村)、打越正八(主人)、山田光一(医師)｜影山丈二(関口)、小貫瑞恵(看護婦)、森井睦(吾一)｜山崎純資(山川)、菊地正孝(警官B)、市川ひろし(梅吉)、佐々木務(警官A)｜尾形とも子(由紀)、松橋正一(係員B)、植原繁(係員A)/三島一夫(殺陣)｜池田忠夫(耕平)、加藤土代子(年子)｜美弥たか子(奈々子)、和田一壮(沖)｜目黒幸子(玉緒) |                                                                                                 |
| 6月5日   | 第657話 | 華麗なる挑戦状                | 松本昭典        | 天野利彦   | 山田禅二、仲原新二、西郷昭二、田川恒夫｜伊沢一郎｜水木㐮｜吉田豊明｜早川雄三｜宗方勝巳｜青木義朗大堀早苗(英子)｜平野康(アンナ)｜関戸純方(マリー)、宇南山宏(樋口)｜武田一彦(ロレンスのマスター)、相馬剛三(本間)、中島元(山崎)｜佐々木一哲(服部)、石黒正男(古田)、岡崎夏子(おかみさん)｜清水理絵(小川)、田沢祐子(江藤)、葉山美樹(女性C)｜野村光絵(女性B)、練木二郎(エミ子)、木村修(ルリ子)、山田貴光(警備員A)｜右京孝夫(警備員B)、大家博(店員)、高橋晴雄(係員)、田原かよ(女性A)特別出演 新宿ローズ:ローズ・牧(お蔦)、浦里ひとみ(ドウルのママさん)｜淡路はじめ(光江)、小宮浩二(房子)、磯貝明(タカシ)、岬誠(スミオ)                                                                                        |                                                                                                 |
| 6月12日  | 第658話 | はみだした青春                | 元持栄美        | 伊賀山正光 | 和崎俊哉｜岩下健｜船水進｜佐竹一男｜倉石功｜亀石征一郎中村俊男(均)｜大林隆介(宏一)｜伴藤武(卓也)、滝めぐみ(悦子)｜松本紘一(山崎)、井野口一美(由美子)｜松下昌司(用務員)、佐川二郎(通行人)、高野隆司(医師)｜町田政則(高校生)、舟久保信之(高校生)、田口和政(高校生)｜川瀬修三(山形)、木挽輝香(若い女)/三島一夫(擬斗)｜高木哲也(高校生、特別出演)、芦川エミ(高校生、特別出演)｜丹羽たかね(伯母)、奥野匡(英彦)｜渡部千世(敏江)、宮内順子(節子)｜堀井永子(綾子) |                                                                                                 |
| 6月19日  | 第659話 | 俺が愛した女だ!!              | 横山保朗        | 中村経美   | 山田禅二、仲原新二、西郷昭二、田川恒夫｜伊沢一郎｜水木㐮｜吉田豊明｜早川雄三｜宗方勝巳｜青木義朗根岸一正(勝)｜谺のぶ子(純子)｜松坂雅治(正)、木下陽夫(竹内)｜児玉悦朗(有賀)、二階堂剛(磯村)、三川雄三(河崎)｜飯田テル子(信代)、山口譲(守衛)、安田明純(寺川)、竹内喬(警官)｜菊地正孝(警官)、黒崎勇(斉藤)、清水恵美子(美智子)/三島一夫(擬斗)｜丘寵児(浅野)、花岡菊子(井原)｜守屋俊志(光岡)｜高野ひろみ(早苗)｜外崎恵美子(操) | 協賛:埼玉県羽生市役所                                                                           |
| 6月26日  | 第660話 | 結婚七年目                    | 元持栄美        | 北村秀敏   | 山田禅二、田川恒夫｜和崎俊哉｜岩下健、船水進｜佐竹一男｜倉石功｜亀石征一郎野口ふみえ(きみ江)｜水上竜子(淳子)｜桐原史雄(新井)、市東昭秀(努)｜岡崎夏子(房江)、本多洋子(綾子)｜小野田英一(哲也)、小林テル(郁子)、岩田博行(戸田)｜榎本英一(小川)、佐藤吉蔵(係員)、鈴木美智子(ウエイトレス)/三島一夫(擬斗)｜清水一郎(源三)｜六本木真(寿夫)｜小林勝彦(正) |                                                                                                 |
| 7月3日   | 第661話 | ある女刑事の逆襲              | 佐治乾          | 鈴木敏郎   | 山田禅二、田川恒夫｜伊沢一郎｜水木㐮｜吉田豊明｜早川雄三｜宗方勝巳｜青木義朗藤山律子(木塚刑事)｜木下清(サブ)｜山本相時(若者A)、久米俊悦(若者B)｜山田光一(医者)、木村修(記者A)、菊地正孝(記者B)｜佐々木務(記者C)、市川ひろし(警官)、松原エリ子(直木)/三島一夫(擬斗)｜由起艶子(主婦)｜小林勝彦(野川)｜石橋雅史(豪原)｜浜田ゆう子(ゆかり) |                                                                                                 |
| 7月10日  | 第662話 | 光と影の女                    | 元持栄美 柳節也 | 田中秀夫   | 山田禅二、田川恒夫｜和崎俊哉｜岩下健、船水進｜佐竹一男｜倉石功｜亀石征一郎中島葵(有子)｜三島史郎(淳一)｜高田裕史(戸田)、三夏伸(香川)｜明石径子(好子)、辻義一(警官)、中野文吾(三上)｜会津はるこ(洋子)、恩田恵美子(清水)、木村元保(おやじ)｜藤竹修(大津)、奥山正勝(守山)/三島一夫(擬斗)｜桔梗恵二郎(松並)、片山滉(神父)｜池永寿見子(靖子)｜清川新吾(三浦)｜藤本三重子(光子) |                                                                                                 |
| 7月17日  | 第663話 | あたしは二十四才の女          | 西沢治          | 天野利彦   | 山田禅二、田川恒夫｜伊沢一郎｜水木㐮｜吉田豊明｜早川雄三｜宗方勝巳｜青木義朗久保田民栄(愛子)｜沖正夫(司会者)、晴海勇三(戸川)、西村淳二(堀越)｜宍倉るみ(房子)、練木二郎(杉)、上野綾子(女客B)｜新島慶子(チエミ)、松田真理(直代)、速水玲子(女客A)｜伊藤慶子(女客C)、古能成二(直純)、飯田悦子(秀子)｜佐野光洋(高松)、吉沢信子(マリ子)、勝光徳(一夫)、石原清美(桃子)｜前川次郎(比佐志)、白石法子(千夜子)、大家博(若者A)、村松美恵子(茂子)｜高木美弥子(若い女A)、平田晃代(若い女B)、森谷正(若者B)、大野清美(若い女C)｜加藤土代子(澄江)、岩城力也(白河)｜八代順子(路子)｜明石潮(順之助)｜人見明(正太郎) |                                                                                                 |
| 7月24日  | 第664話 | 女の罠                        | 横山保朗        | 若林幹     | 山田禅二、田川恒夫｜和崎俊哉｜岩下健、船水進｜佐竹一男｜倉石功｜亀石征一郎小笠原まり子(聡子)｜簗正昭(健)｜宇南山宏(慎一)、鮎川浩(水戸)｜建部みち子(路子)、逗子とんぼ(吉沢)｜清水美佐子(千枝子)、三草由里子(友子)、山田貴光(三谷)｜射秀容(ミキ)、小野富士子(事務員)/三島一夫(擬斗)｜田浦正己(一郎)｜小林裕子(陽子)｜須藤健(修一郎)｜村田知栄子(ユリ) |                                                                                                 |
| 7月31日  | 第665話 | 伯耆大山の詩                  | 横山保朗        | 山崎大助   | 山田禅二、西郷昭二、田川恒夫、田中正吾(事務員)｜伊沢一郎｜水木㐮｜吉田豊明｜早川雄三｜宗方勝巳｜青木義朗中島ゆたか(いづみ)｜夏海千佳子(マリ子)｜石井宏明(右田)、金子勝美(夫人)｜片山滉(医師)、加東三和(しげ子)｜清水理絵(広子)、伊藤洋子(幸子)｜伊藤敏孝(フロント係)、菊地正孝(清水)、木村修(竹本)｜鳥井忍(秋山)、佐藤明美(ホステスA)、市川ひろし(警官A)｜大阪憲(支配人)、大堰とみ江(信子)、笹岡初美(看護婦)｜梅津栄(昇一)｜山吹まゆみ(亜矢子)｜山下洵一郎(一郎) | 協賛:大山の郷・王子住研、全日空、山陰・米子・皆生温泉・皆生グランドホテル                       |
| 8月7日   | 第666話 | 剣と女                        | 元持栄美        | 伊賀山正光 | 山田禅二、田川恒夫｜和崎俊哉｜岩下健、船水進｜佐竹一男｜倉石功｜亀石征一郎水木梨恵（弘子)｜渡部康子(美佐子)｜杉野公子(朋子)｜片山滉(医者)、紅林清子(時子)｜田沢裕子(京子)、中西正(稔)｜降旗慶一(座員A)、木村修(良夫)、武内正治(座員B)｜佐東誠(座員C)、木挽輝香(保母)/三島一夫(擬斗)｜松村彦二郎(甚吉)、加藤土代子(敏江)｜高木二朗(川辺)｜花上晃(金一)｜六本木真(英彦)｜浅香光代(光江) |                                                                                                 |
| 8月14日  | 第667話 | 失われた週末                  | 佐々木武観      | 龍伸之介   | 山田禅二、田川恒夫｜伊沢一郎｜水木㐮｜吉田豊明｜早川雄三｜宗方勝巳｜青木義朗山本豊三(竜治)｜新草恵子(康子)｜吉田未来(千沙)｜内海敏彦(修一)、山崎みき(ゆみ子)｜古川義範(河本)、遠藤孝子(尚子)、大原百代(おみの)｜本田竜彦(山下)、谷本一(阿部)、宮沢康(吉井)｜荒木将久(本間)、打越正八(庄作)、深雪けい子(かよ)｜有佐日出美(秋子)、倉繁優子(光代)、横田泰代(たかの)、久田なおみ(すず江)｜荻生洋子(きぬ)、安田隆(上原)/三島一夫(擬斗)｜奥野匡(津山)、綾川香(高村)｜水村泰三(桜庭)｜星美智子(多恵)｜外野村晋(豊田) |                                                                                                 |
| 8月21日  | 第668話 | 嘘                            | 佐々木武観      | 三堀篤     | 山田禅二、西郷昭二、田川恒夫、田中正吾｜和崎俊哉｜岩下健、船水進｜佐竹一男｜倉石功｜亀石征一郎司美智子(夏生)｜矢野間啓二(新吉)｜城恵美(しのぶ)、溝呂木但(寺島)｜堀辺隆一(国本)、坂上千恵子(妙子)、三島一夫(楢山/擬斗)｜山本武(藤尾)、竹村清女(主婦A)、山田光一(管理人)｜鈴木喜美子(主婦B)、村山英二(森下)、宇乃壬麻(ジュン)｜佐々木務(板前)、章文栄(ゆり)/服部光也(振付師)｜中条きよし(特別出演)｜平田守(倉橋)、三谷幸子(友代)｜高杉玄(諸口)｜永井柳太郎(重吉) | 協賛:伊東温泉・菊家ホテル                                                                       |
| 8月28日  | 第669話 | 転落の詩                      | 横山保朗        | 天野利彦   | 山田禅二、西郷昭二、田川恒夫、田中正吾｜伊沢一郎｜水木㐮｜吉田豊明｜早川雄三｜宗方勝巳｜青木義朗生田くみ子(節子)｜高野ひろみ(真理子)｜真山京子(道子)、市東昭秀(礼二)｜桐原史雄(耕介)、小浅初江(久美子)、桔梗恵二郎(医師B)｜大矢兼臣(医師A)、大崎豊(明彦)、田中力(吉村)、佐山礼子(信子)｜北見誓子(看護婦A)、太田咲(看護婦B)、三草由里子(看護婦C)、上村綾子(赤ちゃん)｜中里このえ(ユカ、特別出演）｜直木みつ男(周旋屋)、夏木章(刑事)｜山崎純資(佐々木)、山本廉(神主)｜花上晃(刑事)、橋本菊子(文枝)｜宮浩之(鈴男) | 協賛:青森県三沢市・古牧温泉、国立公園・十和田湖畔・博物館ホテル                                 |
| 9月4日   | 第670話 | 空飛ぶ円盤                    | 西沢治          | 北村秀敏   | 山田禅二、西郷昭二、田川恒夫｜和崎俊哉｜岩下健、船水進｜佐竹一男｜倉石功｜亀石征一郎竹尾智晴(輝彦)｜内藤杏子(えり子)｜中野文吾(哲郎)、三鈴栄子(郁代)｜五月晴子(アキ子)、村上幹夫(榊)｜杉弥生(折江)、古谷徹(隼人)、小林テル(石渡)｜山田喜芳(貫太郎)、田口和政(正和)、河野洋子(ギン子)｜真弓田一夫(修造)｜池田忠夫(軍服の男)｜松風はる美(通子)｜松下達夫(竜二) |                                                                                                 |
| 9月11日  | 第671話 | リルのすべて                  | 松本昭典        | 中村経美   | 山田禅二、西郷昭二、田川恒夫｜伊沢一郎｜水木㐮｜吉田豊明｜早川雄三｜宗方勝巳｜青木義朗叶優子(リル)｜江麻玲子(とき子)｜逗子とんぼ(司会者)、田中志幸(徳太郎)｜石原清美(ミスグローバル)、斉藤健一(野口)｜絵里ちぐさ(耀子)、今村洋(店員)、小貫瑞恵(ウエイトレス)｜オスカー・プロ(モデル)｜花岡菊子(ヒサ)｜中田博久(竜前)｜森山周一郎(星野) | 協賛:浅草・仲満、ASA朝日毛糸                                                                    |
| 9月18日  | 第672話 | 俺の殺した女                  | 横山保朗        | 山崎大助   | 山田禅二、西郷昭二、田川恒夫、田中正吾｜伊沢一郎｜水木㐮｜吉田豊明｜早川雄三｜宗方勝巳｜青木義朗伊藤敏孝(圭一)｜伊藤洋子(佳子)、木下陽夫(伸一)｜加藤土代子(君子)、小園容子(文子)｜石井宏明(石田)、加藤真知子(由里子)、直木みつ男(一郎)｜大川義幸(杉木)、夏川圭(スチュワーデス)、本多洋子(信子)、秋月喜久枝(あき)｜山本緑(久美子)、清水理絵(広子)、鳥井忍(秋山)、野村光絵(美容院の客)｜大阪憲(リフト係員)、菊地正孝(管理人)、大櫃とみ江(農婦)、佐藤明美(女中)｜長根敏行(登)、斉藤浩子(百合子)、岩渕英二(金男)、大栗清史(敏夫)｜堺左千夫(健二郎)｜山吹まゆみ(真知子)｜梅津栄(和雄)｜三原葉子(加寿子)｜山下洵一郎(達雄)                                                                                   | 協賛:山陰・米子・皆生温泉・皆生グランドホテル、全日空                                           |
| 9月25日  | 第673話 | ある追跡の記録                | 佐々木武観      | 天野利彦   | 山田禅二、西郷昭二、田川恒夫、田中正吾｜伊沢一郎｜水木㐮｜吉田豊明｜早川雄三｜宗方勝巳｜青木義朗富山真沙子(伸江)｜隅田和世(伊知子)、宮沢奈緒美(ユリ子)｜三夏伸(近藤)、建部道子(文代)｜亀井三郎(寺崎)、杉山元(吉村)｜中条文秋(内海)、水上達也(西山)｜東龍明(峰岸)、加東三和(主婦A)、大阪憲(洗濯屋)｜小林重四郎(金森)｜高野真二(岩本)｜六本木真(浜田)｜田口計(尾倉) | 協賛:名古屋テレビ、愛知県警察本部、グランスパー・長島温泉、東急鯱バス株式会社                   |
| 10月2日  | 第674話 | 女はぐれ鳥                    | 山崎大助        | 山崎大助   | 山田禅二、西郷昭二、田川恒夫｜伊沢一郎｜水木㐮｜吉田豊明｜早川雄三｜宗方勝巳｜青木義朗松平純子(圭子)｜萩原信二(宏)｜晴海勇三(山本刑事)、西村淳二(川田)｜千早蘭(みどり)、三上よう子(妻)｜大田黒武生(一男)、加川真規(洋子)、塚田未人(ボーイ)｜佐藤サブロー(管理人)｜関敬六(木村)｜村田知栄子(なみ)｜桑山正一(東) |                                                                                                 |
| 10月9日  | 第675話 | 疑惑の夜                      | 村田武雄        | 龍伸之介   | 山田禅二、西郷昭二、田川恒夫、田中正吾｜和崎俊哉｜岩下健、船水進｜佐竹一男｜倉石功｜亀石征一郎藤本三重子(ひさ子)｜藤田安男(寺島)｜照井湧子(八重)、島田潤子(百合子)、九重ひろ子(はな)｜仙波和之(稲村)、直木みつ男(栗林)、紅理子(歌子)｜畑有利子(頼子)、岡崎夏子(お米)、山岡葉子(千枝)｜須永康夫(川端)、志賀圭二郎(隆史)、戸板順子(夏子)、山田光一(池尻)｜伊藤慶子(泰子)、平井一幸(大平)、榎本英一(野次馬B)、松下昌治(野次馬A)｜佐川二郎(野次馬C)、王家隆(店員)、井上正広(社員)/三島一夫(擬斗)｜宮田羊容(亀山、特別出演)｜如月寛多(銀八)｜平凡太郎(浪岡) |                                                                                                 |
| 10月16日 | 第676話 | 母の湖                        | 横山保朗        | 山崎大助   | 山田禅二、西郷昭二、田川恒夫、田中正吾｜伊沢一郎｜水木㐮｜吉田豊明｜早川雄三｜宗方勝巳｜青木義朗生田くみ子(千津子)｜高野ひろみ(澄子)｜市東昭秀(隆志)、真山京子(順子)｜山崎純資(茂)、長谷川美雪(佳子)｜松本敏男(俊次)、谷本小夜子(和子)、木村修(社員)｜奥山正勝(鈴木)、打越正八(今泉)、会津はるこ(広子)｜三沢憲治(志村)、木村元保(松田)、鹿地史郎(若い男)、板橋恵美子(若い女)｜中里このえ(ユカ、特別出演)｜山本廉(医師)、夏木章(刑事)｜宮浩之(刑事)、橋本菊子(久子)｜花上晃(久雄) | 協賛:青森県三沢市・古牧温泉、国立公園・十和田湖畔・博物館ホテル                                 |
| 10月23日 | 第677話 | 十円玉の謎                    | 西沢治          | 山崎大助   | 山田禅二、西郷昭二、田川恒夫、田中正吾｜和崎俊哉｜岩下健、船水進｜佐竹一男｜倉石功｜亀石征一郎松木路子(啓子)｜佐藤仁哉(良太)、夏川圭(マヤ)｜川瀬ミキ(教師)、遠藤孝子(婦警)｜相馬剛三(巻田)、亀井三郎(店主)、岸井あや子(ぎん)｜筧井豊子(女将)、小野敦子(里子)、藤竹修(伊沢)｜小沢悦子(紀代)、大友町子(松子)、峯田智代(久乃)、森康子(菊枝)｜鈴木喜美子(房子)、竜のり子(雪路)、古能成二(河波)、西尾啓(遠山)｜浜野暁美(ユキ)、山根竜次(哲也)、打越正八(高崎)、梅津直美(操)｜木村修(店員)、寺尾忠司(藤本)、辻義一(睦彦)、阿部徳次(根本)｜菊地正孝(警官A)、市川ひろし(警官B)、井上真彩子(薫)、辻直之(勉)｜西川敬三郎(山路)、花岡菊子(志津子)｜安藤三男(正吉)、松風はる美(恭子)｜水村泰三(中野)｜高品格(嘉市) |                                                                                                 |
| 10月30日 | 第678話 | 追いつめられた群              | 佐々木武観      | 高桑信     | 山田禅二、西郷昭二、田川恒夫、田中正吾｜伊沢一郎｜水木㐮｜吉田豊明｜早川雄三｜宗方勝巳｜青木義朗牧れい(弘美)｜関口篤(吉村)｜岡部正純(滝沢)、菅沼赫(小野崎)｜千歩憲生(上林)、杉山元(寛二)、大月優子(春枝)｜上野綾子(智代)、山本緑(隆子)、小倉雄三(中年男)｜影山丈二(千吉)、町真由美(レジの女)、市川ひろし(バーテン)｜高木美弥子(ホステス)、村松美恵子(OL A)、板橋恵美子(OL B)、佐藤吉蔵(木戸)｜高橋清彦(清)、梶原泉(マリ子)/三島一夫(擬斗)｜安藤純子(雪江)｜宗方奈美(みどり)｜服部哲治(進藤)｜真木沙織(康子)｜藤岡重慶(岩谷) |                                                                                                 |
| 11月6日  | 第679話 | 渇いた道                      | 佐々木武観      | 北村秀敏   | 和崎俊哉｜岩下健、船水進｜佐竹一男｜倉石功｜亀石征一郎守屋俊志(田辺)｜島田幸子(淳子)｜笹原光子(克美)、吉沢信子(幸枝)｜桜井とし子(たみ代)、逗子とんぼ(カメラマン)｜関戸純方(榎本)｜小園容子(康枝)｜宗方奈美(さつき)｜外野村晋(宏平)｜三田桃基子(勢津子)｜天田俊明(藤井) | 協賛:草津温泉・中沢ヴィレッジ                                                                   |
| 11月13日 | 第680話 | 結婚と離婚のバラード          | 元持栄美        | 中村経美   | 山田禅二、西郷昭二、田川恒夫、田中正吾｜伊沢一郎｜水木㐮｜吉田豊明｜早川雄三｜宗方勝巳｜青木義朗浜田ゆう子(昌美)｜高木門(伸一)｜本多洋子(厚子)、仙波和之(安夫)｜湯沢勉(太郎)、中野文吾(直樹)｜大阪憲(係員)、菊地正孝(警官)｜打越正八(親爺)、江川和子(孝子)｜木村弓美(晴子)、浅村厚子(圭子)、市川ひろし(運転手)｜島津亜紀彦(店員)、阿保由紀子(高校生)/三島一夫(擬斗)｜未宗稔子(夏子)｜浜田晃(良介) |                                                                                                 |
| 11月20日 | 第681話 | 襲われた夜                    | 横山保朗        | 高桑信     | 山田禅二、西郷昭二、田川恒夫｜伊沢一郎｜水木㐮｜吉田豊明｜早川雄三｜宗方勝巳｜青木義朗小浅初江(悦子)｜水の江じゅん(真知子)、香川純(信雄)｜丹羽たかね(浅野夫人)、三川雄三(伸一)｜木村修(係員)、森井睦(局員)｜菊地正孝(達男)、西沢武夫(医師)、川越たまき(看護婦C)｜坂口江都子(係員)、今村洋(配達員)/三島一夫(擬斗)｜早川研吉(吉川)｜中村竜三郎(石田)、春江ふかみ(文子)｜松風はる美(陽子)、手塚茂夫(三郎)｜霧島八千代(里子)｜日野道夫(一郎) | 協賛:NST新潟総合テレビ                                                                          |
| 11月27日 | 第682話 | 何が彼女をそうさせたか        | 元持栄美        | 中村経美   | 山田禅二、西郷昭二、田川恒夫、田中正吾｜伊沢一郎｜水木㐮｜吉田豊明｜早川雄三｜倉石功｜青木義朗北島マヤ(夏子)｜高野ひろみ(律子)、仙波和之(辻野)｜石山克巳(吉岡)、土屋靖雄(バーテン)｜美山ゆみ(女子社員A)、奏まりこ(女子社員B)、古能成二(社員A)｜堀美鈴(真理)、佐川二郎(クリーニング屋)、佐々木務(所員)、大平操(警官)｜菊地敏昭(男A)、岩本照雄(男B)、麻生竜(男C)、上田克巳(男D)/三島一夫(擬斗)｜大原みどり(歌手、特別出演)｜奥野匡(部長)、杉義一(透)｜当銀長太郎(竹夫)｜関戸純(淳一)｜川村真樹(八重子) |                                                                                                 |
| 12月4日  | 第683話 | 拝啓 沖田総司さま             | 西沢治          | 島崎喜美男 | 和崎俊哉｜山田禅二｜岩下健、船水進｜佐竹一男｜倉石功｜亀石征一郎須藤リカ(ナオミ)｜石丸博也(沖田)、そかべなおみ(平松)｜今村昭信(高弘)、椎谷建治(建司)｜吉田多永子(夏子)、金井真喜子(洋子)、滝めぐみ(桃子)｜力石民穂(欽一)、吉沢信子(ルミ子)、木村修(佐伯)｜藤井敏夫(青江)、谷本一(長沢)、なかいゆうこ(道子)、長谷川誠(トシエ)｜菅沼赫(梶山)、片山滉(野呂)｜簡野典子(愛子)｜細川俊夫(淳之介) |                                                                                                 |
| 12月11日 | 第684話 | 十津川絶唱                    | 樋口静生        | 天野利彦   | 伊沢一郎｜吉田豊明｜水木㐮｜早川雄三｜宗方勝巳｜青木義朗一の瀬玲奈(節子)｜平野康(純二)｜桐原史雄(三堀)、伴藤武(武夫)｜建部道子(久子)、小高まさる(辰造)｜堀辺隆一(警官A)、菊地正孝(警官B)｜牧野英樹(男A)、塚田未人(男B)、松下昌司(猟師)｜外野村晋(室田)｜万里昌代(ひろ子)｜鶴見丈二(署長) | 協賛:日本高速フェリー株式会社、十津川峡温泉吉乃屋、奈良交通、上野地望橋、奈良県十津川村観光協会 |
| 12月18日 | 第685話 | 暗黒街ひとりぼっち            | 小川記正        | 山崎大助   | 伊沢一郎｜吉田豊明｜水木㐮｜早川雄三｜宗方勝巳｜青木義朗早川保(剣次)｜八代順子(三枝子)｜三夏伸(サブ)、仙波和之(鈴木)、比良元高(松本)｜柏木翠(まゆみ)、石黒正男(バーテン)、野村光絵(静江)、花原照子(住人)/三島一夫(擬斗)｜松風はる美(栄子)、奥野匡(遠藤)｜高杉玄(川津)、花岡菊子(おばさん)｜小笠原弘(吉川)、鮎川浩(掛下)｜星美智子(とめ)｜高木二朗(島崎) |                                                                                                 |
| 12月25日 | 第686話 | 陽のあたらない坂道            | 松井稔 柳節也   | 龍伸之介   | 島宇志夫｜山田禅二、田川勝雄、西郷昭二｜和崎俊哉｜岩下健、船水進｜佐竹一男｜倉石功｜亀石征一郎富山真沙子(兼子)｜花上晃(池田)｜萩原信二(浩一)、伊藤洋子(正美)｜津金剛(小林)、沢田勝美(俊作)、山田甲一(杉谷)｜亀井三郎(金田)、向正人(島田)、宍倉るみ(女将)、加東三和(おかみ)｜金子勝美(くに江)、堀川和栄(奥様)、会津はるこ(春子)、山本みゆき(妻)｜田村孝司(工員A)、大山高男(工員B)、小黒和美(時子)、山中景(少女)、瞳恵子(雪子)｜清水美佐子(正子)、杉山俊夫(岡本)｜直木みつ男(新井)、進藤幸(千代)｜岸井あや子(石井)、丘寵児(おやじ)｜北城寿太郎(河口)｜武藤英司(権藤) |                                                                                                 |

#### 1975年
| 放送日   | 各話    | サブタイトル             | 脚本              | 監督       | 出演者 | 備考 |
| -------- | ------- | ------------------------ | ----------------- | ---------- | --- | --- |
| 1月8日   | 第687話 | オフ・リミットですよ     | 横山保朗          | 天野利彦   | 伊沢一郎｜水木㐮｜吉田豊明｜早川雄三｜青木義朗雷門ケン坊(勉)｜小浅初江(一子)｜有崎由見子(亜矢子)、西村惇二(西村)｜角友司郎(築地)、五十嵐美鈴(婦警)、松本敏男(服部)｜塚田未人(若者)、小沢悦子(信子)、佐々木務(警官)/三島一夫(擬斗)｜鈴木さち(ひろみ、特別出演)｜小桜京子(京子)｜柳谷寛(玄太郎)｜平凡太郎(広川)｜人見明(坂本) | |
| 1月15日  | 第688話 | 汚れた天使の死           | 佐治乾            | 伊賀山正光 | 山田禅二、西郷昭二、田川恒夫｜和崎俊哉｜岩下健、船水進｜佐竹一男｜倉石功｜亀石征一郎吉野あい(ミキ)｜竹尾智晴(石川)｜高橋英三郎(村井)、松本伊佐武(原田)｜山根久幸(浅見)、佐野哲也(西原)｜大原百代(管理人)、三谷幸子(母親)｜松岡稔(金子)、永井邦道(運転手)、だこひろし(チンピラA)、貫洞力(チンピラB)｜杉浦真三雄(柿沼)、宇南山宏(中島)｜須永慶(滝沢)｜藤山律子(ユリ)｜外山高士(成川) | |
| 1月22日  | 第689話 | 復讐の構図               | 佐々木武観        | 鈴木敏郎   | 伊沢一郎｜山田禅二｜吉田豊明｜水木㐮｜早川雄三｜青木義朗剣持伴紀(立松)｜谺のぶ子(久美子)｜大林隆介(喬司)、木村豊幸(桑本)、山下勝也(吉沢)｜千歩憲生(樋口)、大阪憲(星川)、本多洋子(みどり)、菊地正孝(武村)｜竹村清女(妻)、小野田一規(子供)、永沢日昭(子供)/三島一夫(擬斗)｜津田耕次(歌手、特別出演)｜瀬良明(多吉)、進藤幸(嘉代)｜夏海千佳子(明子)｜大堀早苗(昌枝)｜明石潮(木下) | 協賛:北海道テレビ放送、近海郵船株式会社、阿寒バス株式会社、釧路東映ホテル、釧路空港エメラルドカントリークラブ |
| 1月29日  | 第690話 | 泥水の流れの中で         | 柳節也            | 今村農夫也 | 島宇志夫｜山田禅二、田川勝雄、西郷昭二｜和崎俊哉｜岩下健、船水進｜佐竹一男｜倉石功｜亀石征一郎藤江リカ(お紋)｜清水理絵(品子)、中原美樹(婦警)｜千葉宏和(登)、葛巻輝彦(川口)、守屋俊志(村田)｜堀江信介(大村)、土屋靖雄(源吉)、松崎真(奥田)｜晴海勇三(村木)、佐藤明美(奈津)、岡崎夏子(老婆)、小林テル(女A)｜榛名潤一(男C)、山田貴光(吉)、花原照子(女B)、小林猛(北欧人)｜中山剣吾(太郎)、柳田金一(風間)、剣二郎(男A)、伊藤健(男B)｜薮内英喜(店員)、松本松江(若い女)、徳島嘉子(少女)/三島一夫(擬斗)｜堺左千夫(大山)｜磯野秋雄(河原老人)｜山岡徹也(島村)｜神田隆(森岡) | |
| 2月5日   | 第691話 | 三船刑事死す             | 五条勢都子 柳節也 | 中村経美   | 伊沢一郎｜山田禅二｜吉田豊明｜水木㐮｜早川雄三｜青木義朗風間千代子(佐和)｜池田駿介(丈二)、八木啓子(明美)｜宮沢康(的場)、水橋和夫(野本)、灰地順(哲郎)｜木村一(男)、須永康夫(客)、大阪憲(子分)｜岸野一彦(尾形)、竹内喬(警官)、板橋恵美子(ウエイトレス)/三島一夫(擬斗)｜あいはら美実(歌手、特別出演)｜幸田宗丸(権藤)、斉藤英雄(笹山)｜中庸介(大山)、藤山律子(木塚)｜武藤英司(佐田) | |
| 2月12日  | 第692話 | 青い炎の踊り子           | 野火止通          | 島崎喜美男 | 山田禅二、田川勝雄、西郷昭二、田中正吾｜和崎俊哉｜岩下健、船水俊宏｜佐竹一男｜倉石功｜亀石征一郎滝瑛子(レナ)｜鈴木さち(マリ)、林佐知子(ちえ)｜真山幹大(沖田)、伊藤剛(八木)、田端孝(中野)｜山口譲(中村)、亀井三郎(田口)、紅林清子(滝田)｜高土新太郎(鈴木)、西尾啓(木村)、古川登志夫(山本)｜朝野和信(ボーイ)、佐々木務(警官)、今村洋(警官)｜今野博美(レイコ)、花悠子(ヤヨイ)、村松美枝子(道代)、吉沢希梨(ミミ)｜逗子とんぼ(小川)、加藤土代子(管理人)｜宇南山宏(東山)｜中村孝雄(国崎) | |
| 2月19日  | 第693話 | 情熱の海                 | 元持栄美          | 天野利彦   | 伊沢一郎｜山田禅二｜吉田豊明｜水木㐮｜早川雄三｜宗方勝巳｜青木義朗万里昌代(浅子)｜平野康(哲也)｜桐原史雄(武彦)、伴藤武(二郎)｜建部道子(純子)、堀辺隆一(昌夫)｜小高まさる(大堀)、菊地正孝(青年)｜一の瀬玲奈(典子)｜鶴見丈二(良一) | 協賛:南紀勝浦温泉 ホテル中の島、日本高速フェリー株式会社、熊野交通株式会社                                    |
| 2月26日  | 第694話 | ある絶望の女             | 佐々木武観        | 鈴木敏郎   | 伊沢一郎｜山田禅二｜吉田豊明｜水木㐮｜早川雄三｜青木義朗谺のぶ子(かず子)｜木村豊幸(岩本)、三夏伸(内藤)｜大林隆介(五郎)、千歩憲生(樋口)｜本多洋子(さよ子)、山下勝也(係員)｜松村彦二郎(土屋)、瀬良明(守衛)｜夏海千佳子(弘枝)｜大堀早苗(奈津子)｜明石潮(利平) | 協賛:北海道テレビ放送、近海郵船株式会社、阿寒バス株式会社、ホテル阿寒湖荘、釧路空港エメラルドカントリークラブ |
| 3月5日   | 第695話 | 現代母親教育論           | 西沢治            | 田中秀夫   | 山田禅二、田川勝雄、西郷昭二、田中正吾｜伊沢一郎｜吉田豊明｜水木㐮｜早川雄三｜宗方勝巳｜青木義朗福田公子(菊枝)｜神ひろし(誠)、峰千景(さおり)｜小磯マリ(冬美)、丹羽たかね(はま子)、武田一彦(学生)、福田悟(青島)｜名塚新也(学生)、たくみさよ(アキ子)、大原百代(スミ子)、勝倉啓子(ユカ)｜水月和代(麻里)、石原清美(千夜)、牧野英樹(学生)、鈴木義紀(学生)｜山形政彦(学生)、大栗清志(子供)、山川武法(高志)、大塚カホル(みどり)｜岡部正純(市原)、杉義一(風早)｜城山順子(園子)｜堺左千夫(良吉) | |
| 3月12日  | 第696話 | ある女教師の場合         | 原島将郎          | 龍伸之介   | 山田禅二、田川勝雄、西郷昭二｜和崎俊哉｜岩下健、船水俊宏｜佐竹一男｜倉石功｜亀石征一郎藤田淑子(芳江)｜笹原光子(麗子)、山本純一(賢一)｜橋本たか子(洋子)、沖正夫(博)｜高瀬ゆり(順子)、大神信(南沢)、橋本仙三(徳田)｜津金剛(山田)、山田貴光(山本)、花原照子(おばさん)、岩城力也(教頭)｜丸山詠二(アナウンサー)、千葉しげる(キャメラマン)、赤城信(男)、石光豊(井上)｜田辺しげる(記者)、宮村義人(警官)、山田良々(真弓)、森山田石(男B)｜今村均(男A)、堀美鈴(ウエイトレス)、栗島宏(賢一の少年時代)、金井尚史(博の少年時代)｜佐藤昇(少年)、仲川和代(洋子の少女時代)、中井由美(少女)/三島一夫(擬斗)｜杉浦真三雄(支配人)、前沢廸雄(父)｜中村竜三郎(遠山)｜大丸二郎(長浜)                           | |
| 3月19日  | 第697話 | 輝く裸婦の画像           | 元持栄美          | 田中秀夫   | 山田禅二、田川勝雄、西郷昭二、田中正吾｜伊沢一郎｜吉田豊明｜水木㐮｜早川雄三｜宗方勝巳｜青木義朗円山理映子(美代子)｜牧れい(明子)｜田利之(英一)、高木門(浪川)｜庄司吾郎(中尾)、木之元恵美(弓子)、山田光一(刑事)｜会津まるこ(看護婦)、川越たまき(受付嬢)、宇野静代(看護婦)/三島一夫(擬斗)｜目黒幸子(郁子)｜仙波和之(黒田)、山本廉(田所)｜小野松江(松江)｜高桐真(大木)｜高城淳一(浅間)｜加賀邦男(生田) | |
| 3月26日  | 第698話 | 欲望という河             | 小川記正          | 今村農夫也 | 山田禅二、田川勝雄、西郷昭二｜和崎俊哉｜岩下健、船水俊宏｜佐竹一男｜倉石功｜亀石征一郎美浦わか(英子)｜八代順子(みち子)｜関戸純(増田)、浅香春彦(内海)｜中島元(井上刑事)、真木恭介(片山部長刑事)、直木みつ男(酒屋主人)｜金子勝美(弘子)、山本みゆき(直美)、宮沢康(関口)｜小貫瑞恵(新子)、金井真喜子(貞子)、木村元保(客)、池上明治(高橋刑事)｜吉田守(木下)、植原繁樹(男)、高橋清彦(邦男)/三島一夫(擬斗)｜福山象三(岩橋)｜吉田義夫(田辺)｜近藤宏(工藤)｜神田隆(高瀬) | |
| 4月2日   | 第699話 | 春の色 泥棒伝            | 佐治乾            | 松島稔     | 山田禅二、田川勝雄、西郷昭二｜伊沢一郎｜吉田豊明｜水木㐮｜早川雄三｜宗方勝巳｜青木義朗藤山律子(ユリ)｜水木梨恵(美奈)｜小磯マリ(洋子)、堀川和栄(ホステスA)、三草由里子(ホステスB)、中野文吾(浅井)｜山田光一(医者)、滝島孝二(ラーメンや)、山本緑(主婦)、みやけみつる(ボーイ)｜菊地正孝(チンピラA)、佐々木務(ボーイ)、高野隆志(弁護士)、森山田石(チンピラB)｜佐久間芳夫(チンピラC)、高橋晴雄(若者)、佐藤昇(中学生)、根本節子(事務員)/三島一夫(擬斗)｜浅草陣太(菊地、特別出演)｜中庸介(馬島)、松村彦二郎(加山)｜村田正雄(井原)｜葉山良二(伊丹) | |
| 4月9日   | 第700話 | 復讐の追跡               | 佐々木武観        | 伊賀山正光 | 和崎俊哉｜山田禅二｜岩下健、船水俊宏｜佐竹一男｜倉石功｜亀石征一郎石橋雅史(金沢)｜柴田英子(泰子)、松坂雅治(上林)｜青木美香(ゆき江)、桐原史雄(安川)、加藤真知子(昌美)｜久米勲夫(吉村)、村上幹夫(坂井)、晴海勇三(木島)｜速水玲子(主婦A)、小林テル(主婦B)、古能成二(健吉)｜中山剣吾(岡田)、宮沢康(チンピラ)、谷津勲(医師)｜東海林一枝(まり子)、保坂博美(社員)、舟久保信之(チンピラ)、前川二郎(出前持)｜丸山雅子(事務員)、芝さなえ(かおる)、立島一美(社員)/三島一夫(擬斗)｜花岡菊子(たみよ)、泉田洋志(岩本)｜長島隆一(小宮山)｜清水一郎(庄平)｜明石潮(平之助) | |
| 4月16日  | 第701話 | 進軍ラッパは鳴りわたる   | 西沢治            | 中村経美   | 山田禅二、田川勝雄、西郷昭二｜伊沢一郎｜吉田豊明｜水木㐮｜早川雄三｜宗方勝巳｜青木義朗丘寵児(政吉)｜沢まき子(ひとみ)、萩原信二(高弘)｜降旗文子(律子)、宮寺康夫(阿久津)、加東三和(トシエ)｜みやけみつる(野呂)、河上竜大(掛札)、佐藤定昭(郷)｜松下昌司(漁師)、柳田金一(男)、清水めぐみ(ウエイトレス)/三島一夫(擬斗)｜池田忠夫(銀次郎)｜松風はる美(ルミ)、林佐知子(花代)｜黒部進(平古場)｜玉村駿太郎(仙太郎) | |
| 4月23日  | 第702話 | 消えた一千万円           | 西沢治            | 龍伸之介   | 山田禅二、田川勝雄、西郷昭二｜和崎俊哉｜岩下健、船水俊宏｜佐竹一男｜倉石功｜亀石征一郎戸部夕子(早苗)、片岡五郎(直樹)｜小松一代(朱実)、宝井宏治(光一)、旭瑠璃(鈴子)｜弘松三郎(丹波)、晴海勇三(轟)、逗子とんぼ(竹脇)、大山豊(小栗)｜本田竜彦(笹川)、小野富士子(女中)、梶山公彦(ボーイ)、冷水良信(国貞)、和田祐一(城ノ内)｜君夕子(ママ、特別出演)｜中村竜三郎(猿渡)、守屋俊志(三田村)｜目黒幸子(佐知子)｜星美智子(美保)｜浜田ゆう子(利江)｜六本木真(飯島)｜高木二朗(清原) | |
| 4月30日  | 第703話 | 禁じられた詩             | 横山保朗          | 中村経美   | 山田禅二、田川勝雄、西郷昭二｜伊沢一郎｜吉田豊明｜水木㐮｜早川雄三｜宗方勝巳｜青木義朗桜井浩子(佐知子)｜青葉佳代(マリ)｜紅林清子(京子)、宍倉るみ(佳江)｜花原照子(店員A)、三川雄三(葬儀屋)、川越たまき(世津子)｜山岡葉子(美千子)、内山森彦(医師)、朝野和信(村上)｜飯浜二三夫(若者)、丸山雅子(店員B)、田頭信幸(水島)/三島一夫(擬斗)｜伊藤剛(篤志)、稲吉靖司(遠藤)｜牧れい(千恵子)｜宗近晴見(桜井)｜野口ふみえ(綾子) | |
| 5月7日   | 第704話 | 人妻の虚像               | 松本昭典          | 天野利彦   | 山田禅二、田川勝雄、西郷昭二｜伊沢一郎｜吉田豊明｜水木㐮｜早川雄三｜宗方勝巳｜青木義朗福田公子(恵子)｜萩原信二(登)、長尾深雪(たか子)｜湯沢勉(敬一)、伴藤武(浜田)、吉沢信子(喜美子)｜片山滉(社員)、木之元恵美(悦子)、山本浩司(マスター)｜佐川二郎(係員)、並木静夫(警官)、大平操(警官)、木村元保(管理人)｜外野村晋(葉山)｜渡辺千世(杏子)｜村田知栄子(ヤス)｜富田仲次郎(伝次郎) | |
| 5月14日  | 第705話 | ドキュメント追跡         | 横山保朗          | 天野利彦   | 伊沢一郎｜吉田豊明｜水木㐮｜早川雄三｜倉石功｜青木義朗笹一平(佐久間)｜遊佐ナオ子(奈津子)｜八木啓子(圭子)｜西村淳二(今里)、江幡連(大野)｜増子浩之(井関)、大山高男(警官A)、小貫瑞恵(佳代子)｜塚田未人(警官B)、今村洋(警官C)、黒沢とき子(ウエイトレス)、渡辺市松(浮浪者)｜鈴木義紀(サラリーマン)、平田晃代(BG)、皆川一生(運転手)、冷水良信(駅員)｜臼井秀樹(子供)、斉藤忠広(学生)、大平操(警官D)、川瀬修三(警官E)、大谷元秀(警官F) | |
| 5月21日  | 第706話 | 魅せられた賭け           | 元持栄美          | 鈴木敏郎   | 山田禅二、田川勝雄、西郷昭二｜伊沢一郎｜吉田豊明｜水木㐮｜早川雄三｜倉石功｜青木義朗富山真沙子(咲子)｜剣持伴紀(梶浦)｜笹原光子(美也子)、川部修詩(有田)｜瀬戸山功(五郎)、木村修(係員)、松下昌司(医師)、村松美枝子(ウエイトレス)｜堺左千夫(竹山)｜柳生博(堀田)｜六本木真(小森)｜仲谷昇(前島) | |
| 5月28日  | 第707話 | 蒼い殺意                 | 仲津勝良          | 中村経美   | 山田禅二、田川勝雄、西郷昭二｜伊沢一郎｜吉田豊明｜水木㐮｜早川雄三｜倉石功｜青木義朗美浦わか(順子)｜木下清(典和)、加川真規(華江)｜武田一彦(川上)、神田正夫(おやじ)、速水玲子(管理人)｜川越たまえ(朱実)、鳥井忍(写真屋)、木村修(従業員)、しば早苗(トミコ)｜満山恵子(良子)、榎本英一(男)、佐川二郎(店員)、菊地正孝(フロント)｜遠藤靖彦(バーテン)、谷勝広(ボーイ)、根本節子(看護婦)/三島一夫(擬斗)｜見明凡太朗(仙造)｜林孝一(庄平)｜小林裕子(よし江)｜佐原健二(健一) | |
| 6月4日   | 第708話 | 奄美、徳之島に針路を取れ | 横山保朗          | 天野利彦   | 山田禅二、田川勝雄、西郷昭二｜伊沢一郎｜吉田豊明｜水木㐮｜早川雄三｜宗方勝巳｜青木義朗久保田民栄(夏子)｜宗方奈美(春子)｜千田梨香(雅子)｜宮沢康(石川)、塚田未人(田代)｜珊瑚十吾(桜井)、ジョージ宮川(運転手)、轟和人(フロント)、松下たつ子(案内嬢)｜霞末弘志(経営者)、中間潤(村田)、北京子(従業員)、中田淳子(店員)｜望月瑞江(店員)、西田州良(男)、政明美(女)、嶺山武憲(主人)｜六本木真(勇二)｜梶健司(都築) | 協賛:東亜国内航空、徳之島観光協会、東亜観光ホテル、仙太紬、ハブセンター                                       |
| 6月11日  | 第709話 | 華麗なる殺人計画         | 佐々木武観        | 高桑信     | 山田禅二、田川勝雄、西郷昭二｜伊沢一郎｜吉田豊明｜水木㐮｜早川雄三｜倉石功｜青木義朗山科ゆり(晃子)｜山口暁(森山)、建部みち子(睦子)｜大神信(安達)、菅沼赫(須藤)｜椎橋重(南原)、朝倉一(医者)、大川泉(警官)、今野博美(幸代)｜梶山公彦(警官)、松下昌司(店主)、木村元保(隊長)、菊地正孝(警官)｜津田亜矢子(珠美)｜若松和子(雅代)、伊東光一(宏平)｜花岡菊子(志津)｜大村文武(宮崎) | |
| 6月18日  | 第710話 | ちぎれた舞扇             | 横山保朗          | 天野利彦   | 山田禅二、田川勝雄、西郷昭二｜伊沢一郎｜吉田豊明｜水木㐮｜早川雄三｜宗方勝巳｜青木義朗榊ひろみ(優子)｜藤岡磨里(玲子)、黒川麻利(由加)｜木島進介(佐伯)、森井睦(佐藤)、石黒正男(田辺)｜竹田将二(石村)、峰田智代(母親A)、伊藤慶子(母親B)｜三浦伸(島崎)、内田忠男(吉田)、坂口江都子(悦子)｜白川靖雄(警官A)、平沢信夫(警官B)、横田マリ(信子)、渡辺市松(野村)｜若柳禄寿(貴子、特別出演)、若禄会社中(特別出演)｜小笠原弘(西崎)｜当銀長太郎(慎吉)｜多々良純(清太郎) | |
| 6月25日  | 第711話 | ある幻想の女             | 旭丘光志          | 島崎喜美男 | 伊沢一郎｜吉田豊明｜水木㐮｜早川雄三｜宗方勝巳｜青木義朗中村俊男(勇吉)｜久野四郎(野上)、五藤雅博(大友)｜吉田多永子(ミッチー)、本多洋子(京子)｜土屋靖雄(平田)、桂小かん(斉田)、加藤土代子(勇吉の母)｜松尾文人(支店長)、花原照子(知子)、岩城和男(店主A)｜西尾啓(記者A)、谷津勲(記者C)、会津あんく(千秋)｜城海峯(記者B)、中山剣吾(警官)、八木秀司(店主B)、青森伸(カメラマン)｜毛塚守彦(易者)、河野洋子(女A)、剣二郎(男A)、佐々木務(男B)｜石坂幸久(男)、黒沢とき子(女)、川内明子(窓口係)、佐久間芳夫(新聞配達)｜旭丘光志(モンタージュを画く男、特別出演) | |
| 7月2日   | 第712話 | 七年目の報酬             | 西沢治            | 鈴木敏郎   | 山田禅二、田川勝雄、西郷昭二｜和崎俊哉｜山口暁(神谷刑事)、萩原信二(岩本刑事)｜佐竹一男｜倉石功｜亀石征一郎北條清嗣(秀樹)｜国友須賀(佐知子)、雷門ケン坊(雅矢)｜小浅初江(ナオミ)、小野敦子(峰子)、浅村厚子(桃子)｜加東三和(康子)、安田洋子(幸代)、竹口安芸子(文枝)｜大下真司(中年男)、会津あんく(看護婦)、本多洋子(亜紀)｜天城由起子(ツヨ子)、瀬戸山功(進一)、しば早苗(マリ子)｜佐々木務(会社員)、満山恵子(教師)、志摩明子(ゆかり)、大沢晴美(美沙)｜市原清彦(石丸)、菅沼赫(久留米)｜有馬昌彦(茂樹)｜富田浩太郎(白河) | |
| 7月9日   | 第713話 | 涙の渡り鳥               | 佐々木武観        | 高桑信     | 山田禅二、田川勝雄、西郷昭二｜伊沢一郎｜吉田豊明｜水木㐮｜早川雄三｜宗方勝巳｜青木義朗手塚茂夫(茂)｜市川好朗(岡崎)、石津康彦(近藤)｜浅香和子(時江)、建部道子(小菊)、伴藤武(秋山)｜晴海勇三(石川)、笹川恵三(周一)、沢まき子(直美)、逗子とんぼ(森戸)｜本多洋子(女中)、松本松江(ぼん太)、山田貴光(警官)、ちほひろみ(友子)、堀川雄一(吉村)｜藤井敏男(大西)、笠井心(警官)、堀礼文(警官)、木村元保(間平)/三島一夫(擬斗)｜佳川ヨコ(すみ子、特別出演)｜花岡菊子(まさの)、北町嘉朗(沖口)｜明石潮(修造)｜浅香光代(安代) | 協賛:石和町石和観光協会、旅館糸柳                                                                             |
| 7月16日  | 第714話 | 死霊の影                 | 小川記正          | 中村経美   | 山田禅二、田川勝雄、西郷昭二｜伊沢一郎｜吉田豊明｜水木㐮｜早川雄三｜宗方勝巳｜青木義朗田口計(淳三、芳夫)｜生田くみ子(恵美子)｜仙波和之(高野)、桐島好夫(沢田)、松崎真(現場監督)｜溝呂木伹(岡部)、浦川愛(まさみ)、亀井三郎(近藤)｜八木喬(岩本)、清水美沙子(女中)、築地博(おやじ)｜渡辺一恵(玲子)、一ノ倉和子(銀行員)/三島一夫(擬斗)｜小林勝彦(成田)｜城山順子(朝子)、小野松江(常子)｜関敬六(井原)｜山下洵一郎(増田) | |
| 7月23日  | 第715話 | 太陽が憎い               | 西沢治            | 天野利彦   | 山田禅二、田川勝雄、西郷昭二｜伊沢一郎｜吉田豊明｜水木㐮｜早川雄三｜宗方勝巳｜青木義朗石橋雅史(九鬼竜介)｜平野康(下村英太)｜片桐陽子(ひとみ)、紅林清子(哲子)、下塚誠(晃)｜花原照子(清乃)、上野綾子(武子)、松尾文人(重役B)｜高松政雄(重役A)、朝永道子(愛子)、重盛輝江(百合子)、松田真知子(路子)｜大原百代(花代)、神田正夫(板倉)｜小林裕子(速水ちなつ)｜有沢正子(下村美佐) | |
| 7月30日  | 第716話 | 袖を着た女               | 横山保朗          | 天野利彦   | 山田禅二、田川勝雄、西郷昭二｜伊沢一郎｜吉田豊明｜水木㐮｜早川雄三｜宗方勝巳｜青木義朗久保田民栄(美紀、陽子)｜宗方奈美(房子)｜千田梨香(真理)、杉義一(佐藤)｜進藤幸(美也子)、吉沢信子(博子)、城海峯(志村)｜今村洋(警官)、徳島嘉子(美紀の少女時代)、原田香薫(由美子)｜珊瑚十吾(桜井)、木場友吉(吉沢)、中間潤(村田)、仙太勝(理事)｜池上貞輔(検査員)、岡野ツル(老婆)、元山淳(フロント)、今村美智子(新妻)｜村田知栄子(寿江)｜梶健司(津島)｜六本木真(佐久間) | 協賛:東亜国内航空、徳之島観光協会、東亜観光ホテル、仙太紬、ハブセンター                                       |
| 8月6日   | 第717話 | わたしが殺した男         | 西沢治            | 中村経美   | 山田禅二、田川勝雄、西郷昭二｜伊沢一郎｜吉田豊明｜水木㐮｜早川雄三｜宗方勝巳｜青木義朗今井健二(今村)｜北条寿太郎(光蔵)、川部修詩(博士)｜中根敏晴(高志)、町田政則(卓矢)、佐野哲也(新藤)｜若山みち子(和枝)、宍倉るみ(マダム)/三島一夫(擬斗)｜香川良介(大山)｜田浦正巳(江夏)｜武藤英司(署長)｜高木二朗(神谷)｜高品格(井関) | |
| 8月13日  | 第718話 | 呪われた人々             | 村田武雄          | 高桑信     | 山田禅二、田川勝雄、西郷昭二｜和崎俊哉｜山口暁、萩原信二｜佐竹一男｜倉石功｜亀石征一郎村田知栄子(梅子)｜渡辺康子(ひろ子)｜旭瑠璃(雅代)、佐藤明美(夏子)｜宍倉るみ(恒子)、秋田秀子(典子)、筧井豊子(霊媒)｜山田光一(中年男)、築地博(楽屋番)、有佐日出美(知子)｜城海峯（男A)、剣二郎(男B)、星場美枝子(香織)/金田治(擬斗)｜藤岡恵子(ハルミ、特別出演)｜笹川恵三(樋口）、星清子(菊枝)｜南国良(乃川)｜清川新吾(哲也)｜中村竜三郎(亮吉) | |
| 8月20日  | 第719話 | 瞼の母が憎い             | 髙山由紀子        | 三堀篤     | 山田禅二、田川勝雄、西郷昭二｜伊沢一郎｜吉田豊明｜水木㐮｜早川雄三｜宗方勝巳｜青木義朗木下清(修)｜浜田寸躬子(幸子)、水沢摩耶(あき)｜白鳥勝(木村)、紅林清子(由美)、町田幸夫(山本)｜小貫瑞恵(事務員)、山田光一(酔客)、小林テル(千代)、松下昌司(医者)｜大月優子(長井)、鈴木恒(ヒロシ)、伊東平山(敏夫)、井上浩(三郎)｜聖恵子(看護婦)、長根敏之(修の少年時代)、藤井秀之(若者A)、吉野恒正(若者B)/三島一夫(擬斗)｜有馬昌彦(藤田)｜藤江リカ(みゆき)｜神田隆(安岡) | |
| 8月27日  | 第720話 | 待っている女             | 佐々木武観        | 中村経美   | 山田禅二、田川勝雄、西郷昭二｜和崎俊哉｜山口暁、萩原信二｜佐竹一男｜倉石功｜亀石征一郎佐原健二(有川京二)｜桜井浩子(都)、宝井宏治(芳彦)｜目黒幸子(安枝)、舞砂里(正代)｜晴海勇三(広瀬)、松崎真(中年男)、椎谷建治(健太)｜小貫瑞恵(早苗)、川瀬ミキ(弘美)、山田貴光(支配人)、会津あんく(社員)｜志麻恭子(淳子)、沖倉啓子(光子)、三崎景子(若い女A)、徳竹由美子(若い女B)、関悦子(おかみさん)｜君夕子(妙子、特別出演)｜守屋俊志(塚田)、外山高士(河口)｜奥野匡(西原)、池田忠夫(重吉)｜神田隆(磯部) | |
| 9月3日   | 第721話 | 続・刑事はつらいよ       | 佐々木武観        | 島崎喜美男 | 山田禅二、田川勝雄、西郷昭二｜伊沢一郎｜吉田豊明｜水木㐮｜早川雄三｜宗方勝巳｜青木義朗片桐夕子(ゆう子)｜藤江リカ(奈津)｜安藤純子(道代)、紅理子(かすみ)｜峰千景(レミ)、斉藤真(高杉)、片山滉(初老の客)｜小川吉信(梅島)、大山高男(ボーイ)、井上浩(チンピラ)｜倉田主悦(チンピラ)、黒沢ときこ(高校生)、和田明美(高校生)｜水野洋子(ホステスA)、浦里みゆき(ホステスB)、臼井克明(子供)/三島一夫(擬斗)｜はやみ竜次(宇佐美)、佐竹一男(桂刑事)｜中庸介(浜田)、長沢大(大貫)｜須藤健(南雲)｜亀石征一郎(矢崎主任) | 矢崎班：桂 OP・ED変更                                                                                         |
| 9月10日  | 第722話 | ある恐怖の体験           | 小川記正          | 天野利彦   | 和崎俊哉｜山口暁、萩原信二｜佐竹一男｜倉石功｜亀石征一郎風間千代子(かずみ)｜黒沢のり子(泰子)｜木下清(沢田)、小浅初江(桃子)｜風戸佑介(安岡)、野村クミ(エミ)｜津金剛(宏)、白鳥勝(俊次)、石黒正男(守衛B)、逗子とんぼ(堀田)｜加東三和(農婦)、山田光一(杉本)、汐見直行(警官)、今村昭信(フロント)｜望月通治(守衛A)、しば早苗(春子)、今野博美(くり子)、久慈厚子(吉永)、遠藤靖彦(ボーイ)｜久慈たけし(歌手、特別出演)｜長島隆一(宮田)、桔梗恵二郎(山本)｜森山周一郎(港)｜大村文武(香川) | 協賛:成田ビューホテル                                                                                         |
| 9月17日  | 第723話 | 黄色い雨傘               | 横山保朗          | 鈴木敏郎   | 山田禅二、田川勝雄、西郷昭二｜和崎俊哉｜山口暁、萩原信二｜佐竹一男｜倉石功｜亀石征一郎小松みどり(景子)｜朝倉隆(船岡)｜森川正太(小塚)、山田きよし(本間)｜佐藤輝昭(佐伯)、伴藤武(二宮)、小倉雄三(三田)｜宮沢康(前沢)、長克美(部員A)、志村信行(部員B)、塚田未人(部員C)｜福田信昭(部員D)、作本都(愛子)、佐々木務(若い男)、だるま二郎(男)｜倉田幸子(看護婦)、黒沢とき子(若い女)、益海愛子(女)/三島一夫(擬斗)、菊地正孝(サッカー指導) | |
| 9月24日  | 第724話 | おもかげの宿             | 佐々木武観        | 中村経美   | 山田禅二、田川勝雄、西郷昭二｜和崎俊哉｜山口暁、萩原信二｜佐竹一男｜倉石功｜亀石征一郎稲葉義男(梅小路)｜松川純子(ふみ)、国睦子(いずみ)｜小林悦子(せつ子)、本多洋子(かよ子)｜桐原史雄(沖口)、中根敏晴(浩一郎)｜佐野哲也(河本)、片山滉(君島)｜美谷有加(由紀)、小峰清子(きよ)/三島一夫(擬斗)｜並木一路(松橋、特別出演)｜中庸介(高松)、長沢大(久保)｜幾野道子(郁代)｜穂高稔(源次郎)｜明石潮(平作) | 協賛:塩原温泉観光協会、ホテル明賀屋                                                                           |
| 10月1日  | 第725話 | 拳銃                     | 横山保朗          | 吉川一義   | 山田禅二、田川勝雄、西郷昭二｜伊沢一郎｜吉田豊明｜水木㐮｜早川雄三｜青木義朗鈴木孝子(由紀)｜三島史郎(宮原)｜湊俊一(店主)、神田正夫(店主)｜中島元(寺本刑事)、晴海勇三(細野刑事)、松尾文人(貝塚)｜上野綾子(静子)、山田貴光(事務員)、横川まゆみ(若い女)、松井純郎(男)｜山口暁(神谷刑事)、萩原信二(岩本刑事)｜佐竹一男(桂刑事)｜八代順子(千恵子)｜加藤和夫(稲川)｜亀石征一郎(矢崎主任) | 矢崎班：桂、神谷、岩本                                                                                        |
| 10月8日  | 第726話 | 兄とその妹               | 渡辺由自          | 田中秀夫   | 山田禅二、田川勝雄、西郷昭二｜和崎俊哉｜山口暁、萩原信二｜佐竹一男｜倉石功｜亀石征一郎北条清嗣(信也)｜山口智子(千春)｜山崎純資(大山)、紅理子(幸恵)、建部みち子(晴美)｜木島進介(百地)、小林テル(女中)、三川雄三(警官)｜宮沢康(藤本)、川越たまき(静枝)、松下昌司(中年男)、塚田未人(男)｜杉山学(チンピラA)、原大作（チンピラB)、だるま二郎（警官)、佐々木務(警官)｜聖アヤ(踊り子)、栗嶋宏(信也の少年時代)、大栗清史(信也の幼年時代)、中田浩子(千春の幼年時代）/三島一夫(擬斗)｜宮田羊容(酒屋の主人)｜宮内順子(節子)、笹川恵三(木村)｜宮口二郎(杉本)、轟謙二(工藤)｜高品格(上岡) | |
| 10月15日 | 第727話 | 自由への暴走             | 野火止通 旭丘光志 | 島崎喜美男 | 山田禅二、田川勝雄、西郷昭二｜和崎俊哉｜山口暁、萩原信二｜佐竹一男｜倉石功｜亀石征一郎江見俊太郎(森田)｜北村総一郎(高尾)、木下清(洋一)｜秋津令子(真理子)、丹羽たかね(民江)、笹原光子(杏子)｜西村淳二(小川)、西沢武夫(釣り人)、八木秀人(漁師)｜石川敏(銀行員)、築地博(百姓)、塚田未人(銀行員)｜不知火艶(刑事)、清郷秀人(社員)、松本弥生(良子)、横手宏介(正)｜石井宏明(品川)｜天本英世(金丸) | |
| 10月22日 | 第728話 | 女と祭                   | 西沢治            | 天野利彦   | 山田禅二、田川勝雄、西郷昭二｜伊沢一郎｜吉田豊明｜水木㐮｜早川雄三｜青木義朗三田桃基子(加奈子)｜西条貴之(正明)、森田めぐみ(奈美)｜三谷幸子(峰子)、中条文秋（福永)、小山柳子(ギン子)、小貫瑞恵(品子)、保坂博美(競子)｜西尾啓(林)、須田利久(正明の子供時代)、松本弥生(奈美の子供時代)/藤正子(歌手)｜白石奈緒美(マダム)｜山根久幸(水沼)、弘松三郎(姫野)｜加藤忠(風早)｜中田博久(本堂)｜細川俊夫(村田) | 協賛:埼玉県警熊谷警察署、熊谷市観光協会、八木橋デパート、紅葉屋                                               |
| 10月29日 | 第729話 | 真空地帯                 | 西沢治            | 龍伸之介   | 山田禅二、田川勝雄、西郷昭二｜和崎俊哉｜山口暁、萩原信二｜佐竹一男｜倉石功｜亀石征一郎弓恵子(朝子)｜三島史郎(哲郎)、ちほひろみ(今日子)｜北町嘉朗(新藤)、前沢迪雄(忠雄)、溝呂木伹(佐伯)｜大原百代(節子)、松沢勇(男A)、祐樹秀幸(五木)｜佐々木務(男B)、渡辺啓二(山際)、安永憲治(男C)、宇野静代(女D)｜大山経男(西条)、三島優子(洋子)、山川武法(高志)、原田香薫(マリ)｜青木美香(町子、特別出演)｜三田桃基子(康子)｜村田正雄(三次郎)｜宗近晴見(舟木) | |
| 11月5日  | 第730話 | 南国の旅路の果て         | 西沢治            | 鈴木敏郎   | 伊沢一郎｜吉田豊明｜水木㐮｜早川雄三｜宗方勝巳｜青木義朗石橋雅史(阿久津)｜藤田淑子(雅代)｜沢田勝美(フロント)、川代家継(木原)｜作本都(ホステス)、横川まゆみ(女A)、光沢正子(女B)/三島一夫（擬斗)｜京千春(歌手、特別出演)｜尾崎清光(社長、特別出演)｜増田順司(森安)｜高品格(一平) | |
| 11月12日 | 第731話 | 昭和枯れすすき           | 西沢治            | 鈴木敏郎   | 山田禅二、田川勝雄、西郷昭二｜和崎俊哉｜山口暁、萩原信二｜佐竹一男｜倉石功｜亀石征一郎田中明夫(淳之助)｜市東昭秀(一夫)、野村けい子(ユキ)｜山田きよし(堀内)、郷浦澄人(長沢)｜田村元治(岡部)、松下昌司(大河内)、菊地正孝(平松)、中道進(学生A)｜たごひろし(学生B)、渡辺啓二(学生C)、今村昭信(学生D)、石井啓一(学生E)｜岡直也(学生F)、湯山正英(学生G)、渡辺次雄(学生H)、沖隆二郎(学生I)、池上臣也（学生J)｜かずみあい(知子、特別出演)｜さくらと一郎(流し、特別出演)｜奥野匡(寺門)、津路清子(老婆)｜花岡菊子(花代)｜梅津栄(良吉)｜沼田曜一(木島) | |
| 11月19日 | 第732話 | 捨て子の詩               | 元持栄美          | 田中秀夫   | 山田禅二、田川勝雄、西郷昭二｜伊沢一郎｜吉田豊明｜水木㐮｜早川雄三｜宗方勝巳｜青木義朗中島公子(順子)｜伴藤武(和)、山田政直(藤井)｜前沢迪雄(矢部)、鈴木和夫(戸川)、伊東正博(医者)｜加東三和(敏江)、佐藤明美(直美)、三川雄三(玉井)｜古能成二(岡)、三影啓司(辻村)、山田貴光(西村)、大友町子(兼子)｜沢晴美(衣子)、大野富久代(モデル)、原満(野沢)、久慈厚子(豊)｜中田浩子(子供A)、広木秀子(子供B)、木下晴美(赤ン坊)、中村加代子(赤ン坊)/三島一夫(擬斗)｜横山あきお(中谷)｜有沢正子(波子)｜高城淳一(佐伯) | 衣装提供:トリンプ                                                                                             |
| 11月26日 | 第733話 | 銭湯ブルース             | 西沢治            | 龍伸之介   | 山田禅二、田川勝雄、西郷昭二｜和崎俊哉｜山口暁、萩原信二｜佐竹一男｜倉石功｜亀石征一郎藤本三重子(しのぶ)｜堀勝之祐(伊吹)、剣持伴紀(風間)｜清水めぐみ(オリエ)、菅沼赫(八百政)、今村原兵(隠居)｜花原照子(勝子)、関悦子(澄代)、安田洋子(町江)、松本敏男(小野寺)｜菊地正孝(警官)、吉沢信子(妻)、金井真喜子(さゆり)、鵜川貴範(子供)、田村知人(明男)｜大原みどり(みどり、特別出演)｜東家菊燕(鳶辰、特別出演)｜久野四郎(染)、辻伊万里(和枝)｜梅沢昇(福本)、河村憲一郎(松太郎)｜天草四郎(片山)、五藤雅博(太田黒)｜渥美国泰(川喜多) | |
| 12月3日  | 第734話 | 絶望を越えて             | 西沢治            | 鈴木敏郎   | 山田禅二、田川勝雄、西郷昭二｜伊沢一郎｜吉田豊明｜水木㐮｜早川雄三｜宗方勝巳｜青木義朗高品格(重吉)｜川代家継(明)、藤田淑子(信子)｜作本都(路子)、沢田勝美(布施)｜市原清彦(佐伯)、湊俊一(古賀)｜小林テル(民枝)、石川敏(チンピラA)｜菊地敏昭(チンピラB)、今村洋(看守)/三島一夫(擬斗)｜尾崎清光(園長、特別出演)｜村田英雄(歌手、特別出演)｜石橋雅史(大西) | |
| 12月10日 | 第735話 | あるニッポンの悲劇       | 佐々木武観        | 中村経美   | 山田禅二、田川勝雄、西郷昭二｜和崎俊哉｜萩原信二｜佐竹一男｜伊達正三郎｜倉石功｜亀石征一郎八代順子(雅江)｜戸沢祐介(平松)｜津野哲郎(安部)、山科志子(昭子)、ひろ新子(はつ代)｜小田まり(加津)、会津あんく(愛子)、杉山元(上山)｜峰田智代(女B)、松本松江(受付嬢)、大山高男(男B)、伊藤慶子(主婦A)｜しば早苗(店員)、早川吾郎(社員)、松田章(作業員)、早瀬恒志(男A)｜瀬戸山秀樹(男C)、浅見ひろ子(女A)、安藤妙子(女C)、横川まゆみ(主婦B)｜六本木真(河本)｜柴田秀勝(迫水)、水木梨恵(佐和子)｜森山周一郎(島村)｜見明凡太朗(瀬戸山)｜星十郎(吉川) | 高倉班応援：笠原                                                                                              |
| 12月17日 | 第736話 | ガラスの橋               | 横山保朗          | 天野利彦   | 伊沢一郎｜吉田豊明｜水木㐮｜倉石功｜早川雄三｜青木義朗飯塚仁樹(克哉)、佐野美智子(リサ)、南原晋(慎一)｜広瀬たか子(玲子)、神崎幸子(千穂子)、青柳鉄也(守)｜晴海勇三(小林)、森康子(和子)、大原百代(母親)、野村章平(村山)｜葉山美樹(雅代)、峰田智代(母親)、八木秀司(医師)、川越たまき(看護婦)、麻生嘉一(建二)｜満山恵子(深見)、大山高男(警官A)、松下昌司(父親)、渡部市松(野次馬B)、佐々木務(先生A)｜安永憲司(野次馬A)、百良雄(野次馬C)、森本純一(警官B)、小山勤(警官C)、福永幸男(警官D)、藤林吉伸(先生B)｜東映児童研修所(生徒達)｜奥野匡(森岡)、三鈴栄子(文子)｜神田正夫(浅井)、石垣守一(船田)｜池田駿介(安西)、中庸介(稲川)｜外野村晋(校長)、長島隆一(署長)｜桜井浩子(晶子)｜高木二朗(西崎) | 協賛:ホテル鳩和                                                                                               |
| 12月24日 | 第737話 | 歪んだクリスマス         | 佐々木武観        | 田中秀夫   | 山田禅二、田川勝雄、西郷昭二｜伊沢一郎｜吉田豊明｜水木㐮｜倉石功｜早川雄三｜青木義朗藤本三重子(真紀子)｜市原清彦(森本刑事)｜山村圭二(河井刑事)、児玉裕一(幸一)｜溝呂木伹(須崎)、角友司郎(栗原)、城山美佳子(ユミ子)｜黒木貴子(きぬ江)、三崎景子(房子）/三島一夫(擬斗)｜丘寵児(喜八)｜秋元羊介(新吉)、小林裕子(千春)｜木村元(遠野)｜西本裕行(西村) | |

#### 1976年
| 放送日   | 各話    | サブタイトル              | 脚本              | 監督       | 出演者 | 備考                                                                   |
| -------- | ------- | ------------------------- | ----------------- | ---------- | --- | ---------------------------------------------------------------------- |
| 1月7日   | 第738話 | 十字架を背おう女          | 小川記正          | 中村経美   | 山田禅二、田川勝雄、西郷昭二｜伊沢一郎｜吉田豊明｜水木㐮｜倉石功｜早川雄三｜青木義朗渚健二(吉野次郎)｜むつみ愛(小百合)｜丹古母鬼馬二(中野鉄三)、汐見直行(大林栄作)、木島進介（吉野一郎)｜直木みつ男(藤田)、最上竜二郎(井上)、片山滉(佐山)｜村上幹夫(戸樫)、野村光絵(雪江)、宍戸真由美(まり子)、会津あんく(ルミ)｜影新之助(隊員A)、堀礼文(隊員B)、小幡良二(警備員A)、梶山公彦(フロント)｜杉山学(警備員B)、純ルミ(ダンサー)/三島一夫(擬斗)｜笠原玲子(桐子)｜石井宏明(枡川柳介)、花岡菊子(お光)｜守屋俊志(新井信彦)、高杉玄(桐原)｜竜崎一郎(朝田正憲) |                                                                        |
| 1月14日  | 第739話 | あの子が危ない            | 横山保朗          | 鈴木敏郎   | 山田禅二、田川勝雄、西郷昭二｜伊沢一郎｜吉田豊明｜水木㐮｜倉石功｜早川雄三｜青木義朗浜田ゆう子(千津子)｜北町嘉朗(川合)｜加藤真知子(京子)、栗下崇(明)、七五三木猛明(広志)｜小高まさる(中年男)、林大介(中谷)、大阪憲(藤田)｜森井睦(西川刑事)、泉よし子(管理人)、沢柳迪子(女店員)、姿鉄太郎(佐藤刑事)｜中条文秋(石神)、小貫瑞恵(百合子)、久津弘子(久子)、辻義一(原田)｜渡辺一恵(幸子)、日向まゆみ(里美)、三浦伸一(警官)、佐藤定昭(ボーイ)｜須田利久(小学生A)、横手寛之(小学生B)、高谷寛之(和哉)、福田元(赤ちゃん)｜藤里まゆみ(文子)｜曽我町子(マリ子) |                                                                        |
| 1月21日  | 第740話 | 汚れた18歳                | 西沢治            | 中村経美   | 山田禅二、田川勝雄、西郷昭二｜伊沢一郎｜吉田豊明｜水木㐮｜早川雄三｜宗方勝巳｜青木義朗富山真沙子(志摩)｜森田めぐみ(啓子)、平野康(光男)｜本多洋子(桃子)、逗子とんぼ(黒崎)、大原百代(花絵)｜花原照子(はま子)、岸野一彦(支配人)、山田光一(新藤)｜吉沢信子(杉下)、伊藤慶子(峰子)、松下昌司(義夫)、完戸真由美(由紀)｜佐藤幸二(高弘)、富岡淳子(和枝)、赤石富和(学生A)、麻生竜(学生B)、大門まきほ(ウエイトレス)｜黒部進(武宮)、二瓶秀雄(村田)｜水村泰三(平島)｜西尾美恵子(直美)｜葉山良二(佐川) | 協賛:北陸・山代温泉 山代グランドホテル、全日空                         |
| 1月28日  | 第741話 | 海女と真珠の詩            | 杉上歌男          | 天野利彦   | 山田禅二、田川勝雄、西郷昭二｜伊沢一郎｜吉田豊明｜水木㐮｜早川雄三｜宗方勝巳｜青木義朗宮井えりな(北村久美子)｜木下清(杉浦広)、望順子(戸田好子)｜矢崎滋(野崎明)、大阪憲(松島刑事)、永井玄哉(尾崎課長)｜菊地正孝(渡辺刑事)、藤竹修(高橋稔)、古能成二(岡林)｜松下昌司(運転手)、木村元保(医師)、横川まゆみ(ルミ)、香山秀美(看護婦)、荻田たまき(少女)｜安永憲司(清一)、今野和子(百合子)、俵まゆみ(女店員)、深山義夫(警官A)、永浜義雄(警官B)｜黒沢のり子(山本京子)｜中庸介(三浦刑事)、西園寺宏(高木鉄男)｜守屋俊志(島田敏夫) |                                                                        |
| 2月4日   | 第742話 | 競馬人生                  | 西沢治            | 山崎大助   | 山田禅二、田川勝雄、西郷昭二｜和崎俊哉｜山口暁、萩原信二｜佐竹一男｜倉石功｜亀石征一郎大月みやこ(幸子)｜八代順子(春江)｜仙波和之(森)、此島愛子(カオル)｜加地健太郎(柿沼)、板倉春江(麻里)｜加東三和(主婦)、世畑佳代子(美紀)、山浦栄(長谷部)｜三原葉子(和歌子)｜石井宏明(渡辺刑事)、庄司永建(高見沢)｜早川研吉(新堀)｜六本木真(末吉) |                                                                        |
| 2月11日  | 第743話 | 火遊びの女                | 横山保朗          | 鈴木敏郎   | 山田禅二、田川勝雄、西郷昭二｜伊沢一郎｜吉田豊明｜水木㐮｜早川雄三｜宗方勝巳｜青木義朗藤本三重子(伊庭知子)｜女屋美和子(倉本理恵)｜倉島㐮(坂口伸次)、渡辺次雄(池内篤志)｜島崎奈々(マリ)、堀礼文(刑事B)、大山紀男(警官A)｜松下昌司(刑事C)、鹿毛淳(刑事A)、梶山公彦(警官B)、渡辺一郎(県警刑事)｜幾野道子(艶子)｜花岡菊子(婆や)、結城一郎(管理人)｜城新子(千葉節子)｜立花直樹(浜田徹)｜神田隆(倉本譲二) | 協力:NST新潟総合テレビ                                                 |
| 2月18日  | 第744話 | 地獄を見た                | 旭丘光志          | 島崎喜美男 | 山田禅二、田川勝雄、西郷昭二｜伊沢一郎｜吉田豊明｜水木㐮｜早川雄三｜宗方勝巳｜青木義朗高城淳一(岩波)｜川崎あかね(靖子)｜関戸純(竹田)、小浅初江(栄子)｜原田香薫(妙子)、鈴木和夫(男A)、朝野和信(男B)｜高木真二(男C)、宮沢康(男D)、谷本一(男E)｜野口英二(店員)、渡辺啓二(乗客)、吉沢高明(青年)、浜田典子(子供A)｜神崎桂子(子供B)、広木秀子(子供C)、新井田淑子(子供D)、森田規子(靖子の少女時代)/三島一夫(擬斗)｜東郷晴子(文子)｜小沢紗季子(美津江)、松川純子(静子)｜若杉英二(竜岡)｜城所英夫(泉刑事)｜北上弥太郎(加納) | 劇中ラストで「このドラマはフィクションです」表記あり。                 |
| 2月25日  | 第745話 | 大学は出たけれど          | 佐々木武観        | 伊賀山正光 | 山田禅二、田川勝雄、西郷昭二｜和崎俊哉｜山口暁、萩原伸二｜佐竹一男｜倉石功｜亀石征一郎伴直弥(志郎)｜京春上(加代)、峰千景(槙子)｜大関優子(きよみ)、山根久幸(佐山)、関悦子(多恵)｜稲川善一(支配人)、西尾啓(配達員)、塚田末人(ボーイ)、吉岡節子(受付嬢)｜武藤英司(啓三)｜春江ふかみ(たか)、大下真司(平吉)｜渡辺康子(世津子)、山本昌平(黒河)｜大村文武(中牟田) |                                                                        |
| 3月3日   | 第746話 | 愛憎の炎                  | 元持栄美          | 天野利彦   | 山田禅二、田川勝雄、西郷昭二｜伊沢一郎｜吉田豊明｜水木㐮｜早川雄三｜宗方勝巳｜青木義朗西尾美恵子(加奈江)｜富山真沙子(久美子)｜平野康(圭一)｜二瓶秀雄(秀彦)、森田めぐみ(昭子)｜大原百代(女中)、姿鉄太郎(田原)、伊東正博(医者)｜岸野一彦(支配人)、藤野章(配達夫)、池田恭子(受付嬢)｜黒部進(中西)｜水村泰三(木原)｜葉山良二(板倉) | 協賛:北陸・山代温泉 山代グランドホテル、全日空                         |
| 3月10日  | 第747話 | 人質の女                  | 高山由紀子        | 中村経美   | 山田禅二、田川勝雄、西郷昭二｜和崎俊哉｜山口暁、萩原伸二｜佐竹一男｜倉石功｜亀石征一郎池田和歌子(浜田小夜子)｜福永典明(浜田隆史)｜鳥井忍(倉田和夫)、城路子(恵子)｜五十嵐美鈴(時子)、三川雄三(管理人)｜朝野和信(川田)、石川敏(警官)｜木村修(アナウンサー)、神作吉洋(俳優)、横川まゆみ(俳優)｜佐々木務(若者)、渡部市松(守衛)/三島一夫(擬斗)｜浅香和子(瀬戸あけみ)｜浜田晃(宮前洋介) |                                                                        |
| 3月17日  | 第748話 | ミミズを飼う女            | 横山保朗          | 田中秀夫   | 山田禅二、田川勝雄、西郷昭二｜伊沢一郎｜吉田豊明｜水木㐮｜早川雄三｜宗方勝巳｜青木義朗黒沢のり子(辺見由紀)｜木下清(水谷弘司)｜西園寺宏(榎本克哉)、矢崎滋(結城慶一)｜佐藤明美(晶子)、望順子(順子)、大阪憲(フロント)｜小野敦子(静江)、佐野哲也(桜井)、宮井えりな(従業員)｜菊地正孝(警官B)、原田雅子(千恵子)、鈴木ナナ(看護婦)、佐藤章(警官A)｜岡田恵子(女中)、松田芳夫(運転手)、大重絹子(女店員)、荻田たまき(少女)｜浅野進治郎(辺見栄一郎)｜守屋俊志(支配人)、神田正夫(質屋の主人)｜中庸介(佐藤刑事)｜中村竜三郎(西浦三郎) |                                                                        |
| 3月24日  | 第749話 | 女ごころの謎              | 小川記正          | 北村秀敏   | 山田禅二、田川勝雄、西郷昭二｜和崎俊哉｜山口暁、萩原伸二｜佐竹一男｜亀石征一郎西尾三枝子(小谷ルミ)｜服部哲治(堀田一郎)｜一の瀬玲奈(千代)、鈴木和夫(亀山)｜遊佐ナオ子(みどり)、小高まさる(巡査)、岸井あや子(主婦A)、進藤幸(かね子)｜朝倉一(医者)、鈴木泰明(アナウンサー)、小林テル(主婦B)、八木秀司(男A)｜城海峯(渋谷)、中山剣吾(係員)、吉沢信子(朱実)、三浦伸一(バーテン)｜岡直也(ボーイ)、細谷隆男(男B)、佐々木務(男C)、宍戸真由美(看護婦)、神作吉洋(運転手)｜上野山功一(久米)｜中京子(歌手、特別出演)｜松風はる美(三上智江)、宮田羊容(山形)｜石島房太郎(堀田善平)、市原清彦(成田記者)｜纓片達雄(佐伯六郎) |                                                                        |
| 3月31日  | 第750話 | 家出の季節                | 西沢治            | 島崎喜美男 | 山田禅二、田川勝雄、西郷昭二｜伊沢一郎｜吉田豊明｜水木㐮｜早川雄三｜宗方勝巳｜青木義朗雷門ケン坊(黒沢仁)、菅原靖人(家永太郎)｜五藤雅博(仁の伯父)、佐野哲也(英郎)、松浪志保(あき)｜岩上瑛(竜崎)、木村豊幸(正樹)、佐藤まもる(明宏)｜菅沼赫(権藤)、片山滉(雄一郎)、花原照子(仁の伯母)、若山みち子(銀子)｜上野綾子(有閑マダム)、関悦子(評論家)、国睦子(教師)、手塚敏夫(大助)｜安藤純子(筆子)、田畑孝(辻)、大月優子(律子)、太田登(祐次)｜真田五郎(森)、柏木緑(マダム)、横沢啓子(ナオミ)、中川明(風太郎)｜山田光一(白坂)、松下昌司(会社員)、満山恵子(婦人警官)、小貫瑞恵(みどり)、野村章平(安西)｜田辺しげる(大学生)、渡部有香(町子)、渡部房子(マダム)、針谷弘之(バーテン)、山川武法(子供)                                                                  |                                                                        |
| 4月7日   | 第751話 | 金貸し一代                | 佐々木武観        | 伊賀山正光 | 山田禅二、田川勝雄、西郷昭二｜伊沢一郎｜吉田豊明｜水木㐮｜早川雄三｜宗方勝巳｜青木義朗若宮大祐(高村源三)｜朝比奈順子(増見恵子)、桐原史雄(梅本)｜星野暁一(鈴木幸治)、加藤寿(小山和夫)、島田潤子(宮下直江)｜たくみさよ(みつ代)、汐見直行(渡辺)、九重ひろ子(管理人の妻)｜松本敏男(中沢)、金子弘美(マダム)、神崎幸子(ユリ)、宍戸真由美(恋人の女)｜杉山学(ガードマン)、長谷川佳代子(女事務員)、佐藤康夫(青年)、中田浩子(子供)｜長島隆一(弁護士)｜原万平(喜田)、杉義一(部長)｜花岡菊子(いね)、五月晴子(金森かおる)｜小桜京子(よしみ)｜宮本曠二郎(六太郎) | OP・ED曲変更                                                           |
| 4月14日  | 第752話 | 我が輩は犬である          | 松本昭典          | 中村経美   | 伊沢一郎｜吉田豊明｜水木㐮｜早川雄三｜宗方勝巳｜青木義朗日野麗子(横川リサ)｜立花直樹(竹田)、野村けい子(英子)｜宮沢康(一郎)、菅沼赫(常さん)、大江徹(田村)｜北九州男(労務者B)、加東三和(正子)、石黒正男(労務者C)｜朝倉一(春日)、松本伊佐武(現場監督)、山田光一(練習場の客)、久津弘子(女子社員)｜山田貴光(保健所係員)、吉沢信子(久美)、伊藤慶子(清乃)、佐藤倉雄(慶三)｜イデアールテリアバートランド号(サン吉)、スコッチテリアコーラオブ・エストリータ(パピー)｜大東梁佶(労務者A)、和久井節緒(半田)｜小笠原弘(販売部長)、筒野典子(大森)｜曽我町子(久恵)｜山下洵一郎(都築正道)｜山田康雄(サン吉の声) |                                                                        |
| 4月21日  | 第753話 | 愛と死その罪              | 渡辺由自          | 田中秀夫   | 山田禅二、田川勝雄、西郷昭二｜伊沢一郎｜吉田豊明｜水木㐮｜早川雄三｜宗方勝巳｜青木義朗星美智子(滝沢好江)｜紅理子(石沢ミキ)｜今井美佐子(水谷真知子)、岩切徹(滝沢昇平)｜逗子とんぼ(バスの運転手)、村上幹夫(町医者)、山田光一(医師)、室井宏治(浩二)｜仲塚康介(解剖医)、松下昌司(老人)、八百原寿子(その妻)、川越たまき(看護婦A)｜会津あんく(看護婦B)、佐々木務(運送屋)、渡部市松(人夫)、山川武法(昇平の少年時代)｜前沢迪雄(クリーニング屋主人)、進藤幸(柴木静)｜大久保正信(院長)、里木佐甫良(やきとり屋主人)｜高杉哲平(滝沢博)、岩城力也(教授)｜六本木真(郡司典夫) |                                                                        |
| 4月28日  | 第754話 | ドキュメント・暴行        | 横山保朗          | 天野利彦   | 伊沢一郎｜吉田豊明｜水木㐮｜早川雄三｜宗方勝巳｜青木義朗古屋哲(山澄篤志)｜小野ひずる(池上夏子)、沢田勝美(渡辺)｜小浅初江(純子)、町田政則(須山)、佐藤昇(孝雄)｜有賀十(藤本)、立原潮(坂田)、鈴木恵子(由美子)、小野田英一(沢田)｜三浦伸一(若い男)、三崎景子(若い女)、築地博(親爺)、塚田未人(青年)｜八百原寿子(信子)、根本節子(陽子)、小山勤(運転手)、渡部市松(主人)｜駒沢トヨ子(妻)、安永憲司(寝巻姿の男)、藤野章(警官A)、川瀬修三(警官B)｜杉田明夫(刑事A)、竹内喬(刑事B)、藤林吉伸(刑事C)、山村雄二(幼児)｜仙波和之(浜田)、須永慶(佐藤刑事)｜三田桃喜子(尾崎美和子)｜高木二朗(東刑事) |                                                                        |
| 5月5日   | 第755話 | 甘えるな英太              | 西沢治            | 鈴木敏郎   | 山田禅二、田川勝雄、西郷昭二｜伊沢一郎｜吉田豊明｜水木㐮｜早川雄三｜宗方勝巳｜青木義朗松木聖(田宮待子)｜中村俊男(田宮英太)、岸俊也(布施淳一)｜神弘無(定岡)、東条甚太(湯川)、遠藤薫(若者A)｜河合絃司(赤沢)、野村光絵(主婦A)、杉弥生(主婦B)、晴海勇三(客A)｜三谷俊夫(客B)、釣利通(若者B)、小山武宏(片桐)、秋山京子(主婦C)｜川越たまき(ホステスA)、杉山学(若者C)、長谷川紀子(ホステスB)、小野富士子(ウエイトレス)/三島一夫(擬斗)｜南条富士男、森和美(舞踊、特別出演)｜渡辺千世(春江)、辻伊万里(峰子)｜江幡高志(作之助)｜関敬六(夢介)｜人見きよし(秋男) |                                                                        |
| 5月12日  | 第756話 | 悪魔の暴走                | 横山保朗          | 中村経美   | 伊沢一郎｜吉田豊明｜水木㐮｜早川雄三｜宗方勝巳｜青木義朗三原葉子(小坂景子)｜水木梨恵(船田涼子)｜佐藤明美(小坂晶子)、鈴木和夫(フロント)｜朝比奈順子(広子)、十津じゅん(純子)｜湊俊一(支配人)、曽根秀介(木村)、鈴木志郎(島田刑事)｜加東三和(女将)、池田一臣(佐原刑事)、島田彰(刑事)｜石黒正男(係員)、中山剣吾(警官D)、西尾啓(警官C)、大山経男(若者)｜今村洋(警官B)、大木隆三(警官A)、吉沢優子(女中)、山崎久美子(店員)｜中村竜三郎(船田雅夫)｜小林勝彦(笠井周二) | 協賛:安房自然村、平砂浦ビーチホテル                                    |
| 5月19日  | 第757話 | 霊柩車を撃て!             | 横山保朗          | 鈴木敏郎   | 山田禅二、田川勝雄、西郷昭二｜伊沢一郎｜藤山律子｜笠達也｜日高晤郎(田代刑事)｜伊達正三郎｜葉山良二(日高主任)多々良純(速水栄吉)｜津野哲郎(本間淳一)、秋元羊介(杉村巡査部長)｜神田正夫(野村)、野路きくみ(玲子)、稲川善一(管理人)｜田村元治(刑事B)、佐藤まもる(貴広)、石川敏(西川巡査)｜井上三千男(刑事A)、藤竹修(警官A)、山田貴光(客A)｜岩名雅記(警官B)、白川みどり(今日子)、野沢有紀(マダム)、麻生亮(坂本)｜藤井敏夫(市原巡査)、松田章(客B)、長谷川孝(竹内)/三島一夫(擬斗)｜大堀早苗(本間有紀子)｜長島隆一(中根署長)、北条寿太郎(島田課長)｜外野村晋(高木次長)｜島宇志夫(ナレーター) |                                                                        |
| 5月26日  | 第758話 | 愛情の海                  | 三浦英博 旭丘光志 | 島崎喜美男 | 山田禅二、田川勝雄、西郷昭二｜伊沢一郎｜吉田豊明｜水木㐮｜早川雄三｜宗方勝巳｜青木義朗西尾三枝子(中杉保子)｜北町嘉朗(大山)、川部修詩(森下医師)｜梅沢昇(金井)、鈴木和夫(フロント)｜依田英助(川崎)、花原照子(管理人)｜森本純一(沢田)、朝比奈順子(広子)｜山口のぼる(チンピラA)、千葉繁(チンピラB)、不知火艶(チンピラC)/三島一夫(擬斗)｜永井柳太郎(伊藤耕作)｜梅津栄(井田)｜池田鴻(中杉成吾) | 協賛:安房自然村、平砂浦ビーチホテル                                    |
| 6月2日   | 第759話 | 破れ三味線                | 佐々木武観        | 島崎喜美男 | 山田禅二、田川勝雄、西郷昭二｜伊沢一郎｜藤山律子｜笠達也｜日高晤郎｜伊達正三郎｜葉山良二浅香光代(小谷ぎん)｜藤岡恵子(みち代)｜林昭夫(寿司屋の主人)、阿部昇二(玉置)｜肥土尚弘(喜田)、国睦子(女将)、岡戸武子(マダム)｜大阪憲(安西)、竹田将二(置屋の主人)、朝比奈順子(ぽん太)｜志摩恭子(小万)、小池生子(ひな奴)、沖隆二郎(杉原)、福永典明(広田)｜舞砂里(リサ、特別出演)｜大泉滉(池渕、特別出演)｜仙波和之(森井)、浅香和子(駒春)｜宮田洋容(松三)｜田口計(中沢)｜島宇志夫(ナレーター) |                                                                        |
| 6月9日   | 第760話 | 三億円エレジー            | 西沢治            | 天野利彦   | 山田禅二、田川勝雄、西郷昭二｜伊沢一郎｜吉田豊明｜水木㐮｜早川雄三｜宗方勝巳｜青木義朗山本豊三(木暮清次)｜八代順子(愛子)｜堀勝之祐(江波圭一郎)、和田一壮(本屋敷)｜柿沼真二(押川)、晴海勇三(竜崎)、宗田千恵子(葉子)｜吉田真野子(夕子)、長沢ひろし(掛札)、岸井あや子(主婦A)、森康子(主婦B)｜会津あんく(主婦C)、満山恵子(雪村)、伊東正博(社員)、宍戸真由美(娘A)、宮沢芳春(大学生)｜大山裕子(娘B)、秋田秀子(娘C)、桑田みどり(娘D)、内田美智子(娘E)、福田信義(正夫)｜伊豆肇(早瀬)｜奥野匡(大杉)、瀬良明(平古場)｜佐藤京一(黒岩)｜桜井浩子(堂園留美)｜石橋雅史(辻編集長) |                                                                        |
| 6月16日  | 第761話 | 明暗友情ブルース          | 加藤昭夫 鹿谷裕一 | 北村秀敏   | 山田禅二、田川勝雄、西郷昭二｜和崎俊哉｜佐竹一男｜山口あきら｜池田駿介(入江刑事)｜倉石功｜亀石征一郎大下哲矢(城山勝秋)｜高橋みどり(田坂洋子)、相川圭子(ユミ)｜鈴木和夫(鉄次)、宮沢康(金子)、白川みどり(ナオミ)｜山田光一(三上刑事)、一ノ瀬かをる(ルリ子)、水品まさ子(朱美)｜矢部久作(田村)、石川敏(辰)、石橋幸(光枝)、山田貴光(振付師)｜川瀬沙世(三和子)、渡辺啓二(野球監督)、宍戸真由美(女)、梢木実(ダンサー)/三島一夫(擬斗)｜浅茅しのぶ(友乃)｜北九州男(黒川)、石井宏明(長谷川刑事)｜上野山功一(牛田社長)｜外山高士(大和田) |                                                                        |
| 6月23日  | 第762話 | 若き十七才哀歌            | 元持栄美          | 伊賀山正光 | 早川雄三｜一の瀬玲奈(戸川刑事)｜吉田豊明｜水木㐮｜宗方勝巳｜青木義朗下塚誠(徳武等)、山田正直(志村孝一)｜浅路ひろみ(柄沢洋子)、太田登(徳武良二)｜中沢清三(高見修)、渡辺義文(奈良山敏夫)｜古谷徹(田口)、山崎満(教頭)、木村修(主任)｜小野田英一(中谷)、佐藤巧(今井)/三島一夫(擬斗)｜露原千草(高見珠江)｜石垣守一(徳武隆造)、木島進介(矢辺)｜杉義一(浅野)、大坪日出代(徳武昌代)｜高野真二(奈良山靖彦) | OP・ED曲変更                                                           |
| 6月30日  | 第763話 | 逆光線の女                | 元持栄美          | 広田茂穂   | 山田禅二、田川勝雄、西郷昭二｜和崎俊哉｜佐竹一男｜山口あきら｜池田駿介｜倉石功｜亀石征一郎山本豊三(柳沢道夫)｜成川哲夫(多羅屋淳一)、木下清(伊吹誠)｜北村晃一(横井)、根本嘉也(岡本)、溝呂木伹(大木)｜花原照子(団地の主婦)、大原百代(女主人)、片山滉(医師)｜逗子とんぼ(客)、若尾義昭(大島)、立川談四楼(佐東)｜榎本英一(フロント)、三島一夫(ガードマン)、今村洋(辻)、根本節子(看護婦)友情出演 毒蝮三太夫(沖)｜水原麻記(鳥山初子)、岡部正純(高森)｜藤本三重子(マダム)、小林勝彦(セールスマン)｜渥美国泰(鳥山専務)久保田民栄(伊吹友子)｜梅津栄(多羅屋孝太郎) |                                                                        |
| 7月7日   | 第764話 | 駄目な奴                  | 西沢治            | 三堀篤     | 山田禅二、田川勝雄、西郷昭二｜早川雄三｜一の瀬玲奈｜吉田豊明｜水木㐮｜宗方勝巳｜青木義朗曽我町子(梶冬子)｜田利之(志村明)｜田中澄夫(郡司弘)、萩原奈穂美(小池理恵)｜柏木翠(美佐)、山崎純資(赤沢)、青木真知子(京塚)｜笹川恵三(管理人)、三川雄三(杉下)、朝野和信(川喜多)｜川越たまき(ホステス)、多賀谷忠生(バーテン)、森健(正和)/三島一夫(擬斗)｜青木美香(戸崎)｜橋本菊子(郁代)｜大村文武(梶一郎) |                                                                        |
| 7月14日  | 第765話 | ダイナマイトとダリヤの花  | 小川記正          | 中村経美   | 山田禅二、田川勝雄、西郷昭二｜伊沢一郎｜藤山律子｜笠達也｜日高晤郎｜伊達正三郎｜葉山良二鳥居恵子(栗田三千代)｜日吉としやす(加藤)、内田直也(誠)｜福井友信(片岡)、山下勝也(佐々木)、佐藤輝昭(三宅)｜宍倉るみ(福田夫人)、津島康一(与平)、鹿地史郎(吉川)｜御友重和(大木)、吉村一郎(斉藤)、須賀重久(松田)、海原俊介(岩波)｜平沢信夫(林)、金子弘美(弟子)、田口和政(杉崎)、左海徹(横田)/水原仗二(擬斗)｜島宇志夫(ナレーター)｜原野理筆(古流松葉会)｜入江正徳(栗田)、菊地太(伊勢)｜明石潮(井上老人)｜白石奈緒美(花柳豊志賀) |                                                                        |
| 7月21日  | 第766話 | 赤ちゃんの詩              | 横山保朗          | 鈴木敏郎   | 山田禅二、田川勝雄、西郷昭二｜伊沢一郎｜藤山律子｜笠達也｜日高晤郎｜伊達正三郎｜葉山良二松木聖(佐久間玲子)｜石川博(佐久間克巳)、本多洋子(古賀夏子)｜山口ひろみ(れい子)、三川雄三(沢田)、ミスター珍(管理人)｜西朱実(女医)、鶴岡修(支配人)、金子勝美(陽子)、笠野悟司(ボーイ)｜小川吉信(小泉)、小幡良二(警官)、八代るみ子(明子)、増田佳子(看護婦)｜島宇志夫(ナレーター)｜石井宏明(所轄刑事)、春江ふかみ(克巳の母)｜西田昭市(桜井刑事)、渡辺千世(孝子)｜伊達三郎(江島信男)｜小野川公三郎(石野武志) | 協賛:城山観光ホテル、東亜国際航空、日本カー･フェリー、大栄殖産株式会社 |
| 7月28日  | 第767話 | わたしは尼寺へ行きたい    | 西沢治            | 三堀篤     | 山田禅二、田川勝雄、西郷隆｜伊沢一郎｜藤山律子｜笠達也｜日高晤郎｜伊達正三郎｜葉山良二目黒幸子(西田秋子)｜桂木梨江(阿部トシエ)、松風はる美(昌代)｜伊藤正博(英郎)、片山滉(黒木)、五木繁則(教師)｜加東三和(伸江)、小林テル(久乃)、小泉れい子(百合子)｜芦沢孝子(照順尼)、藤田漸(友和)、吉川清一(高志)、山川肇(正明)｜神崎幸子(妙信尼)、寺内順恵(桃子)、安井秀子(淳子)、大村真利子(哲子)、倉本裕宣子(愛子)｜浅村厚子(由紀)、見原寿恵子(娘A)、笹岡洋子(娘B)、阿保由貴子(娘C)、立花リリ(モデル)｜島宇志夫(ナレーター)｜加藤土代子(石渡直美)、宮内順子(寿海尼)｜大東梁佶(安川大助)、奥野匡(白鳥)｜中田博久(伊吹雄一郎) |                                                                        |
| 8月4日   | 第768話 | 悪女がいっぱい            | 横山保朗          | 山崎大助   | 山田禅二、田川勝雄、西郷隆｜和崎俊哉｜佐竹一男｜山口あきら｜池田駿介｜倉石功｜亀石征一郎藤本三重子(内海さつき)｜桜井明子(三谷亜紀)、原田雅子(林ユカリ)｜晴海勇三(島田刑事)、菊地太(村井刑事)｜菅沼赫(北川)、宍倉るみ(主婦B)、伊藤慶子(女A)、八百原寿子(女B)｜坂入正(従業員A)、島田弘康(従業員B)、内田尋子(主婦A)、福原ひとみ(路子)、小林桂子(広美)｜佐川二郎(男C)、佐藤倉雄(男A)、石井浩之(男B)、大栗清史(子供)/三島一夫(擬斗)｜島宇志夫(ナレーター)｜三景啓司(丸山慎一)、高土新太郎(森山徹)｜人見明(木村)｜神田隆(宍戸勇介) |                                                                        |
| 8月18日  | 第769話 | 俺は許せなかった          | 横山保朗          | 天野利彦   | 山田禅二、田川勝雄、西郷昭二｜伊沢一郎｜藤山律子｜笠達也｜日高晤郎｜伊達正三郎｜葉山良二小野川公三郎(砂村勝)｜石川博(安西慎一)、本多洋子(津川知子)｜東条甚太(達男)、加藤真知子(乃里子)、磯野博(明)｜利根司郎(三村)、高橋信子(佳子)、鶴岡修(川田)、山口ひろみ(京子)｜紅あゆみ(マリ)、宍戸真由美(由美)、中条文秋(秀雄)、笠野悟司(西野)｜佐藤巧(大崎)、桐野潤(木村)、倉田主税(清水)、塚田未人(運転手)｜小山勤(警官)、小川吉信(店員)、増田佳子(久美)、三枝洋子(ホステス)/三島一夫(擬斗)｜島宇志夫(ナレーター)｜湊俊一(高木)、花岡菊子(文子)｜渡辺千世(津川君子)、大東梁佶(堺)｜西田昭市(桜井刑事)、石井宏明(所轄刑事)｜伊達三郎(今井幸介) | 協賛:城山観光ホテル、東亜国際航空、日本カー･フェリー、大栄殖産株式会社 |
| 8月25日  | 第770話 | 歪んだ女心                | 渡辺由自          | 島崎喜美男 | 山田禅二、田川勝雄、西郷隆｜和崎俊哉｜佐竹一男｜山口あきら｜池田駿介｜倉石功｜亀石征一郎津田亜矢子(小倉真由美)｜中真千子(武田京子)、宗近晴見(武田太郎)｜此島愛子(久恵)、青井陽司(坂上信夫)｜原大作(バーテン)、宇野壬麻(ホステス)、藤竹修(社員B)、山田光一(客)｜塚田末人(社員A)、六角なお(女事務員)、渡辺啓二(店員)、佐川二郎(係官)｜伏木和章(若者)、佐々木務(社員)、斉藤弘(初)、南部健太郎(弘)｜一の瀬玲奈(戸川刑事)｜宇南山宏(浮谷敏夫)、戸沢佑介(神山)｜大堀早苗(吉崎美代子)｜平凡太郎(伊東巡査)｜藤原釜足(武田一夫) | 三船班応援：戸川                                                       |
| 9月1日   | 第771話 | 新宿海峡                  | 佐々木武観        | 伊賀山正光 | 山田禅二、田川勝雄、西郷隆｜伊沢一郎｜藤山律子｜笠達也｜日高晤郎｜伊達正三郎｜葉山良二清川新吾(久保俊一)｜女屋美和子(千尋)、日吉としやす(久保祥司)｜高橋英三郎(京太)、仙波和之(岩渕)、渡辺一恵(はるみ)｜山田早苗(真樹)、三沢憲司(順平)、会津あんく(アキ子)｜吉沢優子(かつ子)、千葉繁(丈)、峯雄介(健)/三島一夫(擬斗)｜水木㐮(水木刑事)｜岩城力也(尾崎)、大坪日出代(おかみ)｜清水一郎(野々宮)、花岡菊子(多恵)｜吉田豊明(石原刑事)｜増田順司(重吉)｜高木次朗(阿久津)｜島宇志夫(ナレーター) | 三船班応援：水木、石原                                                 |
| 9月8日   | 第772話 | 妻と愛人のメロディー      | 元持栄美          | 中村経美   | 山田禅二、田川勝雄、西郷隆｜伊沢一郎｜藤山律子｜笠達也｜日高晤郎｜伊達正三郎｜葉山良二桜井浩子(中根百合子、新井節子)｜夏海千佳子(島谷昌美)｜倉島襄(荒川保)、西川敬三郎(深尾)｜上野綾子(敏子)、花原照子(岡田夫人)、東千景(森下夫人)｜佐々木務(竹林)、金子弘美(中西夫人)、米川味子(受付嬢)、岸川洋美、(ウエイトレス)｜島宇志夫(ナレーター)｜青木美香(順子)、由起艶子(岩間夫人)｜大久保正信(伊藤五郎)｜日恵野晃(亀岡新一)｜森山周一郎(中根晴夫) |                                                                        |
| 9月15日  | 第773話 | ゆり子と言う女            | 元持栄美          | 伊賀山正光 | 早川雄三｜一の瀬玲奈｜吉田豊明｜水木㐮｜宗方勝巳｜青木義朗世樹まゆ子(浅野ゆり子)｜五木繁則(木下博之)｜田村元治(医者)、加東三和(女工員A)、有賀十(記者A)｜松本弥生(道子)、三上昭子(女工員B)、小島孝雄(警官)、徳地雅明(記者B)｜白川靖雄(記者C)、豊原秀彦(長田)、小山薫子(事務員)、佐々木恵子(ゆり子の少女時代)/三島一夫(擬斗)｜東郷晴子(木下清子)｜大浜詩郎(植村浩平)、大東梁佶(工場長)｜梅津栄(浅野源三)｜六本木真(岡林達彦)｜武藤英司(平田新三) |                                                                        |
| 9月22日  | 第774話 | 妻に捧げる協奏曲          | 横山保朗          | 天野利彦   | 伊沢一郎｜藤山律子｜笠達也｜日高晤郎｜伊達正三郎｜葉山良二南道郎(安西伸男)｜小園蓉子(安西夕子)｜嶋めぐみ(純子)、室井宏治(糸山)｜福山ひろし(健司)、中西良太(吉村)、佐野哲也(清水)｜喜多道枝(章子)、曽根秀介(乗客イ)、片山滉(校長)、朝倉一(教師)｜小高まさる(乗客ハ)、野村光絵(百合子)、朝野和信(記者A)、石川敏(乗客A)｜倉田主税(木村)、塚田末人(警官A)、野村章平(警官B)、西尾啓(駅員)｜三崎純子(悦子)、福山雅一(刑事A)、三浦伸一(刑事B)、田村一郎(乗客ロ)｜宮本博(生徒A)、川村美佐江(生徒B)、湯原一昭(坂本)、佐藤巧(保線員)、黒崎勇(記者B)｜松田茂樹(記者C)、日隅利行(客ニ)、加藤茂助(客ホ)、前原美代子(客ヘ)、宗稲子(客ト)｜内藤いさ子(和美)、会田純(愛子)、和気秀文(勇)、田中ひろみ(広子)/安川勝人(擬斗)｜星美智子(三輪田園子)｜島宇志夫(ナレーター) |                                                                        |
| 9月29日  | 第775話 | 浅草喜劇役者              | 西沢治            | 鈴木敏郎   | 山田禅二、田川勝雄、西郷隆｜伊沢一郎｜藤山律子｜笠達也｜日高晤郎｜伊達正三郎｜葉山良二関敬六(谷六助)｜富山真沙子(ナオミ)｜江藤昭之(功司)、三ツ矢雄二(鉄也)、石黒正男(役者)｜吉川いずみ(アキ子)、金子弥生(静江)、笹川恵三(老人)、じん弘(役者)｜沢田ひさし(杉)、志田憲一(役者)、石田国松(藤波)、井沢清秀(役者)、中島秀生(バーテン)｜大和義武(山形)、武田佐砂美、羽賀きみ、宮本須美子、潮みちる(踊り子、フランス座)｜石坂栄一(梅沢)、新堂進(辻)、桑原るり子(踊り子)、水野亜紀(踊り子)/三島一夫(擬斗)｜村田知栄子(花子)｜若杉英二(熊倉監察医)、林孝一(老人)｜曽根晴美(寺島支配人)｜杉江広太郎(清川五郎)｜島宇志夫(ナレーター) |                                                                        |
| 10月6日  | 第776話 | 地獄舞                    | 横山保朗          | 天野利彦   | 山田禅二、田川勝雄、西郷隆｜早川雄三｜一の瀬玲奈｜吉田豊明｜水木㐮｜宗方勝巳｜青木義朗若柳禄寿(松涛巴絵)｜松木聖(渡晶子)｜寺内順恵(伊東京子)、大東梁佶(べーやん)｜肥土尚弘(スーちゃん)、花原照子(お定)｜伊藤正博(巡査A)、高木好平(巡査B)、伊豆島英二(駅員)｜大村文武(松涛貴夫)｜島宇志夫(ナレーター)｜曾我廼家一二三(伊東錦一)｜堀勝之祐(高津鉄哉)｜榊ひろみ(杉江美紀)｜神田隆(渡一郎) | 番組名ロゴ変更 協賛:平砂浦ビーチホテル                                 |
| 10月13日 | 第777話 | とめてくれるな おっ母さん | 横山保朗          | 広田茂穂   | 山田禅二、田川勝雄、西郷隆｜伊沢一郎｜藤山律子｜日高晤郎｜倉石功｜葉山良二山田昌人(五十嵐務)｜山口智子(浅野雅子)｜松本敏男(篠田)、宍倉るみ(里美)、きくち英一(吉村)｜永谷悟一(医師)、西尾啓(作業員A)、中山剣吾(作業員B)｜城海峯(刑事A)、坂本時久(刑事B)、田辺しげる(木村)｜金子弘美(晶子)、高橋晴雄(警官A)、鎌田功(警官B)/三島一夫(擬斗)｜島宇志夫(ナレーター)｜松風はる美(松原千代)、矢野間啓二(村上諭)｜藤本三重子(杉本今日子)｜草薙幸二郎(浅野吾郎) |                                                                        |
| 10月20日 | 第778話 | 天使の乳房に泣く          | 元持栄美 柳節也   | 鈴木敏郎   | 山田禅二、田川勝雄、西郷隆｜早川雄三｜一の瀬玲奈｜吉田豊明｜水木㐮｜宗方勝巳｜青木義朗山科ゆり(中根美佐)｜西園寺宏(浜田祐二)、夏海千佳子(立原時子)｜江幡高志(田所久三)、日高ゆりえ(はる)｜宮田洋容(屋台のおやじ)、林昭夫(支配人)、野上正(中根)｜須永慶(記者)、西村淳二(寺西)、杉義一(桜井)｜峯雄介(山岡)、加東三和(女中)、丸山由利亜(房子)、逗子とんぼ(細川)｜今野博美(事務員)、左海徹(事務員)、藤野章(ボーイ)、穴戸真由美(ホステス)｜上地宝(大原)、山口のぼる(沢村)、岸本英之(平)、高橋ゆかり(久子)｜小林桂子(好子)、玉井ゆみ(ホステス)、北山年男(医師)、渡辺啓二(警官)/服部光也(振付師)｜島宇志夫(ナレーター) |                                                                        |
| 10月27日 | 第779話 | むらさき小唄 雪之丞       | 西沢治            | 天野利彦   | 伊沢一郎｜森哲夫(御木本刑事)｜藤山律子｜日高晤郎｜倉石功｜葉山良二中村雪之丞(沢村雪路)｜玉井ゆみ(志麻)｜辻しげる(アキ子)、岩城力也(野々宮)、原田雅子(女子大生)｜松尾丈人(紳士)、山田貴光(会社員)、松本松江(奥様)、茂木美佐子(女A)｜渡辺岩(医師)、小林淳一(大学生)、羽根清治(大学生)、山崎貴美代(女B)｜三田桃基子(郁子)｜長島隆一(仁科)、有馬昌彦(三津田)｜若杉英二(小津)、中村竜三郎(堂本)｜南利明(浪江)｜竜崎一郎(大河内善市)｜島宇志夫(ナレーター) |                                                                        |
| 11月3日  | 第780話 | ある女のみち              | 佐々木武観        | 伊賀山正光 | 山田禅二、田川勝雄、西郷隆｜早川雄三｜一の瀬玲奈｜吉田豊明｜水木㐮｜宗方勝巳｜青木義朗久保田民絵(夕子)｜島田茂喜(山崎)、桐原史雄(新吉)｜鈴木和夫(伊原)、西川敬三郎(坂本刑事)、丹羽たかね(邦枝)｜今村原兵(住職)、大原百代(はる代)、久保晶(社長)｜神戸泰子(よし乃)、たくみさよ(やよい)、石川敏(胴元)、倉沢暎子(さおり)、榎木兵(中盆)｜会津あんく(すみ子)、横田智瑞子(まゆみ)、阿保由貴子(お直)、佐々木恵子(愛子)/三島一夫(擬斗)｜臼井正明(南條)｜生田くみ子(あかね)、小笠原弘(津上刑事)｜宗方奈美(奈美)｜清川新吾(園田)｜石橋雅史(河上) |                                                                        |
| 11月10日 | 第781話 | 純愛の女                  | 小川記正          | 瀬川淑     | 山田禅二、田川勝雄、西郷隆｜伊沢一郎｜森哲夫｜藤山律子｜日高晤郎｜倉石功｜葉山良二沢田勝美(佐々木安志)｜藤岡麿里(飯沢小百合)、人見ゆかり(中原順子)｜椎名祥子(並木道代)、斉藤真(後藤九州男)｜杉義一(倉本)、三鈴栄子(おたき)、相川圭子(みどり)｜堀礼文(小林)、汐見直行(医師)、山崎満(情夫)、宇野壬麻(マリ)｜松原秀(ボーイ)、山口純平(深田)、高品正弘(運転手)、谷口久美子(看護婦)｜田口計(飯沢敏夫)｜石井宏明(医師)、北城寿太郎(小坂忠三郎)｜中庸介(南)｜江見俊太郎(吉岡)｜島宇志夫(ナレーター) |                                                                        |
| 11月17日 | 第782話 | わたしの父さん            | 西沢治            | 天野利彦   | 山田禅二、田川勝雄、西郷隆｜早川雄三｜立花直樹(佐田刑事)｜一の瀬玲奈｜吉田豊明｜宗方勝巳｜青木義朗高橋昌也(定岡茂)｜保積ペペ(定岡努)、今井美佐子(井川朱実)｜平賀百合江(麻里)、小林テル(昌子)、峰田智代(知子)｜八百原寿子(登紀子)、小甲登枝恵(主婦A)、大沢千晴(幸子)｜三崎純子(めぐみ)、小林桂子(美佐江)、針谷雄平(倉)、渡辺次雄(片平)｜白石奈苗(杏子)、金子弘美(信子)、佐々木栄子(看護婦)、前原美代子(主婦B)｜水城蘭子(定岡道代)｜河合絃司(神谷)、青木美香(銀子)｜田島義文(大杉)、外山高士(黒岩)｜白石奈緒美(浜崎冬子)｜福岡正剛(小野寺伸介)｜藤山律子(木塚刑事)｜島宇志夫(ナレーター) | 日高班応援：木塚                                                       |
| 11月24日 | 第783話 | 妻の日記帳                | 横山保朗          | 鈴木敏郎   | 山田禅二、田川勝雄、西郷隆｜伊沢一郎｜森哲夫｜藤山律子｜日高晤郎｜倉石功｜葉山良二松木聖(加藤新子)｜東山敬司(加藤徹男)｜柿沼真二(野村)、紅理子(乃里子)｜中田万三彦(光雄)、平島正一(佐々木)、上野綾子(和代)｜西国成男(店主)、野沢有(千津子)、三沢とも子(里枝)｜神崎幸子(圭子)、金井美幼子(直美)、鳥井真弓(明子)、戸塚晴美(みどり)｜島宇志夫(ナレーター)｜津田亜矢子(博子)、湊俊一(丸山)｜水木梨恵(奈保子)｜守屋俊志(中島部長刑事) |                                                                        |
| 12月1日  | 第784話 | ドキュメント逃亡          | 横山保朗          | 瀬川淑     | 早川雄三｜三宅良彦(三宅刑事)｜一の瀬玲奈｜吉田豊明｜和崎俊哉｜青木義朗中井啓輔(高梨勝哉)｜大堀早苗(神山路子)｜真山譲次(松田和雄)、続圭子(真知子)｜菅沼赫(中年男)、真田五郎(刑事C)、池田武司(幹部B)、山田貴光(刑事D)｜早瀬恒志(刑事A)、石川敏(係員A)、会津あんく(若い女)、伊東平山(伊東)｜小幡良二(刑事B)、弾忠司(警官G)、福山雅一(警官H)、左海徹(警官A)｜小山勤(警官B)、内田忠男(警官C)、小林英樹(警官D)、野田一生(係員B)｜高橋いさむ(警官E)、鈴木恒(警官F)、石原一代(主婦)/三島一夫(擬斗)｜花岡菊子(斉藤のぶ)、笹川恵三(老爺)｜戸沢佑介(幹部A)、須賀良(服部昇)｜幾野道子(松田久子)｜森山周一郎(井関)｜島宇志夫(ナレーター) | 矢崎班応援：谷山、三宅                                                 |
| 12月8日  | 第785話 | 暴走時代                  | 西沢治            | 島崎喜美男 | 山田禅二、田川勝雄、西郷隆｜伊沢一郎｜森哲夫｜立花直樹｜倉石功｜和崎俊哉｜葉山良二水沢有美(関美佐江)｜西島明彦(関進一)、大森不二香(トモ子)｜神ひろし(佐久間功)、高木哲也(上原英樹)｜小笠原まりこ(路子)、桜井明子(比呂子)、宮桂子(愛子)｜金子弘美(女事務員)、鈴木恒(京太郎)、斉藤忠宏(鉄男)、佐藤昇(豊)｜松木聖(丹波律子)｜杉義一(熊倉)、山根久幸(上原知也)｜松村彦二郎(新藤)、喜多道枝(信子)｜杉江広太郎(吉行)｜内田稔(佐久間昇)｜島宇志夫(ナレーター) | 矢崎班応援：谷山 三船班応援：佐田                                      |
| 12月15日 | 第786話 | 女子高生と野獣            | 佐々木武観        | 伊賀山正光 | 山田禅二、田川勝雄、西郷隆｜早川雄三｜立花直樹｜一の瀬玲奈｜吉田豊明｜宗方勝巳｜青木義朗神保なほみ(進藤由紀子)、小野ひずる(小田切慶子)｜仙波和之(安西)、渡辺康子(とみ江)｜丹羽たかね(マダム)、加藤真知子(河上紀子)、相馬剛三(加藤)｜山根久幸(池島)、小沢悦子(主婦)、本多洋子(まゆみ)｜那智映美(とも代)、宍戸真由美(早苗)、高桑和(あい子)｜吉沢優子(キヌ)、吉岡節子(千代)、和田明美(店員)/三島一夫(擬斗)｜穂積隆信(進藤)｜堀勝之祐(編集長)、西園寺宏(記者)｜曽我町子(津村英子)、小沢左生子(進藤夫人)｜梅津栄(小田切義郎)｜佐竹明夫(久米山)｜島宇志夫(ナレーター) |                                                                        |
| 12月22日 | 第787話 | ある誘惑の秘密            | 横山保朗          | 天野利彦   | 伊沢一郎｜森哲夫｜藤山律子｜立花直樹｜倉石功｜葉山良二小野ヤスシ(草香唯志)｜夏海千佳子(立花由紀)｜福井友信(秋山悟)、原田雅子(河崎順子)｜三ツ木じゅん(恩田慶子)、進藤幸(千枝子)｜竹口安芸子(明子)、島崎ひとみ(保母)、星野恭子(美加)｜佐原健二(相馬功雄)｜中庸介(安田)、倉島㐮(森川)｜村田知栄子(相馬蝶子)｜島宇志夫(ナレーター) | 三船班応援：佐田                                                       |
| 12月29日 | 第788話 | 無情の風に散る            | 西沢治            | 広田茂穂   | 山田禅二、田川勝雄、西郷隆｜早川雄三｜立花直樹｜一の瀬玲奈｜吉田豊明｜宗方勝巳｜青木義朗東郷晴子(野々宮夢子)｜榊ひろみ(楠文枝)｜有崎由見子(銀子)、五藤雅博(沼倉)｜大東梁佶(客B)、菅沼赫(客A)、石黒正男(客C)、内田直哉(佐山)｜川口裕子(マリ)、梶山公彦(若き日の啓吉)、谷口久美子(若き日の夢子)/神田小山陽(弁士)｜中山昭二(堂本編集長)｜松尾悦子(松尾冬子、特別出演)｜結城一郎(富沢)、花岡菊子(菊枝)｜吉川満子(久保、特別出演)｜原泉(浜村月子)｜長浜藤夫(川上啓吉)｜島宇志夫(ナレーター) |                                                                        |

#### 1977年
| 放送日  | 各話    | サブタイトル       | 脚本              | 監督       | 出演者 | 備考                |
| ------- | ------- | ------------------ | ----------------- | ---------- | --- | ------------------- |
| 1月5日  | 第789話 | 新春 危機一髪      | 横山保朗          | 天野利彦   | 早川雄三｜立花直樹｜一の瀬玲奈｜吉田豊明｜宗方勝巳｜青木義朗田辺節子(小野塚遥)｜藤岡麿里(小野塚瞳)｜沖田駿一(小野塚進)、鈴木和夫(作業員)｜石川敏(警官A)、小山勤(警官E)、八木秀司(管理人)｜早瀬恒志(警官C)、草薙良一(警官B)、山口純平(警官D)｜山下和行(隊員)、荒木康子(看護婦)、森健(広志)/三島一夫(擬斗)｜石田信之(野口武男)｜藤山律子(木塚刑事)｜藤里まゆみ(松木文子)｜伊沢一郎(関根部長刑事)｜葉山良二(日高主任)｜島宇志夫(ナレーター) | 日高班：関根、木塚  |
| 1月12日 | 第790話 | 華麗なる出逢いの時 | 横山保朗          | 中村経美   | 伊沢一郎｜森哲夫｜藤山律子｜日高晤郎｜倉石功｜葉山良二川崎あかね(柴田梢)｜清水通子(稲川晶子)｜世樹まゆ子(若林雅子)、高橋英郎(河村稔)｜寺内順恵(松原由美)、大阪憲(野村刑事)、朝野和信(根本)｜城海峯(千田)、満山恵子(従業員)、小林英樹(社員)、藤野章(ボーイ)、山本章(フロント)｜大村文武(杉本勝哉)｜関戸純(鬼頭昇)、有馬昌彦(稲川周一郎)｜田口計(稲川裕介)｜武藤英司(若林忠雄)｜島宇志夫(ナレーター) | 協賛:新潟総合テレビ |
| 1月19日 | 第791話 | 女を泣かすな       | 元持栄美          | 鈴木敏郎   | 山田禅二、田川勝雄、西郷隆｜早川雄三｜立花直樹｜一の瀬玲奈｜吉田豊明｜和崎俊哉｜青木義朗河津清三郎(中川原竜之介)｜池田和歌子(富永春子)｜伊藤高(柿沼三郎)、方上江麻(二宮昌美)｜じん弘(新三)、加東三和(女中)、片山滉(院長)｜実川天兵(事務長)、木村修(守衛)、左海徹(代書人)、茂木美佐子(看護婦)｜山下和行(中西巡査)、新井敏也(記者A)、福永幸男(記者B)、鶴見新吾(記者C)/三島一夫(擬斗)｜山岡徹也(松永)｜日野麗子(沢村加奈子)、鮎川浩(老守衛)｜明石勤(星川洋太郎)｜村田知栄子(二宮郁代)｜島宇志夫(ナレーター) | 矢崎班応援：谷山    |
| 1月26日 | 第792話 | 情念の女           | 小川記正          | 伊賀山正光 | 山田禅二、田川勝雄、西郷隆｜伊沢一郎｜森哲夫｜藤山律子｜日高晤郎｜和崎俊哉｜葉山良二野口ふみえ(佐久間静江)｜桜井浩子(三宅雪江)｜青木美香(里見信子)、斉藤真(井口)｜続圭子(杉本伊佐子)、和田一壮(栗原)、岸井あや子(立花夫人)｜花原照子(かず子)、晴海勇三(牧野刑事)、島田麗子(吉岡の妻)、田村元治(管理人)｜森康子(管理人)、喜多操(女生徒B)、大羽吾朗(内藤)、木村修(俳優)｜磯部稲子(井原)、福山雅一(助監督)、江尻光子(女生徒A)、岸映子(静江の娘)｜秋月啓子(事務員)、杉山学(運転手)、松田茂樹(俳優係)、前原美代子(女生徒C)｜松本朝生(里見襄二)｜平沢公太郎(難波利之助)、春江ふかみ(川内マツ子)｜奥野匡(古川)、大東梁佶(警官)｜明石潮(立花)｜川合伸旺(吉岡薩夫)｜島宇志夫(ナレーター) | 矢崎班応援：谷山    |
| 2月2日  | 第793話 | 季節労働者哀歌     | 佐々木武観        | 鈴木敏郎   | 山田禅二、田川勝雄、西郷隆｜早川雄三｜立花直樹｜一の瀬玲奈｜吉田豊明｜宗方勝巳｜青木義朗玉川良一(万作)｜五木繁則(高橋)、大浜詩郎(小川辰夫)｜高橋みどり(みや子)、富志沢牧子(きよみ)、石垣守一(爲吉)｜芦沢孝子(はる江)、藤井つとむ(太市)、石田さやか(光子)｜伊藤正博(支配人)、花原照子(おかみ)、加東三和(まさ代)、小林テル(みや子の母)｜石川敏(友治)、城海峯(西脇)、会津あんく(教師)、小林淳一(ボーイ)、原野弘美(せつ子)｜佐久間律子(テル子)、前原美代子(ミヨコ)、永沢日昭(とめ子)、大栗清史(正治)/三島一夫(擬斗)｜宮田羊容(信造)、東龍明(寛七)｜潮建志(繁次郎)、守屋俊志(阿久津刑事)｜島宇志夫(ナレーター) |                     |
| 2月9日  | 第794話 | ある受験生の詩     | 原島將郎 野火上通 | 島崎喜美男 | 山田禅二、田川勝雄、西郷隆｜伊沢一郎｜森哲夫｜藤山律子｜日高晤郎｜倉石功｜葉山良二保積ペペ(悟)｜那智映美(エミ)、多宮健二(竹井)｜山本章(孝)、高麗ゆきえ(桂子)、山下勝也(中村)｜中村武己(中年の男)、三沢とも子(中年の女)、みやけみつる(鉄夫)、小幡良二(チンピラ)｜高橋いさむ(サブ)、高橋亨(磯崎)、武田潤(勇)、山崎貴美代(女高生)/三島一夫(擬斗)｜星美智子(八重)｜早川研吉(松山刑事)、大東梁佶(屋台のおやじ)｜増田順司(根本)、小林重四郎(竜岡組長)｜宮川洋一(上田先生)｜近藤宏(柿村)｜島宇志夫(ナレーター) |                     |
| 2月16日 | 第795話 | 愛の終着駅         | 小川記正          | 中村経美   | 山田禅二、田川勝雄、西郷隆｜早川雄三｜立花直樹｜一の瀬玲奈｜吉田豊明｜宗方勝巳｜青木義朗紺あき子(吉川ルミ)、滝沢双(矢野)｜鈴木和夫(黒沢)、仙波和之(豊吉)、吉田真野子(照代)｜上野綾子(奥さん)、中村武己(吉田三郎)、遊佐ナオ子(照美)、築地博(親爺)｜桐島好夫(佐藤)、菊地大(山内刑事)、会津あんく(清子)、泉よし子(日守の妻)｜麻生亨(遠藤)、山田貴光(バーテン)、左海徹(山田)、三沢憲治(今井)｜久米勲(林田)、矢島洋子(田辺)、秋山めぐみ(女優)、岡直也(吉見)、本田博太郎(ボーイ)｜磯野秋雄(佐伯準吉)｜岩城力也(里見)、神田正夫(長谷川)｜河村憲一郎(旅館の主人)、根本嘉也(永田)｜松風はる美(お芳)｜谷村昌彦(日守健三)｜島宇志夫(ナレーター) |                     |
| 2月23日 | 第796話 | 夕陽の波止場       | 佐々木武観        | 伊賀山正光 | 山田禅二、田川勝雄、西郷隆｜伊沢一郎｜森哲夫｜藤山律子｜日高晤郎｜倉石功｜葉山良二松木聖(小谷みどり)｜本多洋子(小谷しのぶ)、宮沢康(古川達也)｜杉義一(内沢)、肥土尚弘(井出)、秋元羊介(小谷)｜片山滉(部長)、喜多操(苑子)、福本潤(課長)、大久保純(進)/三島一夫(擬斗)｜藤本三重子(千加子)｜永井柳太郎(喜太郎)、本間文子(ひさ子)｜石井宏明(木島)、浅野進治郎(松吉)｜田島義文(渡辺刑事)、中村竜三郎(西條)｜田中浩(森岡)｜池田鴻(沖口)｜島宇志夫(ナレーター) |                     |
| 3月2日  | 第797話 | わが青春の輝ける日 | 横山保朗          | 天野利彦   | 早川雄三｜立花直樹｜一の瀬玲奈｜吉田豊明｜宗方勝巳｜青木義朗宗方奈美(本間路子)｜原野弘美(本間末子)、中庸介(村上刑事)｜坂入正一(警官A)、小林英樹(警官B)、高木修平(警官C)｜長谷川孝(警官D)、福山雅一(警官E)、野本博(警官F)｜須藤健(加納裕介)｜有馬昌彦(佐竹学)、鮎川浩(寺田厚)｜江見俊太郎(山根順一)｜神田隆(関口部長刑事) |                     |
| 3月9日  | 第798話 | 大都会の魔手       | 吉田進 五條勢都子 | 広田茂穂   | 山田禅二、田川勝雄、西郷隆｜和崎俊哉｜佐竹一男｜山口あきら｜三宅良彦｜倉石功｜亀石征一郎伴直弥(島尾三郎)｜梅本滋美(牧本とも江)、白石奈苗(中丸紀子)｜真田五郎(中丸一郎)、桐原史雄(平田正夫)、平島正一(増山)｜逗子とんぼ(遠藤)、柴田ねこ(島尾美津子)、池上明治(秘書)｜吉野勲(高井)、寺西光則(警官)、小林桂子(マッサージ嬢)｜羽根清治(ボーイ)、小池米子(マッサージ嬢)、小鹿早百合(真奈美)/三島一夫(擬斗)｜佐原健二(野田常務)｜三条れいこ(歌手、特別出演)｜佐藤京一(海堂竜吉)、川部修詩(東田)｜天草四郎(尾形哲人)｜大村文武(大木専務)｜島宇志夫(ナレーター) |                     |
| 3月16日 | 第799話 | 娘の思春期         | 藤井邦夫          | 鈴木敏郎   | 山田禅二、田川勝雄、西郷隆｜伊沢一郎｜森哲夫｜藤山律子｜日高晤郎｜倉石功｜葉山良二平野康(黒木徹)｜江原一哉(谷崎新一)、野川愛(関根知子)｜室井宏治(村田)、石川敏(バーテン)、江藤昭之(警官B)｜木村修(住人B)、穴戸真由美(令子)、鳥井真弓(恵美子)、佐川二郎(労務者)｜松田茂樹(警官A)、渡部市松(住人A)、見原寿恵子(女子高生A)、桑田みどり(女子高生B)｜宇南山宏(吉岡清)、庄司永建(高坂教授)｜小園容子(吉沢登志子)｜目黒幸子(関根保子)｜根上淳(吉沢英一)｜島宇志夫(ナレーター) |                     |
| 3月23日 | 第800話 | あヽ夫婦           | 西沢治            | 天野利彦   | 山田禅二、田川勝雄、西郷隆｜早川雄三｜立花直樹｜一の瀬玲奈｜吉田豊明｜宗方勝巳｜青木義朗三原葉子(平松路子)｜守屋俊志(岩下)｜方上江麻(美佐子)、宮桂子(菊川)｜大東梁佶(チンドンや)、竹口安芸子(マダム)、近藤秀樹(晃)｜藤竹修(新藤)、城海峯(木島)、天現寺竜(菅原)、川畑恵子(娘)｜宇南山宏(阿久津守)、柴田昌(小柳正和)｜水木梨恵(岩下弓枝)｜臼井正明(平松三郎)｜島宇志夫(ナレーター) |                     |
| 3月30日 | 第801話 | 浮気の報酬         | 松井稔 柳節也     | 伊賀山正光 | 山田禅二、田川勝雄、西郷隆｜和崎俊哉｜佐竹一男｜山口あきら｜三宅良彦｜倉石功｜亀石征一郎島崎喜美男(陣出正人)｜森田利作(舞踊・特別出演)、若柳禄寿(振付)協力友情出演(アイウエオ順) 青木美香(芸者)、会津あんく(女B)、新井つねひろ(信行)、石井宏明(男)、鵜川貴範(少年)、宇南山宏(警官)、小笠原まりこ(奥様)、小野松江(女E)、加藤土代子(加奈子)、金子弘美(芸者)、喜多操(芸者)、木村修(アナウンサー)、児玉純子(英子)、宍倉るみ(芸者)、杉義一(古川)、高木二朗(田宮)、中庸介(警官)、花原照子(芸者)、日尾孝司(藤本)、福田信義(つとむ)、本多洋子(店員)、松風はる美(美弥子)、舞砂里(女)、三鈴友梨(芸者)、三島一夫(客)、美弥たか子(玲子)、宗方奈美(百合子)、守屋俊志(安宅)、山本緑(主婦)協力プロダクション(アイウエオ順) 東企画、エヌ・エー・シー、エムスリー、おぎいくこ事務所、川崎事務所、川上事務所、熊沢プロダクション、クレオ、現代制作舎、さとう事務所、プロモーション360CC、サンプロモーション、ジャックプロダクション、劇団昴、太陽プロモーション、竹内事務所、劇団手織座、東京テレビプロダクション、動物園、中里事務所、楡プロダクション、日秀プロダクション、プロモーション・プラス・ワン、マールイプロダクション、松村事務所、三船プロダクション、山口事務所、ローマン企画島宇志夫(ナレーター) |                     |

### 挿入歌
- 「警視303」：唄：若山彰・ザ・エコーズ、作詞：ふじと・たかし、作曲・編曲：冨田勲
- 「女の歩道」(第157話)：唄：黒岩三代子、作詞：若山久、作曲：愛場俊彦
- 「渚のブルース」(第184話)：唄：瀬川きよ美、作詞：錦俊太郎、作曲：西山登、発売：ポリドール
- 「湯煙り音頭」(第186話)：唄：三上丸枝、作詞：錦俊太郎、作曲：西山登、発売：東芝レコード
- 「星かげのテーマ」「涙はやらない」(第263話)：唄：ポール聖名子、作詞：砧一男、作曲：真野環
- 「女心の赤電話」（第286話）：唄：小桜姉妹、作詞：中井義、作曲：真木貴史、編曲：猪俣公章、発売：ビクターレコード
- 「誰よりも君を愛す」(第310話)：唄：松尾和子[注釈 16]、作詞：川内康範、作曲：吉田正、編曲：和田弘
- 「新宿ブルース」(第319話)：唄：扇ひろ子、作詞：滝口暉子、作曲・編曲：和田香苗
- 「すてきなエルザ」「信じておくれ」(第361話)：唄：ザ・ライオンズ、作詞：藤間実、作曲：中島安敏
- 「涙のエンゼル」（第368話）：唄：ザ・ジャイアンツ、作詞・作曲：松井ひさし、編曲：寺岡真三
- 「甘い予感」(第435話)：唄：団次郎、作詞：山上路夫、作曲：村井邦彦
- 「刑法第212条」(第545話)：唄：瑞紗マリヱ、作詞、小倉雅美、作曲、瑞紗マリヱ
- 「なみだ恋」(第605話)：唄：八代亜紀、作詞：悠木圭子、作曲：鈴木淳 、編曲：小谷充
- 「とん平のヘイ・ユウ・ブルース」（第649話）：唄：左とん平、作詞：郷伍郎、作曲：望月良道
- 「愛の肖像」（第651話)：唄：ヒデとロザンナ、作詞：橋本淳、作曲：筒美京平
- 「うそ」（第668話）：唄：中条きよし、作詞：山口洋子、作曲：平尾昌晃
- 「女はぐれ鳥」(第674話)：唄：松平純子、作詞：千家和也、作曲：鈴木淳 、編曲：京建輔
- 「昭和枯れすゝき」(第731話)：唄：さくらと一郎、作詞：山田孝雄、作曲：むつひろし、編曲：伊部晴美

### 放送局
※系列は本放送当時の系列。
| 放送対象地域           | 放送局           | 系列                                        | 備考 |
| ---------------------- | ---------------- | ------------------------------------------- | --- |
| 関東広域圏             | NETテレビ        | NETテレビ系列                               | 制作局 現：テレビ朝日                                                                                          |
| 北海道                 | 札幌テレビ放送   | 日本テレビ系列 フジテレビ系列               | 1963年2月10日時点では日曜16:10 - 17:05に放送                                                                   |
| 北海道                 | 北海道放送       | TBS系列                                     | 札幌テレビからの移行時期不明 1968年10月まで                                                                    |
| 北海道                 | 北海道テレビ     | NETテレビ系列                               | 1968年11月から                                                                                                 |
| 青森県                 | 青森放送         | 日本テレビ系列 NETテレビ系列                | 1969年11月まで、1975年4月から 1975年3月までは日本テレビ系単独加盟局                                            |
| 青森県                 | 青森テレビ       | NETテレビ系列 TBS系列                       | 1969年12月開局から1975年3月まで ANN脱退・JNN正式加盟で青森放送へ再移行                                         |
| 岩手県                 | 岩手放送         | TBS系列                                     | 岩手放送、1969年11月まで                                                                                       |
| 岩手県                 | テレビ岩手       | 日本テレビ系列 NETテレビ系列                | 1969年12月開局から1975年9月まで同時ネット。                                                                    |
| 宮城県                 | 東北放送         | TBS系列                                     | 1962年から1970年9月まで                                                                                        |
| 宮城県                 | ミヤギテレビ     | 日本テレビ系列 NETテレビ系列                | 1970年10月開局から1975年9月まで                                                                                |
| 宮城県                 | 東日本放送       | NETテレビ系列                               | 1975年10月開局から                                                                                             |
| 秋田県                 | 秋田放送         | 日本テレビ系列                              | |
| 山形県                 | 山形放送         | 日本テレビ系列                              | |
| 山形県                 | 山形テレビ       | フジテレビ系列 NETテレビ系列                | 1975年3月まではフジテレビ系列単独加盟局                                                                        |
| 福島県                 | 福島テレビ       | 日本テレビ系列                              | 1966年4月から1970年1月まで                                                                                     |
| 福島県                 | 福島中央テレビ   | 日本テレビ系列 NETテレビ系列                | 1970年2月から 1971年9月まではフジテレビ系列・NETテレビ系列（クロスネット局）                                   |
| 山梨県                 | 山梨放送         | 日本テレビ系列                              | [ 注釈 20 ] |
| 新潟県                 | 新潟放送         | TBS系列                                     | 1966年から1967年まで                                                                                           |
| 新潟県                 | 新潟総合テレビ   | フジテレビ系列 日本テレビ系列 NETテレビ系列 | 現:NST新潟総合テレビ、1968年12月開局から                                                                       |
| 長野県                 | 信越放送         | TBS系列                                     | 1968年打ち切り                                                                                                 |
| 長野県                 | 長野放送         | フジテレビ系列                              | 1971年から |
| 静岡県                 | 静岡放送         | TBS系列                                     | 1966年から1970年6月まで                                                                                        |
| 静岡県                 | テレビ静岡       | フジテレビ系列                              | 1970年7月5日から1977年4月24日まで                                                                              |
| 富山県                 | 北日本放送       | 日本テレビ系列                              | |
| 石川県                 | 北陸放送         | TBS系列                                     | 1965年4月時点で木曜22:15 - 23:15に放送                                                                         |
| 福井県                 | 福井放送         | 日本テレビ系列                              | |
| 中京広域圏             | 名古屋テレビ     | NETテレビ系列                               | 1962年から |
| 近畿広域圏             | 毎日放送         | NETテレビ系列                               | 1975年3月まで                                                                                                  |
| 近畿広域圏             | 朝日放送         | NETテレビ系列                               | 現：朝日放送テレビ 1975年4月から、腸捻転解消に伴う移行                                                         |
| 島根県                 | 山陰放送         | TBS系列                                     | 1965年から1968年まで 当時の放送免許エリアは島根県のみ                                                          |
| 島根県 →島根県・鳥取県 | 山陰中央テレビ   | フジテレビ系列                              | 1970年4月から 1972年9月までの放送免許エリアは島根県のみ 相互乗り入れに伴い鳥取県にも放送エリア拡大             |
| 岡山県                 | 山陽放送         | TBS系列                                     | 山陽放送、1965年から1969年3月まで 当時の放送免許エリアは岡山県のみ                                             |
| 岡山県                 | テレビ岡山       | フジテレビ系列 NETテレビ系列                | テレビ岡山、1969年4月の開局から 1977年3月までの放送(当時の放送免許エリアは岡山県のみ)                          |
| 広島県                 | 中国放送         | TBS系列                                     | 1963年から1970年9月29日まで遅れネットで放送 一時放送を中断した期間あり                                         |
| 広島県                 | 広島ホームテレビ | NETテレビ系列                               | 1970年10月サービス放送開始から                                                                                 |
| 山口県                 | 山口放送         | 日本テレビ系列                              | |
| 山口県                 | テレビ山口       | TBS系列 フジテレビ系列 NETテレビ系列        | |
| 徳島県                 | 四国放送         | 日本テレビ系列                              | |
| 香川県                 | 西日本放送       | 日本テレビ系列                              | |
| 香川県                 | 瀬戸内海放送     | NETテレビ系列                               | 1969年4月の開局から 1977年3月までの放送(当時の放送免許エリアは香川県のみ)                                      |
| 愛媛県                 | 南海放送         | 日本テレビ系列                              | |
| 高知県                 | 高知放送         | 日本テレビ系列                              | |
| 高知県                 | テレビ高知       | TBS系列                                     | |
| 福岡県                 | 九州朝日放送     | NETテレビ系列                               | 1964年9月まではフジテレビ系列とのクロスネット局                                                                |
| 長崎県                 | 長崎放送         | TBS系列                                     | |
| 熊本県                 | 熊本放送         | TBS系列                                     | |
| 大分県                 | 大分放送         | TBS系列                                     | 1965年から1967年まで                                                                                           |
| 大分県                 | テレビ大分       | フジテレビ系列 日本テレビ系列 NETテレビ系列 | 1970年4月開局から                                                                                              |
| 宮崎県                 | 宮崎放送         | TBS系列                                     | 1965年から1968年まで                                                                                           |
| 宮崎県                 | テレビ宮崎       | フジテレビ系列 NETテレビ系列                | 1970年4月開局から 1972年3月までは独立放送局 NETテレビ系列には一般番組のネット保証契約の後、1976年4月に正式加盟 |
| 鹿児島県               | 南日本放送       | TBS系列                                     | 1964年から1967年まで                                                                                           |
| 鹿児島県               | 鹿児島テレビ     | フジテレビ系列 日本テレビ系列 NETテレビ系列 | 1969年4月開局から                                                                                              |
| 沖縄県                 | 琉球放送         | TBS系列                                     | [ 注釈 23 ] |
| 沖縄県                 | 沖縄テレビ       | フジテレビ系列                              | [ 注釈 24 ] |

### 視聴率
最高視聴率:第84回「自首」の34.3%（1963年6月5日放送。「テレビ朝日開局60周年記念 年代別にすべて発表!! 番組視聴率ランキング」の1960年代視聴率ランキング　5位）

### 逸話
- 本作がスタートする直前、東映はテレビへの映画提供打ち切りに踏み切り、専属俳優のテレビドラマ出演を制限していった。さらに五社協定によって45分以上のテレビ映画の製作は禁止されていた。本作のスタートの背景にはこういった当時の映画とテレビとの関係を覗わせる制約が存在していた。このため初期の作品は実質NETテレビ主導で製作されていた。
- 番組3周年には、異例の試みとして作品内の事件の犯人が誰なのかを当てる「懸賞付き犯人当てクイズ」が行われた。この企画は後に5周年記念でも実施されている。
- テレビ映画で初めて、磁気録音フィルム（COMMAG方式）が1966年1月12日放送分より使用される[8]。
- 放送250回を達成した1966年8月8日、東映東京撮影所の第8オープンスタジオで劇中で殺された317人のための慰霊祭が行われた。撮影所近くの寺院の僧侶による読経と250話分の台本がお焚き上げされる中で30数名の関係者がしめやかにお焼香し、形だけの被害者の冥福を祈った[9]。
- 第299話「夜の季節」のロケーション撮影で、練馬区立練馬図書館利用者の秘密侵害問題に関する内容が問題視され、図書館団体の申し入れにより当該演出を同団体の意向に添うよう変更し撮影を行っている。

- 多摩川でロケ撮影中（話数不明）に偶然、服毒自殺の女性を発見し、劇中車両のパトカーで病院に搬送したり、脅迫容疑で追われていた暴力団員がロケ現場に紛れ込んでしまい本物の刑事と勘違いして逃走した末に取り押さえられて本物の警察に引き渡されるなどのハプニングもあったと言う[10]。
- 「砂に十字架を…」（第382話）に悪性腫瘍により右腕を切断した俳優・高橋英二を出演させ、「神への道」（第387話）に全盲の歌手・作曲家で知られた大野秋好を出演させたのは中井プロデューサーの希望であり、後者に関しては「2年越しの構想であった」と語っている[11]。
- メインカメラマンを担当した内田安夫は第60話「禁断の過去」（第2回）と第496話「闇の中」（第11回）の撮影で日本映画テレビ技術協会が制定した日本テレビ技術賞を受賞した。
- 番組開始当時は30分もののドラマが70万円程の予算だったのに対し、1時間ものである本作は1本につき100万円以下の予算だったため、無名の役者や歌手を出演させたりしていた。また、2本の話をわずか2週間足らずで仕上げるというハードスケジュールぶりで、前後編でないにも関わらず出演者の顔ぶれが重複しているケースが多いのもこのためである。
- 第267話ではカラー作品であったが、OA時はモノクロであった。
- 番組前半期の顔であった立石主任役の波島と藤島主任役の中山は番組10周年を目前にして降板した。波島の降板理由は三船班をメインに据えた番組の路線変更に難色を示したことと言われている。この番組の降板から間もなくして波島は芸能界を引退した。
- 主任役に起用された俳優は、警視庁を訪問し警視総監に主任役決定の意向を報告したという。これは里見浩太朗、亀石征一郎の証言で明らかになっている。
- 1976年（昭和51年）9月1日に放送された「新宿海峡」は水木刑事役の水木襄が当時新曲として出したばかりのシングルレコードのタイトルでもあり、またこの回でギター流しに扮した水木刑事がこの曲を劇中歌として歌った。
- 1980年代に独立UHF局で行われて以来長らく再放送の機会に恵まれなかった本作であったが、CS放送の東映チャンネルにて、2006年6月から2007年3月まで第1話と第118話から第212話（第2話から第117話まで原盤保存がなく、欠番との告知が東映チャンネルのHPに記載された）2009年10月から2011年7月の間に第238話から第450話を、2015年4月から2017年2月の間に第451話から第650話の再放送が行われ、2019年3月から2020年8月までは第651話から第801話（最終回）までを、2020年8月からは第651話以降の再放送が再び行われ、2022年9月16日の放送をもって完全に放送終了した（いずれもニューマスター版）。ただし原版紛失及び損傷などの理由で、多くの本数が欠番扱いとなっている。
- 日高晤郎の役名は当初「代田刑事」とする予定だった。プロデューサーが「君は代打の刑事だから代田で行こう」と打診したところ、日高は「代打の刑事が代田じゃそのまますぎるので、代打の代と打を逆さにして打を田に変えて田代刑事にしたい」と伝え、「田代刑事」となった。
- オープニング・エンディングで表記されたスタッフ・キャストのテロップは長らく筆記体であったものの、時期を追うごとに筆跡の変更を繰り返した後、第578話以降(第579・588話をのぞく)は活字表記に変更された。また作品内で使われた全てのテロップの色もカラー化して間もなく黄色に変更されたが、1974年以降は白に戻っている。
- 常に高い人気を誇っていた本作も 1977年3月30日で15年半の歴史に幕を閉じることになった。最終回のエンディング（映像自体は通常と同じ）では、キャストロールをバックに、視聴者へ15年半の愛顧への感謝を伝えるナレーションが挿入され、通常「終」とクレジットされる箇所では楕円囲みで「最終回」とクレジットされた。
- 一般家庭にビデオが普及する前の1981年頃、東映芸能ビデオから第800回「あゝ夫婦」を収録したビデオが4万円で発売されていたことがある[12]。本作の映像ソフト化はこれ以降長らく行われていなかったが、2020年12月から販売元の東映ビデオ（発売元はベストフィールド）より、デジタルリマスター版としてDVD-BOX（スペシャルセレクション）が順次リリースされている[13]。
- 放送開始当初は日立製作所の一社提供で「日立ファミリースコープ」と銘打っており[14]、劇中で日立製の捜査用機器や家電品[注釈 25]、日立チェーンストールなどの販売店も随所に登場している。また「日立マーク」と東京タワーを中心にしたオープニングキャッチ（1964年製作）も短期間であるが放送されていた。なお、このオープニングキャッチは第4回「ACC　CMフェスティバル」で銅賞を受賞している関係により、テレビCM扱いで横浜市の放送ライブラリーにて公開されており、第1話「最後の犯人（ホシ）を追え」と同様、視聴が可能である[15]。また1966年からは「日立のうた-h.i.t.a.c.h.i.-」(作詞・作曲:越部信義、歌：ダーク・ダックス)を使用したオープニングキャッチを筆頭スポンサーが日産自動車に変更される1970年頃まで放送された。
- 日産自動車が筆頭スポンサーとなった1970年頃からは「世界の恋人」（作曲:芥川也寸志、編曲:大野雄二、スキャット:シンガーズ・スリー）を使用した日産自動車のオープニングキャッチが放送されるようになる。（尚このオープニングキャッチは東京12チャンネルの土曜21時枠で放送されていた「日産劇場」（「大江戸捜査網」や「絵島生島」などが放送された時代劇枠）でも使用されていた）
- 1972年6月14日放送「悪女の季節」に電報配達員役で出演していた俳優は、放送時点で過激派の黒ヘルグループの1人として指名手配されていた[16]。
- 著名な声優のゲスト出演も多く、当時『ゲゲゲの鬼太郎』の主役だった野沢雅子は脇役で数多く出演したほか、井上真樹夫、宮内幸平、青野武、大山のぶ代、西尾徳、小原乃梨子、池田昌子、市川治、辻村真人、古川登志夫、雷門ケン坊、古谷徹、三ツ矢雄二、よこざわけい子(当時は横沢啓子)なども出演歴がある。また、山田康雄や中尾隆聖（当時は竹尾智晴）がメインを張った回などが存在する。池田秀一、千葉繁、秋元羊介、内田直哉のように、出演後に著名な声優となった俳優も多い。
- 放送終了後の1979年にパイロット万年筆から発売されたノート筆記用ペン「ノートペン」のテレビCMは本作のパロディで本作でナレーターを務めた島宇志夫を再び起用したが、CMに登場した立石主任は別の役者が演じており、容姿及び風格が本作と全く異なっている。
- 本作の終了後も、同じ流れを汲む後継番組の『特捜最前線』をはじめ、現在も放送されている『テレビ朝日水曜21時枠刑事ドラマ』の各番組への番組提供及び車両協力も日産自動車が継続して行っており、劇中の覆面パトカーも日産車各車が登場している。
- 放送開始日は、TBSで『七人の刑事』が放送開始された日でもある。1972年スタートで1987年まで15年間放送された『太陽にほえろ!』をはじめとする他の作品の放送回数も本作に及ばない。。

### ソフト化作品
スペシャルセレクション Vol.1
2020年12月2日発売。
| Disc1 | Disc1            | Disc2 | Disc2       | Disc3 | Disc3      | Disc4 | Disc4          | Disc5 | Disc5          | Disc6 | Disc6          |
| ----- | ---------------- | ----- | ----------- | ----- | ---------- | ----- | -------------- | ----- | -------------- | ----- | -------------- |
| 1     | 最後の犯人を追え | 201   | 怒りの大地  | 284   | こどもの暦 | 301   | 女を喰う虫     | 400   | 警察官         | 500   | 勇気ある女     |
| 118   | ながれ           | 204   | ある鍵ッ子  | 285   | 拾った女   | 302   | 悲しい善意     | 401   | めぐり逢い     | 501   | 勝負           |
| 119   | 満員電車         | 205   | 歌のある街  | 286   | 女と赤電話 | 303   | 兄ちゃんの馬鹿 | 402   | 海は知っている | 502   | 親なき子       |
| 120   | 暗い日曜日       | 206   | 大都会 前編 | 287   | 夕陽の町   | 304   | 私が悪かった   | 403   | 蛇と香水       | 503   | 純愛の海       |
| 121   | けだもの         | 207   | 大都会 後編 | 288   | 黒い砂漠   | 305   | 富士山頂       | 404   | 待っていた人   | 映画1 | 特別機動捜査隊 |

スペシャルセレクション Vol.2
2021年1月13日発売。
| Disc1 | Disc1      | Disc2 | Disc2        | Disc3 | Disc3          | Disc4 | Disc4        | Disc5 | Disc5          | Disc6 | Disc6                  |
| ----- | ---------- | ----- | ------------ | ----- | -------------- | ----- | ------------ | ----- | -------------- | ----- | ---------------------- |
| 122   | ひったくり | 200   | 女の終着駅   | 289   | ガールハント   | 306   | 土と金と女   | 600   | 海は帰らない   | 700   | 復讐の追跡             |
| 123   | 夜の女     | 208   | 落ちていた粉 | 290   | 美しくなりたい | 307   | 海に生きる   | 601   | 悪魔のような女 | 701   | 進軍ラッパは鳴りわたる |
| 124   | 誤算       | 209   | 狂った旋律   | 291   | 豚と栄光       | 308   | 流転の旅路   | 602   | 香港から来た女 | 702   | 消えた一千万円         |
| 125   | 誘惑者     | 210   | ペンフレンド | 292   | 青春の追憶     | 309   | ママが怖い   | 603   | 同棲の軌跡     | 703   | 禁じられた詩           |
| 126   | 天使の乳房 | 212   | 聞えない町   | 293   | 飛び散る青春   | 310   | 誰よりも愛す | 604   | 金と毒薬と老嬢 | 704   | 人妻の虚像             |

スペシャルセレクション Vol.3
2021年2月10日発売。
| Disc1 | Disc1    | Disc2 | Disc2      | Disc3 | Disc3          | Disc4 | Disc4              | Disc5 | Disc5            | Disc6 | Disc6          |
| ----- | -------- | ----- | ---------- | ----- | -------------- | ----- | ------------------ | ----- | ---------------- | ----- | -------------- |
| 127   | 蜘蛛の巣 | 238   | 深夜の銃声 | 295   | しのび逢い     | 311   | 沈黙の人           | 405   | 愛憎の吊り橋     | 504   | 乱れた女たち   |
| 128   | さすらい | 249   | 乾いた海   | 296   | 九年目の女     | 312   | 恋人よさようなら   | 406   | 現代フリー女地図 | 505   | あるアイディア |
| 129   | 非行少年 | 251   | 終電車の女 | 297   | 第七天国       | 313   | 佐渡の踊子         | 407   | 雨の中の女       | 506   | 銭に生きる女   |
| 130   | ぽんこつ | 252   | 雷雨       | 298   | 女の館         | 314   | アイデア夫人の場合 | 408   | 東京番外地       | 507   | 歩行者天国     |
| 131   | 年齢     | 253   | 白鳥の死   | 300   | 蟷螂のような女 | 315   | 栄光二重奏         | 409   | ふたりの女       | 508   | 狂った夏       |

スペシャルセレクション Vol.4
2021年3月10日発売。
| Disc1 | Disc1            | Disc2 | Disc2                     | Disc3 | Disc3              | Disc4 | Disc4        | Disc5 | Disc5              | Disc6 | Disc6                           |
| ----- | ---------------- | ----- | ------------------------- | ----- | ------------------ | ----- | ------------ | ----- | ------------------ | ----- | ------------------------------- |
| 316   | 北国の女         | 321   | 八人の女                  | 410   | 蒼い母の復讐       | 509   | 呪いの館     | 605   | 恋の裏通り         | 705   | ドキュメント追跡                |
| 317   | 秘められた怒り   | 322   | 寒いクリスマス            | 411   | アバンチュールの女 | 510   | 勝利と敗北   | 606   | 愛と憎しみの湖     | 706   | 魅せられた賭け                  |
| 318   | 怪奇の家         | 323   | 初春寿捕物控 大江戸卍絵図 | 412   | 凍った蒸発         | 511   | 黒い血       | 607   | 砂の塔             | 800   | あヽ夫婦                        |
| 319   | おんなのブルース | 324   | 刑事のブルース            | 413   | 麻薬               | 512   | 高倉主任誕生 | 608   | 燃える炎の女       | 801   | 浮気の報酬                      |
| 320   | 女の坂道         | 325   | 金色の天使の矢            | 414   | 愛の水平線         | 513   | その夜の女   | 609   | 子は誰がために泣く | 映画2 | 特別機動捜査隊 東京駅に張り込め |

スペシャルセレクション Vol.5 ―6人の主任篇Part1―
2021年9月8日発売。
| Disc1(立石主任) | Disc1(立石主任) | Disc2(藤島主任) | Disc2(藤島主任) | Disc3(三船主任) | Disc3(三船主任) | Disc4(高倉主任) | Disc4(高倉主任)  | Disc5(矢崎主任) | Disc5(矢崎主任)    | Disc6(日高主任) | Disc6(日高主任)          |
| --------------- | --------------- | --------------- | --------------- | --------------- | --------------- | --------------- | ---------------- | --------------- | ------------------ | --------------- | ------------------------ |
| 132             | 痴漢の季節      | 141             | おんな          | 427             | 日本人          | 517             | 華麗なる沈黙の街 | 654             | 矢崎班緊急出動せよ | 757             | 霊柩車を撃て!            |
| 133             | 轢き逃げ        | 144             | 倒産            | 433             | 全員救出せよ    | 524             | ドルショック     | 656             | 熱風への復讐       | 759             | 破れ三味線               |
| 134             | 黒い花          | 157             | 女の歩道        | 448             | 刑事            | 526             | ある男と女       | 658             | はみだした青春     | 765             | ダイナマイトとダリヤの花 |
| 326             | 蜜月旅行        | 169             | 春遠からじ      | 460             | 砂の墓          | 528             | その拳銃を追え   | 660             | 結婚七年目         | 766             | 赤ちゃんの詩             |
| 327             | 続・蜜月旅行    | 171             | ひとり息子      | 464             | 玄界灘の夕焼け  | 553             | 悪魔の囁くとき   | 662             | 光と影の女         | 767             | わたしは尼寺へ行きたい   |

スペシャルセレクション Vol.6 ―6人の主任篇Part2―
2021年10月13日発売。
| Disc1(立石主任) | Disc1(立石主任) | Disc2(藤島主任) | Disc2(藤島主任) | Disc3(三船主任) | Disc3(三船主任) | Disc4(高倉主任) | Disc4(高倉主任) | Disc5(矢崎主任) | Disc5(矢崎主任) | Disc6(日高主任) | Disc6(日高主任)      |
| --------------- | --------------- | --------------- | --------------- | --------------- | --------------- | --------------- | --------------- | --------------- | --------------- | --------------- | -------------------- |
| 136             | エゴイスト      | 181             | 空白            | 469             | 絶望の詩        | 573             | 老刑事とその娘  | 664             | 女の罠          | 769             | 俺は許せなかった     |
| 137             | ハンドル        | 190             | 女ごころ        | 473             | 盛り場刑事      | 574             | ある女の詩      | 666             | 剣と女          | 771             | 新宿海峡             |
| 138             | 献身            | 262             | 愛の証書        | 479             | 浅草の唄        | 575             | 真実への出発    | 668             | 嘘              | 772             | 妻と愛人のメロディー |
| 328             | 消えた女狐      | 264             | 晴れた朝が憎い  | 483             | 俺は三船刑事だ  | 581             | 蒼い性          | 670             | 空飛ぶ円盤      | 774             | 妻に捧げる協奏曲     |
| 329             | 花散りぬ        | 270             | 太陽が昇る時    | 486             | 明日は来たらず  | 585             | 華麗なる貧困    | 675             | 疑惑の夜        | 775             | 浅草喜劇役者         |

スペシャルセレクション Vol.7 ―立石主任よ永遠に Part1―
2023年4月12日発売。
| Disc1 | Disc1              | Disc2 | Disc2      | Disc3 | Disc3          | Disc4 | Disc4      | Disc5 | Disc5          | Disc6 | Disc6              |
| ----- | ------------------ | ----- | ---------- | ----- | -------------- | ----- | ---------- | ----- | -------------- | ----- | ------------------ |
| 139   | 密航               | 147   | ゼロの愛情 | 330   | 道玄坂哀歌     | 335   | 死の手錠   | 340   | 霧のような女   | 345   | 濁った大都会の天使 |
| 140   | 四百九十人の容疑者 | 148   | 老刑事の死 | 331   | 走る青春       | 336   | 春の亀裂   | 341   | 夕映えの中に   | 346   | 若者の橋           |
| 142   | 濁った河           | 149   | 夏の終り   | 332   | 東京の空の下   | 337   | 鈴の旅路   | 342   | 女と宝石       | 347   | ゆきずりの女       |
| 143   | 叙勲               | 150   | 脅迫       | 333   | 夜明け前の故郷 | 338   | 狂った季節 | 343   | 夢の崩れるとき | 348   | 嵐の中の恋         |
| 145   | 不良少女           | 151   | 白昼の死角 | 334   | 煙が目にしみる | 339   | 愛情山脈   | 344   | 光る愛の海     | 349   | 熱帯魚と女と犬     |

スペシャルセレクション Vol.8 ―立石主任よ永遠に Part2―
2023年5月10日発売。
| Disc1 | Disc1             | Disc2 | Disc2        | Disc3 | Disc3          | Disc4 | Disc4          | Disc5 | Disc5          | Disc6 | Disc6            |
| ----- | ----------------- | ----- | ------------ | ----- | -------------- | ----- | -------------- | ----- | -------------- | ----- | ---------------- |
| 152   | 団地夫人          | 158   | 白い闘魚     | 350   | 父ちゃんの馬鹿 | 355   | 女の四季       | 360   | 真昼の花火     | 367   | 鴉               |
| 153   | 陸の孤島          | 159   | 大都会の落葉 | 351   | 鬼火           | 356   | その母         | 361   | 東京は恐い     | 369   | 晩秋の女         |
| 154   | 東京0米地帯・前編 | 160   | 目撃者を追え | 352   | 年上の女       | 357   | 情炎譜         | 362   | 車椅子         | 371   | 下町の虹         |
| 155   | 東京0米地帯・後編 | 161   | くちびる     | 353   | 白熱の人       | 358   | まぼろしの女   | 363   | 初恋の湖       | 373   | 曲がった坂道     |
| 156   | みだれ            | 162   | 孤独な純愛   | 354   | 昿野を駈ける女 | 359   | 花かんざしと竜 | 365   | 高原に消えた女 | 375   | 鶏はふたたび鳴く |

スペシャルセレクション Vol.9 ―帰って来た三船主任―
2023年10月11日発売。
| Disc1 | Disc1              | Disc2 | Disc2          | Disc3 | Disc3        | Disc4 | Disc4                   | Disc5 | Disc5            | Disc6 | Disc6                |
| ----- | ------------------ | ----- | -------------- | ----- | ------------ | ----- | ----------------------- | ----- | ---------------- | ----- | -------------------- |
| 443   | 桃色の報酬         | 496   | 闇の中         | 518   | わが道を行く | 523   | 噂の町の中で            | 531   | わが作戦敗れたり | 536   | 可愛い脱走           |
| 488   | 青い残酷           | 499   | 白い殺人者     | 519   | 真実の報酬   | 525   | ポルノイン東京 女人百景 | 532   | 裏町の女         | 537   | 愛と憎しみのバラード |
| 491   | 最後の道化師       | 514   | 三船刑事を殺せ | 520   | 幻の召集令状 | 527   | 焼死体と五人の女        | 533   | 爆弾時代         | 538   | 愚かなる暴走         |
| 493   | 牛乳と洋傘と殺人鬼 | 515   | 私は許せない   | 521   | ある沖縄の女 | 529   | 日本の悲劇              | 534   | 復讐の条件       | 539   | ある恐怖             |
| 494   | 娼婦の流れ唄       | 516   | 涙の季節風     | 522   | 思い出の女   | 530   | 懐しのメロディー 殺し屋 | 535   | 犯人は三船刑事だ | 540   | 夜の誘惑者           |

### ネット配信
- 東映オンデマンド（Amazon Prime Video）：2024年2月1日 - （1ヵ月セレクション10話毎追加）
- 東映シアターオンライン（YouTube）：2024年2月1日 - （第1話は常時配信）

### 前後番組
| NET系 水曜22時枠                                       | NET系 水曜22時枠                                                    | NET系 水曜22時枠                                       |
| 前番組                                                 | 番組名                                                              | 次番組                                                 |
| ------------------------------------------------------ | ------------------------------------------------------------------- | ------------------------------------------------------ |
| 22:00- 指名手配 22:30- ニューヨーク情報                | 特別機動捜査隊 （1961年10月 - 1962年10月）                          | 21:45-特別機動捜査隊 【15分繰上げ】 22:45-おんなの絵本 |
| NET系 水曜21:45 - 22:45枠                              |                                                                     |                                                        |
| 21:45-短い短い物語 【15分繰上げ】 22:00-特別機動捜査隊 | 特別機動捜査隊 （1962年10月 - 1963年9月）                           | 21:00-判決 22:00－特別機動捜査隊 【共に15分繰下げ】    |
| NET系 水曜22時枠                                       |                                                                     |                                                        |
| 21:45-特別機動捜査隊 22:45-おんなの絵本                | 特別機動捜査隊 （1963年10月 - 1977年3月）                           | 特捜最前線                                             |
| NET系 水曜22:56 - 23:00枠                              |                                                                     |                                                        |
| おんなの絵本 （22:45 - 23:00）                         | 特別機動捜査隊 （1963年10月 - 1970年3月） 【4分縮小して継続】       | ANNニュース                                            |
| NET系 水曜22:55 - 22:56枠                              |                                                                     |                                                        |
| 特別機動捜査隊 （22:00 - 23:00）                       | 特別機動捜査隊 （1970年4月 - 1972年9月） 【さらに1分縮小して継続】  | ANNニュース （22:55 - 23:00） 【1分拡大して継続】      |
| NET系 水曜22:54 - 22:55枠                              |                                                                     |                                                        |
| 特別機動捜査隊 （22:00 - 22:56）                       | 特別機動捜査隊 （1972年10月 - 1975年9月） 【さらに1分縮小して継続】 | ANNスポーツニュース （22:54 - 23:00） 【66分繰り上げ】 |
| 毎日放送 水曜22時枠                                    |                                                                     |                                                        |
| 21:45-特別機動捜査隊 22:45-おんなの絵本                | 特別機動捜査隊 （1963年10月 - 1975年3月） - ※同番組までNET系列      | 青銅の花びら - ※同番組からTBS系列                      |
| 朝日放送 水曜22時枠                                    |                                                                     |                                                        |
| 華やかな荒野 - ※同番組までTBS系列                      | 特別機動捜査隊 （1975年4月 - 1977年3月） - ※同番組からNET系列       | 特捜最前線                                             |

## 映画

### 特別機動捜査隊
国内では1963年3月31日に封切り公開された。

#### ストーリー（映画）
日暮里駅に近くの陸橋で若い女性の変死体を発見という連絡が。特別機動捜査隊の警視三〇三、立石主任・橘部長刑事・荒牧刑事・桃井刑事・内藤刑事に入り、5人は現場へ向かう。現場に居た警察官は遺書があるので、自殺だろうと報告。知らせを受けた父・細田武は、娘・細田絹子の姿をみて、むせび泣く。現時点では事件性が無いので、再び巡回に戻る警視三〇三。内藤は「あの人（細田武）は、僕の友達が務めている週刊雑誌社（週刊太陽）の編集長ですよ」と運転しながら、立石に説明する。男で一つで育て上げたのにたまらんだろうなと、5人は無念そうに語り合っていた。初七日を過ぎた細田は仕事に戻り、週刊太陽編集部では新進スターで「飛燕 若さま侍」の滝竜二を次号のグラビアモデルにする企画を進めていた。細田は名士・茨常五郎の麻薬密輸の疑惑を追っていた記者・中野通夫を呼び、滝の取材に行かせる。撮影が小休止したので、滝にインタビューしようとした中野は、そこに茨常の部下・藤井健吉が居たことに驚く。滝は自分の控室に戻ろうとエレベーターに乗ったが、その滝がエレベーター内で死体になっていた。本部から連絡を受けた警視三〇三は現場へ急行する。

#### キャスト（映画）
※クレジットタイトル順。
- 千葉真一 - 内藤刑事
- 南廣 - 荒牧刑事
- 安部徹 - 立石主任
- 中原ひとみ - 滝純子
- 松尾和子（ビクター） - 松岡和枝
- 大村文武 - 藤井健吉
- 曽根晴美 - 中野通夫
- 河野秋武 - 細田武
- 亀石征一郎 - 桃井刑事
- 織本順吉 - 橘部長刑事
- 故里やよい - 藤井美津子
- 月村圭子 - 双葉千代子
- 春日俊二 - 長沢
- 浜田寅彦 - 茨常五郎
- 杉義一 - 石井ディレクター
- 片山滉 - 科検主任技師
- 池田紀生 - 赤沼
- 小林紀彦 - 俳優B
- 室田日出男 - 下河原弘
- 波木井健二 - 滝竜二
- 菊地双三郎 - TVの部長
- 沢田実 - 船員
- 豊野弥八郎 - 黒木
- 田川恒夫 - 科検所員B
- 賀川晴男 - 山辺武彦
- 都健二 - ××商事社員
- 山田甲一 -
- 菅原壮男 - 演出助手
- 清見淳 - 俳優A
- 森弦太郎 -
- ピエール・瀬川 - マネージャー
- 相馬剛三 - 警官
- 河合絃司 -
- 内藤勝次郎 - △△洋服店々主
- 高須準之助 - 科検所員A
- 阿久津克子 - 女優B
- 田村雪枝 - 細田絹子
- 藤江リカ - 小沢信子
- 大録加寿子 - ガイド
- 山本緑 - 女優A

#### スタッフ（映画）
※クレジットタイトル順。
- 企画 - 川崎修英
- 原案 - NET 特別機動捜査隊より
- 脚本 - 大和久守正
- 撮影 - 星島一郎
- 録音 - 小松忠之
- 照明 - 大野忠三郎
- 美術 - 森幹男
- 音楽 - 菊池俊輔
- 編集 - 長沢嘉樹
- 助監督 - 伊丹雅治
- 進行主任 - 渋谷幹雄
- 現像 - 東映化学工業株式会社
- 協力 - 日立製作所、日産自動車株式会社
- 監督 - 太田浩児

### 特別機動捜査隊 東京駅に張り込め
国内では1963年5月12日に封切り公開された。

#### ストーリー（東京駅に張り込め）
ファッションデザイナーの合原京子は自分のファッションショーをセントラルホールで開催していた。ショーも終わり、合原は舞台に立って挨拶。しかしスピーチをしている途中にいきなり苦しみだし、倒れて間もなく即死した。本部から連絡を受け、特別機動捜査隊の立石班は現場へ到着。各員分担して関係者から事情を聴取し始める。監察医は解剖するまで正確なことは言えないが、青酸カリを服用したのだろうと推測する。立石は即効性があるので自殺の可能性も捨てきれないと考えていたが、内藤はショーに出ていたモデルたちから、合原は野心家で自殺するようなタイプではなく、あちこちに恨まれているという証言を複数引き出していた。

#### キャスト（東京駅に張り込め）
※クレジットタイトル順。
- 千葉真一 - 内藤刑事
- 南廣 - 荒牧刑事
- 安部徹 - 立石主任
- 久保菜穂子 - 矢島晶子
- 新井茂子 - 花川英子
- 小川守 - 竹下弘
- 青山ミチ（ポリドール） - 歌手
- 筑波久子 - 野沢町子
- 亀石征一郎 - 桃井刑事
- 織本順吉 - 橘部長刑事
- 故里やよい - 合原京子
- 菅井きん - サダ
- 高英男 - 塩田
- 浜田寅彦 - 坂口営業部長
- 杉義一 -
- 片山滉 - 科検主任技師
- 岡野耕作 - 竹下進一
- 山田甲一 -
- 久保比佐志 -
- 河合絃司 -
- 菊地双三郎 -
- 月村圭子 - 竹下進一の妻
- 牧野内とみ子 -
- 清水通子 -
- 安城百合子 - 朱実
- 田村雪枝 - モデル嬢A
- 矢島由紀子 - モデル嬢B
- 大録加寿子 - モデル嬢C
- 鈴木暁子 - 女店員文枝

#### スタッフ（東京駅に張り込め）
※クレジットタイトル順。
- 企画 - 川崎修英
- 原案 - NET 特別機動捜査隊より
- 脚本 - 佐治乾・永田俊夫
- 撮影 - 星島一郎
- 録音 - 小松忠之
- 照明 - 大野忠三郎
- 美術 - 森幹男
- 音楽 - 菊池俊輔
- 編集 - 長沢嘉樹
- 助監督 - 伊丹雅治
- 進行主任 - 渋谷幹雄
- 現像 - 東映化学工業株式会社
- 協力 - 日立製作所、日産自動車株式会社
- 監督 - 太田浩児